# Liste des épisodes d'Inazuma Eleven
Cet article présente la liste des épisodes des séries télévisées d'animation japonaise liées Inazuma Eleven, Inazuma Eleven GO, Inazuma Eleven GO: Chrono Stone et Inazuma Eleven GO: Galaxy qui se succèdent. Les séries Inazuma Eleven: Ares no Tenbin et Inazuma Eleven: Orion no Kokuin sont des séries alternatives dont l'intrigue se déroule juste après la saison 1.

## Généralités
Les 127 épisodes de la série Inazuma Eleven sont diffusés au Japon à un rythme hebdomadaire sur la chaîne TV Tōkyō d'octobre 2008 à avril 2011.
L'épisode no 14 est le premier de la série à entrer dans le top 10 des audiences d'anime de la télévision japonaise en janvier 2009. Les épisodes sont également traduits et diffusés dans d'autres pays d'Asie et d'Amérique latine, ainsi qu'en Italie (Rai 2), en Espagne (FDF), au Portugal. Ils sont diffusés en français sur la chaîne Disney XD à partir du 30 août 2010 et sur Gulli avec le sous-titre Inazuma Eleven :Puissance Foot.
Ils sont édités en DVD au Japon par la compagnie Geneon à raison d'un DVD par mois de janvier 2009 à août 2011, contenant chacun d'abord quatre épisodes (volumes 1 à 24 et 26), puis trois épisodes (volumes 25 et 27 à 32, le dernier). Certains épisodes sont aussi édités à l'unité en DVD à bas prix incluant des cartes de jeu, également vendus en coffrets de huit de ces DVD ne contenant qu'un épisode chacun, produits par la compagnie Media Factory. En 2011, la série se voit décerner le premier prix à l'Anime Grand Prix organisé par le magazine Animage, classant huit de ses épisodes parmi les vingt meilleurs de l'année 2010, les autres séries n'en classant qu'un ou deux chacune ; ce sont, dans leur ordre de classement, les épisodes 65 (à la 2e place), 100, 93, 61, 62, 106, 64 et 81.
Après la fin de la série, la série dérivée Inazuma Eleven GO enchaîne dès la semaine suivante, en mai 2011, et ses épisodes sont diffusés sur la même chaîne et au même horaire. Ils sont édités en DVD de la même façon à partir de septembre 2011.
Après plus de 4 années d'absence, une nouvelle série intitulée Inazuma Eleven Ares est diffusée à rythme hebdomadaire (sauf pour les deux premiers diffusés le même jour) sur la chaîne TV Tōkyō à partir du 6 avril 2018. En avant-première, le premier épisode de cette nouvelle série sera diffusé sur la chaîne d'animation Canal J en France le 9 juin 2018 à 18:10. Le scénario de cette nouvelle série prend place juste après la saison 1 diffusée en 2008-2009. L'épisode no 27 (le premier de la saison 2) est remplacé par un épisode spécial nommé Inazuma Eleven Reloaded qui modifie le scénario originel, celui-ci n'a pas été diffusé sur TV Tokyo mais est disponible sur la chaîne Youtube de Level 5 en japonais.

## Liste des épisodes

### Saison 1: Football Frontier
| No | Titre français                                               | Titre japonais            | Titre japonais                  | Date de 1re diffusion |
| No | Titre français                                               | Kanji                     | Rōmaji                          | Date de 1re diffusion |
| --- | ------------------------------------------------------------ | ------------------------- | ------------------------------- | --------------------- |
| 1 | Jouons au football                                           | サッカーやろうぜ!         | Sakkā Yarō Ze!                  | 5 octobre 2008        |
| L'épisode commence par la Royal Academy qui bat une équipe inconnue, et Ray Dark anéantit le collège de cette équipe. Durant la journée, Mark Evans, gardien de but et capitaine de l'équipe de Raimon, essaye d'encourager ses coéquipiers à s'entraîner au football, mais ils refusent en trouvant un prétexte ; Mark part donc s'entraîner tout seul sur le terrain. Le soir, alors que Mark joue avec les enfants de l'équipe Inazuma KFT, deux punks l'agressent, car le ballon a failli leur tomber dessus. L'un des deux punks shoote en direction d'une des joueuses de l'Inazuma KFT, mais un mystérieux garçon arrive et renvoie le ballon vers les deux punks qui s'enfuient. Mark lui demande de rejoindre le club de foot de Raimon mais il refuse ; le lendemain, le garçon est présenté comme étant Axel Blaze. Mark réitère sa question auprès d'Axel, mais ce dernier lui répond qu'il a abandonné le foot. Mark va au bureau du principal du collège qui lui annonce, avec Nelly Raimon, qu'il doit recruter des joueurs et jouer contre la Royal Academy, sous peine de la dissolution de l'équipe. Mark fait le tour du collège et finit par recruter Nathan Swift dans la soirée ; tous les Raimon s’entraînent ce soir-là avec Mark. Le jour suivant, Maxwell Carson, Jim Wraith et Willy Glass rejoignent l’équipe, et la Royal Academy arrive au collège Raimon… |                                                              |                           |                                 |                       |
| 2 | Face à face avec la Royal Academy !                          | 帝国が来た!               | Teikoku ga Kita!                | 12 octobre 2008       |
| La Royal Academy est arrivée au collège Raimon. Durant l'échauffement des joueurs, Jack prend peur et va se cacher dans un casier, mais les Raimon le retrouvent et Mark le persuade d'affronter sa peur. Le match commence et la Royal inscrit un but dès les premières minutes du match. Mark est complètement à la merci du « Tir Rafale » et du « Triangle de la Mort » de la Royal. La première mi-temps s'achève sur un score de 10 à 0 pour la Royal. Les Raimon sont démoralisés, mais Mark leur redonne courage et espoir. Durant la seconde mi-temps, tous les joueurs de Raimon s'effondrent à terre. Les joueurs de la Royal attaquent sauvagement Mark, et Jude menace de s'acharner sur lui si Axel ne vient pas sur le terrain. Nathan Swift essaiera de protéger Mark et sera blessé par un des tirs de Jude Sharp. Du bureau du principal, Nelly observe que les joueurs de la Royal semblent attendre quelque chose. Willy, le seul joueur de Raimon encore debout, s'enfuit du terrain et laisse tomber son maillot devant Axel. Ce dernier prend le maillot et entre sur le terrain, après quelques hésitations. Mark est content de voir Axel rejoindre son équipe et, après avoir arrêté le « Triangle de la Mort » avec la « Main Céleste », envoie la balle à Axel qui marque un but avec la « Tornade de Feu ». À la suite de cela, la Royal déclare forfait sur un score de 20 à 1. Mark propose de nouveau à Axel de rejoindre son équipe, mais ce dernier refuse et lui rend son maillot. |                                                              |                           |                                 |                       |
| 3 | À la recherche de la meilleure technique                     | あみだせ必殺技!           | Amidase Hissatsu-waza!          | 19 octobre 2008       |
| L'équipe de Raimon doit maintenant jouer un match contre l'Institut Occulte, une équipe dite maudite ; Nelly dit à Mark que si son équipe gagne ce match, elle inscrira le club de foot de Raimon au tournoi Football Frontier. En revanche, s'ils perdent le club sera dissous. Les Raimon sont enthousiastes en apprenant la nouvelle, mais pensent qu'ils ne pourront pas gagner sans Axel ; Kevin, jaloux, commence alors à s'entraîner. Dans l'après-midi, Mark suit Axel qui va à l'hôpital, pensant qu'il s'est blessé ; il se fait surprendre, et présente ses excuses, puis demande qui est la petite fille dans la chambre. Axel lui dit qu'il s'agit de sa petite sœur Julia Blaze, qui est dans le coma à cause d'un accident de camion qu'elle a eu alors qu'elle venait assister à un match qu’il jouait ; depuis, Axel a promis de ne plus jouer au foot. Le lendemain, Célia Hills devient co-manager de l'équipe de Raimon ; Kevin commence son entraînement spécial, et finit par créer une nouvelle supertechnique, le « Choc du Dragon ». Axel observe l'entraînement des Raimon ; Nelly vient le voir en voiture en lui disant qu'elle sait ce qui est arrivé à sa sœur ; elle le quitte en lui rappelant celle qui venait avec envie assister à tous ses matchs. Après cela, Axel se dirige vers le terrain et dit à Mark qu'il va rejoindre l'équipe de Raimon. |                                                              |                           |                                 |                       |
| 4 | La Tornade du Dragon                                         | ドラゴンが出た!           | Doragon ga Deta!                | 26 octobre 2008       |
| Le jour du match opposant Raimon à l'Institut Occulte est enfin arrivé. Le match commence, et Kevin marque deux buts avec le « Choc du Dragon », au grand désespoir de l'équipe adverse. Occulte lance sa contre-attaque et leur entraîneur prononce une étrange incantation. Johan Tassman lance le « Blocage Spectral » qui paralyse les Raimon, puis il marque un but à l'aide du « Tir Fantôme ». L'équipe de Raimon tente par la suite de marquer un but, mais échoue ; Occulte utilise de nouveau le « Blocage Spectral », et marque deux buts. Durant la mi-temps, Mark pense à l'étrange incantation que prononce l'entraîneur d'Occulte, tout en se demandant si elle a un lien avec la tactique du « Blocage Spectral ». Durant la seconde mi-temps, il réussit à s'opposer à la malédiction en libérant tous les membres de son équipe. Axel se rend enfin compte de la raison qui faisait qu'il ne pouvait pas marquer car le gardien d'Occulte utilisait une autre astuce de l'hypnose. Kevin utilise alors le « Choc du Dragon » et passe le ballon à Axel qui utilise la « Tornade de Feu », donnant ainsi naissance à la « Tornade du Dragon ». Ainsi, Raimon marque deux autres buts grâce à cette supertechnique combinée, et gagne 4 à 3 ; Nelly inscrit donc le club de Raimon au tournoi Football Frontier. |                                                              |                           |                                 |                       |
| 5 | Où est le cahier secret ?                                    | 秘伝書はどこだ!           | Hiden-sho wa dokoda!            | 2 novembre 2008       |
| Durant la sélection de l'équipe de Raimon au tournoi Football Frontier, il est révélé que le prochain adversaire de l'équipe sera le collège Wild. Toute l'équipe arrive au club et rencontre Bobby Shearer, qui veut se joindre à l'équipe ; Mark l'acueille tout heureux, mais Bobby l'interrompt en lui disant que les joueurs de l'équipe Wild ont de très bonnes capacités de saut. Mark dit alors qu'il faut créer une nouvelle supertechnique pour résoudre cela ; pendant leur entraînement, Mr. Vétéran interrompt l'équipe et parle aux joueurs du légendaire onze d'Inazuma, dont l'entraîneur, David Evans, était le grand-père de Mark. Le lendemain, les Raimon continuent leur entraînement, mais personne ne parvient à créer de nouvelle supertechnique ; après être allés voir Seymour Hillman à son restaurant de nouilles pour avoir une idée de l’emplacement du cahier secret de David Evans, Mark et ses coéquipiers vont le chercher au collège. Dans les bureaux, ils se font surprendre par Nelly, qui leur montre le cahier qu'elle a emprunté à son père ; seul Mark arrive à décrypter les dessins de son grand-père, et il y lit la description d'une supertechnique appelée « Trampoline du Tonnerre ». Axel cherche à comprendre la description, et Mark l’associe à Jack pour cette supertechnique. |                                                              |                           |                                 |                       |
| 6 | Le Trampoline du Tonnerre                                    | これがイナズマ落としだ!   | Kore ga Inazuma Otoshida!       | 9 novembre 2008       |
| Axel et Jack continuent leur entraînement pour la maîtrise du « Trampoline du Tonnerre » ; seulement, ils n'arrivent pas à la maîtriser, car Jack a le vertige. Peu après, tout le monde commence l'entraînement, sauf Bobby, qui dit à Sylvia qu'il va rester un peu à regarder, puisqu'il est nouveau dans l'équipe. L'entraînement spécial continue pour Axel et Jack, mais Jack a toujours les yeux baissés, ce qui déséquilibre Axel. Le lendemain, l'équipe de Raimon est nez à nez avec l'équipe Wild, et Mark montre à Jack qu'ils ont trois supporters : Zak, le petit frère de Jack, et deux de ses amis. Le match commence, mais alors qu'Axel s'apprête à utiliser la « Tornade de Feu », le ballon lui est subtilisé par Hugo Tallgeese et les joueurs de Wild contre-attaquent et essayent de marquer. Les Raimon lancent une nouvelle offensive, mais Kevin est blessé par un des défenseurs adverses et est remplacé par Bobby. Jack et Axel tentent de nouveau le « Trampoline du Tonnerre » mais échouent, et la première mi-temps s'achève. Durant la seconde mi-temps, les défenseurs de Raimon défendent Mark qui a les mains rouges, et Jack s'aperçoit que ses coéquipiers sont déterminés à gagner ; il tente à nouveau le « Trampoline du Tonnerre » avec Axel, avec succès : Axel parvient à marquer un but, et Raimon gagne le match 1 à 0. |                                                              |                           |                                 |                       |
| 7 | Le Centre d'entraînement secret                              | 河川敷の決闘!             | Kasenshiki no Kettō!            | 16 novembre 2008      |
| Les joueurs de Cybertech s'entraînent avec des hologrammes des Raimon, pour recevoir les données de leurs adversaires. Ce jour-là, alors que les Raimon s'entraînent, ils aperçoivent des « fans » sur le pont, mais Nelly interdit aux joueurs d'utiliser des supertechniques en leur révélant que ce sont des espions. Ce soir-là, Thomas Feldt et Neil Turner ont une conversation avec Jude Sharp, et le lendemain, les deux joueurs de Cybertech commencent à espionner les Raimon ; Mark les défie à un petit match. Le match débute avec Neil qui utilise la « Tornade de Feu », et parvient à marquer un but, choquant les Raimon ; Ensuite, Axel utilise la « Tornade de Feu » à son tour, mais Thomas réussit à arrêter sa supertechnique. Plus tard, Nelly arrive sur le terrain et conduit les Raimon à un centre d'entraînement secret baptisé « Coup du Tonnerre » afin que les joueurs s'entraînent en secret ; ils s'entraînent le jour même, avant d'en sortir épuisés ; leur entraînement au « Coup du Tonnerre » se poursuit les jours d'après. Le jour du match entre Raimon et Cybertech, l'équipe de Raimon est surprise par le stade bardé de capteurs ; dans les vestiaires, Mark et Thomas ont une discussion à propos du match… |                                                              |                           |                                 |                       |
| 8 | Les Cyber joueurs de foot !                                  | 恐怖のサッカーサイボーグ! | Kyōfu no Sakkā Saibōgu!         | 23 novembre 2008      |
| Mark parle avec Thomas qui lui répond qu'il connaît le pourcentage de chances pour que Raimon gagne ce match. Le match commence, et Thomas commande à ses joueurs d'utiliser la « Formation de Défense Gamma », ce qui arrête l'offensive des Raimon, puis ils utilisent la « Formation d'Attaque Beta », mais les Raimon parviennent à la briser. Les Raimon essayent de marquer à l'aide de la « Tornade du Dragon », mais échouent, et les joueurs de Cybertech marquent un but ; puis les Cybertech se passent le ballon sans attaquer, et la première mi-temps s'achève. Mark est révolté par le comportement des Cybertech et dit à Thomas que ce n'est pas du football. La seconde mi-temps commence, et à un moment, Mark monte en attaque pour essayer de marquer, ce qui surprend Thomas. Après une offensive des Cybertech, Mark rejoint Axel en attaque, ils utilisent la « Foudre », et marquent un but pour Raimon, puis Kevin et Axel utilisent la « Tornade du Dragon », et marquent le second but pour Raimon. L'entraîneur de Cybertech demande à ses joueurs de blesser les Raimon, mais ils refusent et enlèvent les capteurs de leur tête pour jouer au vrai football ; Neil arrête la « Tornade de Feu » d'Axel, et Thomas sort des cages pour tenter de marquer, mais échoue. Raimon gagne 2 à 1, mais Axel semble avoir été blessé en étant intercepté par Neil… |                                                              |                           |                                 |                       |
| 9 | Willy entre en scène                                         | 目金、立つ!               | Mekin, Tatsu!                   | 30 novembre 2008      |
| Axel est blessé et ne jouera pas le prochain match avec Raimon, mais la prochaine équipe que Raimon doit affronter est la plus faible du tournoi ; cependant, le collège Otaku a réussi à vaincre l'Institut Occulte 1 à 0, ce qui a surpris les Raimon. Mark et les autres décident donc d'aller dans un café de l'équipe pour en savoir plus sur eux ; là-bas, Willy reconnaît parmi les membres des Otaku, Mark Gambling et Light Nobel, qui sont les auteurs du manga Princesse Magique que Willy affectionne. Le jour du match entre Raimon et les Otaku arrive enfin, et le match commence ; les Otaku jouent de manière défensive durant la première mi-temps et à la seconde mi-temps, ils commencent à jouer de manière offensive, et marquent un but. L'équipe de Raimon est en difficulté, mais Willy découvre que les joueurs Otaku trichent, ce qui amène Willy à dire à Mark Gambling et Light Nobel que le personnage dont ils sont l'auteur aurait honte d'eux. Peu après, Kevin utilise de nouveau le « Choc du Dragon », et tente de marquer ; Willy intervient, donne un coup de tête au ballon, et marque le premier but pour Raimon. Willy est blessé et se fait sortir du terrain ; Kevin marque le second but avec le « Choc du Dragon », et Raimon gagne ce match 2 à 1. |                                                              |                           |                                 |                       |
| 10 | L’Espion de la Royal Academy                                 | 帝国のスパイ!             | Teikoku no Supai!               | 7 décembre 2008       |
| Les Raimon se rendent au restaurant de nouilles pour manger, mais Bobby les quitte et commence à murmurer à travers son téléphone ; il manque de se faire écraser par un camion, puis Sylvia le rejoint et a une conversation avec lui. Le lendemain, Bobby se rend au bâtiment du club de foot de Raimon pour voler le cahier contenant les données des joueurs pour le compte de la Royal, mais ne peut finalement pas se résoudre à trahir les Raimon. En passant par les garages, il surprend Frank Wintersea, l'entraîneur des Raimon, et découvre qu'il a saboté le bus de l'équipe. Après l'entraînement, Bobby a un rendez-vous avec Jude, mais leur discussion est interrompue par Célia, qui espionnait Bobby à la demande de Sylvia ; ce dernier apprend alors que Jude et Célia sont frères et sœurs. Jude a une discussion chez lui avec son père adoptif à propos de Célia… Le jour d'après, l'équipe de Raimon se rend au bureau du père de Nelly, et celle-ci montre aux Raimon une lettre écrite par Bobby. Nelly et les Raimon vont ensuite voir Frank Wintersea et Nelly lui demande de démarrer le bus ; à la suite du refus de Frank, Nelly le limoge, et il révèle aux Raimon que Bobby est un espion de la Royal. Sylvia a une discussion avec Bobby, mais Mark arrive et commence à jouer au foot avec ce dernier ; peu après, Nelly dit aux Raimon qu'ils doivent maintenant trouver un autre entraîneur…                                                                                    |                                                              |                           |                                 |                       |
| 11 | Recherche entraîneur désespérément                           | 新監督を探せ!             | Shin Kantoku o Sagase!          | 14 décembre 2008      |
| L'équipe de Raimon doit absolument trouver un nouvel entraîneur, si elle ne veut pas être disqualifiée du tournoi Football Frontier ; les Raimon se rendent donc au restaurant de nouilles pour demander à Seymour Hillman de devenir leur nouvel entraîneur, mais celui-ci refuse et jette les Raimon dehors ; à la suite de cela, l'entraînement de l'après-midi est empreint de pessimisme. À un moment, les Raimon s'aperçoivent que Jude est sur le pont et les observe ; Mark va lui proposer de venir s'entraîner avec eux, mais Jude refuse et part ; chez lui, Jude est un peu perturbé et triste et Ray Dark vient le voir à la demande de son père adoptif. Le lendemain, l'équipe de Raimon est démoralisée et ne s'entraîne pas ; Mark repart en direction du restaurant de nouilles mais tombe sur l'inspecteur Smith, qui parle à Mark du légendaire onze d'Inazuma et de son grand-père David Evans. Après cela, Mark se rend au restaurant et lance un défi à Seymour Hillman : si Mark arrête ses trois tirs, alors Seymour deviendra le nouvel entraîneur de l'équipe de Raimon ; ils se rendent donc sur le terrain, et Mark parvient à bloquer ses tirs grâce au « Poing Ardent » et à la « Main Céleste »… Jude rassemble ses coéquipiers et leur dit qu’il souhaite jouer dorénavant honnêtement au football, sans suivre les instructions de Ray Dark, tandis que Mark présente aux Raimon leur nouvel entraîneur, Seymour Hillman.                                                           |                                                              |                           |                                 |                       |
| 12 | Finale contre la Royal Academy - Première partie             | 決戦!帝国学園・前編!!     | Kessen! Teikoku Gakuen Zenpen!! | 21 décembre 2008      |
| La finale des éliminatoires du tournoi Football Frontier entre Raimon et la Royal Academy va bientôt avoir lieu. Les Raimon se rendent en train au collège de la Royal Academy, et surprennent Jude dans les vestiaires, en train de vérifier les lieux pour voir si Ray Dark n'a pas tendu un piège. Mark croit en la bonne foi de Jude et dit à ses coéquipiers qu'il ne fait rien de mal ; peu après, Jude a une conversation avec sa sœur Célia. En voyant de nouveau Jude, Mark décide de le suivre mais il tombe sur Ray Dark, qui lui révèle que Jude et Célia sont frère et sœur ainsi que leur histoire ; Mark raconte ensuite cette histoire à Sylvia. Jude finit par trouver le piège de Ray Dark et murmure quelques mots à Mark ; juste avant le coup d'envoi du match, des poutres en métal s'abattent sur le terrain, mais les Raimon n'ont rien car ils se sont éloignés du milieu du terrain. Peu après, Ray Dark est arrêté par l'inspecteur Smith, mais Jude remarque qu'il a un étrange sourire. Malgré ces événements, Mark accepte quand même que l'équipe de Raimon joue contre la Royal Academy ; les deux équipes se rendent sur le terrain, et le coup d'envoi du match est donné… |                                                              |                           |                                 |                       |
| 13 | Finale contre la Royal Academy - Deuxième partie             | 決戦!帝国学園・後編!!     | Kessen! Teikoku Gakuen Kōhen!!  | 28 décembre 2008      |
| Le match entre l'équipe de Raimon et la Royal Academy commence ; les Raimon tentent de marquer à l'aide de la « Tornade du Dragon » mais sont stoppés par le « Bouclier d'Energie » de Joseph King. Jude utilise la supertechnique des « Manchots Empereurs Numéro 2 » et marque un but face à Mark, perturbé par l'histoire de Jude et Célia. Jude essaye par la suite à nouveau de marquer mais se fait arrêter par Axel ; Mark est distrait et ne joue pas à son meilleur niveau ; la première mi-temps s'achève, et Mark est toujours perturbé. La seconde mi-temps débute, et lors d'une offensive de la Royal, Bobby s'élance et fait dévier le tir ; à la suite de cela, il se fait sortir du terrain. Peu après, Axel tire avec le ballon sur Mark et le ramène à la raison ; Mark retrouve sa concentration et arrête tous les tirs de la Royal. Kevin et Axel découvrent le point faible du « Bouclier d'Energie » et ils marquent un but avec la « Tornade du Dragon » ; ensuite, Axel, Mark et Jack utilisent le « Super Trampoline du Tonnerre » et marquent le but victorieux de 2 à 1 pour l'équipe de Raimon, qui se qualifie pour le tournoi Football Frontier. Sylvia va parler à Célia à la fin du match ; cette dernière va voir son frère Jude pour lui dire qu'elle est contente qu’il ne l'ait pas oublié et l'aime toujours, mais qu'elle est bien dans sa famille d'accueil. |                                                              |                           |                                 |                       |
| 14 | Le Onze légendaire                                           | 伝説のイレブン!           | Densetsu no Irebun!             | 4 janvier 2009        |
| L'équipe de Raimon a gagné les éliminatoires du tournoi Football Frontier et est qualifiée pour le tournoi ; après le match, Mark et Jude ont une conversation, et Jude dit à Mark que la Royal Academy est qualifiée d'office au tournoi. Plus tard, les Raimon fêtent leur victoire au restaurant de nouilles de l'entraîneur Hillman ; dans la soirée, ils rencontrent un ancien du onze d'Inazuma, mais ce dernier n'est plus intéressé par le football et a perdu espoir. Seymour Hillman lui suggère un match entre Raimon et le onze d'Inazuma, ce qu'il accepte sans passion ; l'équipe de Raimon est enthousiaste de jouer contre le onze légendaire. Le lendemain, le match débute entre les deux équipes, mais les adultes du onze d'Inazuma ne jouent pas sérieusement, et les Raimon se rendent compte que ce match ne les entraîne pas du tout. Hillman, qui joue comme gardien de but, ravive la passion des joueurs du onze légendaire qui utilisent l'« Oiseau de Feu » ; Axel et Nathan décident d'apprendre cette supertechnique, et ils y parviennent avec l'aide de Jim ; à la fin du match, ils envisagent de l'utiliser au tournoi Football Frontier. |                                                              |                           |                                 |                       |
| 15 | Et c'est parti pour le championnat national !                | 来たぜ!全国大会!!         | Kita Ze! Zenkoku Taikai!!       | 11 janvier 2009       |
| Axel et Nathan s'entraînent à la maîtrise de l'« Oiseau de Feu » en compagnie de Mark, Kevin et Jim. Peu après, Sonny Raimon, le père de Nelly apparaît, surprenant les Raimon ; le directeur les félicite pour leur qualification au championnat national, puis demande à Mark s'il veut un nouveau local pour le club ; l'entraîneur Hillman dit alors que le petit bâtiment du club est celui qui existait déjà du temps du onze d'Inazuma, et Mark décline donc l’offre. Plus tard, Nathan rencontre un de ses amis du club d'athlétisme, Miles Ryan, et il s'entraîne à courir avec lui et le reste de son ancien club ; l'un des membres lui dit qu’il devrait revenir, ce qui perturbe durablement Nathan qui ne parvient pas à utiliser l'« Oiseau de Feu » avec Axel. Le même soir, l'inspecteur Smith va chez Sonny Raimon et lui apprend que Ray Dark a été relâché, faute de preuves. Le lendemain, Nathan dit à Miles qu'il prendra sa décision lors du prochain match de l'équipe de Raimon. Plus tard, pendant l'entraînement, Nelly apprend que son père a été victime d'un accident et elle va lui rendre visite à l'hôpital. Quelques jours plus tard, les Raimon se rendent au stade Football Frontier pour la cérémonie d'ouverture du tournoi ; toutes les équipes se présentent, excepté une mystérieuse équipe appelée « Zeus »… |                                                              |                           |                                 |                       |
| 16 | Les Joueurs de foot ninjas                                   | 破れ!忍者サッカー!!       | Yabure! Ninja Sakkā!!           | 18 janvier 2009       |
| À la fin de la journée, l'entraîneur Hillman annonce aux Raimon que leur prochain adversaire sera le collège Shuriken ; le lendemain, avant le match, Nathan dit à Mark qu'il va prendre sa décision de quitter ou de rester au club de foot de Raimon durant le match. Avant le match, Sail Bluesea défie Nathan à une course de vitesse, mais deux autres joueurs de Shuriken arrivent et Sail disparaît avec eux ; peu après, le match commence. Les joueurs de Shuriken attaquent immédiatement, et Sail marque un but pour Shuriken avec la « Balle de Terre » ; les Raimon essayent d'attaquer, mais ils sont à chaque fois contrés par les défenseurs de l'équipe adverse. La seconde mi-temps se déroule de la même façon, jusqu'à ce que Nathan dévie un tir de Shuriken ; il utilise ensuite l’« Oiseau de Feu » avec Axel et marque le premier but pour Raimon ; Axel utilise ensuite la « Tornade de Feu », et marque le but victorieux de 2 à 1 pour Raimon. À la fin du match, Miles vient voir Nathan en lui disant qu'il a compris que sa place est parmi les autres membres du club de foot de Raimon, sur le terrain. Peu après, Mark et Sylvia vont à l'hôpital rendre visite à Nelly pour prendre des nouvelles de son père ; là-bas, Nelly leur dit que son père se porte bien. |                                                              |                           |                                 |                       |
| 17 | La Décision de Jude                                          | 鬼道の決意!               | Kidō no Ketsui!                 | 25 janvier 2009       |
| L'équipe de Raimon est en entraînement au « Coup de Tonnerre », lorsque Célia vient leur annoncer que la Royal Academy a perdu 10 à 0 face au collège Zeus ; les Raimon sont étonnés, et Mark court se rendre au collège de la Royal, où il trouve Jude, seul sur le terrain, déprimé par la défaite de son équipe et les blessures ayant invalidé tous ses coéquipiers. Jude va ensuite chez lui avec Mark, qui est étonné par la taille de sa maison ; à l'intérieur, Jude lui montre un vieux magazine qui est le seul souvenir de son père. Pendant l'entraînement de l'après-midi, Mark annonce à ses coéquipiers que leur prochain adversaire sera le collège Terria ; les Raimon vont s'entraîner, mais ils ont du mal à s'échanger des passes, car l'équipe s'est améliorée beaucoup trop vite. Le soir, Jude a une conversation avec sa sœur Célia, lorsqu'Axel lui tire dessus et lui demande de le suivre sur le terrain de foot ; là, ils échangent plusieurs tirs, et Axel dit à Jude qu'il peut toujours continuer le tournoi Football Frontier aux-côtés de l'équipe de Raimon. Le jour du match opposant ces derniers à Terria arrive enfin, et, alors que le match va commencer, Jude arrive avec le maillot des Raimon… |                                                              |                           |                                 |                       |
| 18 | Il faut pulvériser la Muraille Infinie                       | 砕け!無限の壁!!           | Kudake! Mugen no Kabe!!         | 1er février 2009      |
| Jude rejoint donc officiellement l'équipe de Raimon ; le match commence, mais les Raimon ont du mal à s'échanger le ballon, se le faisant reprendre facilement par les joueurs de Terria qui attaquent rapidement, et marquent un but. Jude coordonne l'équipe de Raimon qui a toujours du mal à attaquer ; lors d'une offensive d'Axel et de Kevin, les joueurs de Terria utilisent la « Muraille Infinie » et arrêtent le tir, et la première mi-temps s'achève. Pendant la pause, Jude dit aux joueurs qu'ils doivent utiliser leur potentiel au maximum ; la seconde mi-temps commence, mais les Raimon se heurtent toujours à la « Muraille Infinie ». Ils commencent à désespérer, mais Mark leur redonne du courage ; les Raimon retrouvent une nouvelle énergie et Jude utilise avec Mark et Axel l'« Éclair Pulvérisant » et ils marquent le premier but pour Raimon. Kevin marque le second but avec le « Choc du Dragon » et le match s'achève sur une victoire de 2 à 1 pour l'équipe de Raimon. Dans la soirée, Jude dit à Mark qu'il vient de découvrir un football différent de celui qu'il jouait auparavant ; pendant ce temps, Sylvia reçoit un appel d'Erik Eagle au téléphone… |                                                              |                           |                                 |                       |
| 19 | Le Retour d'un petit génie du ballon                         | よみがえった天才!         | Yomigaetta Tensai!              | 8 février 2009        |
| C'est un nouveau jour d'entraînement ; un mystérieux garçon, disant qu’il vient d’Amérique, débarque sur le terrain et dribble tous les Raimon. Plus tard, Sylvia comprend de qui il s'agit, lorsqu'Erik lui fait un gros câlin ; ce dernier explique à Sylvia et Bobby qui le pensaient mort pourquoi il est encore en vie ; Erik joue ensuite avec le reste des Raimon, qui sont très surpris par ses capacités. Plus tard, Erik dit à Mark qu'il voudrait essayer le « Tri-Pégase » avec lui et Bobby afin qu'ils deviennent amis avec cela ; ils s'entraînent beaucoup, mais ne parviennent pas à la maîtriser. Le lendemain, Nelly, un peu déprimée, tombe sur Mark qui était près de la Tour d'Inazuma ; Mark la réconforte en l'emmenant au haut de la tour ; le même soir, tous les Raimon sont chez Mark pour écouter les histoires d'Erik. Le lendemain, Erik décide de maîtriser le « Tri-Pégase » avec Mark et Bobby, car il doit retourner aux États-Unis ; tous trois parviennent finalement à le maîtriser, grâce à Sylvia qui reste comme point central. Dans la soirée, Mark et Sylvia voient un avion qui part, et pensent qu'Erik est dedans, mais celui-ci surgit et leur dit qu'il va intégrer l'équipe de Raimon. Celle-ci est opposée au collège Kirkwood pour le prochain match du tournoi… |                                                              |                           |                                 |                       |
| 20 | La Super technique du Triangle Z                             | 必殺のトライアングルZ!    | Hissatsu no Toraianguru Z!      | 15 février 2009       |
| L’équipe Zeus bat une autre équipe au tournoi Football Frontier ; pendant ce temps, au bâtiment des Raimon, Célia annonce à l'équipe de Raimon que leur prochain adversaire sera le collège Kirkwood, ce qui surprend Axel car il a fait partie de cette équipe. Mark se rend peu après avec Axel et Jude à une confiserie, où ils rencontrent une des joueuses de l'équipe Inazuma KFT. Soudain, les triplés Murdock de l'équipe Kirkwood arrivent et lancent un défi à Mark, Axel et Jude ; les trois Raimon et les triplés se rendent donc sur le terrain de foot ; les triplés Murdock utilisent la « Tornade Inversée » et le « Triangle Z », et Mark ne peut pas arrêter leurs tirs. Les Raimon arrivent peu après, ainsi qu'un autre joueur de Kirkwood, Malcolm Night, qui reste le soir avec ses anciens amis Erik et Bobby ; ce soir-là, après s'être restauré au restaurant de nouilles, Mark se rend avec d'autres joueurs de Raimon au « Coup de Tonnerre » pour s'entraîner. Le lendemain, le match entre les équipes de Raimon et de Kirkwood commence ; les triplés Murdock attaquent rapidement, et passent tous les Raimon, avant d'utiliser la « Tornade Inversée », que Mark n'arrive toujours pas à arrêter… |                                                              |                           |                                 |                       |
| 21 | Bataille féroce contre le collège Kirkwood                   | 激闘!木戸川清修!!         | Gekitō! Kidokawa Sei Osamu!!    | 22 février 2009       |
| Les triplés Murdock tentent de marquer de nouveau, mais Mark contre leurs tirs avec la « Main Céleste ». Les triplés jouent en solitaire et ne laissent pas leurs coéquipiers prendre possession du ballon, ce qui permet aux Raimon de les contrer facilement. Ces derniers repartent en attaque ; Mark, Erik et Bobby utilisent le « Tri-Pégase » et marquent un but pour l'équipe de Raimon, mais Malcolm reconnaît cette supertechnique, car il l'a autrefois utilisée avec Erik et Bobby. La première mi-temps s'achève et la seconde mi-temps commence ; les triplés Murdock marquent un second but à l'aide du « Triangle Z », et Mark, Erik et Bobby n'arrivent plus à utiliser le « Tri-Pégase », car Malcolm les contre ; les Raimon tentent alors une autre attaque avec Axel, qui marque un but avec la « Tornade de Feu ». Plus tard, Mark, Erik et Bobby repartent en attaque ; Malcolm essaye à nouveau de les contrer, mais Mark, Erik et Bobby font évoluer le « Tri-Pégase » en « Phénix », et marquent le but de la victoire de 3 à 2 pour l'équipe de Raimon. À la fin du match, Axel a une discussion avec le coach de Kirkwood et les triplés Murdock ; finalement, les triplés pardonnent à Axel d'avoir quitté l'équipe en finale du tournoi de l'année précédente. |                                                              |                           |                                 |                       |
| 22 | Surpasser la Main Céleste !                                  | ゴッドハンドを超えろ!     | God Hand o Koero!               | 1er mars 2009         |
| C'est un nouveau jour d'entraînement pour les Raimon, et Mark est assez déprimé, car il pense que la « Main Céleste » n'est pas assez puissante pour contrer les offensives des joueurs de l'équipe Zeus. Sylvia va parler à Nelly à propos de Mark, et cette dernière lui dit de veiller sur lui. Plus tard dans la journée, Bobby suggère à Mark de rechercher dans le cahier secret de son grand-père une technique plus puissante que la « Main Céleste », et Mark y lit la description de la « Main Magique », puis il va s'entraîner avec les autres. Au poste de police, l'inspecteur Smith interroge Frank Wintersea à propos de Ray Dark ; plus tard, il se rend chez Nelly et lui dit que celui-ci pourrait être impliqué dans la mort de David Evans. Le lendemain, Mark continue son entraînement spécial avec Axel et Jude pour maîtriser la « Main Magique » ; au restaurant de nouilles, le coach Hillman dit à Mark qu'il ne peut pas maîtriser cette supertechnique sans l'aide de ses deux coéquipiers. Peu après, l'inspecteur Smith arrive et parle de l'accident qui s'est produit il y a quarante ans au sein du onze d'Inazuma ; il révèle que Ray Dark pourrait avoir été impliqué dans cet accident, tout comme dans celui de la sœur d'Axel ; il parle ensuite d'un mystérieux projet de Ray Dark nommé « Projet Z »… |                                                              |                           |                                 |                       |
| 23 | Le Défi de Byron !                                           | 神の挑戦状!               | Kami no chōsen-jō!              | 8 mars 2009           |
| Mark se réveille assez tard, et après avoir mangé, se rend très rapidement à l'école ; sa mère craint qu'il ne lui arrive la même chose qu'à son grand-père, David Evans. Pendant l'entraînement des Raimon, Steve demande à Mark quel type d'entraînement il pratique, et Mark lui dit qu'il entraîne son cœur, car de là viendrait la puissance de la « Main Magique » ; ensuite, Mark s'entraîne à retenir son souffle avec une bassine d'eau, laissant Jim surpris. Peu après, Sylvia, Célia et Nelly décident de faire des boules de riz pour faire plaisir aux joueurs ; en fin de journée, Axel va rendre visite à sa sœur Julia à l'hôpital. Le lendemain, Mark s'est levé très tôt pour s'entraîner à la maîtrise de la « Main Magique », au grand étonnement de sa mère ; Ray Dark vient voir Seymour Hillman au restaurant de nouilles et lui dit que son équipe ne pourra jamais gagner. Mark s'entraîne de nouveau, en compagnie d'Axel, Jude, Kevin et Erik ; alors que Mark s'apprête à arrêter un des tirs des joueurs, Byron Love, le capitaine des Zeus, surgit sur le terrain et lance un défi à Mark ; il effectue un tir que ce dernier ne peut pas arrêter, puis disparaît mystérieusement. Mark est confiant pour le match, mais le coach Hillman leur dit qu'il ne pourront jamais gagner avec leur niveau actuel… |                                                              |                           |                                 |                       |
| 24 | Au camp d'entraînement !                                     | 合宿やろうぜ!             | Gasshuku Yarō Ze!               | 15 mars 2009          |
| Mark continue son entraînement spécial au « Coup de Tonnerre », pour la maîtrise de la « Main Magique », mais il n'arrive toujours pas à l'utiliser ; après l'entraînement, Nelly propose à l'équipe de Raimon de passer la prochaine nuit au collège, histoire de détendre l'atmosphère. Plus tard, Mark s'endort éreinté chez lui, et Axel rend visite à sa petite sœur à l'hôpital ; le lendemain soir, tous les Raimon sont au collège et s'amusent un peu, mais ils entendent soudain des bruits étranges à l'intérieur du bâtiment du collège. Aussitôt, les Raimon, pensant qu'il s'agit de Ray Dark, se mettent à la recherche de la source des bruits ; ils remarquent quelqu'un qui court, mais découvrent qu'il s'agit d'un des adultes du onze d'Inazuma, qui inspectait l'intérieur du collège. Peu après, les Raimon retrouvent toute l'équipe du onze d'Inazuma, qui les conduit à un camp d'entraînement dans les sous-sols du collège ; là, Mark s'entraîne avec une machine amenée par le onze et supposée entraîner à la maîtrise de la « Main Magique », puis il s'entraîne à arrêter des tirs, mais échoue, malgré des progrès notables. Mark s'entraîne toute la nuit en compagnie des Raimon ; le jour du grand match arrive enfin, et Mark reçoit de sa mère les gants de son grand-père ; arrivée au stade Football Frontier, l'équipe de Raimon apprend qu'elle ne jouera pas la finale dans ce stade…                                                                                      |                                                              |                           |                                 |                       |
| 25 | Le Grand match - Première partie                             | 最後の決戦!               | Saigo no Kessen!                | 22 mars 2009          |
| Finalement, l'équipe de Raimon ne joue pas la finale contre le collège Zeus au stade Football Frontier, mais dans un stade aérien, celui du collège Zeus. Sur place, le coach Hillman annonce à Mark que Ray Dark pourrait être le responsable de la mort de son grand-père, David Evans ; cette nouvelle affecte profondément Mark, mais il ne désespère pas, et tous ses coéquipiers l'encouragent. Après s'être préparés, les Raimon débarquent sur le terrain ; les Zeus boivent le nectar des Dieux, puis le match commence. Les joueurs de l'équipe Zeus prennent facilement le dessus sur les Raimon, et Byron marque un but avec le « Savoir Suprême », brisant facilement la « Main Céleste » de Mark. Les Raimon contre-attaquent, et se retrouvent devant le gardien de but des Zeus ; ils utilisent la « Tornade du Dragon », les « Manchots Empereurs Numéro 2 » et le « Phénix », mais échouent. Peu après, les Zeus marquent un second but ; Timmy, blessé, est remplacé par Steve. Les Zeus marquent alors un troisième but, et Max et Tod, blessés, sont remplacés par Sam et Jim ; puis Kevin est ensuite remplacé par Willy, qui ne fait pas long feu sur le terrain. Byron commence à tirer violemment sur Mark, afin de l'affaiblir, et lui demande s'il veut encore se battre… |                                                              |                           |                                 |                       |
| 26 | Le Grand match - Deuxième partie - La Magie contre les Dieux | 激突!神VS魔神!!           | Gekitotsu! Kami VS Majin!!      | 29 mars 2009          |
| L'équipe de Raimon est écrasée par la puissance des joueurs de l'équipe Zeus. Après s'être défoulé sur Mark en lui shootant dessus, Byron et le reste des Zeus vont de nouveau boire du nectar des Dieux, puis reviennent. Cela intrigue Sylvia, Célia et Nelly, qui espionnent les individus apportant la boisson. Lorsqu'elles reviennent, la première mi-temps du match est terminée. Nelly apprend à Mark que le nectar des Dieux est une boisson qui augmente la puissance des joueurs, ce qui le révolte. La seconde mi-temps débute, mais avant de commencer, Mark prend les vieux gants de gardien de son grand-père. Byron s'acharne de nouveau sur Mark en lui tirant dessus, mais au moment où il utilise le « Savoir Suprême », Mark contre avec la « Main Magique » et arrête enfin son tir. À la suite de cela, toute l'équipe retrouve une nouvelle énergie. Axel utilise la « Tornade de Feu » et combine sa supertechnique avec le « Tir Puissance Deux » de Jude qui marque trois buts, puis Mark, Erik et Bobby utilisent le « Phénix » et combinent leur tir avec la « Tornade de Feu » d'Axel qui marque le but victorieux de 4-3 pour Raimon. L'inspecteur Smith arrête Ray Dark, et on remet la coupe du Football Frontier à Mark. Tous les Raimon célèbrent leur victoire avec joie ! |                                                              |                           |                                 |                       |

### Saison 2: Académie Alius
| No | Titre français                                              | Titre japonais                    | Titre japonais                       | Date de 1re diffusion |
| No | Titre français                                              | Kanji                             | Rōmaji                               | Date de 1re diffusion |
| --- | ----------------------------------------------------------- | --------------------------------- | ------------------------------------ | --------------------- |
| 27 | Les Extraterrestres débarquent                              | 宇宙人が来た!                     | Uchū-jin ga kita!                    | 8 avril 2009          |
| L'équipe de Raimon sort victorieuse du tournoi Football Frontier avec le trophée en main ; Mark remercie Axel par une poignée de main, puis toute l'équipe rentre heureuse en bus ; Axel va rendre visite à sa sœur Julia à l'hôpital, et est au comble du bonheur en voyant que cette dernière ouvre les yeux et lui parle. Pendant ce temps, les Raimon rentrent au collège et découvrent avec stupéfaction que leur collège a été détruit ; alors qu’ils se demandent qui a bien pu faire ça, trois joueurs apparaissent sur les décombres. L'un d'eux, Janus, dit aux Raimon que lui et son équipe de la Tempête des Gémeaux viennent de la lointaine planète Alius pour les détruire ; Janus tire sur Mark avec une balle noire, qu’il réutilise pour détruire le local du club de foot de Raimon, puis ils partent. Nelly téléphone à son père et Sylvia téléphone à Erik qui est avec Malcolm ; le collège et l'équipe de Kirkwood ont aussi été détruits. Le père de Nelly lui dit que les extraterrestres sont au collège Umbrella ; les Raimon s'y rendent et défient la Tempête des Gémeaux ; le match commence, mais les joueurs de l'Académie Alius sont tellement rapides que Mark n'a pas le temps d'exécuter sa « Main Magique », et ils marquent le premier but. La Tempête des Gémeaux mène 12 à 0 et plusieurs Raimon sont affaiblis, lorsqu'Axel arrive sur le terrain…                                                                                                   |                                                             |                                   |                                      |                       |
| 28 | Raimon contre-attaque                                       | 出撃!雷門イレブン!!               | Shutsugeki! Kaminarimon Eleven!!     | 15 avril 2009         |
| Le match entre l'équipe de Raimon et la Tempête des Gémeaux continue… Les Raimon continuent de se faire malmener par les extraterrestres, jusqu'à ce que le match se termine sur un score de 20 à 0 en faveur de l'Académie Alius, et le collège Umbrella est donc détruit ; ce soir-là, Erik et Bobby regrettent de ne pas avoir pu aider les Raimon durant ce match. Le lendemain, Mark va rendre visite avec Sylvia aux joueurs blessés de l'équipe, puis ils vont devant les ruines du collège avec toute l'équipe de Raimon ; Mark dit qu'il va falloir se battre contre l'Académie Alius. L'équipe se rend ensuite avec le coach Hillman et Mr. Vétéran dans les sous-sols du collège, où le père de Nelly les attend ; là-bas, ce dernier explique aux Raimon qu’ils devront constituer la meilleure équipe du monde pour affronter les aliens, et que Seymour Hillman sera remplacé une nouvelle entraîneuse, Aquilina Schiller. Axel va rendre visite à sa petite sœur, mais trois gardes du corps aliens l’attendent à la sortie pour lui demander une faveur ; pendant ce temps, les extraterrestres attaquent pendant une cérémonie d’inauguration, et enlèvent le Premier ministre. Le lendemain, les Raimon découvrent dans les sous-sols du collège la Caravane Inazuma, et ils s'embarquent pour le grand voyage à travers le pays… |                                                             |                                   |                                      |                       |
| 29 | Match contre les joueurs en noir                            | 倒せ!黒の11人!!                   | Taose! Kuro no 11-nin!!              | 22 avril 2009         |
| Les Raimon se rendent sur les lieux où le Premier Ministre a été enlevé, et y découvrent une des balles noires de l'Académie Alius. Peu après, l'équipe des Services Secrets les interpelle, et la fille du Premier Ministre Victoria (Tori) Vanguard les accuse d'être des aliens ; Mark a beau protester, mais rien n'y fait, et Tori contraint les Raimon à faire un match contre son équipe pour lui prouver le contraire. Le match commence, et les Raimon attaquent mais sont à chaque fois bloqués par les joueurs des Services Secrets, qui essayent à plusieurs reprises de marquer un but ; durant la mi-temps, la coach Schiller met Kevin, Nathan et Jack sur le banc de touche, les Raimon devant donc jouer à huit. En difficulté au début face aux Sevices Secrets, les Raimon finissent par prendre l'avantage ; Axel utilise la « Tornade de Feu » et marque le but victorieux de 1 à 0. À la fin du match, Victoria explique aux Raimon qu'elle sait en réalité qui ils sont, et leur dit qu'elle veut les aider à combattre l'Académie Alius, afin de sauver son père. Plus tard, l'équipe de Raimon voit Janus parler à la télévision, et se rend à Nara, où se trouvent les extraterrestres ; en entrant dans le bâtiment de la chaîne télévisée Deerfield, Mark interpelle Janus… |                                                             |                                   |                                      |                       |
| 30 | La Menace de l'Academie Alius                               | 脅威!エイリア学園!!               | Kyōi! Eiria Gakuen!!                 | 29 avril 2009         |
| Les Raimon défient une nouvelle fois la Tempête des Gémeaux pour un match ; peu avant le coup d'envoi, Tori rejoint l'équipe de Raimon ; le match commence, mais les joueurs de la Tempête des Gémeaux sont très rapides et marquent un but dès les premières minutes du match. Les Raimon attaquent plusieurs fois, mais Axel, perturbé par la menace pesant sur sa sœur, commet plusieurs erreurs et rate ses tirs. Durant la mi-temps, la coach Schiller décide de placer tous les joueurs de Raimon en attaque ; la seconde mi-temps commence, mais les extraterrestres continuent d'attaquer rapidement et violemment et marquent encore plusieurs buts, tandis qu’Axel rate encore plusieurs occasions. Vers la fin du match, Janus utilise le « Tir Astral » et assomme Mark, qui n'a pas le temps d'utiliser la « Main Magique » ; le match se termine sur un score de 32 à 0 pour la Tempête des Gémeaux. Plus tard dans la journée, Jude explique aux Raimon que la coach a placé tous les joueurs en attaque afin de les protéger, et Mark revient à lui ; la coach Schiller annonce aux Raimon qu'elle a décidé de renvoyer Axel, car elle pense qu'il n'a pas sa place dans l'équipe ; avant le départ d'Axel, Mark va lui parler quelques instants… |                                                             |                                   |                                      |                       |
| 31 | À la recherche du mystérieux attaquant                      | 伝説のストライカーを探せ!         | Densetsu no Striker o Sagase!        | 6 mai 2009            |
| Cette nuit-là, les Raimon demandent à la coach Schiller le pourquoi du renvoi d’Axel ; cette dernière ne tenant pas à s’expliquer, ils se mettent en quête d’informations pour trouver un nouvel attaquant, et finissent par en trouver sur un dénommé Shawn Froste, un attaquant légendaire de glace venant du collège Alpin et renommé pour sa puissance. Cette même nuit, les Raimon apprennent que le Premier Ministre, Stuart Vanguard, a été libéré, ce qui rend Tori heureuse ; le lendemain, cette dernière va rendre visite à son père, avant de s'en séparer, car elle rejoint la Caravane Inazuma. Plus tard dans la journée, la Caravane Inazuma s'arrête au milieu d'une forêt où les joueurs de Raimon s'entraînent et s'amusent ; le soir, Mark parle à Bobby du fait qu'il y ait des extraterrestres qui jouent au football. Le lendemain, la Caravane Inazuma roule sur des pistes enneigées, lorsqu'elle s'arrête pour recueillir un garçon grelottant à bord ; lorsqu’un ours attaque la Caravane Inazuma, le mystérieux garçon sort du véhicule et l'anéantit, avant de rentrer à nouveau ; peu après, il quitte les Raimon et se fraye avec son ballon un chemin dans la neige… |                                                             |                                   |                                      |                       |
| 32 | Le Prince des neiges                                        | 雪原の皇子!                       | Setsugen no Ōji!                     | 13 mai 2009           |
| Les Raimon se rendent au collège Alpin à la recherche de Shawn Froste ; ils s’y font accueillir par les joueurs du collège Alpin, et lorsque Shawn arrive, ils reconnaissent le garçon qui avait pris place peu de temps avant dans la Caravane Inazuma Japon. Shawn veut serrer la main de Kevin, mais celui-ci se détourne, n'ayant toujours pas digéré le départ d'Axel ; Sylvia va voir Kevin dehors et celui-ci lui dit que l'attaquant vedette des Raimon est Axel. Plus tard, les équipes de Raimon et d'Alpin sortent dehors, et Shawn est apeuré par la chute de neige d’un toit, surprenant les Raimon ; les deux équipes s'amusent dans la neige, tandis que la coach Schiller explique à Shawn qu'il doit rejoindre Raimon pour lutter contre l'Académie Alius. Peu après, un match amical commence, mais Shawn est positionné en défense ; lorsque Kevin utilise le « Choc du Dragon », il arrête son tir et passe en attaque. Sa personnalité change alors, il utilise le « Blizzard Éternel » et marque un but ; par la suite, Shawn essaye à nouveau de marquer, mais le match est interrompu par la coach Schiller. Plus tard dans la soirée, Mark discute avec Kevin à propos d'Axel ; sur l'ordinateur, Janus annonce que le collège Alpin devra jouer un match contre la Tempête des Gémeaux… |                                                             |                                   |                                      |                       |
| 33 | Qui est l'attaquant vedette ?                               | エースストライカーはだれだ!       | Ace Striker wa Dareda!               | 20 mai 2009           |
| Shawn a maintenant rejoint l'équipe de Raimon ; la séance d'entraînement commence pour les Raimon, divisés en deux équipes. Shawn fonce avec le ballon et sa personnalité change de nouveau une fois passé en attaque ; il ne fait de passes à personne et se fait interpeller par Kevin et les autres. Nathan dit que le prochain match contre la Tempête des Gémeaux pourrait bien se terminer comme les deux précédents, et Shawn répond qu'il faut que les Raimon apprennent à être libres comme le vent. Les Raimon vont s'entraîner au snowboard pour être plus rapides ; tous participent, sauf Kevin ; ce soir-là, Mark discute avec Nathan de leur capacité à affronter l'Académie Alius. Le lendemain, Kevin vient lui aussi s'entraîner au snowboard ; ce soir-là, la coach Schiller discute avec Sonny Raimon et l'informe des derniers évènements concernant l'équipe. Le lendemain soir, Kevin défie Shawn à une course de vitesse pour déterminer l'attaquant vedette de l'équipe de Raimon ; au début de la course, Shawn prend l'avantage, mais est distrait par un écureuil, et se fait doubler par Kevin qui remporte le défi. Le lendemain, la Tempête des Gémeaux arrive au collège Alpin et défie l'équipe à un match… |                                                             |                                   |                                      |                       |
| 34 | L'Académie Alius passe à l'attaque                          | 衝撃!エイリア学園!!               | Shōgeki! Eiria Gakuen!!              | 27 mai 2009           |
| Le match entre les équipes de Raimon et de la Tempête des Gémeaux va commencer, et la coach Schiller place Shawn en défense, à la surprise générale des Raimon. Le match commence, mais les joueurs de l'Académie Alius sont toujours aussi rapides et les Raimon ont peine à suivre ; heureusement, Shawn réalise une très bonne défense et contre plusieurs offensives. Janus utilise le « Tir Astral » et marque un but pour l'Académie Alius ; la première mi-temps s'achève, et la coach Schiller déplace Shawn en attaque, vu que les Raimon se sont habitués aux offensives adverses en défense. La seconde mi-temps commence, et Shawn s'élance immédiatement en attaque ; son caractère change aussitôt et il essaie de marquer ; peu après, Kevin marque le premier but pour Raimon avec le nouveau « Choc de la Vouivre ». Ensuite, les extraterrestres attaquent, mais Mark arrête leur tir et envoie la balle à Shawn qui marque le second but pour Raimon avec le « Blizzard Eternel » ; le match s'achève sur une victoire de 2 à 1 pour Raimon. Les Raimon célèbrent leur victoire, mais une nouvelle équipe de première division de l'Académie Alius, Epsilon, apparaît, et leur capitaine, Dvalin, exile la Tempête des Gémeaux qui n'est qu'une équipe de seconde division. Pendant ce temps, Ray Dark s'évade du fourgon de police englouti par une avalanche… |                                                             |                                   |                                      |                       |
| 35 | L’Assaut d'Epsilon                                          | イプシロン来襲!                   | Epsilon Raishū!                      | 3 juin 2009           |
| Au Cloître Sacré, une balle noire et rouge de l'Académie Alius s'écrase sur le sol ; pendant ce temps, la coach Schiller annonce aux Raimon que l'équipe d'Epsilon va se rendre au Cloître Sacré ; l'équipe se rend donc là-bas. Une fois arrivés, les Raimon se pressent et glissent directement sur le parquet ; plus tard, Tori se fait prendre dans un piège tendu par un garçon appelé Scotty Banyan, et le coach de l'équipe du Cloître Sacré se présente tout en disant que Scotty est un garçon perturbé, qui pense que tout le monde est son ennemi. Ce soir-là, les joueurs du Cloître Sacré expliquent aux Raimon qu'ils ont dit aux joueurs d'Epsilon qu'ils ne veulent pas jouer de match ; Célia parle à Jude à propos de Scotty en disant qu'elle pourrait bien rester un peu au Cloître Sacré ; un peu plus tard, elle surprend Scotty en train de tendre des pièges et le gronde. Le lendemain, Scotty s'entraîne au foot avec le chauffeur de la Caravane Inazuma, avant que les joueurs d'Epsilon n'arrivent et détruisent une partie du Cloître Sacré, ce qui contraint l'équipe du Cloître à un match ; celle-ci s'épuise vite et perd le match 15 à 0. L'équipe de Raimon va donc jouer contre Epsilon, et Célia dit que Scotty peut aussi jouer le match… |                                                             |                                   |                                      |                       |
| 36 | La Force cachée !                                           | かくされた力!                     | Kakusa Reta Chikara!                 | 13 juin 2009          |
| Le match entre les équipes de Raimon et d'Epsilon va commencer, et Scotty se prépare à jouer du côté des Raimon ; la coach Schiller lui annonce qu'il doit jouer en défense. Le match commence, et Dvalin dit aux Raimon que c'est eux que son équipe va démolir à la place du Cloître Sacré ; les joueurs d'Epsilon bloquent Kevin et Shawn, mais ce dernier réussit à intercepter le ballon et utilise le « Blizzard Eternel » que Dvalin arrête d'une seule main, puis les joueurs d'Epsilon contre-attaquent très rapidement et marquent un but. Peu après, Dvalin, le gardien de but d'Epsilon, effectue un tir et tente de marquer, mais Scotty trébuche sur Jack et parvient à arrêter le tir grâce à une nouvelle supertechnique, le « Tourbillon Vivant » ; à la suite de cela, l'équipe d'Epsilon disparaît. Les équipes de Raimon et du Cloître Sacré sont surprises par la force de Scotty, et le soir, Célia a une discussion avec celui-ci à propos du match et de son passé ; plus tard dans la nuit, Mark rencontre Xavier Foster et a une brève discussion avec lui. Le lendemain, l'équipe de Raimon quitte le Cloître Sacré et s'embarque dans la Caravane Inazuma, sans que Scotty leur dise au revoir ; seulement, en cours de route, Jack découvre que Scotty s'est embarqué dans la Caravane Inazuma ! |                                                             |                                   |                                      |                       |
| 37 | La Contre-attaque de la Royal - Première partie             | 帝国の逆襲・前編!!                | Teikoku no Gyakushū Zenpen!!         | 17 juin 2009          |
| Un mystérieux vaisseau est en route sur les mers du Japon, avec Ray Dark à son bord ; pendant ce temps, la coach Schiller téléphone au coach du Cloître Sacré en lui disant que Scotty est dans la Caravane Inazuma, mais le coach lui dit de le garder. La caravane poursuit sa route, et la coach Schiller a une discussion avec le coach Hillman, qui lui annonce que Ray Dark a construit une Nouvelle Royal Academy. Les Raimon traversent le pays et arrivent dans une zone industrielle ; là-bas, ils rencontrent Caleb Stonewall, un membre de la Nouvelle Royal Academy, qui les invite à le suivre, car il veut leur « présenter » la Nouvelle Royal Academy. Les Raimon se rendent avec Caleb au port, et peu après, le vaisseau de l'équipe fait son apparition ; Ray Dark apparait devant eux et leur dit qu'il travaille pour l'empereur de l'Académie Alius. Mark et Jude le suivent avec Caleb sur le terrain de foot du vaisseau, et ils voient à leur grande surprise David Samford et Joseph King, deux anciens coéquipiers de Jude ; ceux-ci disent à ce dernier qu'ils ont rejoint la Nouvelle Royal Academy pour se venger de Jude qui a rejoint Raimon. Peu après, le match opposant Raimon à la Nouvelle Royal Academy débute, et Caleb fait la passe à David qui utilise une supertechnique interdite, le « Manchot Empereur No 1 »… |                                                             |                                   |                                      |                       |
| 38 | La Contre-attaque de la Royal - Deuxième partie             | 帝国の逆襲・後編!!                | Teikoku no Gyakushū Kōhen!!          | 24 juin 2009          |
| Le match entre Raimon et la Nouvelle Royal Academy vient de commencer, et David utilise la technique interdite du « Manchot Empereur No 1 », qui perce la « Main Céleste » de Mark ; Jude interpelle David en lui disant qu'il va se blesser s'il continue à utiliser cette technique, mais celui-ci lui répond que peu lui importe. Les Raimon attaquent et utilisent le « Manchot Empereur No 2 », mais Joseph arrête leur tir avec une autre technique interdite, la « Morsure Sauvage » ; Jude affronte Caleb pour la possession du ballon, et la première mi-temps s'achève. La coach Schiller déplace Shawn en attaque et la seconde mi-temps commence ; Kevin et Shawn attaquent, et Kevin utilise le « Choc de la Vouivre » pour faire la passe à Shawn qui utilise le « Blizzard Eternel » et marque un but, créant ainsi le « Blizzard de la Vouivre ». Peu après, Caleb dribble violemment Kevin et se prend un carton ; David réutilise le « Manchot Empereur No 1 » et s'évanouit en voulant l'utiliser une troisième fois. Le match s'achève sur un nul 1 partout ; une fois le match terminé, l'inspecteur Smith apparaît sur un hélicoptère pour arrêter Ray Dark, mais ce dernier s'échappe par la mer ; allongé sur une civière avec Joseph, David s'excuse auprès de Jude pour être allé trop loin, avant d'être embarqué en ambulance. |                                                             |                                   |                                      |                       |
| 39 | Le Dernier Blizzard de la Vouivre                           | 最後のワイバーンブリザード!       | Saigo no Wyvern Blizzard!            | 1er juillet 2009      |
| Tandis que Thomas Feldt s'entraîne avec un nouveau joueur sur le terrain du collège Raimon, l'équipe arrive à bord de la Caravane Inazuma ; les Raimon font la connaissance de Shadow Cimmerian, le garçon qui s'entraînait avec Thomas et qui veut les rejoindre. Thomas dit à Mark qu'il a rassemblé un comité de soutien pour encourager l'équipe de Raimon ; les joueurs retrouvent tout ce qui leur était cher, et le collège Raimon est en cours de reconstruction. Célia conduit Scotty au « Coup du Tonnerre » afin qu'il s'entraîne ; pendant ce temps, Mark dit à Sylvia qu'il a rendu visite à Steve, Tim, Sam, Max et Jim à l'hôpital, et les autres joueurs s'entraînent ; Scotty reprend l'entraînement après avoir fait une pause, et parvient à maîtriser le « Tourbillon Vivant ». Les Raimon continuent de s'entraîner, mais Kevin se blesse après avoir utilisé de nouveau le « Choc de la Vouivre », et s'effondre à terre ; par conséquent, la coach Schiller décide de l'écarter de l'équipe ; peu après, Célia arrive avec Scotty qui montre aux autres joueurs qu'il maîtrise sa supertechnique défensive. Sonny Raimon annonce à la coach Schiller que la base d'entraînement de l'Académie Alius pourrait se trouver à Osaka, et la Caravane Inazuma reprend la route pour s’y rendre. |                                                             |                                   |                                      |                       |
| 40 | Erik à tout prix                                            | 一之瀬!最大の危機!!               | Ichinose! Saidai no Kiki!!           | 8 juillet 2009        |
| L'équipe de Raimon arrive dans un parc d'attraction à Osaka et se met à la recherche de la base d'entraînement de l'Académie Alius ; chacun cherche de son côté, et Erik fait la rencontre de Suzette (Sue) Hartland, qui la conduit à la crêperie de sa mère. Sue se dispute avec sa mère devant Erik, puis lui fait goûter sa crêpe amoureuse, que Erik trouve délicieuse ; les autres Raimon arrivent, et Erik s'apprête à les rejoindre, mais Sue l'arrête en lui disant qu'il doit maintenant se marier avec elle. Les filles de l'équipe des Trois C d'Osaka arrivent aussi pour voir le « fiancé » de Sue, et Willy dit à cette dernière que Raimon peut jouer un match contre les Trois C afin de décider du sort d'Erik, ce qu'elle accepte. Le match commence, mais les Raimon sont déstabilisés par le style de jeu original des filles du Trois C, qui marquent un but juste avant la fin de la première mi-temps ; la seconde mi-temps commence, et Shawn marque un but avec le « Blizzard Eternel », puis Erik marque le second but avec le « Tir Spirale ». Les Raimon marquent deux autres buts et gagnent 4 à 1 face aux Trois C ; après le match, Sue guide l'équipe de Raimon à la base d'entraînement de l'Académie Alius, située dans les sous-sols d'un manège… |                                                             |                                   |                                      |                       |
| 41 | Les Manigances de Dvalin                                    | デザームの罠!                     | Dezāmu no Wana!                      | 22 juillet 2009       |
| Les Raimon se rendent à la base d'entraînement de l'Académie Alius, dans les sous-sols d'un manège ; là, Willy s'élance sur un tapis de course spécial et chute au niveau 3 ; tous les Raimon s'entraînent avec les équipements de la base, et Shawn s'entraîne à des tirs. Le lendemain, Mark a une discussion avec Sylvia à propos du foot amusant, puis toute l'équipe s'entraîne de nouveau ; Shawn vient peu après s'entraîner à la défense, mais repart effectuer des tirs, très remonté au souvenir de l’arrêt de Dvalin. Jude dit à l'équipe qu'il faut laisser faire Shawn pour le moment ; cette nuit-là, Shawn ne vient se coucher que lorsque Mark et Sylvia l'interpellent. Le lendemain, Epsilon arrive et les deux équipes se rendent à un terrain de foot inconnu des Raimon ; Sue rejoint ces derniers, et le match commence. Les joueurs d'Epsilon attaquent rapidement, mais Mark arrête leur tir avec la « Main Magique », devenue plus rapide ; ensuite, Nathan fait la passe à Jude qui utilise le « Tir Puissance Deux », mais Dvalin arrête son tir d'une seule main. Très remonté, Shawn passe en attaque, dribble tous les joueurs d'Epsilon et utilise le « Blizzard Eternel », que Dvalin arrête avec le « Trou de Ver »… |                                                             |                                   |                                      |                       |
| 42 | Match au sommet contre ce diable d'Epsilon                  | 激闘!最凶イプシロン!!             | Gekitō! Sai kyō Epsilon!!            | 29 juillet 2009       |
| Le match entre Raimon et Epsilon continue ; les joueurs d'Epsilon se lancent de nouveau en attaque, les deux équipes sont au coude à coude, et la première mi-temps s'achève ainsi. La coach Schiller demande à Shawn de rester un peu plus en défense ; celui-ci va se désaltérer aux toilettes et se souvient lorsqu'il était petit, dans la voiture avec son frère Aiden, son père et sa mère. Aiden avait parlé à Shawn du rôle d'attaquant, et Shawn lui avait parlé du rôle de défenseur ; leur père leur avait dit qu’il fallait qu’ils s'unissent pour devenir parfait, avant qu'une tragique avalanche n'emporte la voiture. La seconde mi-temps commence, et le caractère d'Aiden prend à nouveau le dessus sur Shawn, qui utilise le « Blizzard Eternel » une nouvelle fois, sans succès ; les joueurs d'Epsilon attaquent ensuite et marquent un but très rapide. Les Raimon repartent en attaque, et Shawn utilise de nouveau le « Blizzard Eternel », avec une puissance de frappe augmentée qui parvient à percer le « Trou de Ver » de Dvalin et va au fond des filets ; Peu après, Dvalin utilise la « Perceuse » pour arrêter le « Blizzard Eternel » de Shawn, et le match s'achève sur un nul 1 partout. Shawn s'en veut de n'avoir marqué qu'un but, et Mark dit à Jude qu'il veut devenir un gardien de but encore plus fort. |                                                             |                                   |                                      |                       |
| 43 | La Méga supertechnique du grand-père                        | じいちゃんの究極奥義!             | Jī-chan no Kyūkyoku Ōgi!             | 5 août 2009           |
| L'équipe de Raimon se rend à Luckyhill pour prendre le nouveau cahier secret du grand-père de Mark, David Evans ; pendant ce temps, à l'Académie Alius, Dvalin se fait disputer par les capitaines d'autres équipes de l'Académie pour avoir réalisé un match nul face à Raimon. L'équipe de Raimon se fait accueillir par le directeur du collège Fauxshore qui a en sa possession le cahier secret du grand-père de Mark ; dans son bureau, il explique à Mark, Nelly et à la coach Schiller comment la passion du foot de David Evans est née à Luckyhill avec lui, et explique que David Evans lui avait demandé de brûler le cahier s'il lui arrivait malheur, avant de le donner à Mark. En feuilletant le cahier secret, Mark découvre une méga supertechnique appelée « Poing de la Justice » et décide de la maîtriser ; le directeur du collège Fauxshore présente son équipe aux Raimon, et Mark fait la connaissance de Darren LaChance, qui lui montre sa maîtrise de la « Main Céleste ». Peu après, les joueurs de Fauxshore s'entraînent avec ceux de Raimon ; le soir, Mark a une discussion avec Shawn, puis avec Darren à propos du « Poing de la Justice ». Le lendemain, le match amical entre Raimon et Fauxshore débute, mais Shawn n'attaque pas rapidement, et les joueurs de Fauxshore lancent une offensive ; Mark s'apprête à essayer le « Poing de la Justice »…                                                                                                 |                                                             |                                   |                                      |                       |
| 44 | L’Autre Main Magique                                        | もうひとつのマジン・ザ・ハンド!   | Mō Hitotsu no Majin the Hand!        | 12 août 2009          |
| Mark utilise le « Poing de la Justice » mais ne parvient pas à le maîtriser totalement ; au fil des offensives de Fauxshore, Mark réessaie plusieurs fois de l’utiliser sans succès, et la première mi-temps s'achève. La seconde mi-temps commence, mais Shawn n'arrive pas à lancer une bonne offensive, car il ne laisse pas le caractère d'Aiden prendre le dessus sur le sien et il se fait subtiliser le ballon. Après une offensive de Fauxshore, les Raimon contre-attaquent ; Erik utilise le « Tir Spirale », et Darren essaie d'utiliser la « Main Magique » sans réussir complètement, et le ballon va au fond des filets ; Sue utilise ensuite le « Tir de la Rose » et Darren essaie de nouveau la « Main Magique » en vain, et le ballon passe. Jude et Erik utilisent le « Tir Puissance Deux » et marquent le troisième but pour Raimon ; peu après, Mark, Erik et Bobby s'élancent, utilisent le « Phénix » et marquent le quatrième but pour Raimon, Darren n'arrivant toujours pas à maîtriser la « Main Magique » ; le match s'achève sur une victoire de 4 à 0 pour Raimon. Ce soir-là, Mark s'entraîne à arrêter des pneus avec Darren, puis la nuit tombée, Xavier lui propose un match entre son équipe et celle de Raimon ; le lendemain, l'équipe Genesis de Xavier apparaît ; elle s’avère être une équipe de l'Académie Alius… |                                                             |                                   |                                      |                       |
| 45 | Genesis, l'équipe la plus forte                             | 激震!最強のジェネシス!!           | Gekishin! Saikyō no Genesis!!        | 19 août 2009          |
| Le match entre Raimon et Genesis va commencer, et Mark est très surpris en voyant que Xavier est un extraterrestre ; aux toilettes, Shawn a une discussion avec l'âme de son frère Aiden à propos de l'attaque, avant de revenir sur le terrain. Peu après, le match débute avec Shawn en attaque, mais dès le début, les Raimon se font subtiliser le ballon, et Genesis attaque, marquant directement un but. Les joueurs de Genesis sont trop rapides pour les Raimon, et Mark encaisse plusieurs buts, mais il n'abandonne pas ; au fur et à mesure que le match continue, Nathan se désespère de ne pas pouvoir suivre le rythme des joueurs de Genesis, et Shawn est en conflit avec la personnalité d'Aiden. Shawn se force à utiliser sans Aiden le « Blizzard Eternel », mais son tir est arrêté sans problème par le gardien de Genesis ; Peu après, Xavier utilise le « Météore Géant » et tire, mais Shawn se jette sur le ballon et le fait dévier, avant de s’évanouir. Le match s'achève sur un score de 20 à 0 pour Genesis, qui s’en va ; alors que Shawn est allongé sur un lit, la coach Schiller explique aux Raimon ce qui a conduit Shawn à partager sa personnalité avec celle de son défunt frère, et Jude constate qu'ils en ont trop demandé à Shawn. Dans la soirée, Nathan dit à Mark qu'il va quitter l'équipe car il pense ne pas être assez fort pour contrer les extraterrestres.                                                                             |                                                             |                                   |                                      |                       |
| 46 | Les Doutes du capitaine                                     | キャプテンの試練!                 | Captain no Shiren!                   | 26 août 2009          |
| Mark annonce aux Raimon que Nathan a quitté l'équipe, et la coach Schiller dit qu'elle n'oblige personne à jouer dans l'équipe s'ils ne se sentent pas la force de battre l'Académie Alius. L'équipe va s'entraîner, sauf Mark, qui dépité, va sur le dernier étage d'un bâtiment du collège Fauxshore ; il s'en veut de ne pas avoir compris Nathan, et d'en avoir trop demandé à Shawn qui souffre maintenant de sa double personnalité. Le lendemain, Darren s'entraîne avec des pneus pour maîtriser la « Main Magique », et Mark continue de rester à l'écart ; ce soir-là, Shawn se réveille et entre de nouveau en conflit avec Aiden. Le lendemain, les Raimon ont des difficultés à l’entraînement, et au souvenir de Nathan, Tod décide aussi de quitter l'équipe, ce qui empire la déprime de Mark. Tandis que ce dernier reste à l'écart, la coach Schiller veut le renvoyer, mais Jude dit à la coach qu'il sait que Mark va revenir et retrouver la passion du foot. Darren s'entraîne à maîtriser la « Main Magique » en essayant d'arrêter des tirs, et Mark le regarde attentivement ; après plusieurs tentatives, Darren parvient à la maîtriser, et Mark retrouve le plaisir du foot et rejoint les autres, enthousiaste. Darren est intégré à l'équipe, et le lendemain, Shawn est rétabli ; les Raimon s'apprêtent à partir vers les îles du sud… |                                                             |                                   |                                      |                       |
| 47 | Duel sur la plage !                                         | 南海の大決闘!                     | Nankai no Dai Kettō!                 | 2 septembre 2009      |
| Les Raimon se rendent en bateau vers les îles du sud, à la recherche d'un attaquant de feu ; au cours du voyage, Willy tombe dans l'eau, et un garçon vient le sauver de la noyade ; après avoir été remercié par les Raimon, il s'en va. Peu après, les Raimon s'entraînent ; Mark essaie de maîtriser le « Poing de la Justice », et Darren pratique la « Main Magique », puis, Sue et Tori s’essaient à la maîtrise de la « Danse des Papillons ». Soudain, la balle va percuter le garçon qui a sauvé Willy, mais ce dernier la renvoie vers les Raimon ; Mark propose à ce garçon, nommé Hurley Kane, de venir jouer au football avec son équipe ; Hurley s'entraîne donc avec les Raimon, mais est complètement à côté de la plaque et ne maîtrise pas le ballon. Jude dit à Hurley de surveiller son timing, et Hurley commence à faire des progrès ; Sue et Tori parviennent à utiliser la « Danse des Papillons » avec succès. Peu après, Hurley s'entraîne à des tirs, et il finit par maîtriser une nouvelle supertechnique, le « Tir Tsunami » ; dans la soirée, Hurley arrive avec un gros poisson qu'il a pêché, et après le dîner, il apprend aux Raimon qu'il a quinze ans. Le lendemain, les Raimon se rendent à Okinawa à la recherche de l'attaquant de feu… |                                                             |                                   |                                      |                       |
| 48 | L’Attaquant de feu                                          | 炎のストライカー!                 | Honoo no Striker!                    | 9 septembre 2009      |
| L'équipe de Raimon est arrivée à Okinawa et s'embarque dans la Caravane Inazuma ; pensant que l’attaquant de feu est Axel, Mark raconte à Darren son histoire ; peu après, les Raimon se mettent à la recherche de l'attaquant de feu. Mark intercepte le ballon de quelques enfants et se met à jongler avec, mais ils pleurent et leur grand frère, Thor Stoutberg, apparaît ; Mark rend le ballon, et Jude commence à jouer au football avec Thor. Pendant ce temps, les Raimon parcourent Okinawa à la recherche du mystérieux attaquant ; Shawn et Bobby font la connaissance de Claude Beacons, qui serait l'attaquant de feu recherché. Tandis que Thor est présenté au reste de l'équipe ; Mark lui propose de rejoindre l'équipe, mais Thor refuse. Peu après, Shawn et Bobby arrivent avec Claude, et ce dernier lance un défi aux Raimon pour rejoindre l'équipe ; sur le terrain, Claude esquive tous les joueurs puis marque un but avec l'« Eruption Solaire ». Claude allait rejoindre l'équipe, lorsque Xavier apparaît et dit aux Raimon que Claude fait partie de l'Académie Alius, et Claude révèle qu'il est le capitaine de Prominence sous le nom de Torch ; il se dispute avec Xavier, puis ils disparaissent. Ce soir-là, Mark s'entraîne à arrêter des tirs puis parle avec Jude à propos d'Axel ; le lendemain, Thor et Hurley arrivent devant les Raimon… |                                                             |                                   |                                      |                       |
| 49 | Au rythme du football                                       | ノリノリ!リズムサッカー!!         | Norinori! Rhythm Soccer!!            | 16 septembre 2009     |
| Hurley arrive et propose à l'équipe de Raimon un match contre son équipe Mary Times Memorial ; la coach Schiller refuse d'abord, mais Hurley explique aux Raimon que son équipe aurait pu se qualifier au tournoi Football Frontier, et la coach Schiller laisse faire les Raimon. L'équipe se rend avec Hurley au Mary Time Memorial, et les Raimon explorent les lieux, puis l'équipe arrive sur le terrain de foot et ne trouve personne ; toute l'équipe du Mary Times Memorial arrive avec leur coach. Peu après, le match commence, et les joueurs du Mary Times jouent de manière très détendue ; Cadence Soundtown, leur meneur, comprend la stratégie des Raimon et donne une nouvelle formation aux joueurs de son équipe, qui tentent de marquer un but, sans succès. Les équipes de Raimon et du Mary Times sont au coude à coude, et Jude observe la stratégie de Cadence ; Jude l’explique aux autres Raimon, qui attaquent alors plus facilement ; Sue et Tori utilisent la « Danse des Papillons » et marquent un but pour Raimon, puis la première mi-temps s'achève. Malgré tout, les joueurs du Mary Times restent très détendus, et la seconde mi-temps commence ; l'équipe du Mary Times attaque facilement désormais grâce à une nouvelle stratégie de Cadence, même si Hurley a des difficultés à reprendre le ballon… |                                                             |                                   |                                      |                       |
| 50 | Le Poing de la Justice rugit !                              | うなれ!正義の鉄拳!!               | Unare! Seigi no Tekken!!             | 23 septembre 2009     |
| Après une nouvelle offensive, les joueurs du Mary Times essayent de nouveau de marquer un but, sans succès ; au fil du match, Mark arrête plusieurs tirs du Mary Times, et Jude change la formation des Raimon. Les joueurs du Mary Times sont au coude à coude avec les Raimon, et Hurley parvient à intercepter les offensives des joueurs de Raimon ; il utilise le « Tir Tsunami », et Mark essaie d'utiliser le « Poing de la Justice » et arrête le tir, puis le match s'achève sur une victoire de 1 à 0 pour l'équipe de Raimon. Peu après, les joueurs de Raimon et du Mary Times déjeunent sur la plage, et Jude et Cadence parlent de stratégie de jeu ; Mark va faire du surf avec Hurley pour s'entraîner à maîtriser le « Poing de la Justice », et le soir venu, il parle avec lui des Raimon et d'Axel. Le lendemain, Mark reprend son entraînement au surf avec Hurley et commence à faire des progrès ; peu après, il va sur le terrain de foot, et parvient enfin à maîtriser la méga supertechnique du « Poing de la Justice » en arrêtant le « Tir Puissance Deux » d'Erik et Jude. Les Raimon sont heureux pour Mark, mais quelques secondes après, un ballon noir et rouge tombe violemment sur le terrain, et l'équipe d'Epsilon apparaît… |                                                             |                                   |                                      |                       |
| 51 | Le Nouvel Epsilon contre-attaque                            | 逆襲!イプシロン改!!               | Gyakushū! Epsilon Aratame!!          | 30 septembre 2009     |
| L'équipe d'Epsilon apparaît sur le terrain du Mary Times, et Dvalin dit aux Raimon que lui et ses équipiers sont devenus bien plus puissants et ont été renommés le Nouvel Epsilon. Avant le match, Hurley rejoint l'équipe de Raimon ; le match commence, et les joueurs du Nouvel Epsilon attaquent très rapidement. Les Raimon se rendent compte que leurs adversaires sont devenus plus rapides ; les joueurs du Nouvel Epsilon utilisent la « Frappe de Gaïa », mais Mark utilise le « Poing de la Justice » et arrête leur tir. Après une vaine offensive de Sue, Dvalin envoie la balle à Shawn qui attaque, mais le caractère d'Aiden reprend le dessus sur lui ; Shawn utilise trois fois le « Blizzard Eternel », mais Dvalin arrête ses tirs et dit à Shawn qu'on n'a pas besoin de lui pour ce match si c'est tout ce dont il est capable. Shawn est remplacé par Willy ; au fil des offensives du Nouvel Epsilon, les Raimon s'épuisent, et bien que l'équipe attaque plusieurs fois, Dvalin arrête tous leurs tirs. Dvalin échange son poste de gardien avec Zell et devient attaquant ; il attaque rapidement, utilise le « Gungnir » et marque un but, brisant le « Poing de la Justice » de Mark qui ne peut rien faire ; les Raimon sont tous étonnés et surpris par le but de Dvalin. |                                                             |                                   |                                      |                       |
| 52 | Jouer avec le feu                                           | 復活の爆炎!                       | Fukkatsu no bakuen !                 | 30 septembre 2009     |
| La première mi-temps s'achève ; la seconde mi-temps commence, et Dvalin attaque de nouveau avec son « Gungnir », mais son tir est amorti par Tori et Jack, et Mark utilise le « Poing de la Justice » ; finalement, c'est Hurley qui arrête le tir. Dvalin attaque encore une fois, et tous les Raimon sont à terre ; pendant ce temps, Thor et Axel se rendent à un endroit où trois gardes du corps aliens attendaient ce dernier, mais l'inspecteur Smith les arrête, et Axel court vers le stade. Alors que Mark comprend finalement la signification du « Poing de la Justice » en arrêtant le « Gungnir » de Dvalin, Axel arrive sur le terrain, et tous les Raimon se réjouissent. Rejoignant l’équipe, il attaque et marque un but avec la « Tornade de Feu », brisant le « Trou de Ver » de Zell ; Dvalin et Zell échangent de nouveau leurs postes. Les Raimon attaquent à nouveau, et Axel marque un second but avec la « Tempête de Feu », détruisant la « Perceuse » de Dvalin ; le match s'achève sur une victoire de 2 à 1 pour Raimon. L'équipe est heureuse de sa victoire sur le Nouvel Epsilon, et Mark va serrer la main de Dvalin, mais Fox de la Diamond Dust apparaît, exile le Nouvel Epsilon et annonce à Mark que lui et son équipe seront ses nouveaux adversaires. |                                                             |                                   |                                      |                       |
| 53 | La Diamond Dust, l'équipe du brouillard glacial             | 凍てつく闇・ダイヤモンドダスト!   | Itetsuku Yami Diamond Dust!          | 7 octobre 2009        |
| Mark souhaite à Axel la bienvenue dans l'équipe de Raimon ; la coach Schiller l’accepte Axel dans l'équipe, puis l'inspecteur Smith arrive et explique qu'Axel s'était caché chez Thor le temps que sa sœur soit arrachée des mains de l'Académie Alius. Peu après, Axel s'entraîne avec l'équipe de Raimon ; à un moment, Jude fait la passe à Shawn qui n'intercepte pas le ballon, car il se sent inutile pour l'équipe, mais Mark lui remonte le moral avec tous les Raimon. Le soir venu, Axel dit au revoir à Thor et le remercie de l'avoir entraîné durant tout ce temps ; le lendemain, les Raimon quittent Okinawa et rejoignent leur collège, qui a presque entièrement été reconstruit. Un ballon noir et bleu de l'Académie Alius tombe violemment sur le terrain, et annonce que les Raimon doivent se rendre au stade Football Frontier pour affronter la Diamond Dust, sinon la ville sera détruite ; les Raimon se rendent donc au stade, et la Diamond Dust arrive. Le match commence, et au début, la Diamond Dust laisse Axel attaquer, mais elle lance ensuite une offensive rapide contre Raimon. Sue est blessée par un défenseur de la Diamond Dust et le ballon sort du terrain, mais il est renvoyé, et Byron Love arrive… |                                                             |                                   |                                      |                       |
| 54 | Byron Love, le sauveur                                      | 最強の助っ人アフロディ!           | Saikyō no Suketto Afurodi!           | 14 octobre 2009       |
| Byron Love explique aux Raimon qu'il avait fait une erreur avec le nectar des Dieux et qu'il avait appris de sa défaite ; il est intégré à l'équipe de Raimon, remplaçant Sue. Les joueurs de la Diamond Dust lancent une offensive ; Bobby intercepte le ballon, mais ne fait pas la passe à Byron et est dribblé par un adversaire. Peu après une nouvelle offensive de la Diamond Dust, Hurley fait la passe à Byron qui attaque rapidement avec Axel et marque un but avec le « Savoir Suprême ». La Diamond Dust attaque de nouveau, et Fox marque un but avec l’« Impact Nordique », brisant le « Poing de la Justice » de Mark, et la première mi-temps s'achève. La seconde mi-temps commence, et les deux équipes sont au coude à coude et attaquent rapidement ; Fox utilise de nouveau l’« Impact Nordique » et marque un second but. Les Raimon contre-attaquent de nouveau, et Axel marque un but avec la « Tempête de Feu » ; Mark se risque à sortir deux fois des cages, et Fox attaque lors de sa seconde sortie, mais Mark arrête son tir avec la tête à l'aide d'une nouvelle supertechnique, et le match s'achève sur un nul 2 partout. La Diamond Dust part, et Byron rejoint pour de bon l'équipe de Raimon, mais la coach Schiller demande à Mark d'abandonner son poste de gardien… |                                                             |                                   |                                      |                       |
| 55 | Le Nouveau défi de Mark Evans !                             | 円堂・新たなる挑戦!               | Endō Aratanaru Chōsen!               | 21 octobre 2009       |
| Jude propose que Mark joue au poste de libéro, ce qu'approuve la coach ; les Raimon proposent alors à Darren de devenir gardien de but, ce qu'il accepte. Peu après, Mark propose à tout le monde de venir chez lui, et Shawn va voir Kevin en lui disant qu'il ne sert à rien, car il n'est pas parfait, et Kevin lui remonte le moral. Shawn va ensuite pique-niquer avec le reste des Raimon, et le lendemain, Mark et Darren enfilent leurs nouveaux maillots ; Mark prête le cahier secret à Darren, puis chacun s'entraîne à son nouveau poste ; Darren s'entraîne à maîtriser une supertechnique qu'il a découvert dans le cahier de Mark, les « Mains de l'Infini ». Pendant ce temps, Sonny Raimon et la coach Schiller ont une discussion avec le Premier Ministre, et Axel va rendre visite à Kevin ; ce soir-là, Jack parle à Mark à propos de son échange de postes avec Darren, puis le lendemain, Mark et Darren continuent l'entraînement. À force de s'entraîner, Mark commence à développer sa supertechnique baptisée « Tête Explosive », et il parvient à arrêter le « Manchot Empereur Numéro 2 » ; Jude propose alors à Mark de développer une supertechnique de la Royal Academy… |                                                             |                                   |                                      |                       |
| 56 | Mark contre Axel : le duel !                                | 対決!円堂VS豪炎寺!!               | Taiketsu! Endō VS Gōenji!!           | 28 octobre 2009       |
| L'équipe de Raimon se rend au collège de la Royal Academy, et sur le terrain, Jude propose à Mark et Bobby de maîtriser le « Triangle de la Mort ». Byron demande pourquoi Shawn ne joue pas, et Mark le lui explique ; avec Jude et Bobby, ils commencent leur entraînement pour la maîtrise du « Triangle de la Mort », et Darren continue à s’entraîner à la maîtrise des « Mains de l'Infini ». Mark n'est pas coordonné avec Jude et Bobby, mais peu après, l'équipe de la Royal Academy arrive et propose un petit match aux Raimon ; le match commence, avec Mark, Jude et Booby aux-côtés de la Royal. Mark, Jude et Bobby utilisent plusieurs fois le « Triangle de la Mort » mais échouent, et la première mi-temps s'achève ; Jude parle à David de ses souvenirs à la Royal, et Darren s'entraîne à des tirs avec Hurley. La seconde mi-temps débute, et Jude comprend comment utiliser la supertechnique avec Mark et Bobby ; ils font évoluer le « Triangle de la Mort » et marquent un but ; Jude décide de baptiser cette nouvelle super-technqiue « Triangle de la Mort 2 », et David lui dit qu'il fait maintenant entièrement partie des Raimon. Peu après, un nuage de fumée apparaît sur le terrain, et Torch et Fox apparaissent avec une équipe baptisée Chaos, résultant de l'union entre Prominence et la Diamond Dust… |                                                             |                                   |                                      |                       |
| 57 | Chaos, une équipe prodigieuse                               | 奇跡のチーム!ザ・カオス!!         | Kiseki no Team! The Chaos!!          | 4 novembre 2009       |
| Sur le terrain de la Royal, l'équipe Chaos lance un défi à l'équipe de Raimon ; dans la soirée, Sylvia, Célia et Nelly annoncent à la coach Schiller que le match aura lieu dans deux jours. Le lendemain, les Raimon reprennent l'entraînement, et tandis que Darren s'entraîne à des tirs avec Hurley pour la maîtrise des « Mains de l'Infini », Mark, Jude et Bobby s'entraînent au « Triangle de la Mort 2 » ; Axel et Byron s'entraînent aussi, mais Shawn quitte le terrain ; il se souvient de son frère Aiden qui est en lui en voyant jouer des enfants. Ce soir-la, Mark présente son pneu à Hurley, puis a une conversation avec Jude ; le lendemain, les Raimon sont au stade de la Royal Academy, et l'équipe Chaos arrive. Le match entre Raimon et Chaos commence ; les Raimon attaquent, mais Chaos leur subtilise le ballon et Fox marque un but avec l'« Impact Nordique », brisant la « Main Magique » de Darren. Les Raimon tentent d’attaquer, mais Chaos lance sa contre-offensive, et Torch marque un but avec l'« Éruption Solaire », puis Fox et Torch marquent chacun à l'aide de leurs supertechniques. L'équipe Chaos mène 10 à 0 face à Raimon qui attaque de nouveau, mais Chaos contre, et Mark arrête le tir de Torch avec la « Tête Explosive » ; les Raimon sont à bout de souffle, et Chaos assure une emprise totale sur le match… |                                                             |                                   |                                      |                       |
| 58 | L’Explosion du Blizzard Enflammé                            | 炸裂!ファイアブリザード!!         | Sakuretsu! Fire Blizzard!!           | 11 novembre 2009      |
| Après une offensive des Raimon, Chaos lance une nouvelle attaque et tous les Raimon se replient en défense ; en observant que les joueurs de Prominence et de la Diamond Dust ne s'échangent pas le ballon, Jude découvre comment dérégler leur rythme de jeu et leur subtilise le ballon. Mark, Jude et Bobby utilisent le « Triangle de la Mort 2 » et marquent un but pour Raimon, puis Darren parvient enfin à maîtriser les « Mains de l'Infini » en arrêtant un tir de Torch, et la première mi-temps s'achève. Jude explique aux Raimon comment utiliser le point faible de Chaos, et la seconde mi-temps commence ; Chaos attaque mais le ballon est repris par les Raimon, et Byron marque un but avec le « Savoir Suprême » ; les Raimon marquent d'autres buts avec la « Tempête de Feu », le « Savoir Suprême », le « Tir Tsunami » et le « Triangle de la Mort 2 ». Chaos attaque de nouveau, mais les Raimon interceptent leurs passes et marquent un nouveau but. Chaos contre-attaque, et Torch et Fox utilisent le « Blizzard Enflammé » et marquent un but. Après cela, les joueurs de Chaos jouent ensemble et repoussent les offensives de Raimon ; Byron s'acharne à attaquer, puis Xavier apparaît et interrompt le match, disparaissant avec l'équipe de Chaos. Byron s'effondre et est contraint de quitter l'équipe ; Mark et Shawn lui rendent visite à l'hôpital le soir, tandis que la coach Schiller a une discussion avec Xavier qui l'appelle « grande sœur »… |                                                             |                                   |                                      |                       |
| 59 | Destination : Académie Alius                                | ついに来た!エイリア学園!!         | Tsuini Kita! Eiria Gakuen!!          | 18 novembre 2009      |
| Sylvia dit à Mark et Shawn que Xavier de Genesis a eu une discussion avec la coach Schiller et l'a appelé « grande sœur », et tous les Raimon demandent des explications à cette dernière. Elle dit à l'équipe que les joueurs de l'Académie Alius ne sont pas réellement extraterrestres, et leur propose de se rendre au mont Fuji le lendemain, les laissant dans le doute. Cette nuit-là, Sonny Raimon a une discussion avec le Premier Ministre à propos de la base de l'Académie Alius, et les Raimon s'entraînent chacun de leur côté ; après leur entraînement, Shawn parle à Axel de son passé et d'Aiden. Le lendemain matin, Mark a une discussion avec Xavier, et ce dernier lui dit que le monde va connaître un bouleversement. Tous les Raimon arrivent, y compris Erik et Bobby, qui étaient réticents, et ils embarquent dans la Caravane Inazuma ; durant le trajet, Mark découvre dans le cahier secret une méga-supertechnique appelée « La Terre », qu’il voudrait bien utiliser. Finalement, l'équipe de Raimon arrive au mont Fuji, et les joueurs étonnés découvrent avec effroi une sorte de vaisseau extraterrestre, qui est justement la base de l'Académie Alius… |                                                             |                                   |                                      |                       |
| 60 | La Vraie nature de l'Académie Alius                         | エイリア学園の正体!               | Eiria Gakuen no Shōtai!              | 2 décembre 2009       |
| L'équipe s’apprête rentrer dans la base de l’Académie Alius, lorsque Seymour Hillman arrive et révèle aux Raimon qu'il enquêtait sur la coach Schiller. L'équipe entre à l'intérieur de la base, et la coach Schiller explique aux Raimon que les joueurs de l'Académie Alius agissent sous le contrôle de la pierre Alius. Des robots footballeurs attaquent les joueurs, mais ils s'en débarrassent en ripostant ; l'empereur de l'Académie Alius, Astram Schiller, apparaît alors aux Raimon sous la forme d'un hologramme et dit à l'équipe que les joueurs de l'Académie Alius ne sont pas des extraterrestres. Cinq ans auparavant, une météorite baptisée pierre Alius contenant une grande puissance s'est écrasée sur Terre ; le projet initial était d'utiliser la pierre Alius à des fins militaires, mais le Premier Ministre ayant refusé, Astram Schiller a créé des équipes de foot avec le pouvoir de la pierre et les a envoyées détruire les collèges ayant un club de foot. Astram Schiller remercie la coach Schiller d'avoir amené l'équipe de Raimon ; les Raimon remontent le moral de la coach, avant de se préparer à jouer contre Genesis. Le match commence, et les Raimon attaquent, mais le gardien de Genesis arrête leurs tirs sans problème, puis Genesis contre-attaque rapidement, et Xavier marque un but avec le « Météore Géant »… |                                                             |                                   |                                      |                       |
| 61 | Le Match décisif ! Genesis - Première partie                | 最終決戦!ザ・ジェネシス・前編!!   | Saishū Kessen! The Genesis Zenpen!!  | 9 décembre 2009       |
| Les Raimon déséspèrent, mais la coach les encourage ; ils attaquent, mais Genesis lance sa contre-offensive, et Hurley parvient à dévier le tir de Xavier amorti par Jack, Tori et Darren. Shawn demande à la coach Schiller à entrer sur le terrain, et il remplace donc Sue ; sur une passe d'Axel avec la « Tornade de Feu », Shawn utilise sous contrôle d'Aiden le « Blizzard Eternel », en vain. Les Raimon arrêtent le « Météore Géant » de Xavier avec la « Tour Parfaite » ; après une passe ratée à Shawn, Axel lui tire dessus et lui dit que peu importe qu'il rate, du moment qu'il fait de son mieux. Après un arrêt du « Météore Géant », la balle va à Shawn qui comprend ce que signifie la perfection ; il fusionne avec son frère Aiden, attaque, et marque un but avec le « Loup Légendaire » ; Darren parvient ensuite à arrêter le « Météore Géant » avec les « Mains de l'Infini » au niveau 2. Pendant ce temps, l'inspecteur Smith fait exploser ce qui donnait le pouvoir de la pierre Alius à Genesis, mais Astram Schiller lui dit que les joueurs de Genesis sont parfaits même sans la pierre Alius ; après une offensive ratée de Shawn, Genesis attaque rapidement et marque un second but avec la « Supernova », brisant les « Mains de l'Infini » au niveau 2 de Darren… |                                                             |                                   |                                      |                       |
| 62 | Le Match décisif ! Genesis - Deuxième partie                | 最終決戦!ザ・ジェネシス・後編!!   | Saishū Kessen! The Genesis Kōhen!!   | 16 décembre 2009      |
| Après un duel entre Mark et Xavier, Genesis attaque avec la « Supernova », mais le tir est repoussé par Axel et Shawn ; avec l'aide des autres joueurs, Darren contre les offensives de Genesis et la première mi-temps s'achève. La coach Schiller dit à Mark de faire jouer l’équipe ensemble et non pas individuellement, et la seconde mi-temps commence ; les Raimon enchaînent les passes avec succès, et Mark, Jude et Bobby utilisent le « Triangle de la Mort 2 » pour marquer un but. Mark repousse la « Supernova » amortie par Darren qui arrête le tir avec les « Mains de l'Infini » au niveau 3. Astram demande à Xavier d'activer les limiteurs, mais Xavier refuse et Astram remet la direction de Genesis à Bellatrix, qui les active, rendant l’équipe plus forte. Genesis marque un but avec le « Manchot Spatial », mais grâce à la force de l'amitié, Raimon attaque de nouveau, et Axel et Shawn marquent un but avec le « Feu Glacé ». Darren arrête le « Manchot Spatial » avec les « Mains de l'Infini » au niveau 4, puis grâce à toute la force des Raimon, Mark, Axel et Shawn marquent un but avec « La Terre », donnant la victoire à Raimon. Xavier comprend ce qu'est la force de l'amitié et serre la main de Mark, puis Astram s'excuse auprès de Xavier pour l'avoir fait souffrir, mais remontée, Bellatrix tire sur Astram. |                                                             |                                   |                                      |                       |
| 63 | La Menace ressurgit                                         | 終わりなき脅威!                   | Owari Naki Kyōi!                     | 23 décembre 2009      |
| Xavier arrête le ballon tiré par Bellatrix, mais s'effondre épuisé ; il dit à Bellatrix que malgré tout, Asram est leur père adoptif, et ce même si Xavier n'est pas son vrai nom, puis Astram redonne la balle à Bellatrix qui renonce à lui tirer dessus. L'inspecteur Smith arrive et demande à Astram de dévoiler les origines du projet Genesis ; ce dernier raconte alors que son premier fils, Xavier Schiller, aimait le foot mais est mort dans des circonstances mystérieuses ; il a peu après crée l'école du Soleil par la volonté de sa fille Lina Schiller, puis a utilisé la pierre Alius comme moyen de vengeance sur le foot. Plusieurs explosions surviennent, et les Raimon ainsi que Genesis et Astram s'enfuient du vaisseau anéanti, puis Astram se rend à la police avec Genesis, et la coach Schiller les accompagne. L'équipe de Raimon part à bord de la Caravane Inazuma, et les joueurs s'amusent un peu au football dans une prairie avant d'arriver à leur collège reconstruit, mais devant les Raimon apparaît Godric Wyles, qui leur dit qu'ils auront une dernière bataille à mener, et Nathan, Kevin et d'autres Raimon se présentent à eux… |                                                             |                                   |                                      |                       |
| 64 | Le Duel : Raimon contre Raimon                              | 激突!雷門VS雷門!!                 | Gekitotsu! Raimon Versus Raimon!!    | 6 janvier 2010        |
| Arrivés à leur collège, les Raimon ne trouvent pas âme qui vive, lorsque Godric Wyles arrive et leur présente l'équipe des Empereurs Noirs constituée de joueurs de Raimon. Mark remarque que Nathan et les autres ont la pierre Alius, et Godric lui révèle qu'il s'est échappé avec onze fragments de la pierre ; Nathan dit à Mark qu'il a toujours cherché à devenir plus puissant, et que la pierre Alius lui a permis d'être prodigieusement plus fort. Nathan dit à Mark de jouer contre son équipe des Empereurs Noirs, mais Mark refuse et Godric lui dit qu'il détruira le collège Raimon s'il refuse, le contraignant à accepter. Le match débute ; Raimon attaque, mais Nathan subtilise le ballon à Mark et tire, sans succès, puis les Raimon attaquent de nouveau, et Axel tente de marquer en vain. Les Empereurs Noirs attaquent, mais Shawn fait sortir le ballon pour les Raimon ; ceux-ci attaquent, mais après une vaine offensive, les Empereurs Noirs conte-attaquent, et Shadow marque un but avec la « Tornade Noire ». Les Raimon attaquent, mais les Empereurs Noirs leur subtilisent le ballon, et après un duel entre Kevin et Shawn, Kevin marque un second but pour les Empereurs Noirs avec une version améliorée du « Choc de la Vouivre »… |                                                             |                                   |                                      |                       |
| 65 | La Méga supertechnique de l'amitié                          | 友情の究極奥義!                   | Yūjō no Kyūkyoku Ōgi!                | 13 janvier 2010       |
| Après le but de Kevin, les Raimon lancent une contre-offensive, mais les Empereurs Noirs sont rapides et leur prennent le ballon ; les Raimon sont complètement dépassés par la puissance des Empereurs Noirs, et la première mi-temps s'achève. La seconde mi-temps commence ; les Empereurs Noirs attaquent, mais leur offensive est arrêtée par les Raimon ; après une vaine offensive de Hurley, Shawn marque un but avec le « Loup Légendaire », puis peu après, Axel et Shawn marquent le second but pour Raimon avec le « Feu Glacé ». Les Empereurs Noirs attaquent de nouveau et Nathan, Kevin et Max marquent un but avec le « Phénix Noir » ; au fil du match, tous les Raimon s'épuisent, et Mark remplace Darren aux cages de but car ce dernier s'est blessé ; Mark utilise la « Main Céleste » pour arrêter les tirs de Nathan, mais s'effondre épuisé. Les encouragements redonnent de la force aux Raimon qui se relèvent, et Mark arrête le « Phénix Noir » avec la « Main Céleste » ; alors Nathan et les autres se souviennent du foot amusant qu'il jouaient avec Mark, et tous sont libérés de l'emprise de la pierre Alius. Godric Wyles est arrêté par la police, tandis que Mark, très ému, décide de finir le match ; Axel marque un but et le match s'achève sur un nul 3 partout, puis tous les Raimon font un triomphe à Mark et le soulèvent en l'air. |                                                             |                                   |                                      |                       |
| 66 | En route pour le titre mondial ! Première partie : La Glace | 地上最強のチームへ!ブリザード編!! | Chijō Saikyō no Team! Blizzard-hen!! | 20 janvier 2010       |
| Le défi va maintenant changer d'échelle, puisque le tournoi Football Frontier International va servir à déterminer la meilleure équipe benjamine du monde ; Mark s'entraîne à arrêter des pneus sur la colline, et Shawn vient le voir en lui disant qu'il va retourner à Hokkaïdo. Ils se souviennent de tout ce qui s'est passé, comment après avoir gagné le tournoi Football Frontier, l'équipe de Raimon s’est retrouvée confrontée à la Tempête des Gémeaux, puis a voyagé à travers le pays pour former la meilleure équipe du monde avec la coach Schiller, le recrutement de Shawn au collège Alpin de Hokkaïdo, puis la confrontation avec Epsilon et le recrutement de nouveaux joueurs comme Scotty et Sue. Shawn raconte comment Aiden prenait possession de son corps dans le but de devenir parfait, puis comment il a été blessé moralement et physiquement à cause d'Aiden face à Genesis, sa double personnalité étant révélée, la déprime de Mark, et les entraînements intensifs de Darren qui lui ont redonné la passion du foot. Puis Mark se souvient des informations qu’ils ont eu sur la présence d’un attaquant de feu dans les îles du Sud, ce qui leur a fait penser à Axel… |                                                             |                                   |                                      |                       |
| 67 | En route pour le titre mondial ! Seconde partie : Le Feu    | 地上最強のチームへ!ファイア編!!   | Chijō Saikyō no Chīmue! Faia-hen!!   | 27 janvier 2010       |
| Alors que Mark et Shawn parlent de leurs aventures, Axel arrive et discute avec Mark à propos de la lutte contre l'Académie Alius ; Mark raconte à Axel comment les Raimon se sont rendus à Okinawa pour trouver l'attaquant de feu en pensant que c'était lui. Axel révèle comment, lors de sa visite à sa sœur Julia, trois gardes du corps aliens sont venus le voir pour lui demander une faveur ; à cause de cela, il a commis plusieurs fautes durant le second match face à la Tempête des Gémeaux, et s’est fait renvoyer. Mark raconte ensuite à Axel les aventures qu'ils ont vécu en son absence, avec l'arrivée de Shawn dans l'équipe de Raimon, puis leur recherche de l’attaquant de feu à Okinawa, et l’arrivée d’Axel durant le match contre le Nouvel Epsilon, leur apportant la victoire. Ils se souviennent comment l'équipe a su tenir tête aux équipes de la Diamond Dust et de Chaos grâce à Byron, et du match ultime opposant Raimon à la toute puissante équipe Genesis, de la prise de conscience de Shawn, grâce à Axel, que le plaisir de jouer passe avant la perfection, et sa fusion alors avec Aiden, permettant à Raimon de gagner face à Genesis. Shawn remercie Axel de lui avoir redonné le plaisir du foot, puis Mark, Axel et Shawn se font la promesse qu'ils organiseront un match amical entre les équipes de Raimon et d'Alpin. |                                                             |                                   |                                      |                       |

### Saison 3: Football Frontier International
| No | Titre français                                                               | Titre japonais                          | Titre japonais                                | Date de 1re diffusion |
| No | Titre français                                                               | Kanji                                   | Rōmaji                                        | Date de 1re diffusion |
| --- | ---------------------------------------------------------------------------- | --------------------------------------- | --------------------------------------------- | --------------------- |
| 68 | La Sélection japonaise                                                       | 集結!日本代表!!                         | Shūketsu! Nippon Daihyō!!                     | 3 février 2010        |
| Le tournoi Football Frontier International va pour la première fois de l'histoire pouvoir déterminer la meilleure équipe benjamine du monde. Les équipes d'Angleterre, des États-Unis et d'Italie iront d'ailleurs au tournoi. Pendant ce temps, les Raimon s'entraînent, et Mark voit une fille qui regarde l'équipe et il en ressort qu'il la connaît sous le nom de Camilou. Le lendemain, Mark se rend au collège avec un nouvel élève, Austin Hobbes. Au bâtiment du collège Raimon, plusieurs joueurs connus de Mark sont réunis avec les Raimon, comme Darren, Shawn, Scotty, Thor, Hurley, Xavier, Jordan (Janus), David, Marvin Murdock et Caleb, ainsi que des nouveaux, comme Isaac Glass et Archer Hawkins. Peu après, le coach Hillman leur annonce qu'ils ont été choisis pour faire partie de la sélection japonaise. Parmi les vingt-deux joueurs, seuls seize seront retenus et ils sont divisés en deux équipes pour un match décisif. Ce soir-là, Nelly dit à Mark et Sylvia qu'elle va partir dans un pays étranger, et c'est ce qu'elle fait dès cette nuit-là. Cette nuit-là, Mark et Jude demandent des explications au coach Hillman pour avoir ramené Caleb, puis plus tard, Mark dit à Jude de se concentrer seulement sur le match. Deux jours sont passés, et les deux équipes Inazuma Japon A et B vont jouer le match qui va déterminer la sélection japonaise… |                                                                              |                                         |                                               |                       |
| 69 | La Naissance d'Inazuma Japon                                                 | 誕生!イナズマジャパン!!                 | Tanjō! Inazuma Japan!!                        | 10 février 2010       |
| Avant le match opposant les équipes Inazuma Japon A et B, les joueurs revêtent les maillots de l'équipe nationale, puis le match commence. Chacune des deux équipes attaque et fait de son mieux. Plus tard, Xavier d'Inazuma Japon A marque un but avec le « Météore Géant ». Peu après, Caleb dispose Nathan et Scotty pour mettre Marvin en hors jeu, et il y parvient. Axel marque un but avec la « Tempête de Feu », puis Kevin d'Inazuma Japon A marque avec le « Choc de la Vouivre V2 ». Puis Austin d'Inazuma Japon B attaque mais fait la passe à Shadow alors qu'il pouvait marquer, et la première mi-temps s'achève. Puis la seconde mi-temps commence. Les deux équipes sont au coude à coude. Jordan d'Inazuma Japon B marque un but avec le « Tir Astral », puis plus tard, Shawn d'Inazuma Japon A marque un but avec le « Loup Légendaire », et le match s'achève sur une victoire d'Inazuma Japon A. Après cela, le coach d'Inazuma Japon, Percy Travis, est présenté aux joueurs par le coach Hillman, et Percy donne le nom des joueurs sélectionnés : Jude Sharp, Axel Blaze, Xavier Foster, Shawn Froste, Nathan Swift, Scotty Banyan, Hurley Kane, Thor Stoutberg, Darren LaChance, Jordan Greenway, Caleb Stonewall, Austin Hobbes, Archer Hawkins, Jack Wallside, Tod Ironside et Mark Evans. Et pendant que les joueurs d'Inazuma Japon se promettent d'atteindre le sommet mondial, Erik et Bobby partent en avion vers l'Amérique… |                                                                              |                                         |                                               |                       |
| 70 | L’Entraîneur maudit                                                          | 呪われた監督!                           | Norowa Reta Kantoku!                          | 17 février 2010       |
| Après avoir mangé à la cantine, les joueurs d'Inazuma Japon commencent l'entraînement. Le coach Travis présente aux joueurs Camellia Travis, que Mark appelle Camilou. Le coach leur dit aussi qu'ils joueront maintenant les éliminatoires océano-asiatiques et qu'il exige des joueurs qu'on applique ses ordres. Et durant l'entraînement, le coach réprimande sévèrement les joueurs qui font des erreurs. Le lendemain, les joueurs d'Inazuma Japon s'entraînent mais ne sont pas très coordonnés. Le lendemain encore, Célia et Willy s'introduisent dans la Fédération du Football du secondaire pour enquêter sur leur coach Percy Travis. Après avoir enquêté, Célia annonce ce soir-là aux joueurs que Percy Travis était autrefois l'entraîneur du collège Cherry Bloom, une équipe qui avait atteint les phases éliminatoires du tournoi Football Frontier. Mais à la suite d'un incident avant le match qui n'a pas été joué, il a été surnommé l'entraîneur maudit. Ce même soir, Mark s'entraîne avec Kevin qui lui dit qu'il pourra un jour jouer avec Inazuma Japon. Le lendemain, Mark va chez Jack pour l'encourager à venir, et il réussit. Ce soir-là, le tirage au sort des matchs des éliminatoires commence, et il en ressort que le prochain adversaire d'Inazuma Japon sera la sélection australienne des Big Waves. Mais le lendemain, le coach Travis interdit aux joueurs de s'entraîner… |                                                                              |                                         |                                               |                       |
| 71 | Engagement ! Le Match vers le mondial !                                      | 開幕!世界への挑戦!!                     | Kaimaku! Sekai e no Chōsen!!                  | 24 février 2010       |
| Le lendemain du tirage au sort qui a déterminé le premier adversaire d'Inazuma Japon, le coach Travis interdit aux joueurs de s'entraîner et leur ordonne de rester à l'intérieur des bâtiments. Les joueurs essaient de sortir en cachette mais le coach les renvoie dans leur chambre. Peu après, Willy ramène une cassette les informant sur les Big Waves, puis Sylvia et Célia révèle aux joueurs que les Big Waves seraient des hommes de la mer, ce qui intéresse Hurley. Austin est autorisé à sortir, et plus tard, Sue et Tori veulent voir les joueurs, mais Sylvia leur annonce que les joueurs n'ont pas le droit de sortir. Peu après, Hurley réussit à sortir, puis Archer est autorisé par le coach à rejoindre son gang. Son gang lui demande de revenir, mais Archer refuse et s'en va. Pendant ce temps, Hurley s'entraîne à surfer. Les joueurs d'Inazuma Japon s'ennuient, jusqu'à ce que Jude et Axel commencent à s'entraîner à des tirs avec Mark. Au fil de la journée, tous les joueurs s'entraînent dans leur chambre. Le jour du match opposant Inazuma Japon aux Big Waves arrive, et le coach donne la position des joueurs avant le match. Le match commence, et Inazuma Japon attaque, mais les Big Waves arrêtent Jude avec le « Bloc Défensif », puis ils marquent un but avec le « Mégalodon »… |                                                                              |                                         |                                               |                       |
| 72 | Il faut battre les Big Waves                                                 | ビッグウェイブを乗り越えろ!             | Big Wave o Norikoero!                         | 3 mars 2010           |
| Après le but des Big Waves, Inazuma Japon lance une nouvelle offensive, mais les Big Waves bloquent Axel avec le « Bloc Défensif », puis ils utilisent cette même supertactique contre Shawn. Seulement, Jude comprend en quoi consiste cette tactique, et il fait la passe à Axel. Peu après, Shawn et Axel attaquent, sans succès. Les Big Waves effectuent un changement de deux joueurs, puis la première mi-temps s'achève. Durant la mi-temps, le coach Travis décide de remplacer Jude, blessé à la jambe, par Austin et la seconde mi-temps commence. Austin intercepte le ballon et le passe à Axel qui essaie de marquer, mais en vain. Au fil des offensives d'Inazuma Japon, Hurley observe la « Grande Barrière de Corail » du gardien des Big Waves. Puis, après que Mark a arrêté le « Mégalodon » avec le « Poing de la Justice G3 », Hurley marque un but avec le « Typhon ». Le coach Hillman raconte alors aux joueurs sur le banc que le coach Travis a lui-même endossé la responsabilité de la bagarre entre un joueur de Cherry Bloom avec un autre de la Royal Academy, puis il a quitté son poste de coach de cette équipe. Plus tard, Austin passe le ballon à Axel qui marque un but avec le « Tourbillon de Feu », et le match s'achève sur une victoire de 2 à 1 pour Inazuma Japon. |                                                                              |                                         |                                               |                       |
| 73 | Les Lions du Désert, des guerriers impétueux                                 | 灼熱の戦士!デザートライオン!!           | Shakunetsu no Senshi! Desert Lion!!           | 10 mars 2010          |
| Par un jour ensoleillé, les joueurs d'Inazuma Japon s'entraînent. Le coach Travis rassemble les joueurs et leur annonce que leur prochain adversaire sera l'équipe des Lions du Désert du Qatar. Puis Austin quitte l'entraînement à l'avance. Célia enquête sur Austin qui s'en va à l'avance, tandis que Mark, Axel, Sylvia et Camellia se font intercepter par un gang avant qu'Archer ne les arrête dans leurs mauvaises intentions, et ils partent. Puis Mark, Axel, Sylvia, Célia et Camellia vont au restaurant d'Austin baptisé « Chez Hobbes », et Austin leur révèle qu'il s'en va à l'avance pour aider en compagnie d'une voisine sa mère souffrante à gérer le restaurant. Alors, Mark et les autres décident d'aider Austin à exécuter les livraisons. Le jour du match contre les Lions du Désert arrive. Le match commence, et après une offensive de Shawn transformée en corner par le gardien des Lions du Désert, Nathan tire la balle en corner et marque un but, puis plus tard, Xavier utilise le « Météore Géant » et marque le second but pour Inazuma Japon, et la première mi-temps s'achève. La seconde mi-temps commence. Jordan se fait blesser et est remplacé par Tod. Seulement, tous les joueurs du Japon s'épuisent à cause de la chaleur accablante, et les Lions du Désert marquent un but, repoussant Hurley et Mark. |                                                                              |                                         |                                               |                       |
| 74 | Le Réveil d'Austin                                                           | 眠れる虎!目覚める時!!                   | Nemureru Tora! Mezameru Toki!!                | 17 mars 2010          |
| Après le but des Lions du Désert, Xavier et Hurley, épuisés, sont remplacés par Darren et Archer. Puis après que Shawn a attaqué avec le « Loup Légendaire », il s'écroule au sol et est remplacé par Austin. Austin attaque mais fait une passe en retrait alors qu'il est bien placé. Les Lions du Désert attaquent, puis Inazuma Japon attaque de nouveau et Austin attaque, mais des souvenirs lui remontent et il fait la passe à Axel. Le coach Hillman révèle à la mère d'Austin que ce dernier marquait la plupart des buts pour son équipe, mais il a été mis à l'écart par ses coéquipiers car il attirait trop la couverture sur lui-même, et c'est alors qu'il arrêta de mettre des buts, même lors des meilleures occasions. Les Lions du Désert attaquent et marquent un but par corner. Puis Inazuma Japon attaque, mais Austin fait la passe à Axel, ce qui amène Axel à lui tirer sur l'épaule. Axel dit à Austin qu'il doit donner le meilleur de lui-même car il doit avant tout s'amuser en jouant. Après une vaine offensive des Lions du Désert, Inazuma Japon attaque, et Austin marque un but avec la « Frappe du Tigre », donnant ainsi la victoire de 3 à 2 à Inazuma Japon. Dans son élan d'enthousiasme, Austin révèle aux autres joueurs qu'il n'a jamais joué au tournoi Football Frontier national car il jouait chez les poussins. |                                                                              |                                         |                                               |                       |
| 75 | Grand duel entre Mark et Archer                                              | 真剣勝負!円堂と飛鷹!!                   | Shinken Shōbu! Endō to Hitaka!!               | 24 mars 2010          |
| Archer s'entraîne à tirer sur une cible avec le coach Hillman, d'abord sans ballon, puis avec. Le lendemain, les joueurs d'Inazuma Japon s'entraînent, et Archer s'entraîne à des tirs, mais il envoie la balle trop haut. Le soir, Archer s'entraîne de nouveau à des tirs avec le coach Hillman, et le coach Hillman lui rappelle la raison pour laquelle il joue au foot, pour utiliser la puissance de ses jambes pour autre chose que pour les bagarres entre gangs. Le lendemain, Archer quitte de nouveau l'entraînement à l'avance pour s'entraîner avec le coach Hillman, et le lendemain encore, le coach Hillman demande à Mark d'assurer à sa place les entraînements avec Archer. C'est ainsi que ce soir-là, Mark se présente à Archer qui s'entraîne à des tirs. D'abord, Archer le rejette et va sur le terrain de foot, mais Mark le rejoint peu après et il accepte de s'entraîner avec Mark. D'abord, Archer s'entraîne à des passes longues avec Mark, puis il tire sur Mark qui arrête ses tirs. Au fil de la soirée, Archer fait des progrès et Mark l'encourage à continuer. A la nuit tombée, Mark s'en va et Archer le remercie de lui avoir donné goût au football. Puis Archer continue de s'entraîner avec plaisir au football… |                                                                              |                                         |                                               |                       |
| 76 | Un changement de sélection ? Le plus grand des défis !                       | 代表交代!?最強の挑戦者たち!!            | Daihyō Kōtai!? Saikyō no Chōsen-sha-tachi!!   | 31 mars 2010          |
| C'est la nuit, et Jordan s'entraîne intensivement pour être meilleur. Le lendemain, avant l'entraînement, Jude dit à Nathan d'essayer de maîtriser sa nouvelle supertechnique, puis il dit à Shawn et Thor et à Jack et Hurley d'essayer d'en créer une. Et ils s'entraînent ainsi jusqu'au soir, et à la nuit tombée, Xavier s'entraîne avec Jordan afin de l'aider. Le lendemain, les joueurs d'Inazuma Japon s'entraînent et Jordan a retrouvé le plaisir de courir avec le ballon. Le lendemain encore, Dave Quagmire (Dvalin) arrive et présente son équipe Néo Japon, et la coach de l'équipe Lina Schiller défie l'équipe Inazuma Japon à un match qui implique la participation de l'une des deux équipes au tournoi Football Frontier International. Le match commence, et Inazuma Japon attaque, mais les joueurs de Néo Japon prennent les joueurs adverses en tenaille et après que le « Loup Légendaire » de Shawn a été arrêté par la « Perceuse V2 » de Joseph King, Néo Japon attaque. Les joueurs d'Inazuma Japon remarquent que les joueurs de Néo Japon utilisent des versions améliorées de supertechniques connues. Neil Turner utilise le « Gungnir V2 » et marque un but, brisant le « Poing de la Justice G3 » de Mark… |                                                                              |                                         |                                               |                       |
| 77 | Le Dernier défi : La Sélection de Percy Travis contre celle de Lina Schiller | 究極対決!久遠ジャパンVS瞳子ジャパン!!   | Kyūkyoku Taiketsu! Kudō Japan VS Tōko Japan!! | 14 avril 2010         |
| Après le but de Neil, Dave se souvient des entraînements intensifs qu'il exécutait avec ses coéquipiers de Néo Japon, et ce pourquoi ils jouent ce match. Neil utilise de nouveau le « Gungnir V2 », mais son tir est arrêté par le « Poing de la Justice G4 » de Mark. Mark repousse toutes les offensives de Néo Japon, puis Austin est remplacé par Nathan. Nathan réussit à maîtriser sa supertechnique baptisée « Danse d'Eole », et Axel marque un but avec la « Tempête de Feu », puis la première mi-temps s'achève. La seconde mi-temps commence et Néo Japon a procédé à un changement de deux joueurs. Jordan crée en attaquant une nouvelle supertechnique baptisée « Course Éclair », puis Axel essaie de marquer, sans succès, et ce à cause de la « Nouvelle Muraille Infinie ». Toutes les offensives d'Inazuma Japon sont arrêtées par cette supertactique. Tous les joueurs de Néo Japon attaquent, mais Mark repousse leurs tirs. Après cela, Jordan est remplacé par Archer et Darren remplace Mark aux cages, Mark remplaçant Scotty sur le terrain. Peu après, Mark, Axel et Jude marquent un but avec l'« Éclair Pulvérisant V2 » et le match s'achève sur une victoire de 2 à 1 pour Inazuma Japon, qui reste donc en lice pour le Mondial. Mais Dave dit à Mark que lui et son équipe prendront un jour leur revanche sur Inazuma Japon, et Mark lui répond positivement. |                                                                              |                                         |                                               |                       |
| 78 | Le Plan de Camellia pour une méga supertechnique                             | 冬花の究極奥義大作戦!!                  | Fuyuhana no Kyūkyoku Ōgi Dai Sakusen!!        | 21 avril 2010         |
| C'est un nouveau jour d'entraînement pour Inazuma Japon. Soudain, l'entraîneur Travis arrive et dit à Mark que lui et son équipe ne pourront pas aller au Mondial. Camellia trouve que Mark est bizarre, et Tori dit à Camellia d'encourager Mark à apprendre une nouvelle méga supertechnique, puis Sue lui dit de ne pas le laisser seul. Alors Camellia entraîne Mark faire un tour dans les montagnes russes, puis à travers la ville, suivant les conseils de Sue. Mais à un moment, dans un restaurant, Mark dit à Camellia qu'elle se comporte bizarrement, ce qui la rend confuse. Puis Mark va à la colline près de la tour Inazuma avec Camellia et échange des passes avec elle. Mark dit à Camellia que le foot est un sport amusant et merveilleux, puis il lui dit aussi qu'il faudrait qu'il crée une nouvelle supertechnique plus puissante que le « Poing de la Justice ». Camellia dit alors à Mark qu'il n'a qu'à changer la position de frappe du « Poing de la Justice » pour le faire évoluer. Mark commence à s'entraîner avec le pneu de la colline et au bout d'un moment, il réussit à utiliser cette nouvelle supertechnique. Mais cette nuit-là, Camellia est prise d'étourdissement lorsque Mark lui montre son cahier secret. Il s'en vont ensuite rejoindre les autres joueurs. |                                                                              |                                         |                                               |                       |
| 79 | La Décision d'Axel                                                           | 豪炎寺の決意!                           | Gōentera no Ketsui!                           | 28 avril 2010         |
| Ce jour-là, Axel se rend à l'entraînement comme tous les jours, après avoir dit au revoir à sa sœur et à son père. Les joueurs d'Inazuma Japon s'entraînent, et ce soir-là, Austin propose à Axel de créer une supertechnique combinée avec la « Tempête de Feu » et la « Frappe du Tigre ». En rentrant, Axel salue Julia qui le trouve un peu bizarre. Puis Axel va voir son père à son cabinet, et ce dernier dit à Axel qu'il va devoir faire ses études de médecine en Allemagne et abandonner le football. Cela attriste un peu Axel, mais son père lui dit qu'il n'admet pas de refus de sa part. Le lendemain, Axel et Austin s'entraînent à maîtriser la supertechnique combinée, mais ils échouent. Puis Axel va voir Sonny Raimon et le coach Hillman qui lui parlent à propos de son orientation en médecine. Et jusqu'au soir, Axel et Austin s'entraînent encore pour maîtriser leur nouvelle technique, et Austin dit à Axel qu'il ne joue pas à son vrai foot. Cette nuit-là, la domestique d'Axel lui dit de ne pas détester son père, et Axel lui dit qu'il a pris sa décision. Le lendemain, Axel et Austin parviennent presque à maîtriser leur supertechnique. Le lendemain encore, Axel va à l'hôpital dire à son père qu'il va faire des études en Allemagne, et son père le laisse jouer un dernier match de foot. En sortant de l'hôpital, Axel aperçoit le coach Hillman en salle d'attente… |                                                                              |                                         |                                               |                       |
| 80 | Le Dernier match                                                             | 最後の試合                              | Saigo no Shiai                                | 5 mai 2010            |
| Les joueurs d'Inazuma Japon s'entraînent, et après que Shawn et Thor ont presque réussi leur supertechnique, Axel est distrait par les paroles de son père et manque sa technique combinée avec Austin. Après la fin de l'entraînement, Mark reçoit une surprenante lettre de son grand-père David Evans où il y a écrit « Rendez-vous au sommet » ce qui laisse les joueurs dans le doute. Peu après, Mark présente cette lettre au coach Hillman qui suppose que David Evans est toujours vivant. Ce soir-là, Mark va voir Axel qui lui révèle qu'il faut qu'il parte en Allemagne après la finale des qualifications au Mondial. Toutefois, Mark essaie en vain de lui faire changer d'avis. Le lendemain, Axel continue l'entraînement avec Austin, déterminé à faire gagner Inazuma Japon pour son dernier match. Le lendemain encore, Willy annonce à l'équipe que leur prochain adversaire sera l'équipe de Corée. Puis peu après, les joueurs découvrent que leur terrain de foot est couvert de boue, et Axel y joue d'abord, puis tous les autres suivent. Au fil des jours, les joueurs d'Inazuma Japon font des progrès sur la boue. Ce soir-là, Mark essaie de convaincre le père d'Axel de changer d'avis, mais ce dernier ne lui répond pas. Le lendemain, les joueurs d'Inazuma Japon s'embarquent pour aller au stade, mais la Caravane Inazuma s'arrête à mi-chemin à cause d'un gang… |                                                                              |                                         |                                               |                       |
| 81 | L’Équipe la plus forte d'Asie ! Les Dragons de Feu !                         | アジア最強!ファイアードラゴン!!         | Asia Saikyō! Fire Dragon!!                    | 12 mai 2010           |
| Le gang bloque la Caravane Inazuma en chemin pour le stade et interpelle Archer, et toute l'équipe d'Inazuma Japon sort de la Caravane. Mark soutient Archer qui allait s'élancer, lorsque l'ancien gang d'Archer apparaît et un de ses amis lui dit d'aller au stade avec son équipe, car il va s'occuper lui-même du gang adverse. L'équipe arrive au stade avec un peu de retard. Avant le match, les joueurs découvrent que Byron Love, Claude Beacons et Bryce Withingale (Fox) font partie de l'équipe de Corée, et le coach Travis place Mark sur le banc en lui disant qu'il doit comprendre qu'à ce stade, ils ne peuvent pas gagner. Du coup, Darren le remplace aux cages. Inazuma Japon attaque, mais le tir de Xavier est arrêté par le gardien des Dragons de Feu de Corée. Puis les Dragons de Feu attaquent, mais Darren arrête le « Savoir Suprême 2 » de Byron avec les « Mains de l'Infini G5 ». Puis Inazuma Japon attaque, mais les Dragons de Feu ripostent. Heureusement, Shawn remonte le terrain et arrête Claude et Bryce avec l'« Ange des Neiges ». Puis Inazuma Japon attaque de nouveau, et Shawn et Thor marquent un but avec la « Bête du Tonnerre ». Pendant ce temps, Changsu Choi dit à ses joueurs de Corée qu'il a compris le style de jeu d'Inazuma Japon et qu'ils doivent maintenant montrer leur supertactique à leurs adversaires… |                                                                              |                                         |                                               |                       |
| 82 | Une tactique imparable ! La Zone de Pressing Parfait !                       | 完全なる戦術!パーフェクトゾーンプレス!! | Kanzen'naru Senjutsu! Perfect Zone Press!!    | 19 mai 2010           |
| Changsu Choi dit à ses joueurs de se concentrer d'abord sur Shawn, et les Dragons de Feu attaquent. Shawn intercepte les Dragons de Feu puis fait la passe à Hurley. Mais Shawn et Hurley se retrouvent bloqués dans la « Zone de Pressing Parfait », et Shawn et Hurley se cognent et se blessent en essayant d'en sortir. Du coup, Shawn et Hurley sont remplacés par Scotty et Austin. Puis Thor et Archer sont bloqués aussi dans la « Zone de Pressing Parfait », et le ballon atterrit dans les pieds de Bryce. Claude égalise pour les Dragons de Feu avec l'« Eruption Solaire ». Puis Jude et Austin se retrouvent aussi bloqués dans la « Zone de Pressing Parfait », mais Jude et Nathan déjouent leur tactique avec une nouvelle tactique appelée « Route du Ciel » par Willy. Peu après, Axel et Austin essaient la « Tempête du Tigre » mais échouent, et Thor et Jude sont mis à terre par le « Talon Infernal » de Changsu. Thor est remplacé par Tod et le match reprend. Puis Byron marque un but pour la Corée avec le « Tir Solaire » et la première mi-temps s'achève. Le coach Travis remplace Jordan par Caleb et met Jude sur le banc de touche, Inazuma Japon devant jouer à dix sur le terrain. Puis la seconde mi-temps commence, et les Dragons de Feu attaquent… |                                                                              |                                         |                                               |                       |
| 83 | Lève-toi, Capitaine !                                                        | たちあがれキャプテン!                   | Tachiagare Captain!                           | 26 mai 2010           |
| La seconde mi-temps commence, et Caleb dérobe le ballon à Claude. Puis Caleb retourne en arrière et shoote sur Jack et Nathan pour que le ballon reste en sa possession. Caleb attaque tous les joueurs coréens, et le coach Hillman raconte aux joueurs sur le banc l'histoire de Caleb. Autrefois, le père de Caleb a été limogé de son travail, et la mère de Caleb dit à son fils de devenir puissant. Caleb retint ces paroles mais les déforma et eut soif de puissance. C'est pour cela qu'il s'allia à Ray Dark, avant qu'il ne l'abandonne. Caleb est enfermé dans la « Zone de Pressing Parfait » et se fait prendre la balle. Caleb fait des passes que ses coéquipiers n'arrivent pas à intercepter, et les Dragons de Feu attaquent, puis Inazuma Japon attaque. Mais Axel et Austin ratent à nouveau la « Tempête du Tigre », et Mark dit au coach qu'il a compris qu'il a oublié de regarder le jeu de ses coéquipiers, et le coach le fait entrer sur le terrain à la place de Darren en même temps qu'il fait entrer Jude. Grâce aux explications de Mark, tous les joueurs réussissent à intercepter les passes de Caleb. Jude et Caleb se débarrassent de Changsu avec le « Champ d'Energie », puis Nathan et Jack marquent un but avec le « Tourbillon Trampoline », Inazuma Japon revenant ainsi au score… |                                                                              |                                         |                                               |                       |
| 84 | À nous le passeport pour le Mondial !                                        | 手に入れろ!世界への切符!!               | Teni Irero! Sekaie no Kippu!!                 | 2 juin 2010           |
| Les Dragons de Feu attaquent de nouveau, et Mark parvient avec le « Poing de la Justice G5 » à arrêter le « Tir Solaire » de Byron. Mais Byron attaque ensuite avec Claude et Bryce ; ils utilisent le « Tir Chaotique » et marquent un but pour la Corée. Inazuma Japon attaque, mais les Dragons de Feu attaquent et Jack repousse en touche leur offensive avec « La Montagne ». Puis Nathan intercepte la passe de Changsu, mais Archer rate la passe de Nathan et la balle est mise en corner. Mark l'encourage et Archer arrête les Dragons de Feu avec l'« Aspir-Attaque ». Puis Inazuma Japon attaque, et Xavier marque un but avec le « Météore Géant V2 ». Mais les Dragons de Feu attaquent de nouveau, et Mark arrête le « Tir Chaotique » avec le « Poing de la Colère ». Inazuma Japon attaque de nouveau, mais Axel et Austin ratent deux fois leur supertechnique combinée. Mark encourage Axel à jouer comme il l'a toujours fait, et Axel réessaie de nouveau la « Tempête du Tigre » avec Austin et ils réussissent enfin à marquer avec. Peu après, Mark arrête de nouveau le « Tir Chaotique » avec le « Poing de la Colère » et le match s'achève sur une victoire de 4 à 3 pour Inazuma Japon. Après le match, le père d'Axel vient voir son fils pour lui dire de suivre son propre chemin car ses coéquipiers auront encore besoin de lui, et Axel rejoint ses coéquipiers avec entrain ! |                                                                              |                                         |                                               |                       |
| 85 | Et c'est parti pour le Mondial !                                             | 来たぜ!世界大会!!                       | Kita ze! Sekai Taikai!!                       | 9 juin 2010           |
| A l'aéroport, la Caravane Inazuma s'embarque dans l'avion du même nom, tandis qu'à l'aéroport, la voisine d'Austin apporte des provisions pour les joueurs et Shawn et Jordan sont remplacés par Kevin et David des suites de leurs blessures. Puis toute l'équipe d'Inazuma Japon s'embarque dans l'avion et s'envole pour le Mondial ! Plus tard, Inazuma Japon atterrit à l'île de Liocott puis l'équipe parcourt la ville avec la Caravane Inazuma. Plus tard, toute l'équipe débarque à son auberge. À la suite d'une lettre, Mark trouve Nelly sur la plage qui lui révèle que son grand-père et toujours vivant car il s'est enfui du Japon il y a quarante ans à la suite de l'accident. Puis Nelly quitte Mark, et la nuit tombée, Mark cherche des pneus et en trouve sur une camionnette qui part. Mark se cogne sur un joueur italien dont le ballon tombe dans la benne de la camionnette et ils la poursuivent tous deux. Après l'avoir rattrapé, Paolo Bianchi se présente à Mark et s'en va avec le ballon, tandis que Mark prend un pneu et l'attache à un arbre sur la plage, puis il a une discussion avec l'homme aux pneus. Puis la nuit tombée, toutes les équipes se rendent au stade pour la cérémonie d'ouverture. Les équipes des Rois du Football du Brésil, Orphée d'Italie, les Empereurs d'Argentine, les Knights of Queen d'Angleterre, Inazuma Japon, les Little Gigantes de Costail et les Licornes des États-Unis apparaissent, et Mark salue Erik et Bobby qui sont chez les Licornes… À noter que les équipes des Brocken Bogue d'Allemagne, les Toreros Rouges d'Espagne et les Rose Griffon de France n'apparaissent pas lors de la cérémonie. |                                                                              |                                         |                                               |                       |
| 86 | Impressionnant le niveau mondial !                                           | 驚愕!これが世界レベルだ!!               | Kyōgaku! Kore ga Sekai Level da!!             | 16 juin 2010          |
| A l'auberge, Sylvia et Célia expliquent le principe du tournoi Football Frontier International aux joueurs d'Inazuma Japon. Les dix équipes qualifiées au tournoi vont jouer des matchs dans les groupes A et B. Dans le groupe A, il y a Inazuma Japon, l'équipe italienne Orphée, les Empereurs d'Argentine, les Knights of Queen d'Angleterre et les Licornes des Etats-Unis. Le prochain adversaire d'Inazuma Japon sera l'équipe des Knights of Queen d'Angleterre. Les joueurs d'Inazuma Japon s'entraînent tandis que le coch Travis présente une lettre à Sylvia, qui annonce peu après aux joueurs qu'ils sont invités à une réception des Knights of Queen. Plus tard, Mark s'entraîne aux pneus pour créer une supertechnique personnelle, puis il joue au foot avec Paolo, avant que Thiago Torres des Empereurs et Mark Krueger et Dylan Keith des Licornes se joignent à eux pour jouer. Pendant ce temps, les joueurs d'Inazuma Japon se préparent à la réception, puis Sylvia va interpeller Mark pour qu'il vienne à la réception. Ils arrivent tous deux en retard à la réception, et Edgar Partinus des Knights of Queen provoque Mark à un petit match, dans lequel Mark n'arrive pas à arrêter l'« Excalibur » d'Edgar avec le « Poing de la Colère ». À la suite de cela, la réception est terminée. Et c'est avec entrain que Mark s'entraîne le lendemain avec ses coéquipiers… |                                                                              |                                         |                                               |                       |
| 87 | Knights of Queen, les chevaliers d'Angleterre !                              | 英国の騎士!ナイツオブクィーン!!         | Eikoku no kishi! Knights of Queen !!          | 23 juin 2010          |
| C'est un nouveau jour pour Mark, qui va s'entraîner le matin sur la plage à arrêter des pneus pour maîtriser sa propre supertechnique, puis Axel et Jude le rejoignent. Plus tard, Mark, Axel et Jude se joignent aux autres joueurs d'Inazuma Japon qui s'entraînent, et Mark les encourage pour le match contre les Knights of Queen. L'équipe se rend par bateau au stade de l'hydre et le coach Travis annonce le nom des joueurs titulaires. L'équipe arrive au stade, et c'est Inazuma Japon qui doit commencer le match. Le coup d'envoi du match est donné, et Inazuma Japon attaque, mais les Knights of Queen attaquent et manquent de marquer. Inazuma Japon riposte, mais Edgar attaque et utilise l'« Excalibur ». Heureusement, Mark arrête son tir grâce à Jack qui l'a amorti. Puis Inazuma Japon attaque de nouveau, mais les Knights of Queen interceptent le ballon et manquent une nouvelle fois de marquer. Edgar dit à Mark qu'il n'a pas l'idée de ce qu'est être champion du monde. Les Knights of Queen attaquent de nouveau, et Edgar utilise l'« Excalibur » et marque un but. Puis le coach Travis interpelle Jude pour lui dire que l'équipe a un point faible, et Jude dit à Tod de monter en attaque. Inazuma Japon attaque, mais la « Tempête de Feu » d'Axel est interrompue par Edgar, qui utilise l'« Excalibur » depuis la surface de réparation de son équipe… |                                                                              |                                         |                                               |                       |
| 88 | Ma technique personnelle enfin terminée !                                    | 完成!俺だけの必殺技!!                   | Kansei! Ore Dake no Hissatsu-waza!!           | 30 juin 2010          |
| Edgar essaie de marquer de sa surface de réparation avec l'« Excalibur », mais Mark arrête son tir grâce à Jack qui l'a amorti. Seulement, Jack est blessé et est sorti du terrain. Kevin entre sur le terrain, mais peu après, les Knights of Queen attaquent et manquent de marquer. Inazuma Japon attaque, mais les Knights of Queen ripostent. Inazuma Japon contre-attaque ensuite, et Kevin marque un but avec le « Mégadragon ». À la suite de cela, l'entraîneur des Knights of Queen procède à un changement de quatre joueurs et l'équipe occupe une nouvelle formation. Les Knights of Queen utilisent une nouvelle tactique appelée « Lance Invincible » et Edgar marque un but avec l'« Attaque du Paladin ». La première mi-temps s'achève ainsi, et Mark a une conversation avec l'homme aux pneus à propos de sa propre supertechnique. Puis la seconde mi-temps commence, et Caleb, David et Scotty remplacent Tod, Thor et Hurley. Les Knights of Queen attaquent, mais Inazuma Japon brise la « Lance Invincible » et attaque avec « Les Typhons Jumeaux ». Austin marque un but avec le « Cercle d'Épées », mais peu après, Edgar renvoie vers Mark le « Mégadragon » de Kevin avec l'« Excalibur ». Heureusement, Mark l'arrête avec la « Main Dimensionnelle », puis Inazuma Japon attaque ; Axel et Austin marquent avec la « Tempête du Tigre » le but victorieux de 3 à 2 pour Inazuma Japon, qui savoure sa victoire. |                                                                              |                                         |                                               |                       |
| 89 | Surpasser les Mains de l'Infini                                              | ムゲン・ザ・ハンドを超えろ!             | Mugen the Hand o Koero!                       | 30 juin 2010          |
| Après la victoire d'Inazuma Japon sur les Knights of Queen, les joueurs entrent aux vestiaires, mais avant, Scotty dit à Darren qu'il ne fait que copier les supertechniques de Mark. Le coach Travis annonce aux joueurs que leur prochain adversaire sera l'équipe des Empereurs d'Argentine, et il leur dit aussi qu'ils pourront se reposer le lendemain. Le lendemain justement, Darren s'entraîne au canon à balles pour maîtriser une nouvelle technique tandis que tout le monde se repose. Le lendemain encore, Darren s'entraîne encore, et Célia vient le voir. En apprenant ce qui fait que Darren déprime, Célia entraîne Scotty devant Darren afin qu'il s'excuse, puis Jack et Tod arrivent afin d'entraîner Darren. Le lendemain, Darren s'entraîne à arrêter les tirs de Jack, Tod et Scotty, et Scotty s'épuise à force de tirer sur Darren. Peu après, Célia appelle Hurley qui arrive pour aider Darren à maîtriser sa nouvelle supertechnique, qui s'appellera les « Mains du Colosse ». Et c'est ainsi que Darren s'entraîne toute la journée à arrêter les tirs des joueurs, mais il s'évanouit en fin de compte. Lorsque Darren se réveille le lendemain, Mark lui explique avec les autres qu'il peut se baser sur son expérience personnelle pour créer sa nouvelle technique. Et en s'entraînant ce jour-là, Darren parvient presque à maîtriser les « Mains du Colosse » grâce à Hurley. |                                                                              |                                         |                                               |                       |
| 90 | La Malédiction de la Royal Academy ! – Première partie                       | 帝国の呪縛!前編!!                       | Teikoku no Jubaku! Zenpen!!                   | 7 juillet 2010        |
| Jude et David terminent l'entraînement et parcourent la ville, lorsqu'ils voient Caleb près d'une limousine dans laquelle un homme qu'ils soupçonnent être Ray Dark monte. Aussitôt, Jude et David demandent des explications à Caleb qui ne répond pas et part. Alors Jude et David se mettent à la recherche de Ray Dark, et Jude se souvient des actes qu'a commis Ray Dark par le passé, ainsi que du passé de cet homme qui explique pourquoi il haït désormais le football. Jude se souvient aussi de la Nouvelle Royal Academy avant de rejoindre David. Tous deux n'ont trouvé aucune piste, et cependant Jude est persuadé qu'il s'agissait de Ray Dark. Pendant ce temps, Darren continue de s'entraîner à la maîtrise des « Mains du Colosse » avec Jack, Tod, Scotty et Hurley, et il parvient presque à le maîtriser. Peu après, Jude et David rejoignent Mark à l'entraînement, et Jude explique à Mark qu'il aurait vu Ray Dark en ville. Après que le coach Travis a exclu Jude et David du terrain, Jude et David se mettent de nouveau à la recherche de Ray Dark, et David croise quelqu'un qui ressemble étrangement à Jude. David explique la situation à Jude qui soupçonne un piège. Puis ils s'embarquent tous deux avec Caleb et Mark dans un minibus pour continuer les recherches… |                                                                              |                                         |                                               |                       |
| 91 | La Malédiction de la Royal Academy ! – Deuxième partie                       | 帝国の呪縛!後編!!                       | Teikoku no Jubaku! Kōhen!!                    | 14 juillet 2010       |
| Dans le minibus, Jude explique la situation à Mark, et ils se rendent tous ensemble dans le quartier italien, où Paolo et les autres joueurs de l'équipe italienne Orphée s'entraînent. Mais à un moment, une limousine apparaît, et un mystérieux homme en sort et s'asseoit sur le banc du coach de l'équipe. Cet homme se présente à Orphée comme étant Mister D, le nouveau coach de la sélection italienne, et il demande aux joueurs de l'équipe de quitter le terrain pour laisser la place à leurs remplaçants de l'équipe D. Les joueurs d'Orphée protestent, et Mister D décide de leur laisser une chance. Seulement, au fil de la journée, plusieurs joueurs d'Orphée sont mystérieusement blessés. Après que l'équipe d'Orphée a rendu visite aux joueurs blessés à l'hôpital, des poutres en bois tombent sur Paolo, mais Jude lui sauve la vie avec son ballon. Puis Mark, David et Jude expliquent la situation à Paolo et décident de s'allier à son équipe Orphée pour contrer Ray Dark. Après cela, tous les joueurs se mettent à la recherche de Ray Dark, et Jude l'aperçoit dans l'allée d'une rue. Ray Dark entre dans une maisonnette et a une conversation avec Jude en lui disant qu'il veut se venger de la sélection nationale. Peu après, Mark, David et Paolo rejoignent Jude qui se fait menacer par la chute de poutres en bois. Il décide après cela d'aider l'équipe italienne Orphée. |                                                                              |                                         |                                               |                       |
| 92 | Le Face à face des deux Jude !                                               | 戦慄!もう一人の「鬼道」!!               | Senritsu! Mō Hitori no 'Kido'!!               | 21 juillet 2010       |
| A l'auberge, le coach Hillman annonce à Sylvia que Mark est venu en aide à Orphée avec Jude, David et Caleb. Pendant ce temps, Mark demande au gardien de but d'Orphée d'aider son équipe à contrer l'équipe D, et il finit par accepter. Le lendemain, l'équipe Orphée se présente avec les joueurs d'Inazuma Japon devant Mister D. Ce dernier se tourne, et Mark et ses amis reconnaissent alors Ray Dark, qui leur présente un joueur appelé Giulio Acuto qui ressemble comme deux gouttes d'eau à Jude. Puis le match entre Orphée et l'équipe D commence. Giulio attaque avec ses coéquipiers, et les joueurs d'Orphée sont coordornés par Jude vu qu'il connaît les tactiques de Ray Dark. Peu après, Giulio essaie de marquer avec un tir puissant que Mark arrête, puis Jude repart en attaque mais est distrait par le fait que Ray Dark le considère comme étant sa première création. Caleb lui subtilise le ballon et explique à Jude et à David qu'il combat en réalité lui aussi Ray Dark. Puis les joueurs d'Inazuma Japon attaquent, mais le gardien de l'équipe D arrête leur tir son problème. Giulio attaque rapidement et marque un but avec le « Manchot Empereur Puissance X ». Après cela, Ray Dark dit qu'il ira avec l'équipe D au Mondial et détruira le football en le réduisant en miettes… |                                                                              |                                         |                                               |                       |
| 93 | Le Combat des manchots empereurs                                             | 最強対決!ペンギンVSペンギン!!           | Saikyō Taiketsu! Pengin VS Pengin!!           | 28 juillet 2010       |
| Après le but de Giulio, la première mi-temps du match entre l'équipe D et Orphée s'achève et la seconde mi-temps du match commence peu après. Jude et Caleb attaquent, mais Giulio prend la balle à Caleb, dribble Paolo et attaque ; il tente de nouveau de marquer avec le « Manchot Empereur Puissance X », mais Mark l'arrête avec le « Nouveau Poing Explosif ». Puis Orphée attaque, et Paolo dribble tous les joueurs, y compris Giulio qui commence à éprouver des problèmes de vue. Mark marque un but avec la « Tête Explosive ». L'équipe D fait la passe à Giulio qui rate la passe et est comme paralysé, et Ray Dark lui explique que son corps rejette le programme informatique RH destiné à le rendre plus fort que Jude. Jude dit à Giulio que Ray Dark le manipule, mais Giulio lui répond que ça lui est égal tant qu'il peut devenir le joueur ultime. Puis Orphée attaque plusieurs fois, et Jude et Caleb essaient une nouvelle technique mais échouent. Peu après, Jude, Caleb et David utilisent la nouvelle technique baptisée « Manchot Empereur Numéro 3 » et marquent un but. Giulio décide enfin de jouer au foot amusant avec ses coéquipiers, et le match s'achève sur une victoire de 2 à 1 d'Orphée, qui reste la sélection nationale. Giulio s'excuse auprès de Paolo et Jude, mais Ray Dark montre aux joueurs le match entre Inazuma Japon et les Empereurs d'Argentine, avancé d'un jour… |                                                                              |                                         |                                               |                       |
| 94 | La Forteresse imprenable !                                                   | 立ちはだかる要塞                        | Tachihadakaru Yōsai                           | 4 août 2010           |
| Alors qu'Orphée vient de battre l'équipe D, Ray Dark présente à Mark, Jude, Caleb et David sur un écran le match qui opposera Inazuma Japon aux Empereurs d'Argentine. Pendant ce temps, Célia montre aux joueurs que le match du jour est bien celui opposant leur équipe à l'Argentine. Les joueurs d'Inazuma Japon se rendent au stade du Chat Sauvage sans le coach Travis, tandis que Mark et ses coéquipiers se rendent aussi en fourgon au stade. Au siège du tournoi FFI, le coach Travis et le coach Hillman apprennent avec surprise que le match d'Inazuma Japon a été avancé. Comme le fourgon s'est retrouvé bloqué dans les embouteillages, Mark et les autres essayent en vain de rattraper le ferry. Finalement, le match entre Inazuma Japon commence sans Mark et Jude, avec Nathan comme capitaine. Inazuma Japon attaque plusieurs fois, mais les Empereurs ripostent. Seulement, Xavier se rend compte qu'Inazuma Japon joue de manière trop individuelle, et les joueurs commencent à s'échanger le ballon et débloquent ainsi la situation. Peu après, Axel utilise la « Tempête de Feu », mais Thiago Torres l'arrête avec le « Mur de Fer ». À la suite de cela, les Empereurs attaquent et marquent un but avec les « Flammes Infernales », brisant les « Mains de l'Infini G5 » de Darren… |                                                                              |                                         |                                               |                       |
| 95 | Une situation désespérée : la défaite d'Inazuma Japon ?                      | 絶体絶命!イナズマジャパン敗北!?         | Zettaizetsumei! Inazuma Japan Haiboku!?       | 11 août 2010          |
| Les Empereurs ont donc marqué un but, et Sylvia explique comment les Empereurs ont une si bonne défense que les équipes adverses ne se focalisent pas sur leur attaque. Les Empereurs ne laissent passer aucune offensive d'Inazuma Japon et marquent un second but. Les Empereurs attaquent plusieurs fois, et Nathan se blesse en repoussant en touche une offensive des Empereurs. Du coup, Nathan est remplacé par Tod. Les Empereurs attaquent de nouveau, et Darren parvient enfin à arrêter les « Flammes Infernales » avec les « Mains du Colosse », puis la première mi-temps s'achève. La seconde mi-temps commence, et les Empereurs utilisent le « Piège de Sable des Andes » pour bloquer les joueurs d'Inazuma Japon. Au fil du match, tous les joueurs d'Inazuma Japon se débloquent du « Piège de Sable des Andes », mais leurs tirs sont toujours bloqués par le « Mur de Fer » de Thiago. Les joueurs d'Inazuma Japon désespèrent, mais Camellia, puis Célia et Sylvia remontent le moral des joueurs. Alors les joueurs essayent de se débloquer du « Piège de Sable des Andes » en s'échangeant le ballon, et Axel, Austin et Xavier utilisent le « Feu Tout-Puissant » et marquent un but. Malheureusement, le match s'achève sur une victoire de 2 à 1 des Empereurs. Le soir, Mark, Jude, David et Caleb retrouvent les autres joueurs, et Mark encourage et félicite l'équipe. |                                                                              |                                         |                                               |                       |
| 96 | Le secret de Camellia                                                        | フユッペの秘密                          | Fuyuppe no Himitsu                            | 18 août 2010          |
| Par un jour ensoleillé, Shawn débarque à l'aéroport de Liocott tandis que les joueurs d'Inazuma Japon s'entraînent. Alors que Sylvia et Célia parlent avec Willy de la qualification de l'équipe au prochain tour, Shawn arrive sur le terrain et annonce aux joueurs qu'il revient dans l'équipe. Seulement, le coach Travis annonce que Tod doit quitter l'équipe. Et c'est ainsi que les joueurs d'Inazuma Japon disent au revoir à Tod qui part vers la soirée. Le lendemain, les joueurs d'Inazuma Japon assistent au match opposant Orphée aux Knights of Queen, avant lequel tous les joueurs italiens, sauf Paolo, refusent d'obéir à Ray Dark. Durant la première mi-temps, les Knights of Queen marquent un but. Durant la seconde mi-temps, Orphée occupe une nouvelle formation qui brise la « Lance Invincible » des Knights of Queen, et Orphée gagne finalement le match 2 à 1. Le lendemain, après l'entraînement, Mark se promène avec Camellia qui s'évanouit après avoir assisté à un accident de camion. A l'hôpital, le coach Travis révèle à Mark qu'il n'est pas le vrai père de Camellia et que ses vrais parents sont morts dans un accident de la circulation. Du coup, comme Camellia ne mangeait plus, le coach Travis a eu recours à l'hypnose pour lui effacer ses mauvais souvenirs et s'est fait passer pour son père. Le lendemain, Camellia revient, remise de son évanouissement. |                                                                              |                                         |                                               |                       |
| 97 | Le Dernier coup d'envoi d'Erik !                                             | 一之瀬!最後のキックオフ!!               | Ichinose! Saigo no Kikkuofu!!                 | 25 août 2010          |
| Par un temps orageux, Sylvia a un rendez-vous avec Erik. La veille, Mark et les autres joueurs regardent le résumé du match entre les Knights of Queen et les Licornes. Durant le rendez-vous, Erik dit à Sylvia qu'après le tournoi Football Frontier International, il jouera dans une équipe professionnelle et il emmènera Sylvia assister à son premier match en professionnel. Le lendemain, les joueurs d'Inazuma Japon s'entraînent durement pour affronter les Licornes, tandis que Sylvia a une conversation avec Bobby à propos de l'attitude étrange d'Erik. Plus tard, en voyant Erik s'entraîner, Bobby se souvient de ce que Erik lui avait dit à propos de séquelles qu'il aurait eu dans l'accident avec le camion. Le lendemain, Bobby est à la recherche d'Erik qui est introuvable car il observe discrètement Mark et Hurley sur la plage. Peu après, Erik revient s'entraîner. Le jour du match entre Inazuma Japon et les Licornes arrive enfin dans le stade du Paon. Peu avant le match, Sylvia surprend une conversation entre Erik et Bobby à propos de l'opération des jambes d'Erik, et Bobby, confus, révèle tout à Sylvia. Plus tard, le match entre Inazuma Japon et les Licornes commence ; les Licornes attaquent rapidement, et Erik marque un but avec le « Tir Pégase »… |                                                                              |                                         |                                               |                       |
| 98 | Une amitié à toute épreuve ! Erik contre Mark !                              | 全力の友情!一之瀬VS円堂!!               | Zenryoku no Yūjō! Ichinose VS Endō!!          | 1er septembre 2010    |
| Après qu'Erik a marqué un but, Inazuma Japon contre-attaque mais les Licornes ripostent. Peu après, Inazuma Japon attaque de nouveau avec Axel, sans succès. Erik se bat de toutes ses forces contre tous les joueurs d'Inazuma Japon ce qui inquiète Sylvia. À la suite d'une vaine offensive d'Axel, les Licornes attaquent avec Erik, qui se souvient des moments qu'il a passé avec Mark et les Raimon. Erik tente de nouveau de marquer avec le « Tir Pégase », mais Mark l'arrête avec la « Main Dimensionnelle ». Inazuma Japon attaque, et Shawn et Nathan marquent un but avec une nouvelle supertechnique baptisée « Ouragan ». À la suite de cela, la première mi-temps s'achève. Mark encourage ses coéquipiers, tandis que Sylvia va voir Erik et a une conversation avec lui à propos de son opération. Seulement, Mark qui passait par là à ce moment entend tout et intervient. Eril lui explique tout et lui souhaite bon courage pour la suite du match. Peu après, la seconde mi-temps commence, et Mark encourage ses coéquipiers de se donner à fond. Inazuma Japon attaque, mais les Licornes ripostent, et Mark Kruger et Dylan Keith marquent un but avec le « Tir de la Licorne », brisant la « Main Dimensionnelle » de Mark… |                                                                              |                                         |                                               |                       |
| 99 | La Détermination du phénix !                                                 | 不死鳥の決意!                           | ushichō no Ketsui!                            | 8 septembre 2010      |
| Après que Mark Kruger et Dylan Keith ont marqué un but, Inazuma Japon attaque, mais les Licornes ripostent avec Erik plus déterminé que jamais. Heureusement, Mark repousse l'offensive des Licornes et Inazuma Japon attaque, sans succès et le ballon est repoussé en corner. Le coach Travis décide qu'Hurley va tirer le corner. Ainsi, Hurley tire et marque un but avec « Le Rouleau ». À la suite de cela, les Licornes attaquent, et utilisent la tactique du « Roulement du Tonnerre ». Puis, Mark Kruger, Dylan et Erik marquent un but avec le « Grand Fenrir ». Les Licornes continuent d'attaquer, et Jack et Hurley s'épuisent. Du coup, le coach Travis remplace Jack, Hurley et Nathan par Thor, Caleb et Scotty. Les Licornes essaient de nouveau de marquer mais Thor et Scotty repoussent le tir. Après s'être débarrassé des joueurs des Licornes, Inazuma Japon attaque et Erik tombe. Axel, Austin et Xavier marquent un but avec le « Feu Tout-Puissant ». Après une vaine offensive d'Inazuma Japon, les Licornes attaquent de nouveau avec Erik, sans succès. À la suite de cela, l'entraîneur des Licornes remplace Erik qui se désespère. Axel marque peu après avec le « Tourbillon de Feu » le but victorieux de 4 à 3 pour Inazuma Japon. Mark a une conversation avec Erik qui lui dit qu'il ne renoncera pas au foot, et le soir, Erik promet à Sylvia de l'emmener plus tard aux États-Unis. |                                                                              |                                         |                                               |                       |
| 100 | L’Incroyable rencontre avec des Kappas !                                     | 奇跡!カッパとの遭遇!?                   | Kiseki! Kappa to no Sōgū!?                    | 15 septembre 2010     |
| La nuit tombée, Mark voit un Kappa et le dit le lendemain aux joueurs qui ont du mal à le croire. Puis tous les joueurs d'Inazuma Japon vont s'entraîner afin de se préparer à jouer contre Orphée. À la fin de l'entraînement, Xavier part s'entraîner seul dans la forêt, et sauve Scotty de ronces dans lesquels il s'était empêtré en échappant à Kevin. Mais quelle est leur surprise lorsqu'ils voient un Kappa, celui-là même qui était apparu à Mark. Le Kappa vient à Xavier et Scotty et après avoir reçu un autographe de Xavier leur donne un concombre et s'en va en sautillant. Xavier et Scotty décident de passer la nuit dans la forêt campent donc devant un petit feu. Le lendemain matin, le Kappa arrive devant Xavier et Scotty avec un autre Kappa et les invite à les suivre à un terrain de foot. Xavier et Scotty sont obligés de jouer contre les Kappas qui n'ont aucun mal à les dribbler et à marquer plusieurs buts. Au bout d'un moment, Xavier finit par marquer un but avec le « Météore Géant V2 » et la partie s'achève sur un score de 17 à 1 pour les Kappas, qui s'en vont après avoir indiqué le chemin à Xavier et Scotty. En rentrant à l'auberge, Xavier et Scotty s'excusent de leur absence, mais ils constatent à la suite de l'étonnement des joueurs que le temps ne s'est pas écoulé durant leur absence. |                                                                              |                                         |                                               |                       |
| 101 | Austin et Archer: le choc !                                                  | 激突!虎と鷹!!                           | Gekitotsu! Tora to Taka!!                     | 22 septembre 2010     |
| C'est par un jour ensoleillé que les joueurs d'Inazuma Japon s'entraînent. Durant la pause, les joueurs lisent des lettres de l'équipe de Raimon et de Jordan, ainsi qu'une longue lettre de Dave. Puis l'entraînement reprend, mais Austin semble distrait et Archer le fait remarquer à Mark. A l'heure du repas, Austin quitte prématurément les joueurs et la nuit tombée, il va s'entraîner à la plage. Archer vient peu après et défie Austin de le dribbler trois fois. Si Archer réussit à le dribbler une fois, alors Austin devra s'excuser auprès des joueurs. Archer réussit à dribbler Austin et l'invite ensuite à le suivre à l'auberge. Là, Archer prépare un plat à Austin. Puis après qu'Archer a parlé de ses amis à Austin, Austin présente à Archer une lettre de sa mère, et Archer se rend compte qu'Austin s'inquiète de sa mère. Sur le terrain, Austin explique à Archer que sa mère a la santé fragile, puis Archer lui dit qu'il a plein d'amis et que c'est grâce au coach Hillman qu'il n'est plus violent. Le lendemain, Austin s'excuse de son comportement devant les joueurs puis s'entraîne avec les autres et crée le « Tir Téléguidé ». Peu après, Rachel arrive à la surprise d'Austin avec des plats préparés que tous les joueurs trouvent délicieux. |                                                                              |                                         |                                               |                       |
| 102 | Le Réveil du souvenir : Toute la vérité sur Camellia !                       | よみがえる記憶!冬花の真実!!             | Yomigaeru Kioku! Fuyuhana no Shinjitsu!!      | 6 octobre 2010        |
| A l'aéroport de Liocott, l'inspecteur Smith est attendu par Nelly, tandis que les joueurs d'Inazuma Japon s'entraînent. Camellia s'occupe bien de la gestion de l'équipe et réussit à faire aimer les carottes à Hurley grâce à un flanc aux carottes. Peu après, le coach Travis annonce aux joueurs qu'ils joueront un match amical contre les Toreros Rouges d'Espagne. Les Toreros Rouges arrivent et le match commence. Inazuma Japon marque un but avec le « Manchot Empereur Numéro 3 », mais les Toreros Rouges attaquent et marquent un but. Plus tard, le match s'achève sur un nul 1 partout. Vers la soirée, Camellia a une discussion avec Mark à propos du football amusant et s'évanouit car ses souvenirs refont surface. A l'hôpital, Mark et le coach Travis sont auprès de Camellia, et le coach Travis dit à Mark qu'il va falloir de nouveau hypnotiser Camellia pour lui effacer ses mauvais souvenirs. Mark refuse et essaie de réveiller Camellia, et finalement, ses larmes finissent par la ranimer. Camellia empêche le coach Travis d'appeler le docteur et décide de se souvenir de tout. Le lendemain, Camellia parle à Mark de David Evans avant que Nelly et l'inspecteur Smith arrivent et révèlent que le grand-père de Mark a été sauvé par le père biologique de Camellia et que Ray Dark a aussi été manipulé. À la suite de cela, Mark dit au revoir à Nelly qui s'en va. |                                                                              |                                         |                                               |                       |
| 103 | Le Match décisif approche ! La Décision de Paolo !                           | いよいよ決戦!フィディオの決意!!         | Iyoiyo Kessen! Fidio no Ketsui!!              | 13 octobre 2010       |
| A l'auberge, Sylvia et Célia expliquent aux joueurs d'Inazuma Japon le classement des équipes de leur groupe ainsi que leur futur match contre Orphée. Puis les joueurs vont tous s'entraîner. Pendant ce temps, Ray Dark réunit les joueurs d'Orphée pour leur apprendre la « Contre-Attaque Catenaccio ». Et les joueurs italiens s'entraînent jusqu'au soir à esquiver des tirs, jusqu'à ce que Ray Dark leur ordonne d'arrêter. À la suite de cela, les joueurs italiens décident de refuser d'obéir aux ordres de leur coach, mais Paolo soutient son entraîneur sans comprendre lui-même pourquoi. Ce soir-là, Paolo reçoit une lettre du vrai capitaine d'Orphée. Tandis que Jude s'entraîne intensivement, Paolo découvre dans un vieux magazine un article relatant comment Tom Dark, le père de Ray Dark, a été autrefois écarté de la sélection nationale japonaise. Et Paolo comprend d'où vient la haine du foot de Ray Dark. Le jour du match entre Inazuma Japon arrive au stade du Condor. Paolo encourage ses joueurs à utiliser la « Contre-Attaque Catenaccio », mais les joueurs ne sont pas motivés. Le match commence, et les deux équipes sont au coude à coude. Les joueurs d'Orphée refusent d'utiliser la tactique de Ray Dark, et Inazuma Japon lance plusieurs offensives. Shawn monte en attaque, utilise avec Axel le « Feu Glacé » et ils marquent le premier but du match… |                                                                              |                                         |                                               |                       |
| 104 | La Plus Puissante des supertactiques ! La Contre-attaque Catenaccio          | 最強タクティクス!カテナチオカウンター!! | Saikyō Tactics! Catenaccio Counter!!          | 20 octobre 2010       |
| Après le but d'Inazuma Japon, les joueurs d'Orphée refusent toujours d'obéir à Ray Dark, excepté Paolo. Orphée attaque, mais les joueurs refusent de passer le ballon à Paolo. Inazuma Japon attaque et la défense d'Orphée est désorganisée, mais Paolo arrête le ballon, puis il influence ses coéquipiers à utiliser la « Contre-Attaque Catenaccio ». Gigi, le gardien d'Orphée, laisse cinq minutes à Paolo pour organiser la défense. Orphée attaque de manière ordonnée, puis Jude attaque pour Inazuma Japon. Les joueurs d'Orphée utilisent la « Contre-Attaque Catenaccio » et Paolo prend le ballon à Jude. À la suite de cela, Orphée attaque et marque un but. Puis Paolo dit à son coach qu'il a visionné les enregistrements le concernant, et qu'il sait tout ce qu'il a fait par le passé. Il lui dit qu'au fond, il aime aussi le football, mais Ray Dark lui répond qu'il haït le foot depuis le départ de son père Tom Dark de la sélection nationale. Il rajoute ensuite que l'obscurité en lui a pris fin grâce à Jude, Giulio et Paolo. À la suite de cela, les joueurs d'Orphée se réunissent autour de Ray Dark, et ce dernier leur dit de construire eux-mêmes leur propre jeu pour devenir les meilleurs. Après cela, les joueurs d'Orphée reprennent le match, avec un Ray Dark qui a désormais retrouvé goût au football… |                                                                              |                                         |                                               |                       |
| 105 | Les Esprits s'échauffent ! Mark contre Paolo !                               | 熱闘!円堂VSフィディオ!!                 | Nettō! Endō VS Fidio!!                        | 27 octobre 2010       |
| Jude attaque, mais se fait subtiliser le ballon par Paolo qui essaie de marquer sans succès. Après cela, Xavier est remplacé par Austin. Inazuma Japon attaque avec Austin, mais Orphée utilise la « Contre-Attaque Catenaccio » et attaque, en vain. Plus tard, Kevin attaque avec le « Mégadragon », mais Gigi arrête son tir avec le « Garde du Colisée ». Inazuma Japon attaque plusieurs fois, mais se fait arrêter par la supertactique d'Orphée, et Paolo marque un but avec l'« Epée d'Odin ». Axel fait remarquer à Jude que ses mouvements sont identiques aux siens, et après que Caleb a remplacé Kevin et a fait passer le message à Jude de passer en attaque, Jude réussit à passer Paolo et brise ainsi la « Contre-Attaque Catenaccio ». À la suite de cela, Axel et Austin marquent un but avec la « Tempête du Tigre », et la première mi-temps s'achève. Tous les joueurs d'Orphée décident de faire confiance à Paolo, puis Hidetoshi Nakata, le capitaine originel d'Orphée, arrive, puis son ami Luca et Lucie, une petite fille, arrivent aussi, à la surprise de Ray Dark. Nakata dit à Ray Dark que c'est son dernier match puisqu'il va se rendre à la police, puis il lui fait remarquer le fait qu'il ait soigné la vue de Lucie. Cette dernière remercie d'ailleurs Ray Dark pour cela. Puis la seconde mi-temps va débuter, avec Nakata comme capitaine d'Orphée sur le terrain… |                                                                              |                                         |                                               |                       |
| 106 | L'Ultime défi de Ray Dark !                                                  | 最後の決戦!影山零治!!                   | Saigo no Kessen! Kageyama Reichi!!            | 10 novembre 2010      |
| La seconde mi-temps du match entre Inazuma Japon et Orphée va commencer, avec Hidetoshi Nakata sur le terrain comme capitaine d'Orphée. Le match commence, et Orphée attaque rapidement, influencée par Nakata, et tente de marquer, en vain. Puis Jude attaque mais se fait prendre la balle par Nakata avec la « Contre-Attaque Catenaccio ». Nakata attaque et marque un but avec le « Tir Vaillant ». Inazuma Japon attaque plusieurs fois sans succès, et Nakata tente à nouveau de marquer, mais Mark arrête son « Tir Vaillant » avec la « Nouvelle Main Dimensionnelle » et Inazuma Japon contre-attaque. Jude, Caleb et David marquent un but avec le « Manchot Empereur Numéro 3 », puis le match s'achève sur un nul 3 partout. Maintenant, la qualification d'Inazuma Japon au prochain tour dépend du match entre les Licornes et les Empereurs. Puis Paolo révèle à Ray Dark que comme lui, son père a également atteint les limites de son talent par le passé. Après que Jude et Paolo ont dit au revoir à Ray Dark, ce dernier est arrêté par la police et est embarqué. Mais alors que Ray Dark s'apprête à se rendre au commissariat, un camion débarque de nulle part et l'écrase. Plus tard, Lucie, entourée de Luca, Nakata, Mark et Jude reçoit une boîte musicale et une lettre de Ray Dark traitant du foot. Et c'est avec regret que Jude et les autres ont appris la mort de Ray Dark. |                                                                              |                                         |                                               |                       |
| 107 | Le Dernier cahier du grand-Père                                              | じいちゃんの最後のノート!               | Jī-chan no Saigo no Nōto!                     | 17 novembre 2010      |
| Le match entre les Licornes et les Empereurs a lieu, et Inazuma Japon et Orphée assistent au match à la télé. Seulement, les Licornes ont beau enchaîner les frappes, ils n'arrivent pas à marquer et le match s'achève sur une victoire de 1 à 0 des Empereurs. Inazuma Japon est donc qualifiée pour les demi-finales du tournoi FFI. Plus tard, Mark et Sylvia vont dire au revoir à Bobby à l'aéroport de Liocott. Peu après, Nelly arrive et montre à Mark et Sylvia l'avion Inazuma qui arrive, avec Sue et Tori à bord. En revenant à bord de la Caravane Inazuma, Nelly présente à Mark un cahier secret du grand-père de Mark, David Evans, et une fois arrivé à l'auberge, Mark le présente aux joueurs. Il leur révèle que le cahier ne parle pas de supertechniques, mais de la force du cœur. Et Mark lit ainsi les règles des onze cœurs aux joueurs. À la suite de cela, les joueurs d'Inazuma Japon vont s'entraîner, tandis que Sue et Tori font du shopping au marché. A un moment, Sue et Tori s'arrêtent devant un stand de bracelets, et les deux vieillards gérant le stand leur offrent deux bracelets, et Sue en enfile un. Plus tard, Sue et Tori font irruption durant l'entraînement des joueurs, et elles disent qu'elles encourageront Inazuma Japon. Célia prend le second bracelet, mais elle ainsi que Sue n'arrivent pas à les enlever pour une raison inconnue… |                                                                              |                                         |                                               |                       |
| 108 | La Légende de Liocott                                                        | ライオコット島の伝説!                   | Raiokotto-tō no Densetsu!                     | 24 novembre 2010      |
| Nelly raconte aux joueurs la légende de Liocott qui a un rapport avec les deux bracelets. Autrefois, les peuples de Célestia et de Démonica se seraient livrés la guerre et la victoire en serait revenue au peuple de Célestia, qui aurait emprisonné le roi des démons. Après cela, les joueurs d'Inazuma Japon partent sur le terrain pour s'entraîner. Pendant ce temps, le coach Travis et le coach Hillman sont à l'hôpital car le coach Hillman a des problèmes cardiaques. Après que Nelly est partie, Paolo, puis Thiago, Mark Kruger, Dylan et Edgar arrivent sur le terrain. Ils encouragent et félicitent Mark pour la qualification de son équipe au prochain tour, avant de proposer à Mark de jouer un match amical. Le match entre l'équipe Blanche et l'équipe Rouge commence, mais le temps se couvre et après un éclair, un être mystérieux prétendant être un ange surgit et kidnappe Sue puis un être prétendant être un démon kidnappe Célia. Après quoi, ils repoussent Mark et Jude qui veulent sauver les jeunes filles et disparaissent. Après avoir réfléchis, Mark et les autres se rendent sur le mont Magnitude, où les deux vieillards ayant offert les bracelets à Sue indiquent aux joueurs les chemins à emprunter pour sauver Sue et Célia. L'équipe Rouge de Mark se rend au Jardin Céleste, et l'équipe Blanche de Jude se rend à la Porte Démoniaque. |                                                                              |                                         |                                               |                       |
| 109 | La Sky Team                                                                  | 天空の使徒!                             | Tenkū no Shito!                               | 1er décembre 2010     |
| L'équipe Rouge se rend au Jardin Céleste pour sauver Sue, et cette dernière est justement choyée par les anges de la Sky Team. Alors que la cérémonie de la Sky Team allait commencer, l'équipe Rouge arrive, et Sael, le capitaine de la Sky Team, dit aux joueurs que leurs intentions sont d'offrir Sue en mariage au roi des démons car le moment approche où il se réveillera. Puis l'équipe Rouge et la Sky Team se rendent sur un terrain de foot pour jouer un match. Le match débute, et l'équipe Rouge attaque, mais la Sky Team riposte et Sael marque un but avec le « Tir Céleste ». L'équipe Rouge contre-attaque avec Paolo et Edgar qui utilise l'« Excalibur », sans succès. La Sky Team attaque plusieurs fois, mais l'équipe Rouge défend, puis Paolo marque un but avec l'« Épée d'Odin ». La Sky Team attaque plusieurs fois sans succès, et Tori manque de se blesser. Seulement, lorsque Sael utilise le « Tir Céleste », Edgar utilise l'« Excalibur » et marque un but en renvoyant le tir vers la Sky Team. Le match s'achève sur une victoire de 2 à 1 pour l'équipe Rouge et Sue est libérée, et Sael comprend que le foot est un sport qui est censé être amusant. Pendant ce temps, l'équipe Blanche de Jude est arrivée à la Porte Démoniaque, où les démons de la Dark Team l'attendent. |                                                                              |                                         |                                               |                       |
| 110 | La Dark Team                                                                 | 魔界軍団Z!                              | Makai Gundan Z!                               | 8 décembre 2010       |
| L'équipe Blanche arrive à la Porte Démoniaque, et la Dark Team apparaît avec Célia, prisonnière. Destra, le capitaine de la Dark Team, explique à Jude que Célia sera sacrifiée pour accroître la puissance du roi des démons lorsqu'il se réveillera et lui propose un match. Peu après, le match entre l'équipe Blanche et la Dark Team débute ; la Dark Team attaque, puis l'équipe Blanche riposte sans succès. La Dark Team attaque violemment, et Destra marque un but avec la « Matière Noire ». Plus tard, la seconde mi-temps commence et la Dark Team a entretemps marqué un second but ; Destra attaque mais se fait arrêter par Thiago. L'équipe Blanche attaque, et Dylan marque un but en dupant le gardien de la Dark Team. La Dark Team attaque sans succès, car l'équipe Blanche riposte et Austin marque un but avec le « Cercle d'Épées ». Puis Destra attaque sans succès car Darren arrête son tir, et Jude, Caleb et David marquent avec le « Manchot Empereur Numéro 3 » le but de la victoire de 3 à 2 pour l'équipe Blanche. Célia est libérée et tombe dans les bras de Jude, mais la Dark Team part en disant qu'un sacrifice plus grand va pouvoir s'accomplir ; peu après, une nouvelle équipe, la Dark Sky, résultant de la fusion entre la Sky Team et la Dark Team apparaît. |                                                                              |                                         |                                               |                       |
| 111 | La Dark Sky : le réveil du roi des démons !                                  | 魔王降臨!ダークエンジェル!!             | Maō Kōrin! Dark Angel!!                       | 15 décembre 2010      |
| La Dark Sky apparaît, et les deux vieillards révèlent aux joueurs que la force du roi des démons s'est emparée des anges de la Sky Team, et c'est pour cela qu'ils ont rejoint le côté maléfique, celui de Démonica. Après cela, les joueurs devant jouer contre la Dark Sky sont choisis, et le match commence. La Dark Sky attaque, et Sael et Destra marquent un but avec le « Rayon Noir ». Après ce but, Inazuma Japon attaque sans succès, et la Dark Sky attaque à plusieurs reprises, affaiblissant les joueurs d'Inazuma Japon. Mais à un moment, Caleb attaque et Axel, Austin et Xavier marquent un but avec le « Feu Tout-Puissant G2 », puis la première mi-temps s'achève. La seconde mi-temps débute, et la Dark Sky attaque violemment, contraignant Axel, Austin et Xavier à descendre en défense. Après une attaque de la Dark Sky, Inazuma repart en attaque, et Paolo combine son « Épée d'Odin » avec le « Feu Tout-Puissant G2 » d'Axel, Austin et Xavier. Le tir est repoussé par Sael et Destra, mais Mark utilise la « Tête Explosive G3 » et marque le but victorieux de 2 à 1 pour Inazuma Japon. La Sky Team est libérée de l'emprise démoniaque, la Dark Team s'échappe, et Sael comprend que le foot se joue pour le plaisir. Puis Inazuma Japon part du mont Magnitude, et Paolo et les autres disent au revoir à Mark. Durant l'entraînement, Nelly dit à Mark qu'elle quitte l'équipe. |                                                                              |                                         |                                               |                       |
| 112 | La Face cachée des Rois du Football !                                        | ザ・キングダムの闇!                     | The Kingdom no Yami!                          | 22 décembre 2010      |
| Au stade de la Tortue Marine, les Rois du Football du Brésil battent les Rose Griffon de France 3 à 0 ; en assistant au match à la télé, les joueurs d'Inazuma Japon sont donc fixés sur leur prochain adversaire. Pendant que Mark s'entraîne aux pneus, Mac Robingo, le capitaine de l'équipe brésilienne, va voir Thor à l'auberge d'Inazuma Japon en lui disant qu'il veut voir Mark. Ainsi, Mac va voir Mark et lui demande de perdre le prochain match, car sinon il pourrait être anéanti, mais Mac retourne finalement la discussion en disant qu'il prévient simplement Mark. Après que Mark, Thor, Xavier et Jude ont enquêté sur l'équipe brésilienne, ils se rendent à l'auberge des Rois du Football, où ils surprennent un joueur brésilien qui se fait disputer par des agents de sécurité. Après cela, ce joueur dit que c'est à cause de leur entraîneur Zoolan Rice que Mac a demandé à Mark de perdre, car si son équipe brésilienne ne gagne pas tous les matchs, alors les familles des joueurs brésiliens seraient anéantis. Après cette rencontre, Mark et ses coéquipiers se rendent de nuit à l'auberge des Rois du Football et collectent des données informatiques avec une clé USB pour inculper Zoolan Rice. Ils s'échappent juste à temps pour éviter d'être capturés et à l'auberge, le coach Hillman révèle aux joueurs que les données montrent que Zoolan Rice veut conquérir le monde. |                                                                              |                                         |                                               |                       |
| 113 | La conspiration de Zoolan Rice                                               | ガルシルドの陰謀!                       | Garushirudo no Inbō!                          | 5 janvier 2011        |
| Le coach Hillman révèle aux joueurs d'Inazuma Japon que Zoolan Rice n'est pas seulement le président du comité du tournoi FFI, il possède aussi plusieurs puits de pétrole à travers le monde. Ses intentions sont d'assécher les puits de pétrole à travers le monde afin de provoquer une guerre à travers le monde. Le peu de pétrole qui lui resterait lui rapporterait beaucoup. Ainsi, le tournoi FFI n'est qu'une diversion afin que Rice puisse déclencher des guerres. Le coach Hillman se charge d'envoyer ces données à la police, tandis que Mark va annoncer aux joueurs brésiliens qu'ils ont envoyé les données compromettantes concernant Zoolan Rice à la police, ce qui les rend heureux. Seulement, le coach Hillman est à l'hôpital et Mark et les autres s'y rendent. Là-bas, Sylvia lui dit que le coach Hillman a échappé aux hommes de Zoolan Rice, mais a perdu connaissance à cause de problèmes cardiaques. Les joueurs d'Inazuma Japon passent la journée à l'hôpital, et le coach Hillman parle à Mark et Archer avant d'être embarqué pour l'opération. Le jour du match opposant Inazuma Japon et les Rois du Football arrive, et Zoolan Rice arrive en dirigeable à la surprise des joueurs. Mark encourage ses coéquipiers de jouer à fond, puis le match commence ; mais Mac, influencé par le programme RH qui lui a été implanté par Zoolan Rice, attaque seul et rapidement. |                                                                              |                                         |                                               |                       |
| 114 | Inazuma Japon contre les Rois du Football                                    | イナズマジャパンVSザ・キングダム        | Inazuma Japan VS The Kingdom                  | 12 janvier 2011       |
| Le match entre Inazuma Japon et les Rois du Football commence, et Mac attaque seul, contrôlé par le programme RH. Mac dribble tous les joueurs japonais qui essayent de l'arrêter sans succès. Heureusement, le ballon sort. Inazuma Japon attaque mais les Rois du Football ripostent et Mac attaque de nouveau seul, en vain. Les coéquipiers de Mac comprennent qu'il est soumis au programme RH et l'encouragent à résister et à jouer à son vrai football. Puis les attaquants brésiliens marquent Mac pour l'empêcher de jouer en solo, et le match reprend. Mac est de nouveau contrôlé par le programme RH, et après qu'Inazuma Japon a attaqué, les Rois du Football attaquent avec la « Vague Amazonienne », et Mac marque un but. Les Rois du Football attaquent de nouveau, mais Archer contre le tir de Mac et la première mi-temps s'achève. Durant la mi-temps, l'inspecteur Smith arrive avec des policiers et arrête Zoolan Rice, et l'inspecteur Smith révèle aux joueurs d'Inazuma Japon ce à quoi était destiné le programme RH de renforcement de l'humain. Leon Sams, le véritable coach des Rois du Football que Zoolan Rice avait enfermé reprend son poste, et Mac est libéré du programme RH. Les Rois du Football pourront maintenant jouer à leur vrai football, mais Zoolan Rice dit à Mac que maintenant qu'il est arrêté, les familles des joueurs brésiliens seront menacées. |                                                                              |                                         |                                               |                       |
| 115 | La Contre-attaque des Rois du Football                                       | サッカー王国の逆襲!                     | Soccer Ōkoku no Gyakushū!                     | 19 janvier 2011       |
| Après que Zoolan Rice a menacé les familles des joueurs brésiliens et est parti, la seconde mi-temps opposant Inazuma Japon aux Rois du Football débute. Les Rois du Football n'attaquent pas et s'échangent le ballon, et Inazuma Japon attaque avec Shawn et Thor qui marquent un but avec la "Nouvelle Bête du Tonnerre". Après cela, Mac explique à Mark qu'ils ne jouent pas vraiment car leurs familles pourraient être licenciées et ne retrouveront pas d'emploi si Zoolan Rice est mis derrière les barreaux. Après que Thor a expliqué à Mac ce qu'est avoir une famille, les Rois du Football décident de jouer sérieusement et attaquent en dansant. Mac marque un but avec le « Tir Samba V2 », puis ils attaquent intensivement. Après cela, Xavier essaie de marquer, puis Kevin combine son « Mégadragon V3 » au « Tourbillon de Feu 2 » d'Axel qui marque un but. Les deux équipes sont au coude à coude et essaient chacune de marquer. Après que les Rois du Football ont attaqué avec la « Vague Amazonienne », Mac tente de marquer avec le « Tir Samba V3 », sans succès puis Shawn et Xavier marquent avec « L'Aurore » le but victorieux de 3 à 2 pour Inazuma Japon. À la fin du match, Mac remercie Mark et Thor de l'avoir libéré de Zoolan Rice. Alors que l'opération du coach Hillman s'est bien déroulée, Zoolan Rice échappe à la police grâce à son assistant. |                                                                              |                                         |                                               |                       |
| 116 | L’Extraordinaire équipe des Little Gigantes                                  | 驚異!リトルギガント!!                   | Kyōi! Little Giganto!!                        | 26 janvier 2011       |
| Ayant échappé à la police, Zoolan Rice part en voiture à la recherche de David Evans. Et alors que l'autre demi-finale du tournoi FFI opposant Orphée aux Little Gigantes a commencé, l'équipe Inazuma Japon arrive en caravane au stade, où elle constate avec stupeur qu'Orphée a perdu 8 à 0. Aussitôt, Mark va voir Paolo qui lui explique que les Little Gigantes jouaient parfaitement et ont gagné sans utiliser de supertechniques. En quittant les joueurs d'Orphée, Mark tombe sur Hector Hélio, le capitaine des Little Gigantes, sur le coach de cette équipe, ainsi que sur Nelly qui explique à Mark qu'elle est désormais la manager des Little Gigantes. Arrivé à l'auberge, Mark reçoit un appel téléphonique de l'inspecteur Smith qui lui dit que Zoolan Rice s'est échappé, puis l'inspecteur a une discussion avec David Evans. Puis Nelly arrive et explique à l'inspecteur Smith comment elle a retrouvé David Evans, qui n'est autre que le coach des Little Gigantes et comment en observant l'entraînement des Little Gigantes, elle compare l'équipe à celle de Raimon. Plus tard, Nelly se présente devant l'équipe Inazuma Japon et leur présente le coach des Little Gigantes comme étant David Arrows. Peu après, un joueur des Little Gigantes arrive effrayé en disant que leur village de l'île est détruit par des joueurs. |                                                                              |                                         |                                               |                       |
| 117 | Les Joueurs de dernière génération !                                         | 襲撃!究極の強化人間!!                   | Shūgeki! Kyūkyoku no Kyōka Ningen!!           | 2 février 2011        |
| Alors que Nelly révèle aux joueurs d'Inazuma Japon qu'elle est la manager des Little Gigantes, un joueur des Little Gigantes arrive en disant que le quartier de Costail a été détruit par des joueurs. L'équipe Inazuma Japon se rend donc avec David Arrows et l'autre joueur au quartier complètement détruit, tandis qu'Hector sauve un garçon et Mark arrive juste à temps pour l'aider. Puis l'équipe de Zoolan Rice, la Zoolan Team apparaît, et Zoolan Rice arrive en disant qu'il veut se venger de David Arrows, ou doit-on dire David Evans. Nelly révèle aux joueurs que l'accident du onze d'Inazuma a été perpétré par Zoolan Rice, et Mark dit à Zoolan Rice qu'il accepte de jouer un match contre la Zoolan Team pour sauver le football. Plus tard, le match commence, et Inazuma Japon attaque, mais la Zoolan Team contre-attaque et Jude se rend compte que leurs adversaires ont reçu le programme RH. Seulement, il s'agit ici de la version définitive du programme. La Zoolan Team attaque rapidement et marque un but avec le « Boulet de Canon », brisant la « Main Dimensionnelle 2 » de Mark. À la suite de cela, David Evans demande à Nelly d'observer le jeu de la Zoolan Team. |                                                                              |                                         |                                               |                       |
| 118 | La Redoutable Zoolan Team !                                                  | 恐怖のチームガルシルド!                 | Kyōfu no Team Garushirudo!!                   | 9 février 2011        |
| À la suite du but de la Zoolan Team, Inazuma Japon contre-attaque mais la Zoolan Team riposte, et Nelly observe le jeu de la Zoolan Team, suivant les propos de David Evans qui dit qu'une équipe parfaite n'existe pas. Inazuma Japon attaque avec « Les Typhons Jumeaux » et Austin utilise le « Cercle d'Épées », sans succès ; la Zoolan Team riposte, et Mark essaie d'arrêter le « Boulet de Canon » en concentrant son énergie avec une formule de David Evans, mais échoue. Mark arrête les tirs de la Zoolan Team en canalisant son énergie avec la formule de son grand-père, et la première mi-temps s'achève. Après que David Evans a donné de surprenantes positions aux joueurs, Nelly dit aux joueurs que les joueurs de la Zoolan Team ne savent jouer qu'à un poste bien précis. La seconde mi-temps commence et Inazuma Japon attaque facilement ; Austin et Axel marquent un but avec la « Tempête du Tigre », puis Nathan et Shawn marquent un but avec l'« Ouragan » ; plus tard, Axel, Austin et Xavier marquent avec le « Feu Tout-Puissant G2 » le but victorieux de 3 à 2 pour Inazuma Japon. À la suite de cela, le dirigeable de Zoolan Rice apparaît, mais la police internationale l'arrête avec son équipe. Puis Sylvia annonce aux joueurs que le coach Hillman s'est rétabli, et les joueurs se rendent à l'hôpital ; là-bas, David Evans a une discussion avec le coach Hillman. |                                                                              |                                         |                                               |                       |
| 119 | Le Plus fort des adversaires                                                 | 最強のライバル!                         | Saikyō no Rival!                              | 16 février 2011       |
| À la nuit tombée, David Evans explique à son petit-fils Mark comment il est arrivé au Costail et s'est habitué aux habitants, et Mark lui dit qu'il sentait que son grand-père était à ses côtés lorsqu'il évoluait en utilisant de nouvelles supertechniques. Dans sa camionnette, David Evans demande à Nelly de retourner aux-côtés d'Inazuma Japon car l'équipe a besoin d'elle. Et le lendemain, le coach Travis annonce aux joueurs que Nelly devient manager de l'équipe. Durant l'entraînement, Axel et Austin tentent d'utiliser une nouvelle supertechnique qu'Austin a proposé, tandis qu'en s'entraînant, Mark se souvient que son grand-père lui a dit que son équipe est certainement la meilleure du monde. Ce soir-là, Nelly et Mark vont sur la plage, où Hector s'entraîne avec le pneu de Mark. Mark et Hector s'entraînent alors ensemble avec le pneu, et Hector raconte comment il était un mauvais joueur au début, mais que David Evans l'a transformé au cours du temps en l'entraînant. À un moment, le pneu se détache et Mark et Hector utilisent tous deux la « Main Céleste » pour protéger Nelly. Mark constate après qu'Hector soit parti que ce dernier est plus rapide que lui et qu'il sera un des plus grands adversaires qu'il aura à affronter… |                                                                              |                                         |                                               |                       |
| 120 | Entraînement spécial avec Paolo                                              | フィディオの友情大特訓!                 | Fidio no Yūjō Dai Tokkun!                     | 23 février 2011       |
| À l'auberge de l'équipe italienne Orphée, Paolo s'entraîne à des tirs tandis que sur la plage, Mark s'entraîne à maîtriser la nouvelle supertechnique à l'aide de son pneu. Paolo vient voir Mark sur la plage en lui disant qu'il veut qu'Inazuma Japon gagne le Mondial. Il propose à Mark de jouer contre Orphée pour s'entraîner à jouer contre les Little Gigantes, et se souvient alors comment Gigi lui avait proposé d'aider l'équipe de Mark. Et ainsi, à l'auberge, Paolo et Gigi disent aux joueurs que le jeu des Little Gigantes est différent suivant le match. Puis le match amical commence avec tous les joueurs d'Orphée en attaque ; Paolo marque un but avec la « Nouvelle Épée d'Odin », et Orphée attaque à la manière des Little Gigantes tout au long du match et la première mi-temps s'achève. La seconde mi-temps débute, et Jude trouve le moyen de transpercer la défense adverse. Au fil du match, Mark essaie sans succès de maîtriser sa supertechnique. Vers la fin, Mark arrive presque à arrêter l'« Épée d'Odin 2 » avec sa nouvelle supertechnique, et le match amical s'achève. À la suite de cela, Mark remercie Paolo pour son aide, et Willy propose à Mark de baptiser sa nouvelle technique l'« Arrêt Céleste ». |                                                                              |                                         |                                               |                       |
| 121 | Onze règles pour gagner le mondial                                           | 世界一へ!11の言葉!!                     | Sekai Ichie! 11 no kotoba!!                   | 2 mars 2011           |
| Ce soir-là, les joueurs d'Inazuma Japon discutent avec ceux de Raimon par la télé, et les joueurs de Raimon leur disent qu'ils doivent tous les jours gérer des demandes d'inscriptions. Après cette communication, quelques joueurs d'Inazuma Japon sortent pour s'entraîner, tandis qu'Axel vient voir Mark pour discuter avec lui. Et Mark se souvient comment étant tout petit, il a découvert chez lui un vieux ballon ainsi qu'un cahier secret de son grand-père, et de là naquit sa passion. Puis il se souvient comment il a redonné vie au club de foot de Raimon avec Sylvia, et comment Kevin et Steve, puis Jack, Timmy, Tod et Sam vinrent s'inscrire au club de foot de Raimon. Pendant ce temps, Camellia présente le cahier secret du grand-père de Mark à Sylvia, Célia et Nelly, et elles commencent à lire toutes les quatre les onze cœurs qui doivent donner de la force aux joueurs. Le lendemain, le coach Travis dit aux joueurs de se tenir prêts pour la finale, et tous commencent l'entraînement ; Shawn décide de choisir le cœur numéro 7 pour évoluer, et Jude et Xavier choisissent le même, tandis que les joueurs des Little Gigantes s'entraînent intensivement avant le match qui aura lieu au stade des Titans. |                                                                              |                                         |                                               |                       |
| 122 | Le Dernier duel d'Inazuma Japon                                              | イナズマジャパン最後の戦い!             | Inazuma Japan Saigo no Tatakai!               | 9 mars 2011           |
| Alors que Sylvia et Célia vont réveiller les joueurs pour le grand jour, Mark s'entraîne sur la plage avec son pneu, avant de venir s'entraîner avec les autres. Peu après, le coach Travis arrive avec Camellia devant le coach Hillman et Nelly, et à la demande du coach Travis qui veut que le coach Hillman dirige l'équipe en finale, le coach Hillman lui dit de conserver son poste. Mark a une discussion avec Nelly avant d'aller rejoindre les autres joueurs. Le coach Travis désigne tous les joueurs qui vont jouer le grand match, avant que toute l'équipe n'aille au stade des Titans pour la finale face aux Little Gigantes. Avant le début du match, le coach David Evans demande à se joueurs de lâcher leurs poids, et c'est ce qu'ils font à la surprise des joueurs d'Inazuma Japon. Puis le match commence, et Inazuma Japon attaque avec Axel qui utilise le « Tourbillon de Feu 2 », mais Hector l'arrête avec la « Main Céleste X », et il envoie la balle vers Mark. Inazuma Japon attaque de nouveau avec la « Route du Ciel », mais les Little Gigantes ripostent et bloquent Jude avec l'« Impulsion Circulaire » avant de marquer un but avec les « Doubles Mâchoires », Mark ne pouvant l'arrêter avec l'« Arrêt Céleste » pour l'instant. À la suite de cela, Nelly dit que Mark n'a pas concentré toute sa puissance en lui. |                                                                              |                                         |                                               |                       |
| 123 | Duel au sommet contre les Little Gigantes, première partie                   | 頂上決戦!!リトルギガント・前編          | Chōjō kessen!! Little Giganto Zenpen          | 23 mars 2011          |
| Après le but des Little Gigantes, Inazuma Japon attaque plusieurs fois, mais Hector arrête tous les tirs des japonais avec la « Main Céleste X ». Puis les Little Gigantes attaquent, et Mark transforme les « Doubles Mâchoires » en corner. Heureusement, Mark ne l'arrêtant pas, c'est Jack qui arrête le corner. Plus tard, Kevin se blesse en essayant d'arrêter les « Doubles Mâchoires » et est remplacé par Austin. Les Little Gigantes effectuent ensuite un second corner sans succès, puis ils se replient tous en défense suivant l'ordre du coach Travis. Peu après, le coach Travis rappelle à Mark sa fonction de capitaine, et ce dernier comprend alors son rôle. Et enfin, Mark parvient à maîtriser l'« Arrêt Céleste » en arrêtant les « Doubles Mâchoires ». À la suite de cela, Inazuma Japon attaque, et bien que les Little Gigantes essaient de reprendre la balle, les joueurs font preuve d'une détermination sans faille grâce au fait que Mark est présent à leurs côtés. Inazuma Japon continue d'attaquer sans relâche, et Mark sort des cages pour aider en attaque. Puis Xavier intercepte le ballon et marque un but avec la « Frappe Stellaire », pulvérisant la « Main Céleste X » d'Hector . Et tandis que les joueurs d'Inazuma Japon laissent exploser leur joie, la première mi-temps du match s'achève. |                                                                              |                                         |                                               |                       |
| 124 | Duel au sommet contre les Little Gigantes, deuxième partie                   | 頂上決戦!!リトルギガント・後編          | Chōjō kessen!! Little Giganto Kōhen           | 6 avril 2011          |
| Après le but de Xavier, la première mi-temps du match s'achève. Durant la mi-temps, Caleb remplace Nathan, tandis que du côté des Little Gigantes, Hector devient attaquant et est remplacé par Kynan Di Fortune aux cages. La seconde mi-temps commence et après une offensive d'Hector, Inazuma Japon attaque et Xavier utilise la « Frappe Stellaire », mais Kynan l'arrête avec la « Main Céleste X ». Puis les Little Gigantes attaquent, et Hector utilise le « Rayon X » et marque un but, brisant l'« Arrêt Céleste » de Mark. Inazuma Japon attaque, et Axel, Austin et Caleb tentent de marquer, sans succès. Peu après, le « Feu Tout-Puissant G2 » est arrêté par la « Nouvelle Main Céleste X » de Kynan. Les deux équipes sont au coude à coude et ne parviennent pas à attaquer avec succès, jusqu'à ce qu'Hector utilise le « Rayon X ». Heureusement, Mark l'arrête avec l'« Arrêt Céleste G2 ». Puis Inazuma Japon attaque, et Jude, Shawn et Xavier utilisent le « Big Bang » et marquent un but, pulvérisant la « Main Céleste X 2 » de Kynan, blessé. Du coup, Hector retourne aux cages. Puis, lorsque Jude, Shawn et Xavier réutilisent le « Big Bang », Hector l'arrête avec la « Main de l'Âme ». Les deux équipes sont au coude à coude, et après que David Evans a dit à ses joueurs de se soulager, Hector sort des cages et utilise le « Rayon X V2 ». |                                                                              |                                         |                                               |                       |
| 125 | Enfin le dénouement ! Les champions du monde !                               | ついに決着!世界一!!                     | Tsuini Ketchaku! Sekai Ichi!!                 | 13 avril 2011         |
| Hector attaque et utilise le « Rayon X V2 », que Mark amortit avec l'« Arrêt Céleste G2 ». Après plusieurs attaques des Little Gigantes, Inazuma Japon attaque plusieurs fois, et Hector sort de nouveau des cages et réutilise le « Rayon X V2 », que Mark amortit mais qu'Axel et Austin repoussent. Au fil des offensives des Little Gigantes, Mark arrête tous leurs tirs. Au bout d'un moment, le coach Travis dit à ses joueurs de s'amuser en jouant, ce qui amène les joueurs à jouer de façon meilleure. Peu à peu, Inazuma Japon revient dans la partie, et Hector sort des cages et utilise le « Rayon X V3 », que Mark arrête avec l'« Arrêt Céleste G3 ». Après cela, Inazuma Japon attaque avec difficulté, et Mark se joint à l'attaque et utilise avec Axel et Austin l'« Ouragan Inazuma », qu'Hector tente désespérément d'arrêter avec la « Main de l'Âme G2 ». Puis le match s'achève sur une victoire de 3 à 2 pour Inazuma Japon, l'équipe victorieuse du tournoi FFI ! Le premier moment de surprise passé, tous les joueurs japonais triomphent et reçoivent la coupe du tournoi. Bien plus tard, à l'aéroport de Liocott, Mark discute avec Paolo et Hector, tandis que le coach Hillman discute avec David Evans. Ils disent au revoir à Paolo, ainsi qu'à Hector et à David Evans. Puis le soir venu, tous les joueurs d'Inazuma Japon viennent vers Mark sur la plage et le soulèvent en l'air ! |                                                                              |                                         |                                               |                       |
| 126 | La Cérémonie de remise des diplômes                                          | 涙の卒業式!                             | Namida no Sotsugyō-shiki!                     | 20 avril 2011         |
| L'équipe championne du monde Inazuma Japon rentre au pays après avoir gagné le tournoi Football Frontier International. Chacun des joueurs revit tout ce qui lui était cher. Et trois années venaient de s'écouler durant lesquelles Mark et ses amis ont écrit une nouvelle page de l'histoire du foot. Maintenant, c'est la cérémonie de remise des diplômes, et Mark se rend au collège Raimon avec Sylvia et Austin. Ils se rendent d'abord sur le terrain de foot du collège, où Mark et Sylvia racontent les origines de Raimon. Puis Axel et Jude viennent discuter avec Mark. Peu après, la cérémonie de remise des diplômes du collège commence, et Nelly, Jude, Axel, Nathan, Kevin, Steve, Willy, Jim, Max, Shadow, Isaac, Camellia, Sylvia et Mark reçoivent leurs diplômes de la main du principal du collège, Mr. Firewill. Plus tard, Mark se rend au local du club de Raimon, et tous les joueurs l'attendent au dehors. Ils encouragent le nouveau capitaine, Tod à gagner le prochain tournoi Football Frontier. Puis Tori, Erik, Bobby, Sue, Scotty, Hurley, Shawn et Darren arrivent pour le match de graduation des Raimon. Peu après, les Raimon se rendent sur le terrain, et sont divisés en deux équipes : Raimon A et Raimon B. Mais alors que le match va commencer, un mystérieux véhicule approche du terrain. |                                                                              |                                         |                                               |                       |
| 127 | Le Coup d'envoi de notre avenir !                                            | 明日へのキックオフ!                     | Ashitae no Kick Off!                          | 27 avril 2011         |
| Le véhicule de la Royal Academy arrive, avec tous les joueurs de l'équipe qui se présentent devant les Raimon. Le match opposant Raimon A et Raimon B commence et Raimon A attaque, mais Raimon B riposte avec Austin, sans succès. Puis Raimon A attaque, mais Scotty intercepte la balle pour Raimon B et attaque. Il fait la passe à Shawn qui passe le ballon à Hurley qui tente sans succès de marquer. Raimon A riposte ensuite avec Tod, Nathan, Max et Kevin qui essaie de marquer, mais en vain car Darren arrête son tir. Les deux équipes sont au coude à coude, et Bobby attaque pour Raimon B et passe le ballon à Sue, mais Timmy intercepte le ballon et le passe à Sam, puis Sue prend le ballon et le passe à Erik, mais Jack l'arrête. Raimon B attaque avec Shadow qui tente sans succès de marquer. Et tandis que Sylvia, Célia et Nelly parlent du futur, Kevin attaque sans succès. Raimon B riposte avec Tori et Shawn, puis Raimon A attaque avec Steve et Axel qui tente de marquer en vain. Raimon B attaque avec Jude, Erik et Shawn qui tentent de marquer, mais Mark arrête leur tir. Et le match en l'honneur des diplômés s'achève ainsi, dans la joie et la bonne humeur. Après que Mark a dit à tous ses amis de continuer à profiter pleinement du football, il propose de jouer contre la Royal, et c'est ainsi que le football amusant se perpétue, même dix ans plus tard. |                                                                              |                                         |                                               |                       |

## Inazuma Eleven GO
| No | Titre français                                      | Titre japonais                         | Titre japonais                            | Date de 1re diffusion |
| No | Titre français                                      | Kanji                                  | Rōmaji                                    | Date de 1re diffusion |
| --- | --------------------------------------------------- | -------------------------------------- | ----------------------------------------- | --------------------- |
| 1 | Un Vent Nouveau !                                   | 雷門に吹く新しい風!                    | Raimon ni fuku atarashii kaze!            | 4 mai 2011            |
| Dix ans sont passés depuis la victoire d'Inazuma Japon au tournoi Football Frontier International, et l'importance du football a depuis considérablement augmenté, notamment au collège Raimon. Dans une chapelle, un homme mystérieux évoque le désir de contrôler le foot. Entretemps, un jeune garçon, Arion Sherwind, se rend au collège Raimon et cherche le club de foot, y trouvant l'ancien club ; Célia Hills, la conseillère pédagogique, lui indique le grand siège actuel du club de Raimon. Le coach des Raimon, Percy Travis, se voit mettre la pression par le principal du collège Goldwin pour ses méthodes jugées obsolètes ; entretemps, la seconde équipe de Raimon a été défaite par un dénommé Victor Blade, qui veut détruire le club de foot. Venant sur les lieux avec Célia, Arion s'oppose à Victor, lui disant que le foot n'est pas une perte de temps, mais Victor lui tire dessus impitoyablement. Victor propose un duel de dribbles à Arion, que ce dernier accepte. Arion s'évertue en vain à reprendre le ballon à Victor, qui lui tire à nouveau dessus, mais ne le décourage pas. Le principal note que Victor est un Impérial envoyé par le Cinquième Secteur. Victor frappe avec la "Lame des Ténèbres" sur Arion, mais ce dernier l'arrête, manifestant une aura d'énergie. Arion a donc gagné le défi ; Victor, frustré, lui tire à nouveau dessus, mais son ballon est dévié par un autre ballon tiré par Riccardo Di Rigo, le capitaine des Raimon, qui débarque avec l'équipe du collège… |                                                     |                                        |                                           |                       |
| 2 | Les Esprits Guerriers                               | これが化身(けしん)だ!                  | Kore ga Keshinda!                         | 11 mai 2011           |
| Riccardo arrive avec toute son équipe de Raimon, et Victor amène son équipe des Chevaliers Noirs censée remplacer l'équipe type. Les deux équipes se rendent alors au stade, et un match commence. Les Raimon se lancent en attaque, sans succès ; les Chevaliers Noirs contre-attaquent avec des passes aériennes, inscrivant un premier but. Victor marque ensuite un second but avec la "Lame des Ténèbres". Après quoi, les Chevaliers Noirs inscrivent des buts à une cadence infernale, le score étant de 10-0. Le coach Travis prend la décision étonnante de remplacer Doug McArthur par Arion ; aux protestations de Célia, Travis lui fait remarquer qu'Arion a le même regard déterminé que Mark Evans. Les Chevaliers Noirs jouent alors violemment, et la première mi-temps s'achève. Riccardo explique comment opère le Cinquième Secteur, qui décide le résultat des matchs à l'avance, contrôlant les équipes pour réguler le foot. La seconde mi-temps débute, et les Chevaliers Noirs marquent deux autres buts, jouant violemment. Lars Dijkstra quitte le terrain. Arion dribble rapidement ses adversaires, gardant le ballon pour protéger ses camarades, mais se fait encercler. Victor invoque un Esprit Guerrier, "Lancelot, le spadassin héroïque", et agresse Arion, qui ne perd pas sa détermination. Furieux, Riccardo invoque son Esprit Guerrier, le "Maestro Virtuoso"… |                                                     |                                        |                                           |                       |
| 3 | Le Club de Raimon menacé !                          | 崩壊! 雷門サッカー部!!                 | Hōkai! Kaminarimon Soccer-bu!!            | 18 mai 2011           |
| Riccardo a libéré son Esprit Guerrier, et se lance dans un duel face à celui de Victor. Soudain, Saber Sabel, le coach des Chevaliers Noirs, fait arrêter le match, et Riccardo s'évanouit. Skie Blue vient trouver son ami Arion, et tous deux se rendent à la cérémonie d'ouverture, où Arion y fait la connaissance de JP Lapin, qui exprime tout haut son souhait de rejoindre le club de foot. Riccardo se rétablit à l'hôpital, tandis que Victor s'entretient avec le directeur afin de rejoindre les Raimon. Au complexe du club, plusieurs joueurs quittent l'équipe, malgré les protestations d'Arion. Célia vient dire à Arion et JP de passer un test d'admission, et le coach Travis leur donne rendez-vous le lendemain. Arion rentre chez lui avec JP, et lui présente sa tante, Silvia Woods, puis son chien Spotter, qu'il a sauvé étant petit à Okinawa. Il lui raconte aussi comment est née sa passion du foot, grâce à une personne qui lui a autrefois sauvé la vie en déviant avec un ballon à l'éfigie de Raimon des poutres en bois qui allaient s'effondrer sur Arion alors qu'il sauvait Spotter, piégé sous ces poutres. Pendant ce temps, l'empereur sacré du Cinquième Secteur semble intéressé par Riccardo… Le lendemain, Victor vient se présenter à Riccardo et à ses coéquipiers en tant que nouveau joueur de Raimon… |                                                     |                                        |                                           |                       |
| 4 | Une sélection inattendue                            | 天馬の入部テスト!                      | Tenba no Nyūbu Test!                      | 25 mai 2011           |
| Victor rejoint donc le club de Raimon, provoquant l'ire de Riccardo. Entretemps, Arion s'entraîne à dribbler, et est bientôt rejoint par JP ; Arion lui raconte comment déjà, en primaire, il a voulu rejoindre un club de foot, sans succès. Samguk Han et ses coéquipiers se plaignent entretemps des méthodes odieuses du Cinquième Secteur. Plus tard, Arion et JP s'entraînent sous les yeux de Skie et de Jade Greene, tandis que Riccardo se pose des questions sur son rôle de capitaine, mais est rassuré par Samguk. Voyant Victor, Arion lui dit qu'il va rejoindre l'équipe, sans obtenir de réponse directe. Après les cours, Skie se présente à Célia pour le rôle de manageuse, et est acceptée, et Arion, JP et trois autres joueurs se présentent au test d'admission. Le test commence, et Arion fait voir son talent aux dribbles, mais Riccardo lui reprend le ballon, et ne le lâche plus, malgré les tentatives des candidats. Arion se refuse à abandonner et encourage JP ; cependant, Riccardo lui reprend toujours le ballon, ainsi qu'à JP. Ils tentent ainsi jusqu'au soir, mais sans succès. À force de persévérance, Arion finit par reprendre le ballon, et s'évanouit. Le coach Travis met alors fin au test, et annonce que les sélectionnés sont Arion et JP, qui sautent de joie. Aux protestations de Riccardo, le coach Travis lui dit qu'il comprendra sa sélection quand le temps sera venu.                                                                                                   |                                                     |                                        |                                           |                       |
| 5 | Un match arrangé !                                  | 仕組まれた試合                         | Shikuma Reta Shiai                        | 1er juin 2011         |
| Par une belle journée ensoleillée, Arion part au collège, et va avec JP et Skie au club. Arion, JP, Victor se présentent à l'équipe, puis Skie, Rosie Redd et Jade font de même. Riccardo présente alors ses coéquipiers, qui sont en quatrième Samguk, Doug, Subaru Honda et Wanli Changcheng, et en cinquième Michael Ballzack, Gabi Garcia, Eugène Peabody, Adé Kébé et Riccardo lui-même. Après quoi, Arion et JP enfilent leurs nouveaux maillots et vont s'entraîner avec l'équipe. Arion se rend compte de la rapidité des joueurs de l'équipe, et est exhorté par Jade. Le soir venu, Skie fait remarquer à Arion et JP qu'ils ne doivent pas être aussi impressionnés, tandis que le directeur informe le coach Travis que les Raimon joueront contre le collège des Surdoués et que le Cinquième Secteur a décidé que les Surdoués gagneraient 3-0. Le lendemain, les joueurs font part de leur désapprobation à cette décision, sans en informer Arion et JP qui arrivèrent peu après. Le soir venu, une dame vient voir Riccardo avec son fils jouant chez les Surdoués pour obtenir un but de son fils, tandis que Arion s'entraîne intensivement jusqu'à la nuit tombée, sous les yeux de Silvia. Le jour suivant, l'équipe de Raimon se rend au stade des Surdoués, et le match débute. Seulement, les Raimon ne jouent volontairement pas à leur niveau, et les Surdoués ouvrent le score, comme prévu par le Cinquième Secteur…                                                                                      |                                                     |                                        |                                           |                       |
| 6 | Dernière passe, dernier espoir !                    | ラストパスにこめた思い                 | Last Pass ni Kometa Omoi                  | 8 juin 2011           |
| À l'étonnement d'Arion et de JP, les Surdoués ont inscrit un but. Les Raimon engagent, mais les Surdoués reprennent aisément le ballon, et vont marquer un second but. Arion se rend compte que quelque chose cloche avec les autres joueurs, et la première mi-temps s'achève. Arion reproche leur conduite aux autres coéquipiers, et Célia finit par révéler à Arion, JP, Skie et Jade que le match est arrangé par le Cinquième Secteur, qui fixe les scores à l'avance pour préserver la réputation des écoles. Les Surdoués engagent, et Arion, déprimé, ne bouge plus. Les Surdoués finissent par marquer le troisième but. Révolté, Arion s'élance et intercepte la balle, qu'il passe en vain à Riccardo. Il réessaye plusieurs fois, mais sans succès, les autres ne suivant pas. Finalement, JP intercepte la balle et fait la passe à Arion, qui envoie à Riccardo, qui finit par tirer et par marquer un but, le match s'achevant par 3-1. Lui-même étonné de son action, Riccardo se fait sermonner par ses coéquipiers. Plus tard, le principal Goldwin, furieux, demande à voir le coach Travis ; apprenant dans la soirée par Samguk que l'entraîneur a été démis de son poste, Riccardo va s'excuser auprès de lui, mais le coach Travis lui dit simplement de ne jamais oublier ce qu'il a ressenti en marquant le but. Plus tard, Travis passe un appel à William Glass, lui disant de commencer une certaine opération…                                                                                          |                                                     |                                        |                                           |                       |
| 7 | Le Coach Mark Evans fait son apparition !           | 円堂(えんどう)監督登場!!               | Endō Kantoku Tōjō!!                       | 15 juin 2011          |
| Revenant au collège, Arion se souvient de ce qu'il a dit la veille au coach Travis, à savoir qu'il voulait être meilleur grâce à lui, ce à quoi il lui avait répondu qu'il n'a qu'à continuer à s'entraîner sérieusement. Les joueurs de Raimon s'entraînent, mais sans Riccardo, ce qui les inquiète. Alors qu'ils se demandent qui sera le nouveau coach, un homme débarque, et se présente comme étant Mark Evans! Il demande aux joueurs de le rejoindre après les cours au terrain du fleuve, pour qu'ils voient quelque chose de spécial là-bas. Le principal Goldwin, furieux, se demande comment Mark Evans a pu être désigné coach. Après les cours, Arion et JP se présentent seuls à l'entraînement ; Arion fait des allers-retours en dribble, et JP s'entraîne à améliorer son jeu de tête. Gabi rend visite à Riccardo, lui annonçant que le nouveau coach est Mark Evans, qui veut leur redonner l'envie de gagner. Les joueurs viennent observer à distance, et en voyant Victor, Mark lui propose de venir jouer ; il fait de même avec les autres, qui viennent. Les joueurs effectuent tous des tirs, y compris Victor, furieux qu'Evans ait insisté. Après quoi, le coach met fin à l'entraînement, le but ayant été qu'ils soient tous réunis. Le soir venu, Arion annonce à sa tante Silvia qui est son nouveau coach, tandis que les coachs Evans et Travis ont une discussion sur le football libre, qu'ils désirent ramener.                                                                                 |                                                     |                                        |                                           |                       |
| 8 | Les qualités d'un capitaine                         | キャプテンの資格                       | Captain no Shikaku                        | 22 juin 2011          |
| Arion et JP visionnent la finale du tournoi des collèges entre Raimon et Kirkwood de l'année dernière, remporté par Kirkwood, et remarquent que Riccardo avait fait de son mieux ; Célia leur apprend que ce match n'avait pas été manipulé. Le coach Evans débarque, et met l'affiche du tournoi de la Route du Sacre, puis tous les autres joueurs suivent, sauf Riccardo. À l'entraînement, Riccardo vient observer, mais se détourne presque aussitôt. Plus tard, le principal Goldwin ordonne au coach Evans que Raimon doit perdre le premier match du tournoi 2-0. Arion et JP vont voir Riccardo sur le toit et tentent de le convaincre de rester, mais en vain ; il va plus tard remettre sa lettre de démission au coach Evans, que ce dernier refuse. Arion va voir Riccardo pour le convaincre de revenir, mais le capitaine ne veut rien entendre, démotivé par le football imposé du Cinquième Secteur. Arion demande à Riccardo de venir jouer avec lui et JP le soir venu, ce qu'ils font finalement. Riccardo utilise le "Tir Fortissimo", et lors d'un duel de dribbles avec le capitaine, Arion utilise le "Dribble Zéphir". Cela touche Riccardo, qui n'a plus confiance dans son rôle de capitaine, mais le coach Evans vient le convaincre du contraire, déchirant sa lettre de démission et le décidant au football libre. Néanmoins, le lendemain, Victor révèle à Riccardo qu'ils devront perdre le premier match du tournoi…                                                                               |                                                     |                                        |                                           |                       |
| 9 | Lever de rideau sur la Route du Sacre !             | ついに開幕! ホーリーロード!!           | Tsuini Kaimaku! Holly Road!!              | 29 juin 2011          |
| Par une belle journée ensoleillée, Arion se rend au collège, s'entraînant avec JP et les autres joueurs. Riccardo est préoccupé. Plus tard, le coach Evans annonce à son équipe que leur adversaire sera le collège de la Voie Lactée, doté d'une défense solide. Soudain, Victor révèle à toute l'équipe que Raimon devra perdre. Comme Samguk demande au coach Evans la raison de la dissimulation de cette info, le coach leur révèle qu'il n'a aucune raison de leur dire cela. Tous les autres joueurs s'en vont alors, laissant Arion et JP seuls à l'entraînement. Le soir venu, Samguk vient trouver Arion au bord du lac, et l'invite à venir dîner. Après qu'ils ont un peu discuté, la mère de Samguk arrive, s'intéressant aux deux joueurs. Samguk conseille à Arion de maîtriser les passes et les dribbles. Après quoi, Arion et JP s'entraînent pour le tournoi. Le jour de la cérémonie d'ouverture du tournoi de la Route du Sacre arrive, et le match opposant Raimon à la Voie Lactée débute. La Voie Lactée attaque, mais Arion et JP se donnent à fond ; ils sont bien les seuls. Arion se surpasse, mais aucun de ses coéquipiers ne bouge. Soudain, Riccardo intervient, annonçant qu'il veut gagner le match. Le capitaine de Raimon met en place le "Tacticien Céleste" avec Arion et JP, et finit par marquer un but avec le "Tir Fortissimo", surprenant tout le monde sur le terrain… |                                                     |                                        |                                           |                       |
| 10 | Quand les joueurs se rebellent                      | 勝利への反乱!                          | Shōrie no Hanran!                         | 6 juillet 2011        |
| Riccardo a donc inscrit un but pour les Raimon, et aux protestations du capitaine adverse Jimmy Kyrk, Riccardo déclare que les Raimon remporteront ce match. Les joueurs de la Voie Lactée commencent leur jeu rugueux, envoyant à terre les Raimon. Arion demande à Jimmy pourquoi ils jouent ainsi, mais ce dernier lui répond qu'ils sont prêts à tout pour gagner. Les joueurs de Raimon ne jouent pas à leur meilleur niveau, et Zaphod Riker de la Voie Lactée invoque son esprit guerrier, le "Faucon de tonnerre surnaturel", et marque un but, Riccardo n'arrivant pas à invoquer le sien. La première mi-temps s'achève ; Arion essaye de motiver ses coéquipiers, mais Victor dit que Riker est un impérial, bien plus fort qu'eux. Cependant, le coach Evans remotive ses joueurs, leur disant de jouer à leur meilleur football, et ce malgré les protestations du principal Goldwin arrivant dans les vestiaires. La seconde mi-temps commence, et Arion et JP attaquent pour gagner ; cela ouvre les yeux à Samguk, qui arrête le ballon. Riccardo met en place le "Tacticien Céleste", mais Riker attaque avec son esprit guerrier. Heureusement, Arion, puis Riccardo avec son esprit guerrier s'opposent à son tir, et Samguk l'arrête. Et enfin, Riccardo avec le "Maestro Virtuoso" inscrit le but de la victoire de 2-1 pour Raimon! L'empereur sacré constate donc que les Raimon sont entrés en rébellion… |                                                     |                                        |                                           |                       |
| 11 | Le Secret de Victor                                 | 剣城の秘密                             | Ken-jō no Jimitsu                         | 13 juillet 2011       |
| Arion et JP, joyeux, se rendent au club de foot, où Doug et Riccardo ont une discussion sur la conception du foot. Arion apprend alors que certains collèges ont été fermés par le Cinquième Secteur pour désobéissance. Justement, le coach Evans se voit mettre la pression par le principal Goldwin pour démissionner, sans succès. À l'entraînement, les autres Raimon s'isolent des joueurs rebellés. Plus tard, Victor rend visite à son frère Vladimir, handicapé, à l'hôpital. Lorsqu'ils étaient petits, les deux frères jouaient au foot, mais le ballon finit coincé dans un arbre ; Victor alla le chercher, mais tomba, et Vlad le rattrapa, au prix de ses jambes. Cependant, Vlad exhorte son frère à jouer au foot. Au QG du Cinquième Secteur, l'empereur sacré se porte garant pour payer les frais d'opération de Vlad, en contrepartie de l'obéissance de Victor. Et à l'entraînement suivant, Victor annonce qu'il jouera le prochain match, ce que le coach Evans accepte. Aussi, il dit que les Raimon devront perdre 1-0. Après quoi, Doug quitte l'équipe. Le soir venu, le coach Evans dit à Riccardo qu'il est revenu au collège Raimon pour mettre fin au Cinquième Secteur avec les autres joueurs. Arion a des remords pour s'être rebellé, mais tante Silvia l'encourage à continuer sur sa lancée. Le jour du match opposant Raimon à la Foi Toute Puissante arrive, et les Raimon sont divisés. Le match est lancé, et Victor marque un but contre son camp…                                         |                                                     |                                        |                                           |                       |
| 12 | De nouveaux adversaires !                           | 化身の驚異! 万能坂中!!                 | Keshin no Kyōi! Bannō-zaka-chū!!          | 20 juillet 2011       |
| Après le but contre son camp de Victor, ce dernier annonce qu'il détruira les Raimon. Les Raimon engagent, et Arion attaque, mais le capitaine adverse, Infinity Beyond, intervient, et la Foi Toute Puissante attaque violemment. Riccardo met alors en garde ses coéquipiers après qu'Arion ait été violenté. Les offensives rugueuses de la Foi Toute Puissante continuent, l'arbitre se voyant obstruer la vue. Tous les Raimon finissent à terre, mais Arion, déterminé, se relève toujours, anticipant les frappes adverses. Victor tire également sur Arion, en vain. Infinity donne le ballon à Arion qui s'élance, mais Victor remarque que les joueurs adverses veulent lui briser les jambes en le taclant, ce qui le révolte. Ainsi, il s'élance pour repousser Arion, le sauvant. Infinity dit alors que même marcher serait trop beau pour Arion, et cela décide Victor, furieux, à inscrire un but pour les Raimon avec la "Lame des Ténèbres". La première mi-temps s'achève, et Victor proclame qu'il détruira le foot corrompu du Cinquième Secteur. Gabi, nouveau joueur rebellé, est contraint de rester sur le banc de touche, blessé ; les autres Raimon persistent à se soumettre au Cinquième Secteur. La seconde mi-temps débute ; Victor tente de marquer, mais Aum Nirvana l'arrête avec son esprit guerrier. Maxim Millenium invoque aussi le sien, et marque le second but pour la Foi Toute Puissante…                                                                                                  |                                                     |                                        |                                           |                       |
| 13 | Le Réveil de Raimon                                 | 雷門の覚醒!?                           | Kaminarimon no Kakusi!?                   | 27 juillet 2011       |
| Après le deuxième but de la Foi Toute Puissante, Raimon engage, avec un Victor enragé s'élançant en solo. Néanmoins, il est pris en tenaille par les joueurs de la Foi Toute Puissante, qui l'agressent avec le ballon, mais Victor intercepte, uniquement pour être à nouveau encerclé. Finalement, il passe le ballon à Riccardo qui attaque avec Arion, sans succès. La Foi Toute Puissante contre-attaque rapidement et s'évertue à essayer de marquer plusieurs fois. Devant la résignation des autres Raimon, Jade, révoltée, exhorte vivement les joueurs non rebellés de jouer tous ensemble en équipe. Et alors que Millenium allait tirer, Subaru intercepte le ballon avec le "Train en Roue Libre", et Wanli, puis Adé, et Eugène se joignent au football libre. Les Raimon contre-attaquent, les anciens donnant du mieux d'eux-mêmes. Le seul qui ne voulait pas encore se joindre au mouvement, Michael, finit par jouer avec les autres en passant le ballon à Victor, qui invoque son esprit guerrier et tire avec, se lançant dans un intense duel avec l'esprit guerrier du gardien adverse, dont il sort vainqueur en marquant un but. Après cela, Riccardo marque avec le "Tir Fortissimo" le but de la victoire de 3-2 pour Raimon. Alors, le coach Evans vient féliciter ses joueurs pour tous leurs efforts, et Arion vient remercier Victor ; cependant, ce dernier se voit appelé par le Cinquième Secteur…                                                                                                 |                                                     |                                        |                                           |                       |
| 14 | La Supertechnique de JP                             | 信助の必殺技!                          | Shinsuke no Hissatsu-waza!                | 3 août 2011           |
| Après avoir fêté dignement leur victoire chez Arion et tante Silvia, JP et Skie se retirent, mais JP pense à créer sa propre supertechnique. Victor se voit mettre la pression par le Cinquième Secteur pour avoir agi de la sorte, sous la menace que son frère ne bénéficierait pas de l'opération. Le lendemain, Arion vient aider JP à mettre au point la nouvelle supertechnique de son ami, l'"Attaque Ressort". Entretemps, les autres joueurs s'entraînent déjà lorsque Arion et JP débarquent en retard. Comme Victor est absent, les autres Raimon se disent qu'il a dû être sanctionné, et qu'ils enfreignent tous le cinquième article du règlement du Cinquième Secteur. L'après-midi venu, JP s'évertue à l'entraînement, montrant les premiers signes de sa supertechnique. Le dimanche venu, Arion et JP s'entraînent intensivement, puis Samguk, Subaru et Wanli viennent prêter main-forte à JP. Entretemps, Victor va rendre visite à son frère Vlad, et constate que son frère est en rééducation. Peu après, Arion, JP, Samguk, Subaru et Wanli sont invités à goûter avec tante Silvia et Skie. Tante Silvia note qu'il faudrait simplifier la technique pour qu'elle marche. Et après plusieurs heures d'entraînement, JP parvient enfin à maîtriser sa supertechnique, que Samguk note comme étant une technique de tir. Pendant ce temps, l'empereur sacré décide de soumettre les Raimon à une épreuve… |                                                     |                                        |                                           |                       |
| 15 | Le Retour de Jude Sharp !                           | 鬼道有人との再会                       |                                           | 10 août 2011          |
| Le Cinquième Secteur a transféré la Royal Academy du groupe B vers le groupe A pour écraser les Raimon au prochain match. Les joueurs de Raimon, l'apprenant, sont pour la plupart terrifiés par cette nouvelle. À l'entraînement, Riccardo suggère au coach Evans de mettre en place une technique extrêmement difficile, le "Tonnerre Ultime", qui nécessite un puissant attaquant pour l'exécuter. La technique est donc mise en œuvre, mais n'arrive pas à être complétée. Entretemps, Célia apprend au coach Evans que le coach de la Royal n'est autre que Jude Sharp, ce qui surprend Mark. Devant l'échec du "Tonnerre Ultime", Victor et Michael reconnaissent que Victor aurait assez de force pour tirer. Entretemps, à la Royal, le coach Sharp exhorte ses joueurs à gagner, avant de retrouver Mark et Célia le soir venu. Jude leur dit que le foot doit être régulé, que Mark n'a qu'à prouver que son football est juste sur le terrain. Le lendemain, Arion va trouver Victor, qu'il suit jusqu'à l'hôpital. Là, il se fait surprendre par Victor et son frère ; Arion supplie Victor de venir les aider, sans succès. Il se rend ensuite en retard à l'entraînement, et le coach Evans lui demande de s'entraîner à tirer, ce qu'il fait. Le jour du match entre Raimon et la Royal arrive, et le match est lancé avec des Raimon jouant à dix ; la Royal commence d'entrée de jeu à dominer son adversaire… |                                                     |                                        |                                           |                       |
| 16 | La Redoutable Royal Academy                         | 戦慄!帝国学園!!                        | Senritsu! Teikoku Gakuen!!                | 17 août 2011          |
| Les Raimon tentent d'attaquer, sans succès car la défense de la Royal intercepte le ballon. La Royal assomme les Raimon d'offensives. Riccardo décide avec les autres joueurs d'utiliser le "Tonnerre Ultime". Pendant ce temps, Vlad est étonné de voir Victor venir lui rendre visite alors qu'il est censé jouer. Les Raimon essayent de mettre en place le "Tonnerre Ultime", et Riccardo tente de marquer, en vain. Les joueurs de la Royal passent en formation Delta-3, et attaquent. Les Raimon continuent d'être bloqués en position défensive, et Riccardo n'arrive pas à assurer le tir final du "Tonnerre Ultime". Entretemps, Vlad demande à Victor pourquoi ne joue-t-il pas le match. Raimon défend intensivement, mais la Royal continue ses offensives rapides. Après un tir dévié par Samguk, JP intercepte le ballon avec l'"Attaque Ressort" et le repousse. Riccardo reprend alors le ballon et les Raimon essayent à nouveau de mettre en place le "Tonnerre Ultime" avec Michael… entretemps, Saber Sabel vient demander à Victor pourquoi il ne joue pas. Pendant ce temps, Dracon Yale invoque son esprit guerrier et reprend le ballon à Michael, puis la Royal passe en formation Alpha-1 et attaque en force ; Saber Sabel fait chanter Victor vis-à-vis de son frère, qui a tout entendu ; Rex Remington, le capitaine de la Royal, marque un but avec les "Manchots Empereurs Numéro 7"… |                                                     |                                        |                                           |                       |
| 17 | Le Tonnerre gronde !                                | 炸裂!アルティメットサンダー!!          | Sakuretsu! Arutimetto Sandā!!             | 24 août 2011          |
| Les Raimon continuent de se faire malmener par la défense de la Royal. Pendant ce temps, Vlad demande des comptes à Victor… Le "Tonnerre Ultime" n'arrive pas à fonctionner, et Rex Remington invoque son esprit guerrier, "Corvus, le corbeau des ténèbres" avant d'inscrire un second but. Vlad est furieux envers son frère pour avoir collaboré avec le Cinquième Secteur, et lui demande de s'en aller, en larmes. La première mi-temps s'achève alors. Le coach Evans encourage ses joueurs, lorsque Victor débarque, demandant à l'équipe de le laisser jouer ; Arion, puis Riccardo et toute l'équipe décident de lui faire confiance. Et ainsi, les Raimon rejouent à nouveau à onze avec le début de la seconde mi-temps. Victor attaque directement, puis réussit à assurer la frappe du "Tonnerre Ultime", mais l'onde de choc ne prend pas. Ils essayent une nouvelle fois, sans succès. Victor se rend compte qu'il ne doit penser à rien d'autre qu'au foot lorsqu'il joue ; le "Tonnerre Ultime" est à nouveau mis en place, et cette fois, le tir de Victor réussit son onde de choc, brisant la défense adverse ; Arion marque alors un but avec le "Tir en Rafales", puis après un duel d'esprits guerriers entre Rex Remington et Riccardo, JP inscrit un but avec l'"Attaque Ressort" ; enfin, Victor marque le but de la victoire avec l'"Envol des Ténèbres". Après le match, les coachs Sharp et Evans ont une discussion…                                                                                    |                                                     |                                        |                                           |                       |
| 18 | Une Révolution !                                    | 革命を起こせ!                          | Kakumei (Kaze) o Okose!                   | 31 août 2011          |
| À l'hôpital, Vlad félicite son frère Victor pour son match, puis Arion le remercie de son aide pour le match. Le lendemain, toute l'équipe de Raimon se rend au collège de la Royal, où ils sont reçus par David Samford ; le coach Evans révèle alors que le coach Sharp lui a parlé de la rébellion et que la Royal a été en réalité réorganisée en groupe rebelle. Les Raimon sont reçus dans le QG de la rébellion par le coach Travis, leur chef Seymour Hillman, monsieur Firewill et monsieur Raimon. La révolution a pour but de destituer Alex Zabel du titre d'empereur sacré et de faire élire Seymour Hillman à sa place : dans ce but, les Raimon devront gagner tous les matchs du tournoi. Et ainsi, à l'entraînement, les joueurs se montrent déterminés. Entretemps, la rébellion assigne au coach Sharp une nouvelle mission… Comme Arion s'entraîne aux dribbles, le coach Evans lui propose de perfectionner sa technique avec son aide, tandis que Riccardo a une discussion avec d'anciens Raimon, Hugues Baudet et Shunsuke Aoyama, sur le football libre. La nuit tombée, le coach Evans invite Arion à venir dîner chez lui ; là, ils sont reçus par l'épouse de Mark, Nelly, et discutent à table de la mise en place de la rébellion. Le lendemain, Arion s'entraîne à maîtriser une nouvelle technique ; sentant un grand pouvoir en Arion, Victor, avec l'aval du coach Evans, commence à l'entraîner spécifiquement…                                                                                    |                                                     |                                        |                                           |                       |
| 19 | Le Défi de l'Académie de la Baie des Pirates        | 荒れ狂う海王の牙!                      | Arekuruu Kaiō no Kiba!                    | 7 septembre 2011      |
| Au club de pêche, Eugène exprime ses angoisses à Adé quant à la rébellion, ce qu'Adé ne voit pas du même œil. Par un nouveau jour d'entraînement, Arion continue de s'entraîner à réveiller son pouvoir avec Victor. Il commence ainsi à réveiller une nouvelle technique en tourbillon. Pendant ce temps, William Glass, qui pénètre les systèmes de sécurité du Cinquième Secteur, reçoit la visite du coach Travis, à qui il donne d'étonnantes informations. L'entraînement fini, le coach Evans reçoit un appel du coach Travis, dans lequel il est dit que les joueurs de l'Académie de la Baie des Pirates sont tous des impériaux. Victor les met en garde contre leurs capacités. De retour sans Adé à l'étang poissonneux, Eugène reste pensif, cela continuant jusqu'au lendemain à l'entraînement. Dans la soirée, Arion retrouve Eugène en rentrant, y exprimant son optimisme, mais Eugène lui fait part de ses peurs vis-à-vis de la révolution. Le jour du match arrive, lorsque Hugues et Shunsuke se présentent aux Raimon, voulant recommencer à jouer au foot avec l'équipe. Riccardo les accueille à bras ouverts, malgré leur abandon précédent, croyant à l'appui de la révolution par de nouveaux membres. La finale des éliminatoires entre Raimon et la Baie des Pirates commence ; les joueurs de la Baie des Pirates se déplacent très rapidement, et Calico Corsair marque un but avec les "Poissons Volants"…                                                                                           |                                                     |                                        |                                           |                       |
| 20 | L'Esprit Guerrier d'Arion prend son envol           | 羽ばたけ! 天馬(てんま)の化身(けしん)!! | Habatake! Tenma no Keshin!!               | 14 septembre 2011     |
| Après le but de la Baie des Pirates, Raimon remonte le terrain avec des passes ; Michael essaye de marquer, sans succès. Les joueurs de la Baie des Pirates attaquent intensivement. Mais à une nouvelle offensive d'un joueur adverse, Arion utilise sa nouvelle technique défensive pour l'arrêter, le "Sprint Tourbillon". Après quoi, Victor marque un but avec l'"Envol des Ténèbres". La Baie des Pirates contre-attaque ; Dakkar Nemo invoque son esprit guerrier, puis le capitaine Davy Jones invoque aussi le sien, "Poséidon, Dieu des sept mers" et inscrit le second but. Après quoi, la Baie des Pirates empêche les Raimon de faire des passes, et inscrit un troisième but avant la mi-temps. Le coach Evans décide alors de placer Arion aux cages, et la seconde mi-temps commence. Les Raimon attaquent, mais Nemo reprend le ballon et tire avec son esprit guerrier ; déterminé, Arion invoque alors son esprit guerrier, "Pégase l'étalon ailé" et l'arrête. Arion et Samguk rééchangent alors leurs postes ; les deux équipes sont au coude à coude. Eugène reprend confiance en lui et fait la passe à Victor qui marque avec l'"Envol des Ténèbres" ; Raimon égalise avec le "Tir Fortissimo" de Riccardo. Samguk arrête le tir adverse avec le "Mur de Gaïa", puis Arion, défaisant deux esprits guerriers adverses, passe le ballon à JP qui marque avec l'"Attaque Ressort" le but victorieux de 4-3 pour Raimon, qui se qualifie pour le tournoi.                                                        |                                                     |                                        |                                           |                       |
| 21 | Un nouveau joueur dans l'équipe                     | 秋空の挑戦者!                          | Akizora no Chōsen-sha!                    | 21 septembre 2011     |
| Par une belle journée ensoleillée, Arion et Skie se rendent au collège Raimon, où ils y croisent un mystérieux garçon. À l'entraînement, tout le monde se donne à fond, lorsqu'il est dit par les anciens que Doug a été transféré. En classe chez Arion et Skie, Aitor Cazador est présenté, et après les cours, il exprime à Arion son désir de jouer au club de foot. Aitor y est donc amené, et le coach Evans l'accepte dans l'équipe, puisqu'il a répondu qu'il aime le foot. À l'entraînement, Aitor montre des signes d'un jeu plutôt rude, mais est plutôt agile du reste. Soudain, le coach Sharp arrive, annonçant à l'équipe qu'il sera l'adjoint du coach Evans ; il annonce que leur prochain adversaire sera l'Académie des Mers Lunaires. Le soir venu, Mark et Jude croisent Scotty Banyan, qui les emmène chez lui, dans l'un des logements de Silvia à la résidence Windsor, d'où sort l'équipe de L'Âge d'Or composée des résidents. Scotty propose un match, qui est accepté ; le lendemain donc, Raimon commence son match face à L'Âge d'Or. Les deux équipes sont décontractées, même si Aitor fait preuve d'un jeu rugueux, particulièrement envers Gabi ; les joueurs de L'Âge d'Or tentent de marquer, mais Aitor les arrête avec son "Filet de Chasse". Enfin, JP marque le but victorieux pour Raimon avec l'"Attaque Ressort". Et c'est ainsi que les Raimon ont apprécié un match amusant pour une fois.                                                                                               |                                                     |                                        |                                           |                       |
| 22 | Tous réunis pour la Révolution !                    | 集え! 革命の旗に!!                     | Tsudoe! Kakumei no Hata ni!               | 28 septembre 2011     |
| Au collège, Aitor est confronté par Gabi qui l'accuse d'être un impérial. Peu après, Gabi fait part de ses doutes à Victor. Mais Aitor ne sait pas ce qu'est un impérial, et Arion et JP le lui expliquent. À l'entraînement, Aitor fait mine d'être blessé par Gabi. Une semaine plus tard, les Raimon se rendent au multistade de la Roulette pour la cérémonie de lancement de la Route du Sacre ; le jour du match les opposant à l'école militaire des Mers Lunaires arrive, et les Raimon sont surpris de retrouver Doug dans cette équipe. Après lui avoir demandé des comptes, les Raimon, et les Mers Lunaires commencent leur match au stade Aérodrome, équipé de turbines. Les Raimon engagent, mais leurs adversaires désertent le milieu du terrain ; soudain, une tornade surgit, balayant Michael. Les Mers Lunaires attaquent alors en adaptant leur jeu aux tornades, mais Aitor les arrête. Les deux équipes sont au coude à coude, lorsqu'une tornade surgit ; Arion se sert de la tornade pour avancer, et passe le ballon à Michael qui tente de marquer, mais son tir est arrêté par le gardien capitaine adverse Alessandro il Grande et son esprit guerrier, le "Titan Géant". Les joueurs des Mers Lunaires attaquent en s'aidant des tornades ; Aitor gêne Gabi à la réception du ballon, et Doug en profite pour marquer un but avec son "Tir Sonique". Après quoi, Aitor dit à Gabi qu'il est effectivement un impérial...                                                                                |                                                     |                                        |                                           |                       |
| 23 | Le Stade Aérodrome                                  | 恐怖のサイクロンスタジアム!            |                                           | 12 octobre 2011       |
| Gabi est perturbé par le fait que Aitor lui ait fait croire qu'il est un impérial. Aitor perturbe aussi Wanli, lui faisant croire que Gabi l'a dénigré. Le jeu est relancé, mais les tornades réapparaissent. Heureusement, Arion se sert de ses dribbles pour éviter les tornades, mais les joueurs des Mers Lunaires continuent de dominer le jeu. Aitor empêche talentueusement une dernière progression adverse avant la mi-temps. Subaru est remplacé par JP, et Gabi est mis sur le banc de touche, les Raimon devant jouer à dix. Arion vient alors voir Gabi pour lui dire qu'Aitor n'est pas un impérial. La deuxième mi-temps commence, avec une reprise des Mers Lunaires, qui mène le jeu avec les tornades. Aitor propulse alors le ballon dans les tornades, et Arion le récupère avant de tirer avec le "Tir en Rafales", enchaîné avec le "Serpent à Sonnette" de Michael pour inscrire le premier but de Raimon. L'Académie militaire lance sa tactique de l'"Attaque Cyclique" pour avancer rapidement, avant de reprendre l'avantage avec un second but. Gabi se rend compte que lors de l'"Attaque Cyclique", il y a une faille dans l'équipe adverse, qu'Aitor peut infiltrer pour la faire échouer. Gabi revient alors sur le terrain et communique son idée à Gabi ; Aitor casse avec succès l'"Attaque Cyclique", après quoi Arion se lance dans un duel d'esprits guerriers avec le gardien adverse pour marquer…                                                                                            |                                                     |                                        |                                           |                       |
| 24 | La Renaissance du vrai football                     | 甦れ! 俺たちのサッカー!!               |                                           | 19 octobre 2011       |
| Grâce à son esprit guerrier, Arion réussit à marquer un but. Les coachs Evans et Sharp se rendent compte que les Mers Lunaires ne suivent plus le rythme des Raimon, s'êtant habitués à jouer des matchs régulés. Doug se met à harceler chacun des porteurs du ballon, et les joueurs des Mers Lunaires commencent à suivre son mouvement : le désir de jouer au vrai football semble s'être réveillé chez eux. Aitor lance une offensive avant de passer le ballon à Gabi, qui l'envoie à Victor ; ce dernier se lance dans un duel d'esprits guerriers avec le gardien adverse et inscrit le but de la victoire de 3-2 pour Raimon. Les joueurs des Mers Lunaires ont la mine déconfite, mais leur coach leur dit de relever la tête car ils ont joué au vrai football ; après quoi, Doug va voir Riccardo pour lui dire qu'il a compris, ce à quoi Riccardo lui répond qu'il sera toujours le bienvenu parmi eux. Gabi remercie Aitor pour son jeu. Le soir venu, le coach Evans va retrouver Lina Schiller, qui s'occupe d'Aitor depuis qu'il est arrivé à l'école du Soleil à l'âge de onze ans. Elle révèle qu'il a du mal à faire confiance aux autres, mais joue très bien au foot. Le soir venu, Aitor est invité chez Arion, de même que JP et Skie ; entretemps, l'empereur sacré reçoit le coach Evans, qui l'appelle par son vrai nom, Axel Blaze. Le lendemain, un nouveau joueur vient s'inscrire au club, Lucien Dark…                                                                                               |                                                     |                                        |                                           |                       |
| 25 | Il revient !                                        | あいつが帰ってくる!                    | Aitsu ga kaette kuru                      | 26 octobre 2011       |
| À la révélation du nom de famille de Lucien Dark, les coachs Evans et Sharp ainsi que Célia se figent ; néanmoins, le coach Evans l'accepte dans l'équipe, puisqu'il aime le foot. Il révèle alors qu'il ne joue que depuis deux mois. À l'entraînement, Lucien joue de manière débutante, mais montre qu'il a déjà appris à dribbler et sait très bien tirer. Le lendemain, Skie informe l'équipe que leur prochain adversaire sera le collège Alpin, dont le coach est Shawn Froste. Peu après, à l'entraînement, le coach Froste arrive, révélant que le Cinquième Secteur l'a obligé à quitter son collège, qui a été placé sous son emprise. Il dit aussi que les Raimon ne pourront pas les battre à cause de leur "Barrière Absolue", ce à quoi le coach Sharp définit une tactique de double attaque. Les joueurs de Raimon s'entraînent durement à maîtriser leur nouvelle tactique, mais en vain. À la pause, les joueurs reçoivent une lettre d'un ancien de l'équipe, Ryoma Nishiki, qui joue en Italie. Le soir venu, le coach Froste reçoit une visite de Wolfe Whyte et de son ancien élève, Njord Snio, devenu un impérial, qui l'accuse de l'avoir trahi. Le lendemain, les Raimon se rendent au stade ; en route, Lucien suggère d'appeler leur nouvelle tactique les "Ailes Jumelles". Au même moment, Ryoma Nishiki débarque à l'aéroport, étant revenu au Japon… |                                                     |                                        |                                           |                       |
| 26 | Le Diable blanc !                                   | 立ちはだかる白い悪魔!                  | Tachihadakaru shiroi akuma!               | 2 novembre 2011       |
| En route vers le stade, Arion se demande s'ils arriveront à casser la "Barrière Absolue" adverse. Les deux équipes joueront donc au stade de glace, où les Raimon ont bien du mal à s'entraîner à cause du terrain gelé. Célia vient alors annoncer que Nishiki est revenu et est en route vers le stade, avant de l'inscrire. Le match opposant Raimon à Alpin commence, et les Raimon ont du mal à jouer, perdant l'équilibre. Njord Snio attaque, mais se fait arrêter par Gabi. Il se souvient alors du temps où le coach Froste l'avait pris sous son aile, le rendant plus fort. Néanmoins, il pense aussi que l'ex-coach d'Alpin l'a abandonné, ce qui est faux. Njord perce la défense des Raimon et marque un but avec le "Blizzard du Léopard". Après quoi, Njord s'élance de nouveau, mais Aitor le contre en se servant de ses crampons pour glisser sur le terrain, ce que Gabi remarque ; il s'empresse de le dire aux autres. Les Raimon attaquent alors mieux ; Michael tente de marquer, mais le gardien adverse l'arrête. Victor attaque, mais les joueurs d'Alpin lancent leur supertactique de la "Barrière Absolue", et l'arrêtent. Les Raimon lancent alors plusieurs fois leur nouvelle tactique des "Ailes Jumelles", mais se retrouvent constamment opposés à la tactique adverse. Le coach Sharp remarque alors que les passes d'Arion sont lentes. Njord se prépare à marquer avec son esprit guerrier… |                                                     |                                        |                                           |                       |
| 27 | La Bataille de glace                                | 氷上の格闘! VS白恋中!!                 | Hyōjō no gekitō! VS hakuren chuu!!        | 9 novembre 2011       |
| Njord invoque son esprit guerrier, "Chione, reine des neiges". Les Raimon réessayent de nouveau les "Ailes Jumelles", mais sans plus de succès, et la première mi-temps s'achève. Le coach Froste va voir Njord pour lui dire qu'il ne l'a pas trahi, mais il a été éloigné de son élève par le Cinquième Secteur. Entretemps, Nishiki débarque, et remplace Eugène ; la seconde mi-temps débute. Néanmoins, la Barrière Absolue ne marche pas mieux avec Nishiki, qui n'est plus attaquant mais milieu de formation. Lucien remplace Wanli, et grâce à sa rapidité, les "Ailes Jumelles" rompent la "Barrière Absolue", et Lucien marque un but. Victor égalise avec son esprit guerrier. Après quoi, le coach d'Alpin fait rentrer Bear Grisley, qui tombe violemment sur Samguk, le blessant. Arion le remplace donc. Njord commence à se rendre compte de ce qu'est le foot du Cinquième Secteur. Les Raimon défendent de toutes leurs forces ; après que Riccardo ait fait usage du "Tacticien Céleste", il marque un but avec son esprit guerrier. Les joueurs d'Alpin désobéissent alors au Cinquième Secteur et attaquent avec Njord, en vain. Le match s'achève. Njord se réconcilie avec Shawn, qui a plus tard une discussion avec le coach Evans. Le soir venu, ce dernier confie son rôle de coach à Jude Sharp, car il doit partir mener l'enquête sur le Cinquième Secteur… |                                                     |                                        |                                           |                       |
| 28 | Jude Sharp prend les commandes                      | 監督・鬼道の不安                       | Kantoku - Kidō no fuan                    | 16 novembre 2011      |
| Après l'avoir dit à Jude, le coach Evans annonce à ses joueurs que le coach Evans va le remplacer, suscitant les protestations des joueurs. Le coach Sharp soumet alors les Raimon à des entraînements intensifs, tels que des pompes, des sauts de haies, ou des tirages de pneus, ce qui fatigue beaucoup les joueurs. Cette nuit-là, Célia vient se plaindre à Jude de cet entraînement intensif, mais il répond qu'il veut faire gagner les Raimon. Le lendemain, les joueurs poursuivent le même entraînement. Le troisième jour, JP, Wanli et Lucien quittent l'entraînement. Arion ne réussit pas à convaincre JP de revenir, tandis que le coach Sharp répond à Riccardo qu'il ne changera pas ses méthodes. Le jour suivant, Arion va s'entraîner seul, emmenant Spotter avec lui. Et les entraînements se déroulent sans JP, Wanli et Lucien. La nuit venue, Riccardo et les autres viennent sur le terrain, et Nishiki vient motiver ses coéquipiers. Cette nuit-là, le coach Sharp a une discussion avec le livreur, Archer Hawkins, qui lui dit de ne pas entraîner Raimon comme la Royal. Et le jour suivant, Wanli et Lucien, puis JP reviennent. Le coach Sharp vient donner des programmes d'entraînements spécifiques à chacun des joueurs, qui s'épuisent à la tâche. Victor se rend alors compte que le coach Sharp les a étudiés un à un, les renforçant physiquement ; les joueurs remercient alors leur coach.                                                                                                 |                                                     |                                        |                                           |                       |
| 29 | Retrouvailles avec Kirkwood                         | 宿命の対決! 木戸川清修                 | Shukumei no taiketsu! Kidokawa seishuu!!  | 23 novembre 2011      |
| Au QG du Cinquième Secteur, l'empereur sacré reçoit un mystérieux invité, Byron Love… Entretemps, l'entraînement des Raimon bat son plein ; Riccardo a alors en tête tout le chemin qu'ils ont parcouru. À la fin de l'entraînement, lorsque Arion et JP demandent à Ryoma comment est le foot en Italie, l'intéressé leur répond que les pâtes font toute la différence, ce qui fait travailler Arion, PJ et Skie peu après. Pendant ce temps, Ryoma s'entraîne à des tirs à la cible. Le lendemain, Célia apprend aux joueurs que Raimon affrontera Kirkwood, cette équipe même qui avait battu Raimon 2-1 en finale du tournoi l'année d'avant. Hugues et Shun apprennent alors à leurs coéquipiers que les joueurs de Kirkwood ne s'entendent pas. Entretemps, Bay Laurel, le capitaine de Kirkwood, se voit demander par Byron Love où est son collège… L'entraînement continue alors jusqu'au jour du match ; les deux équipes montent dans le train les menant au stade, et le coach Sharp est surpris de retrouver Byron Love comme coach de Kirkwood. Le match aura lieu au stade fluvial. Le coach Sharp donne la composition de l'équipe, puis le match débute ; Raimon attaque en enchaînant des passes, mais Kirkwood contre, et Laurel dit à Riccardo qu'ils jouent pour eux-mêmes. Langford Ash de Kirkwood tente de tirer, lorsque la partie du terrain de Raimon est submergée par de l'eau… |                                                     |                                        |                                           |                       |
| 30 | Duel de stratégies                                  | 華麗なる戦術! 鬼道VSアフロディ!!       | Karei naru senjuu! Kidou VS Afurodi!!     | 30 novembre 2011      |
| Après une tentative de tir de Kirkwood, une partie du terrain est immergée par le système de naufrages du stade. Les Raimon attaquent, de même que Kirkwood, mais les naufrages les bloquent. À la suite d'une touche de Kirkwood, Laurel et ses coéquipiers mettent en place la supertactique du "Triangle Parfait", sur consigne du coach Love, ce qui leur permet d'éviter les naufrages. Kirkwood attaque sans relâche. Le coach Sharp donne alors sa consigne à Riccardo, qui met en place avec ses coéquipiers les "Passes Volantes", se faisant des passes aériennes. Néanmoins, Langford de Kirkwood intercepte le ballon ; il invoque son esprit guerrier, le "Cavalier Blanc" et marque un but. Raimon attaque avec Ryoma, mais est intercepté par Langford ; Kirkwood inscrit un second but grâce au "Triangle ZZ" de Laurel, Beck Heath et Brook Linden, et la première mi-temps s'achève. Laurel demande à son coach d'écarter Langford, mais le coach Love refuse, voulant maintenir la cohésion de Kirkwood. Entretemps, Kevin Dragonfly vient du côté des Raimon pour parler à son élève Ryoma, et lui fait tirer à une cible avant de lui donner des pâtes. La seconde mi-temps débute, avec Ryoma et Victor qui ont interchangé leurs positions. Ryoma invoque son esprit guerrier, "Musashi, le samouraï vaillant" et marque un but. Peu après, Ryoma se lance dans un duel d'esprits guerriers avec le gardien adverse, et marque de nouveau…                                                                     |                                                     |                                        |                                           |                       |
| 31 | Musashi, le samouraï vaillant                       | 化身! 戦国武神ムサシ見参!!             | Keshin! Sengoku Bushin Musashi Kenzan!!   | 7 décembre 2011       |
| Ryoma égalise donc pour Raimon. Kirkwood s'élance sans faire de passes à Langford, mais ce dernier intercepte le ballon et se fait finalement arrêter par un naufrage. Kirkwood procède à un changement, et Bradford Ash, le frère de Langford, entre sur le terrain ; il dit à Laurel ce que le coach lui a dit : lorsque l'un des joueurs devra marquer, il ne devra pas se mentir à lui-même avant de tirer. L'attaque de Raimon est freinée par un effondrement, et Kirkwood contre-attaque avec le "Triangle Parfait" ; cependant, Langford reprend le ballon et trompe Samguk, qui ne doit son salut qu'à JP, qui dévie le ballon de la tête. Malgré les remarques de son frère, Langford continue de jouer individuellement. Les deux équipes sont au coude à coude ; finalement, Langford décide de jouer collectif en passant le ballon à Bradford, mais JP, aidé par Aitor, contre son tir. Après une lutte d'esprits guerriers entre Arion et Langford, Ryoma inscrit avec son esprit guerrier le but de la victoire de 3-2 pour Raimon. Byron Love félicite son équipe. Quelques jours plus tard, Samguk se pose la question de l'héritage à laisser aux futurs Raimon, et sur qui pourra le remplacer ; Kevin va encourager les remplaçants dépités Wanli, Hugues et Shun à y mettre du leur, ayant en tête la façon dont il a pris en main Ryoma en Italie. Et le soir venu, Kevin dit au revoir à Jude et Célia. |                                                     |                                        |                                           |                       |
| 32 | Un vent de révolte !                                | 革命（カゼ）の軌跡                     | Kaze no kiseki                            | 14 décembre 2011      |
| Après s'être entraîné avec Arion, JP annonce pendant le goûter qu'il veut avoir son esprit guerrier pour être utile à l'équipe. Ce faisant, JP, avec Skie, Jade et Rosie demandent à Arion comment libérer son esprit guerrier, ce que l'intéressé ne sait pas comment expliquer. À la suite de cela, Arion et JP reprennent leur entraînement, lorsque Riccardo vient annoncer que les capitaines de la Voie Lactée et de la Foi Toute Puissante ont aimé le foot passionné des Raimon. Ce faisant, Riccardo se montre reconnaissant envers Arion d'avoir amené le vent de la révolution. Arion se souvient alors comment il est arrivé au collège Raimon ; Riccardo se remémore l'impact qu'ont eu les mots d'Arion sur lui, et Arion se souvient de son test d'admission. Ils se rappellent alors de l'emprise du Cinquième Secteur sur les matchs, et de l'arrivée du coach Evans, qui les a motivés à jouer au football libre. Ainsi, les Raimon ont commencé à se rebeller à partir du match contre la Voie Lactée, un par un ; même Victor a renoncé au foot régulé du Cinquième Secteur. Tout en se souvenant de leurs victoires et de l'arrivée des nouveaux joueurs, ainsi que du départ du coach Evans, Arion demande à Riccardo pourquoi eux-mêmes peuvent invoquer des esprits guerriers, ce à quoi Riccardo ne sait pas répondre non plus. Après quoi, les joueurs de Raimon se motivent à gagner le tournoi et reprennent l'entraînement!                                                                              |                                                     |                                        |                                           |                       |
| 33 | Un mystérieux adversaire : le collège des Mirages ! | 謎の敵! 幻影学園!!                     | Nazo no teki! Genei gakuen!!              | 21 décembre 2011      |
| Pendant l'entraînement, Wanli est pensif, semblant perturbé. Peu après, le coach Sharp annonce que leur prochain adversaire sera le collège des Mirages dans lequel joue leur capitaine Harrold Houdini, qui n'a jamais manqué un tir. Et à l'entraînement, le coach Sharp renvoie Wanli du terrain. Wanli se souvient alors comment il s'est retrouvé seul face aux autres qui se moquaient de lui en école primaire, le seul continuant à jouer avec lui étant Harrold, qui l'a sans raison apparente abandonné lui aussi. Soudain, Wanli fait face à Harrold, et lui demande pourquoi il ne lui parle plus, ce à quoi il lui répond qu'il l'a vu comme un fardeau, avant de dire qu'il faut obéir au Cinquième Secteur. Cela dit, il s'en va. Lucien vient alors retrouver Wanli, et lui dit qu'il a aussi eu des problèmes avec les autres, mais qu'il s'est remis en question. Entretemps, à l'hôpital, Arion, après avoir assisté à la rééducation de Vlad avec Victor, croise dans la cour d'hôpital un patient jouant très bien au foot, Sol Daystar, qui se fait peu après réprimander par l'infirmière Travis. Le lendemain, Wanli se montre déterminé à l'entraînement. Le jour du match contre le collège des Mirages arrive, et les deux équipes vont au stade Flipper ; là, Face, une amie d'enfance d'Harrold et Wanli a une discussion avec Harrold à propos des tensions qu'il a avec Wanli, puis en parle à Lucien…                                                                                                 |                                                     |                                        |                                           |                       |
| 34 | Personne ne peut arrêter le Tir Feu Follet          | 防御不可能! マボロシショット!!         | Bōkyo fukanō! Maboroshi shot!!            | 4 janvier 2012        |
| Peu avant le match, le coach Sharp dit à Wanli qu'il sera titulaire. Après quoi, le match de quart de finale opposant Raimon au collège des Mirages commence. Les Raimon attaquent, mais un bumper surpris surgissant du terrain les empêche d'avancer. Les Raimon ont du mal à s'adapter aux bumpers, tandis que les joueurs des Mirages excellent. Le coach Sharp demande à Célia d'enregistrer les mouvements des bumpers du stade. Harrold attaque et marque un but pour les Mirages, passant la défense de Wanli. Maintenant, les Raimon font des passes courtes ; Michael tente de marquer, sans succès. Harrold semble contrarié sur le terrain ; néanmoins, il inscrit un second but avec le "Tir Feu Follet", et la première mi-temps s'achève. Lucien va voir Face, lui disant qu'il n'a pas pu transmettre le message d'elle à Wanli, lui disant d'aller lui en parler elle-même. C'est donc ce qu'elle fait ; Face dit à Wanli qu'Harrold est contrarié car lorsqu'ils étaient en primaire, comme les autres enfants voyaient que Harrold défendait Wanli, ils en ont fait leur souffre-douleur à sa place ; elle lui dit alors de le sauver. Le coach Sharp fait remarquer aux joueurs qu'il y a un laps de temps à exploiter entre le moment où le bumper détecte le ballon et celui où il le renvoie. La deuxième mi-temps commence, et grâce à cette faille, Victor marque un but avec l'"Envol des Ténèbres". Peu après, Harrold tacle violemment Adé…                                                               |                                                     |                                        |                                           |                       |
| 35 | Un étonnent changement de gardien                   | 衝撃の采配! キーパー交代!!             | Shōgeki no saihai! keeper kōtai!!         | 11 janvier 2012       |
| Le collège des Mirages part en contre-attaque ; Harrold invoque son esprit guerrier, "Garas, maîtresse des illusions" et souffle l'esprit guerrier de Ryoma ainsi que la défense de Wanli et Aitor mais se voit arrêter son tir par Samguk. Adé, souffrant du tacle violent de Harrold, est remplacé par Shun, et Michael est remplacé par Lucien. Shun fait preuve de ses capacités, et Lucien marque un but avec l'"Autre Dimension". Après quoi, il y a un changement de gardiens au collège des Mirages. Riccardo tire avec son esprit guerrier, mais le gardien adverse l'arrête avec son esprit guerrier. Harrold marque ensuite un troisième but avec le "Tir Feu Follet". Lucien motive Wanli, et Raimon contre-attaque ; Ryoma égalise alors avec le "Tir Katana Ancestral". Samguk demande alors à être remplacé, et le coach Sharp le remplace par JP. Le collège des Mirages engage, et JP arrête un tir. Riccardo utilise son "Tacticien Céleste" sur l'équipe pour attaquer, et Victor utilise son esprit guerrier pour marquer un but, soufflant l'esprit guerrier adverse. Peu après, Harrold attaque et se fait arrêter son "Tir Feu Follet" par le "Mur de l'Atlantide" de Wanli, et le match s'achève sur la victoire de Raimon. Wanli et Harrold se réconcilient finalement, Harrold ayant compris son erreur. Entretemps, Arion passe un coup de fil à Sol pour lui annoncer la qualification de son équipe aux demi-finales.                                                                                    |                                                     |                                        |                                           |                       |
| 36 | Une rencontre tant attendue                         | 運命の再会                             | Unmei no saikai                           | 18 janvier 2012       |
| Au club de Raimon, Riccardo présente à ses coéquipiers leur prochain adversaire, le collège Universel. Soudain, Hugues et Shun débarquent, disant que le Cinquième Secteur emploie la force en anéantissant les collèges rebellés, et les élèves non scolarisés rejettent la faute sur Raimon. Les joueurs pensent alors qu'ils vont en payer le contrecoup, mais se remotivent. Arion se sent coupable pour ces élèves, et s'en va alors en courant. Le coach Sharp explique à ses joueurs l'étendue de la situation ; entretemps, Arion reçoit la visite de Julia Blaze, qui lui dit que quelqu'un veut le voir, après quoi elle lui amène l'empereur sacré, Alex Zabel. Ce dernier accuse Arion de ce qui arrive aux autres collèges. Soudain, un voleur tente de voler un sac à une dame ; Arion s'interpose, lorsque Alex Zabel tire le ballon sur le voleur, qui s'enfuit. Arion reconnaît alors celui qui l'a sauvé il y a des années. Alex Zabel laisse Arion, lui disant qu'il trouvera les réponses à ses questions en gagnant la finale. Peu après, Victor vient voir l'empereur sacré, l'ayant reconnu comme étant Axel Blaze, pour lui demander un service… Riccardo vient trouver Arion chez lui, tandis que Samguk parle à JP de son talent de gardien. Entretemps, Riccardo comprend en entendant l'histoire d'Arion qu'Alex Zabel a soufflé le vent de la révolution. Et Arion, dont les doutes se sont finalement dissipés, rejoint Riccardo pour jouer au foot!                                                    |                                                     |                                        |                                           |                       |
| 37 | Génie en cours intensif !                           | 硝子細工の天才                         | Garasu-zaiku no tensai                    | 25 janvier 2012       |
| À l'entraînement, JP fait part de ses doutes à Arion quant à son potentiel de gardien. À l'hôpital, Sol dit à l'infirmière Travis qu'il est impatient de pouvoir jouer la demi-finale contre Arion. Après l'entraînement, Célia amène JP au stade du club afin qu'il s'entraîne avec la machine à tirer des ballons. Alex Zabel rend visite à Sol à l'hôpital, lui disant qu'il ne pourrait pas jouer la demi-finale ; peu après, Zabel dit à son assistant Austin Hobbes qu'il reconnaît un vieil ami en Sol. Entretemps, Arion discute avec un homme mystérieux sur le rôle du foot et sur la douleur qu'on peut ressentir si l'on ne peut plus y jouer. JP s'entraîne avec la machine, lorsque Darren Lachance débarque, remotivant JP et l'entraînant aux tirs au but. Il lui fait part ensuite du rôle important du gardien. Le lendemain, JP fait savoir à Arion qu'il a besoin de lui pour s'entraîner. Et à l'entraînement, Arion et JP reçoivent la visite de Doug et Alessandro il Grande, sur conseil de Samguk. JP est alors entraîné par tous les joueurs à des tirs et est conseillé par il Grande. Au fil des tirs, JP commence à faire apparaître son esprit guerrier, et réussit à arrêter un tir d'esprit guerrier de Victor. Le soir venu, Darren remercie Célia de l'avoir appelé, tandis qu'Arion ne trouve pas Sol dans sa chambre d'hôpital ; cependant, l'infirmière Travis lui apprend qu'il souffre d'une maladie rare.                                                                                     |                                                     |                                        |                                           |                       |
| 38 | L'Esprit Guerrier de Sol Daystar !                  | 解き放たれる太陽の化身！               | Taiyō Kenshin wa anrīshudo!               | 1er février 2012      |
| Les équipes de Raimon et du collège Universel se rendent au stade des sables du désert. Avant le match, Sol débarque comme joueur du collège Universel, ce qui inquiète Arion, qui lui dit qu'il ne devrait pas jouer au foot ; Sol lui répond qu'il est prêt à risquer une rechute pour sa passion du foot. Le match commence, lorsque le terrain se met en mouvement. Sol tire rapidement profit des sables du terrain et perce la défense des Raimon ; il invoque son esprit guerrier, "Apollon, dieu du Soleil" et marque un but. Après quoi, Sol tire à nouveau, mais Samguk le pare. Riccardo tente de marquer, mais le gardien adverse l'arrête avec son esprit guerrier. Sol invoque de nouveau son esprit guerrier et inscrit un second but malgré la défense adverse. Le coach Sharp fait alors remplacer Samguk par JP comme gardien. Les joueurs du collège Universel profitent des sables, et Sol est insaisissable. Triton Neptune invoque son esprit guerrier et tire, mais JP l'arrête avec son esprit guerrier, "Atlas, protecteur de la Terre". Raimon contre-attaque ; Riccardo tire avec son esprit guerrier, brisant l'esprit guerrier du gardien adverse et marquant un but. Sol, qui fatigue, tire avec son esprit guerrier, sans succès. Et Victor égalise grâce à son esprit guerrier. Arion tire en poteau, et la première mi-temps s'achève. Victor demande alors à Arion pourquoi il ne se donne pas à fond…                                                                                              |                                                     |                                        |                                           |                       |
| 39 | Arion contre Sol Daystar                            | 天馬ＶＳ太陽                           | Tenma VS Taiyō!                           | 8 février 2012        |
| Victor demande à Arion pourquoi il a raté son tir, et lui dit de quitter le terrain s'il ne veut pas gagner. Le coach Sharp remplace Michael par Lucien pour sa vitesse, et la seconde mi-temps commence. Lucien s'élance rapidement et passe le ballon à Victor, mais Sol intercepte la passe. Tous les joueurs adverses montent, et Sol fait preuve de ses qualités face à Arion, qui se démène face à lui. Sol révèle à Arion qu'il ne s'est pas rangé du côté du Cinquième Secteur, mais obéit à l'empereur sacré ; après quoi, Sol fait un tir rétro à JP, marquant un autre but. Raimon attaque ; déterminé, Arion transperce la défense adverse et invoque son nouvel esprit guerrier, "Archi Pégase, le cheval des dieux" avant de marquer un but. Un remplacement est effectué du côté du collège Universel, et Sol est placé plus en arrière. Après une attaque ratée de Riccardo, Sol invoque son esprit guerrier avec l'aide de tous ses coéquipiers ; Riccardo, Victor et Arion invoquent alors leurs esprits guerriers et les fusionnent pour n'en former qu'un, "Griffon, seigneur du règne animal", avant de se lancer dans un intense duel avec celui de Sol. Finalement, Arion, Riccardo et Victor le renversent et marquent le but victorieux de 4-3 pour Raimon. Sol, épuisé, s'effondre, heureux ; Arion remotive Sol, lui promettant de rejouer à nouveau avec lui, lorsque soudain, Riccardo s'écroule par terre…                                                                                              |                                                     |                                        |                                           |                       |
| 40 | Arion, le nouveau capitaine                         | 新キャプテン！松風天馬！！             | Shin kyaputen! Matsukaze tenba!           | 15 février 2012       |
| À l'hôpital, les joueurs de Raimon, qui attendent Riccardo, apprennent qu'il a été opéré d'urgence. Au bout d'un moment, les infirmiers sortent Riccardo en brancard, et le docteur dit qu'il ne pourra pas participer à la finale car il doit rester immobilisé un mois. Et le lendemain à l'entraînement, les joueurs ne sont pas concentrés. Entretemps, le Mont Olympe se qualifie pour la finale du tournoi. Le jour d'après, le coach Evans revient au club de foot, reprenant son poste de coach. Comme Riccardo est blessé, le coach Evans nomme Arion comme capitaine, ce que tout le monde approuve. À l'entraînement, les joueurs de l'ancienne deuxième équipe débarquent, et un match a lieu entre les deux équipes. Arion commet alors des erreurs dans son rôle de capitaine, ce qui le décourage, mais JP et Skie le réconfortent. Le soir venu, Victor reçoit la visite de Julia, et part avec elle, ne venant pas à l'entraînement du lendemain. Après un appel du coach Travis, les coachs Evans et Sharp vont au QG de la rébellion rencontrer Xavier Schiller et Jordan Greenway, qui leur révèlent que le Cinquième Secteur fausse sa comptabilité. Entretemps, Arion va faire part de ses doutes à Riccardo à l'hôpital, mais le capitaine lui dit qu'il en est capable. Peu après, Victor vient voir Arion dans la rue pour qu'ils mettent au point la "Fulgurante Double Tornade de Feu"… |                                                     |                                        |                                           |                       |
| 41 | La Grande Finale au stade Zénith                    | 決戦！アマノミカドスタジアム！！       | Batoru! Amano mikadosutajiamu!            | 22 février 2012       |
| Après ce que Victor a dit à Arion, les deux joueurs s'évertuent toute la nuit à essayer de maîtriser la "Fulgurante Double Tornade de Feu". Le lendemain, à l'entraînement, le jeu de l'équipe est plus fluide. Pendant ce temps, à la rébellion, Xavier et Jordan révèlent un ensemble de fichiers secrets du Cinquième Secteur intitulés "Alliance Dragon"… Entretemps, même après l'entraînement fini, Arion et Victor s'entraînent à maîtriser la nouvelle supertechnique, mais n'y arrivent pas. Soudain, Victor reçoit un appel de l'hôpital, et une fois sur place, Victor apprend de Vlad qu'un inconnu a financé l'opération aux jambes de son grand frère. Arion va passer la nouvelle à Riccardo et l'informe de l'état de toute l'équipe. Et le lendemain, tout le monde va au stade Zénith pour la finales! Les deux équipes entrent sur le terrain, et le coach Evans motive ses joueurs à faire triompher le football libre. Le match commence, et les Raimon se voient toujours bloquer puis reprendre rapidement le ballon par le Mont Olympe. Samguk arrête un tir du capitaine adverse Cronus Fourseasons, mais ce dernier inscrit peu après un but avec le « Tir Balistique ». Après quoi, Arion annonce qu'il a une idée d'offensive ; les Raimon viennent à bout de la tactique de jeu adverse par des passes rapides, et Victor marque un but avec l'"Envol des Ténèbres"… |                                                     |                                        |                                           |                       |
| 42 | L'Adversaire suprême : L'Alliance du Dragon         | 出現、最強の敵！ドラゴンリンク！！     | Saikyō no teki ga tōjō! Doragon no rinku! | 29 février 2012       |
| À la suite du but de Victor, l'équipe du Mont Olympe attaque rapidement grâce à un jeu de passes très rapides ; Cronus invoque son esprit guerrier, "Surt, Géant du Feu" et marque un second but pour le Mont Olympe. Entretemps, un mystérieux homme, Gyan Cinquedea, n'est pas très satisfait de la tournure que prend le match… Sur le terrain, les deux équipes sont au coude à coude, jusqu'à ce que Ryoma égalise pour Raimon grâce à son esprit guerrier, et la première mi-temps du match s'achève. Pendant la pause, tous les joueurs encouragent Arion dans son rôle de capitaine, et le coach Evans lui dit de soutenir l'équipe dans les moments difficiles. L'empereur sacré Alex Zabel dit à ses joueurs du Mont Olympe de jouer librement au foot, mais Cinquedea le convoque. Il dit à l'empereur sacré qu'il est extrêmement déçu de lui et le relève de ses fonctions de coach du Mont Olympe. Le stade Zénith se change alors en gratte-ciel, et une nouvelle équipe entre sur le terrain à la place du Mont Olympe, l'Alliance du Dragon, l'équipe suprême du Cinquième Secteur avec Gyan Cinquedea comme coach. Le coach Evans révèle qu'Axel Blaze voulait en fait protéger le foot depuis sa position. Gyan Cinquedea, le créateur du Cinquième Secteur, se présente aux Raimon. La seconde mi-temps commence, et Raimon engage, lorsque les quatre attaquants de l'Alliance du Dragon invoquent leurs esprits guerriers!                                                                                      |                                                     |                                        |                                           |                       |
| 43 | La Bataille finale                                  | 壮絶！最後の聖戦！！                   | Eiyū! Saigonotatakai!                     | 7 mars 2012           |
| Après que les quatre attaquants de l'Alliance du Dragon aient invoqué leurs esprits guerriers, ils tirent à plusieurs reprises, mettant à mal Samguk, qui se blesse. JP le remplace finalement. Arion dit alors qu'il faut exploiter les failles laissées par les attaquants adverses lorsqu'ils montent en avant, et c'est ce que les Raimon font. Arion tire avec son esprit guerrier, mais le gardien capitaine adverse, Quentin Cinquedea, l'arrête avec le sien, "Roi Blanc, monarque de la Sagesse" ; il révèle alors que tous les joueurs de son équipe ont un esprit guerrier, et ils l'invoquent tous. Les joueurs de l'Alliance du Dragon se font des passes d'esprits guerriers, avant de marquer un but. Michael, mal en point, est remplacé par Lucien. Arion suggère alors de combattre avec leurs propres esprits guerriers, ce qu'ils font. Riccardo, accompagné par l'infirmière Travis, décide de se rendre en stade en voyant l'erreur de stratégie d'Arion. Les Raimon ne font plus que défendre, et les joueurs ayant un esprit guerrier s'épuisent. La défense de Raimon s'épuise à la tâche, et Quentin Cinquedea inscrit un but avec son esprit guerrier. Les joueurs de Raimon n'arrivent plus à se relever, ce qui déstabilise Arion, qui se sent pitoyable dans son rôle de capitaine. Soudain, Riccardo appelle Arion depuis les tribunes… |                                                     |                                        |                                           |                       |
| 44 | Jusqu'à la victoire !                               | 天まで届け！みんなのサッカー！！       | Tenma ni todoku! Min'na no sakkā!         | 14 mars 2012          |
| Riccardo dit à Arion que la seule arme dont il a besoin pour gagner est en lui, à savoir ses sentiments pour le foot, et le coach Evans fait retrouver l'esprit du foot authentique à Arion. Les Raimon attaquent, mais sont toujours bloqués par les esprits guerriers adverses. Malgré tout, les Raimon, déterminés, se relèvent toujours, influencés par Arion. Les Raimon attaquent encore, et Lucien tire avec l'"Autre Dimension" ; Arion et Victor enchaînent son tir avec la "Fulgurante Double Tornade de Feu" et marquent enfin un but. Gyan Cinquedea se rend alors compte qu'Axel Blaze, qui leur a appris cette technique, a exploité sa position d'empereur sacré pour instaurer la révolution plus aisément. Eugène et Adé, effondrés, passent le relais à Hugues et Shun. Les Raimon attaquent de nouveau ; Ryoma égalise avec son "Tir Katana Ancestral". Puis Victor tire avec l'"Envol des Ténèbres", et l'enchaîne avec le "Tir en Rafales 2" d'Arion qui inscrit le but de la victoire de 5-4 pour Raimon, qui remporte le tournoi! Arion exprime alors sa joie à Riccardo, et soulève le trophée, porté en triomphe par ses coéquipiers. Gyan Cinquedea se rend enfin compte de son erreur. Seymour Hillman est donc élu empereur sacré : il vante les mérites du football authentique, et proclame la dissolution le Cinquième Secteur. Le coach Evans va remercier Axel, et Arion dit à Victor que les esprits guerriers sont la manifestation de l'amour des joueurs pour le football.                       |                                                     |                                        |                                           |                       |
| 45 | Une passe vers l'avenir                             | 未来へのパス                           | Ashita he no pasu                         | 21 mars 2012          |
| Les joueurs de Raimon s'entraînent, lorsque Riccardo fait son retour, sa jambe étant guérie. Les joueurs se promettent alors entre eux de garder le titre de meilleure équipe du Japon. Le dimanche suivant, Arion sort se promener avec Spotter et finit par faire des dribbles dans un parc, où Skie vient le voir. Elle se souvient alors comment ils se sont rencontrés il y a des années de cela dans ce parc, alors qu'Arion s'entraînait à des dribbles pour essayer d'intégrer une équipe de benjamins. Après quoi, Arion et Skie vont se promenent et observent des enfants jouer au foot, et notamment une fille assez douée. Cela fait remonter des souvenirs à Arion de sa journée d'essai pour l'admission dans le club des benjamins. Pour être intégré, il essayait de dribbler un autre joueur, puis de tirer, sans succès. Soudainement, un chien était venu menacer Spotter et Skie, mais Arion le fit fuir en tirant avec son ballon. Entretemps, le test d'admission était terminé. Après cela, Arion avait raconté à Skie comment était née sa passion du foot, et comment Skie avait décidé de toujours aider Arion. Axel Blaze vient alors trouver Arion et Skie, leur annonçant une nouvelle ère de football libre ; comme le ballon des enfants se retrouve piégé dans l'arbre, Axel donne alors le vieux ballon de Raimon à Arion, qui débloque leur ballon avec le sien et commence à jouer avec eux! |                                                     |                                        |                                           |                       |
| 46 | Le Secret de la force de Raimon                     | ＴＶ局が来た！                         | Terebikyoku ga kita!                      | 4 avril 2012          |
| Les joueurs de Raimon assistent au club de foot à une émission sur leur équipe, dans laquelle les joueurs sont passés quelque temps avant. La journaliste, Jun Tominaga, présente les secrets de la force de Raimon, le premier étant le terrain du fleuve, source de leur énergie. Les joueurs sont présentés, de même que l'équipe Inazuma KFT des benjamins. Le deuxième secret de la force de Raimon est la déesse de la victoire qui donne de la force aux joueurs. Les manageuses y sont alors présentées, de même que Célia Hills, Nelly Evans et Silvia Woods. Le troisième secret de la force de Raimon est l'état d'esprit animant les joueurs de l'équipe. Les joueurs ne font qu'un, de l'ancienne équipe il y a dix ans à celle d'aujourd'hui. Ensuite, toutes les supertechniques des joueurs de l'équipe sont présentées, du "Mur de Gaïa" de Samguk à l'"Union Explosive" de Hugues et Shun. Puis les joueurs principaux de l'équipe y sont présentés, à savoir l'amoureux du foot Arion Sherwind, le capitaine Riccardo Di Rigo, le buteur Victor Blade et le petit JP Lapin. Les supertactiques décisives de l'équipe sont également montrées, du "Tacticien Céleste" aux "Passes Volantes". Enfin, l'interview d'Arion est montrée, qui y prônait, nerveux, l'amour du foot. Après quoi, l'émission est terminée. Et Arion remercie le football de lui avoir fait rencontrer tant de gens extraordinaires. |                                                     |                                        |                                           |                       |
| 47 | La Naissance de l'équipe du collège Raimon !        | これが雷門中サッカー部だ!              | Kore wa kaminarimon sakkākurabudesu!      | 11 avril 2012         |
| Toute l'équipe de Raimon est présente pour l'enregistrement de l'interview du coach Evans et de Silvia. L'interview commence, et le coach Evans se présente alors, nerveux, de même que Silvia. Le coach Evans parle alors des débuts de Raimon, lorsqu'il n'y avait que lui et Silvia dans l'équipe. L'équipe s'est par la suite étendue, mais a véritablement été lancée par le match amical contre la Royal Academy. Axel Blaze a notamment fait forte impression, venant épauler l'équipe en situation désespérée. Le match amical a lancé l'équipe, qui s'est améliorée jusqu'à la finale des éliminatoires du tournoi Football Frontier. Jude Sharp dénonça les agissements de Ray Dark, puis a rejoint l'équipe peu après, et les Raimon remportèrent après un match intense la finale nationale. Par la suite, l'équipe affronta l'Académie Alius, devenant la meilleure équipe du monde au fur et à mesure des affrontements et des recrutements, tels que celui de Shawn Froste. Enfin, le coach Travis a rejoint les joueurs lorsqu'ils sont passés au niveau national, de même qu'Austin Hobbes, Archer Hawkins ou Caleb Stonewall. Les joueurs internationaux comme Paolo Bianchi et Hector Hélio, et même David Evans sont présentés. Après quoi, Arion et le coach Evans se promettent de toujours défendre le foot ensemble! Cependant, un mystérieux homme ayant assisté à l'interview décide de changer la temporalité…                                                                                             |                                                     |                                        |                                           |                       |

## Inazuma Eleven GO: Chrono Stone
| No | Titre français                                    | Titre japonais                       | Titre japonais                                                 | Date de 1re diffusion |
| No | Titre français                                    | Kanji                                | Rōmaji                                                         | Date de 1re diffusion |
| --- | ------------------------------------------------- | ------------------------------------ | -------------------------------------------------------------- | --------------------- |
| 1 | Le Football a disparu                             | サッカーが消えた?                    | Sakkā ga kieta ?                                               | 18 avril 2012         |
| Après avoir enseigné le football à de jeunes enfants, Arion revient au collège Raimon mais s'aperçoit que le foot n'existe plus à Raimon et ses amis l'ont oublié. Arion se lamente alors, mais Alpha surgit derrière lui et le téléporte à l'époque où Axel Blaze sauva Arion. Alpha fait dévier le ballon d'Axel, mais Arion résiste à la déviation spatio-temporelle. Alors Alpha téléporte Arion à un terrain de foot et essaie avec son équipe du Protocole Oméga de dissuader Arion en lui tirant dessus. Mais Fei Rune arrive et crée des dupliquants, créant ainsi l'équipe Sherwinds, qui joue donc contre le Protocole Oméga. Après un jeu rapide, Alpha marque un but avec son armure d'Esprit Guerrier. Mais peu après, une caravane volante apparaît.                           |                                                   |                                      |                                                                |                       |
| 2 | Arion voyage dans le temps                        | 時を越えた天馬!                      | Jikan o koete tenba!                                           | 25 avril 2012         |
| La transporteur temporel arrive et la première mi-temps du match s'achève. Clark von Wunderbar se présente à Arion et mixi-maxe Fei avec un tyrannosaure, puis la seconde mi-temps débute. Après un jeu rapide, Fei marque un but, mais Alpha réplique avec un second but. Puis Alpha interrompt le match et disparaît avec son équipe. Après que Fei a expliqué à Arion les voyages temporels, Arion, Fei et Wunderbar voyagent onze ans dans le passé à l'époque de Mark Evans. Après avoir surveillé Mark, Arion, Fei et Wunderbar suivent Mark et le Protocole Oméga au stade Football Frontier, où un match entre les Sherwinds et le Protocole Oméga débute, avec Mark aux cages. Seulement, Arion et Fei sont marqués et Alpha attaque violemment.                                    |                                                   |                                      |                                                                |                       |
| 3 | La Renaissance de Raimon                          | よみがえれ! 雷門!!                   | Ribaibu! Kaminarimon                                           | 2 mai 2012            |
| Alpha tire mais Mark l'arrête puis Arion, devenu plus rapide, marque un but. Alpha attaque de nouveau, mais Mark invoque son Esprit Guerrier et arrête le tir. Après quelques minutes, Vladimir Blade arrive et entre sur le terrain. Il attaque aussitôt et utilise l'armure de son Esprit Guerrier avec Arion qui fait de même, puis ils marquent tous deux un but. À la suite de cela, le Protocole Oméga retourne vers le futur, et Vladimir explique à ses nouveaux amis qu'il résulte d'une déviation spatio-temporelle. Ensuite, Arion, Fei, Wunderbar et Vladimir retournent dix ans plus tard et retrouvent le club de foot de Raimon, mais Vladimir est connu des joueurs à la place de Victor. Alors Vladimir leur explique qu'il faut rétablir la chronologie originelle.        |                                                   |                                      |                                                                |                       |
| 4 | Un dernier match                                  | 最後のサッカー                       | Saigo no sakkā                                                 | 9 mai 2012            |
| Après s'être expliqué devant les Raimon, Vladimir va demander à Victor qui déteste le foot de jouer avec lui, mais il refuse. Plus tard, Arion convainc Victor qui joue le soir avec son grand frère et le lendemain, Arion, Fei, Wunderbar, Vladimir, J.P et Riccardo font un saut temporel six ans dans le passé et empêchent Alpha de changer l'histoire. Ainsi, un match débute au bâtiment du club de Raimon entre Raimon et le Protocole Oméga. La première mi-temps s'achève sans que les Raimon aient pu attaquer. Durant la seconde mi-temps, Vladimir se mixi-maxe avec Victor et marque le but de la victoire, avant de disparaître. Les Raimon retournent alors à leur époque et retrouvent Victor et les autres, mais une mauvaise surprise les attend.                         |                                                   |                                      |                                                                |                       |
| 5 | Le Football, une menace pour la société           | 驚愕!サッカー禁止令!!                | Rōbai! Sakkā Han                                               | 23 mai 2012           |
| Une loi est passée qui interdit le football, à la surprise générale des joueurs. Il semblerait que la cause en soit le match Japon - États-Unis qui s'est tenu un mois plus tôt. Fei et Wunderbar arrivent, et Wunderbar explique aux Raimon qu'El Dorado aurait créé une déviation spatio-temporelle. Puis le docteur Crossword explique aux Raimon les mondes parallèles. À la suite de cela, l'équipe de Raimon fait un saut temporel un mois dans le passé pour empêcher l'interdiction et débarque durant le match. L'équipe s'étant fait passer pour le Japon se révèle être le Protocole Oméga 2.0, et le match reprend avec les Raimon, mais Beta marque un but avec son armure d'Esprit Guerrier, et Arion n'arrive plus à utiliser son armure.                                     |                                                   |                                      |                                                                |                       |
| 6 | L’Oméga massacre                                  | 壮絶!プロトコル・オメガ2.0!!         | Hageshī! Purotokoruomega 2. 0                                  | 30 mai 2012           |
| Arion n'arrive plus à utiliser l'armure de son Esprit Guerrier et Beta marque un nouveau but. La première mi-temps s'achève et la seconde mi-temps débute. Le Protocole Oméga 2.0 joue avec une violence inouïe, et les Raimon effectuent plusieurs changements. Après une vaine offensive d'Arion, Beta attaque et marque un nouveau but avec son armure, et le match est suspendu. Beta exécute un contrôle mental sur les joueurs de Raimon, puis essaie d'emprisonner Fei. Les Raimon s'embarquent et partent, et le coach Evans est emprisonné à la place de Fei. Revenus à leur époque, les Raimon ne sont plus au complet car la plupart des joueurs quittent l'équipe, les joueurs restants ayant un Esprit Guerrier. Arion les encourage à se battre.                               |                                                   |                                      |                                                                |                       |
| 7 | Entraînement au sanctuaire                        | ゴッドエデンの特訓!                  | Kami eden de no torēningu!                                     | 6 juin 2012           |
| Ce jour-là, les Raimon vont au local du club, où Célia Hills leur dit que le coach Evans est mort, mais Fei, Wunderbar et les autres lui expliquent la vérité. Après cela, les Raimon veulent s'entraîner au foot, mais tous les endroits sont fermés à cause de l'interdiction. Peu après, Axel Blaze arrive et explique aux joueurs qu'il veut les aider à vaincre El Dorado. Il leur dit aussi qu'ils peuvent s'entraîner au sanctuaire, et c'est ce qu'ils font en s'y rendant. Là-bas, Arion et les autres essaient de maîtriser l'armure d'Esprit Guerrier, sans succès. Puis la Force Spéciale A5 de Mike arrive et défie les Raimon à un petit match. Dès le début, Mike attaque et marque un but, surprenant les Raimon qui n'ont rien pu faire.                                    |                                                   |                                      |                                                                |                       |
| 8 | L'Armure d'Esprit Guerrier                        | 極めろ!化身アームド!                 | Hītoappu! Keshin busō!                                         | 13 juin 2012          |
| Après le but de Mike, les Raimon essaient de marquer avec leurs Esprits Guerriers, mais en vain. La Force Spéciale A5 attaque de nouveau, mais un mystérieux Esprit Guerrier surgit et renvoie le ballon, et les Raimon disparaissent. À un autre endroit de l'île, Tezcat se présente aux Raimon et veut les aider à maîtriser l'armure. Le lendemain, les Raimon s'entraînent avec Tezcat jusqu'à ce que la Force Spéciale A5 débarque et un nouveau match débute. Après avoir défendu, Arion se mixi-maxe avec Tezcat puis arrive enfin à utiliser l'armure d'Esprit Guerrier et marque le but victorieux pour Raimon. La Force Spéciale A5 disparaît, et après qu'Arion a remercié Tezcat, tous les Raimon repartent vers leur collège.                                                  |                                                   |                                      |                                                                |                       |
| 9 | Les Enseignements du maître                       | 覇者の聖典を手に入れろ!              | Chanpionzu no seinaru bukku o nyūshu!                          | 20 juin 2012          |
| Alors que le bâtiment de foot du collège Raimon est détruit, Wunderbar suggère aux joueurs de Raimon de se rendre deux cents ans dans le futur pour voler « Les Enseignements du Maître » dans le Musée du Football, et c'est ce qu'ils font en s'y rendant. Les Raimon s'infiltrent non sans difficultés et après avoir volé le livre se font surprendre par des robots de sécurité qui contraignent l'équipe à jouer un match contre eux. Après que les Raimon ont attaqué plusieurs fois, Arion finit par utiliser son armure d'Esprit Guerrier et marque le but victorieux qui permet à l'équipe de s'enfuir. Les Raimon reviennent à leur époque et se rendent à l'appartement d'Arion pour déchiffrer les écritures du livre.                                                          |                                                   |                                      |                                                                |                       |
| 10 | Le Souffle du passé !? C’est David Evans !        | 衝撃の再会!円堂大介!!                | Shokkingureyunion! Endō Daisuke!                               | 27 juin 2012          |
| À l'appartement d'Arion, les Raimon tentent de déchiffrer le livre sacré de Maître D, et Sylvia Woods en déduit avec Célia Hills en regardant l'ouvrage que David Evans doit avoir écrit le livre. Alors les Raimon font un saut temporel à l'époque où David Evans est toujours vivant, avec Jude Sharp. À l'hôpital, Jude demande sans succès à David de lui lire le livre, puis Skie réussit à le convaincre. Mais le Protocole Oméga 2.0 arrive et défie l'équipe à un match pour récupérer le livre. Le match commence, et Mike marque un but. Peu après, Beta utilise son armure d'Esprit Guerrier et marque un but, et la première mi-temps s'achève. Mais David Evans arrive et annonce aux Raimon qu'il sera leur coach.                                                            |                                                   |                                      |                                                                |                       |
| 11 | À la recherche de l’équipe ultime                 | 探し出せ!時空最強イレブン!?          | Sore o mitsukete kudasai! Subete no jikan no saikyō no irebun? | 4 juillet 2012        |
| La seconde mi-temps débute avec David Evans comme coach des Raimon qui dit que l'on peut gagner avec la 3D. Les Raimon finissent par développer la tactique du « Réflecteur 3D », et Arion marque un but, puis Fei utilise son mixi-max et marque le second but. Peu après, Victor utilise son armure et inscrit le troisième but, mais Beta donne son pouvoir à ses joueurs grâce à l'Esprit Mixi-Max, et le Protocole Oméga 2.0 marque trois autres buts et gagne le match. Beta essaie d'emprisonner David qui se transforme en pierre Chrono Stone. Après cela, il annonce aux Raimon comment former l'équipe ultime, et après avoir trouvé une relique, l'équipe se rend à l'époque de Nobunaga Oda, la première figure historique du onze ultime.                                      |                                                   |                                      |                                                                |                       |
| 12 | Le Village de Nobunaga                            | 来たぞ!信長の町!!                    | Tōchaku! Nobunaga no taun!                                     | 11 juillet 2012       |
| Au Japon féodal, les Raimon se mettent à la recherche de Nobunaga Oda. Tandis que Riccardo fait la rencontre d'Okatsu, Arion, J.P et Skie rencontrent Tasuke et ses amis et jouent au foot. Arion sauve un des enfants qui se fait kidnapper, puis tous les Raimon arrivent et font la connaissance de Kinoshita Toukichirou, qui leur parle de Nobunaga. La nuit tombée, David Evans dit à Riccardo qu'il doit fusionner avec Nobunaga, et le lendemain, les Raimon se prosternent devant lui. Wunderbar essaie sans succès de mixi-maxer Riccardo avec lui, puis après que le docteur Crossword a dit à Riccardo qu'il faut atteindre l'énergie de Nobunaga, les Raimon se rendent chez les kidnappeurs du cerf blanc, contrôlés par Beta, pour sauver Tasuke.                             |                                                   |                                      |                                                                |                       |
| 13 | Bataille contre la bande du cerf blanc            | 大乱戦!白鹿組!!                      | Kyodaina batoru! Chīmu shiroshika!                             | 18 juillet 2012       |
| Un match débute entre les Raimon et la bande du cerf blanc, avec Tasuke et ses amis jouant pour Raimon. Mais la bande du cerf blanc marque deux buts car Tasuke et les autres ne savent pas jouer, et la première mi-temps s'achève. À la suite du plan de Kinoshita, Victor marque un but à la seconde mi-temps, puis J.P maîtrise son armure d'Esprit Guerrier en arrêtant un tir de la bande. Peu après, Ryoma marque un but et Beta disparaît, puis les Raimon marquent huit autres buts et gagnent le match. Le gang des cerfs blancs révèle qu'il travaillait pour le compte de Imagawa, l'ennemi de Nobunaga. Le soir, après que Riccardo s'est entraîné, Rosie suggère aux Raimon de s'infiltrer à la fête des fleurs chez Nobunaga en tant que danseurs.                            |                                                   |                                      |                                                                |                       |
| 14 | Opération danse                                   | 潜入!踊り子大作戦!!                  | Sen'nyū! Idaina dansāmisshon!                                  | 25 juillet 2012       |
| Pendant que Riccardo s'entraîne intensivement, Wunderbar et les autres Raimon mettent au point un plan pour s'improviser danseurs chez Nobunaga. Okatsu essaie d'initier les Raimon à la danse avec plus ou moins de succès, puis va encourager Riccardo à réussir. Peu après, Fei vient aider Riccardo. Plus tard, l'équipe de Raimon réussit tant bien que mal à s'infiltrer à la fête des fleurs grâce, entre autres, à l'aide de Kinoshita. Après avoir dansé de façon désastrueuse, les Raimon commencent à jouer au foot et Wunderbar en profite pour essayer de mixi-maxer Riccardo avec Nobunaga avec son pistolet Mixi-Max, mais sans succès car Wunderbar se fait capturer par Beta et les Raimon sont arrêtés.                                                                    |                                                   |                                      |                                                                |                       |
| 15 | Entraînement intensif dans le Japon féodal        | 尾張の国の大特訓！                   | Owari de no tokubetsuna torēningu!                             | 1er août 2012         |
| Les Raimon sont arrêtés et Riccardo dit à Nobunaga qu'ils viennent du futur sans intention de le tuer. Mais après que Riccardo lui a parlé du Japon actuel, les joueurs du Protocole Oméga 2.0 débarquent et annoncent à Nobunaga qu'Imagawa le défie et veut le battre à une bataille de Kemari, et Riccardo propose à Nobunaga de se battre pour lui avec Raimon. Et ainsi, durant une semaine, les Raimon s'entraînent intensivement. Tandis que Riccardo s'entraîne à maîtriser l'armure d'Esprit Guerrier, Tasuke et ses amis progressent et essaient de créer une nouvelle supertechnique défensive. Le jour du match opposant Raimon au Protocole Oméga 2.0 arrive enfin, avec des Raimon déterminés à gagner.                                                                        |                                                   |                                      |                                                                |                       |
| 16 | Football en folie                                 | うつけ祭りの決戦！                   | Fūru-sai de fainarubatoru!                                     | 15 août 2012          |
| Le match entre Raimon et le Protcole Oméga 2.0 commence. Le Protocole Oméga 2.0 attaque intensivement et les Raimon ont bien du mal à les contrer car les amis de Tasuke ont peur. Beta marque un but, puis la première mi-temps s'achève. Kinoshita demande aux Raimon de ne pas attaquer, et Arion encourage Tasuke et ses amis, puis la seconde mi-temps débute. Tasuke et ses amis deviennent meilleurs et après qu'ils ont utilisé la « Forteresse d'une Nuit », Victor utilise son armure d'Esprit Guerrier et égalise en faveur de Raimon. Mais après que Riccardo a essayé sans succès d'utiliser son armure, Beta utilise l'Esprit Mixi-Max sur son équipe et marque un nouveau but pour le Protocole Oméga 2.0.                                                                    |                                                   |                                      |                                                                |                       |
| 17 | Un rêve de conquête                               | 夢の天下                             | Rūru no yume                                                   | 22 août 2012          |
| Après le but de Beta, les Raimon attaquent plusieurs fois mais le Protocole Oméga 2.0 lance plusieurs contre-attaques. Après que Riccardo a essayé plusieurs fois d'utiliser son armure, Nobunaga l'interpelle et lui dit que ses mouvements sont trop prévisibles. Alors Riccardo ne bouge plus puis utilise plus tard son armure d'Esprit Guerrier et marque un but. Par la suite, Riccardo se mixi-maxe avec Nobunaga et marque le but victorieux pour Raimon. Beta restaure la mémoire des autres Raimon, puis Gamma apparaît et disparaît avec le Protocole Oméga 2.0. Ce soir-là, les Raimon sont reçus par Nobunaga et le lendemain, ils disent au revoir à Tasuke et Okatsu puis retournent à leur époque avec le transporteur temporel.                                             |                                                   |                                      |                                                                |                       |
| 18 | Tous de retour                                    | みんなが帰ってきた！                 | Min'na ga kaettekita!                                          | 29 août 2012          |
| L'équipe de Raimon revient à son époque et retrouve au bâtiment du club tous les autres membres de l'équipe. En plus des joueurs originels, une nouvelle joueuse se présebte à Arion, Goldie Lemmon, qui est le fruit d'une déviation spatio-temporelle. Après l'entraînement, David Evans dit qu'il faudra prendre l'aura de Jeanne d'Arc. Ce soir-là, plusieurs Raimon se font attaquer par des jeunes contrôlés par Gamma, et le lendemain, David sélectionne onze joueurs. Aitor cède sa place à Gabi et l'équipe de Raimon se rend à l'époque de Jeanne d'Arc. Pendant ce temps, Zanark Avalonic s'évade de la Prison Éternelle de l'El Dorado, attaque violemment à l'ère française les joueurs du Protocole Oméga 3.0 et les met sous son contrôle.                                   |                                                   |                                      |                                                                |                       |
| 19 | La Fille en armure                                | 鎧 の 少女                           | Yoroi no shōjo                                                 | 5 septembre 2012      |
| L'équipe de Raimon est arrivée à l'ère française après la fin des combats. Les Raimon se font cerner par des soldats français, lorsque Jeanne d'Arc apparaît et après avoir donné des bonbons aux Raimon les mène à son château à Vaucouleurs. Là-bas, l'équipe commence à jouer au foot et initie Jeanne à ce sport. À un moment, Wunderbar essaie de mixi-maxer Goldie avec Jeanne, sans succès. Plus tard, Riccardo et Gabi s'expliquent sur leur présence devant Jeanne, et Jeanne leur avoue qu'elle a peur des combats contre les Anglais. Plus tard, dans la soirée, Jeanne demande aux Raimon de l'escorter chez le Dauphin Charles pour lui demander des renforts, et le lendemain, toute l'équipe accompagne Jeanne qui se rend là-bas.                                            |                                                   |                                      |                                                                |                       |
| 20 | La Flamme du football                             | 炎 の 中 の サッカー!                | Honō no sakkā!                                                 | 12 septembre 2012     |
| Jeanne d'Arc se rend avec les Raimon au château du Dauphin Charles pour lui demander d'envoyer des renforts à Orléans. Là-bas, Jeanne finit par obtenir une audience et se rend avec Gabi chez le Dauphin, mais Jeanne dit que ce n'est pas lui. Pendant ce temps, les Raimon jouent au foot avec un soldat, qui se fait reconnaître par Jeanne comme étant le Dauphin Charles. Jeanne le convainc d'envoyer des renforts, et tout le monde se rend alors à Orléans. Mais là-bas, Jeanne s'en va seule attaquer les Anglais avec les troupes, tandis que les Raimon et le Dauphin se font arrêter par Zanark, qui défie les Raimon de battre l'équipe du Protocole Oméga 3.0. Le match commence et Gamma attaque et marque un but avec son Esprit Guerrier.                                  |                                                   |                                      |                                                                |                       |
| 21 | Le Serment                                        | 誓い は この 旗 の もと に           | Chikai wa Kono Hata no motoni                                  | 19 septembre 2012     |
| Après le but de Gamma, les Raimon attaquent mais Gamma prévoit leurs mouvements. Alors le Dauphin Charles demande aux Raimon d'aller en arrière, puis Arion attaque et la première mi-temps s'achève. La seconde mi-temps commence et après que les Raimon ont sorti toutes les passes du Protocole Oméga 3.0, Gabi attaque sans succès, puis comprend son rôle et revient se battre. Peu après, Gabi utilise son Esprit Guerrier pour contrer un tir, et Jeanne prend confiance en elle. Gabi se mixi-maxe avec Jeanne et Victor marque un but, puis Riccardo utilise son mixi-max et marque le but victorieux pour Raimon. Plus tard, l'équipe de Raimon est reçue par Charles, puis Gabi dit au revoir à Jeanne et l'équipe retourne à son époque.                                        |                                                   |                                      |                                                                |                       |
| 22 | Ce drôle de Liu Bei                               | 劉 備 さん は 面白い!                | Ryūbi-san wa omoshiroi!                                        | 3 octobre 2012        |
| J.P s'entraîne à arrêter des tirs mais a du mal. Sol Daystar arrive et intègre l'équipe de Raimon pour l'aider dans sa quête. Puis Axel Blaze apporte une relique et David Evans choisit onze joueurs pour aller en Chine Antique. Et c'est ainsi que les Raimon voyagent dans le passé et y aident un homme à pousser un gros canon. Cet homme se fait reconnaître comme étant Liu Bei, lorsque ses deux frères arrivent. Après que l'équipe a expliqué la situation à Liu Bei et à ses frères, tout le monde se rend à la forteresse de Zhuge Liang, où les frères de Liu Bei sont contrôlés par Zanark et une partie du Zanark Domination défie les Raimon à une bataille de foot. Le match commence avec Liu Bei aux cages, mais le Zanark Domination attaque rapidement…                |                                                   |                                      |                                                                |                       |
| 23 | La Forteresse de Zhuge Liang                      | 仰天! 孔明 の 館!                    | Gyōten! Kōmei no kan!!                                         | 10 octobre 2012       |
| Liu Bei sort des cages pour attaquer, mais après une vaine attaque du Zanark Domination, les Raimon attaquent et Arion et Victor marquent le but victorieux. À la suite de cela, le Zanark Domination disparaît et les frères de Liu Bei sont libérés. Peu après, Liu Bei et les Raimon parviennent à franchir un couloir grâce à l'intelligence de Victor mais des robots de terre cuite les cernent et les contraignent à jouer un match contre eux. Les Raimon attaquent et Sol marque un but, puis Liu Bei, blessé, est remplacé par J.P aux cages, qui encaisse un but. Après plusieurs offensives des robots, J.P finit par arrêter leur tir, et Sol marque le but victorieux pour Raimon. À la suite de cela, Liu Bei et les Raimon trouvent Zhuge Liang dans un jardin…              |                                                   |                                      |                                                                |                       |
| 24 | Zanark Domination entre en scène                  | 激 袭! ザナーク · ドメイン!          | Geki-kasane! Zanāku Domein!                                    | 17 octobre 2012       |
| Liu Bei et les Raimon trouvent Zhuge Liang et découvrent avec surprise qu'il s'agit d'une femme. Alors que Liu Bei tente de convaincre Liang de faire face à Cao Cao, le Zanark Domination apparaît au complet, avec Zanark qui défie les Raimon. Ainsi, un match débute entre les deux équipes, et après avoir laissé les Raimon attaquer, Zanark marque un but. À la suite de cela, les Raimon attaquent mais Zanark se mixi-maxe avec Cao Cao et arrête un tir de Victor. Puis le Zanark Domination attaque violemment Sol à chaque fois qu'il a le ballon. Sol attaque plusieurs fois avec son Esprit Guerrier et essaie de marquer, sans succès. Après des passes violentes du Zanark Domination, Liang invoque son Esprit Guerrier qui est absorbé par Sol…                            |                                                   |                                      |                                                                |                       |
| 25 | Le Pouvoir de Zhuge Liang !                       | 炸裂! 孔明 の 力!                    | Sakuretsu! Kōmei no Chikara!                                   | 24 octobre 2012       |
| Sol se mixi-maxe avec Zhuge Liang en absorbant son Esprit Guerrier. Il attaque ensuite et marque un but, puis la première mi-temps s'achève. Mais après que les Raimon ont utilisé une nouvelle tactique sur Zanark, ce dernier invoque son propre Esprit Guerrier, utilise son armure et marque un but. Après qu'Arion, Fei et Sol aient arrêté un nouveau tir de Zanark, Liu Bei explique le rôle de protecteur à J.P, qui réussit finalement son mixi-max avec Liu Bei et arrête enfin le tir de Zanark. Après cela, Sol utilise son mixi-max et marque un but, mais la force de Zanark se rebelle et tout le monde quitte le terrain avant une énorme explosion. Liang décide de s'allier à Liu Bei, et les Raimon les quittent avant de retourner à leur époque.                        |                                                   |                                      |                                                                |                       |
| 26 | Voilà Ryoma Sakamoto !                            | 坂 本 龙马! 登场!                    | Sakamoto Ryōma! Tōjō!!                                         | 31 octobre 2012       |
| L'équipe Raimon est revenue à son époque. Après avoir trouvé la relique, David Evans choisit onze joueurs pour se rendre à l'ère Shogun, puis l'équipe fait un saut temporel à cette époque. Là, les Raimon se divisent en deux groupes pour rechercher Ryoma Sakamoto et Soji Okita. Le groupe de Ryoma tombe sur un homme assez corpulent qui chasse ses ennemis, lorsqu'une partie du Zanark Domination apparaît et défie les Raimon à un petit match. Finalement, Lucien marque le but victorieux pour Raimon. Le groupe de Jade rencontre Isami Kondo, puis Zanark emprisonne ce dernier peu après, et contrôle des sabreurs du Shinsengumi qui se rendent à l'endroit où déjeunent le groupe de Ryoma avec le bonhomme, qui se révèle être Ryoma Sakamoto…                             |                                                   |                                      |                                                                |                       |
| 27 | Soji Okita, le sabreur                            | 幕末 の 剣士! 冲 田 総 司!           | Bakumatsu no kenshi! Okita Sōji!!                              | 7 novembre 2012       |
| Après que les Raimon et Ryoma Sakamoto se sont débarrassés des sabreurs contrôlés par Zanark, les Raimon expliquent les raisons de leur présence à Sakamoto qui accepte de les aider avec sa force, puis il apprend le foot avec l'équipe. Pendant ce temps, Zanark se rend au chevet de Soji Okita et lui donne son pouvoir, et Okita se rend alors avec une épée à l'endroit où se trouve Sakamoto avec le groupe de Ryoma. Après qu'Okita ait essayé d'achever Sakamoto, Zanark apparaît et un petit match débute entre les Raimon et le Zanark Domination. Après plusieurs duels entre Okita et Sakamoto, Victor marque le but victorieux et le Zanark Domination disparaît. Le corps d'Okita lâche et il explique aux Raimon qu'il veut en finir avec Sakamoto…                         |                                                   |                                      |                                                                |                       |
| 28 | Sakamoto contre Okita : La Revanche               | サッカー 対決! 坂 本 VS 冲 田!       | Sakkā taiketsu! Sakamoto VS Okita!                             | 14 novembre 2012      |
| Tandis que Ryoma Sakamoto s'est rendu au Shinsengumi, les Raimon se rendent au repaire de Sakamoto, où ce dernier les rejoint peu après. Pendant que Sakamoto joue au foot avec les Raimon, Zanark donne du pouvoir à Okita, puis Sakamoto se rend chez le seigneur Yoshinobu, escorté des Raimon qui pressentent un piège. Alors que Sakamoto dit qu'il faut restaurer la loi impériale, Zanark arrive et défie les Raimon avec le Zanark Domination. Un match commence donc, et Zanark marque un but. Okita a de plus en plus de mal à jouer, et le Zanark Domination marque un nouveau but, puis la première mi-temps s'achève. Zanark abandonne Okita, et les Raimon tentent de le convaincre d'accepter ce que propose Sakamoto pour l'avenir du Japon…                                 |                                                   |                                      |                                                                |                       |
| 29 | Les Hommes qui faisaient l'histoire !             | 時代 を 作る 男 たち                 | Jidai o Tsukuru Otokotachi                                     | 14 novembre 2012      |
| La seconde mi-temps du match commence, et le Zanark Domination attaque rapidement puis s'en prend violemment à Victor qui refuse d'abandonner. Okita est convaincu par Victor et accepte de lui donner sa force, et Victor est mixi-maxé avec Okita et marque un but. Puis après que Ryoma a arrêté la force de Zanark qui s'échappait avec son Esprit Guerrier, il se mixi-maxe avec Sakamoto et fait la passe à Riccardo qui marque un but avec son mixi-max. Après plusieurs offensives des deux camps, Ryoma utilise son armure et marque le but victorieux pour Raimon. Zanark veut rendre la pierre Chrono Stone de Mark Evans mais un mystérieux homme s'en empare. La loi impériale est restaurée, et les Raimon quittent Okita et Sakamoto…                                         |                                                   |                                      |                                                                |                       |
| 30 | La Légende de Mark Evans                          | イナダン 秋 の 爆熱 合体 スペシャル  | Endō Mamoru Densetsu!                                          | 21 novembre 2012      |
| Arion et Fei s'entraînent avec les dupliquants, mais à une parole de Wunderbar, Arion se souvient du coach Evans, et Arion et Fei se souviennent de leur match avec Mark Evans dans le passé ainsi que de leurs aventures à travers les époques pour former le onze ultime. En sortant, Arion et Fei tombent sur Sylvia Woods qui leur raconte comment Mark a conduit les Raimon au tournoi Football Frontier et l'a remporté grâce à sa détermination, puis comment il a réussi grâce à sa passion du foot à vaincre l'Académie Alius avec Raimon et de nouveaux amis, et enfin comment il a remporté avec Inazuma Japon le tournoi Football Frontier International. À la suite de cela, Arion et Fei décident de sauver Mark coûte que coûte…                                              |                                                   |                                      |                                                                |                       |
| 31 | Direction l'ère des dinosaures                    | 恐竜 時代 へ GO!                     | Kyōryū Jidai e GO!                                             | 28 novembre 2012      |
| Au bâtiment du club, Fei et Wunderbar expliquent qu'il faut maintenant battre El Dorado, puis le docteur Crossword explique à l'équipe qu'il va falloir vaincre la surpuissante équipe Excellence. David Evans choisit onze joueurs et l'équipe de Raimon se rend à l'ère des dinosaures. Là-bas, les Raimon se promènent et alors qu'Arion et J.P se font attaquer par un tyrannosaure, un garçon surgit avec son dinosaure et l'éloigne. Il se fait nommer Sor et conduit les Raimon chez lui, sur une haute montagne. Là, le « père » de Sor, un ptéranodon apparaît, et les Raimon s'endorment cette nuit-là chez Sor. Le lendemain, les Raimon se rendent avec Sor à la vallée des bêtes, où se trouve Boss, le plus puissant dinosaure de l'époque…                                    |                                                   |                                      |                                                                |                       |
| 32 | Le roi des dinosaures                             | 見 た か! 恐竜 の 王!                | Mita ka! Kyōryū no ō!                                          | 5 décembre 2012       |
| Sor conduit les Raimon à l'antre de Boss, mais celle-ci les attaque. Après que les Raimon l’ont calmée grâce au foot, Boss dit à Sor qu'un joueur l'a aussi attaqué avec un ballon, lorsqu'un tricératops appelé Spike attaque Boss. Les Raimon tentent de l'arrêter, mais Spike s'en prend à Big, le bébé de Boss. Boss s'interpose et éloigne Spike, mais elle meurt. Ce soir-là, Sor promet à Big de veiller sur lui, et Fei révèle à Big que ses parents l'ont abandonné. Le lendemain, le docteur Crossword révèle aux Raimon que Sor vient du futur, puis Ar Ecks téléporte l'équipe sur un terrain, où Raimon joue un match contre l'équipe Excellence et perd 19 à 0. À la suite de cela, Ar Ecks essaie de contrôler les Raimon mais ils s'échappent…                               |                                                   |                                      |                                                                |                       |
| 33 | Affrontement dans la vallée des bêtes             | 獣 の 谷 の 大 決戦                  | Kemono no tani no dai tsu!                                     | 12 décembre 2012      |
| Après que le docteur Crossword a sauvé les Raimon du contrôle mental de Ar Ecks, l'équipe commence à s'entraîner au foot avec des troodons que le « père » de Sor a amené pour que les Raimon améliorent leur vitesse. Sor n'abandonne pas, et Goldie invoque son Esprit Guerrier durant l'entraînement. Le lendemain, alors que l'équipe s'entraîne, Ar Ecks téléporte les Raimon à un terrain et un nouveau match débute entre Raimon et Excellence. Les Raimon arrivent à tenir tête à Excellence grâce à leur vitesse accrue, mais les joueurs d'Excellence invoquent leurs Esprits Guerriers, utilisent leur tactique et marquent six buts, puis des dinosaures contrôlés mentalement perturbent le match et Excellence marque un septième but…                                         |                                                   |                                      |                                                                |                       |
| 34 | Des adieux déchirants                             | 別れを大声で叫ぶと言っ               | Sayonara to hoeru koe                                          | 19 décembre 2012      |
| L'équipe Excellence marque deux autres buts, et Spike débarque sur le terrain, mais Big s'interpose et le combat. Goldie dit à Fei de jouer de toutes ses forces, et après quelques hésitations, Fei invoque son Esprit Guerrier, se mixi-maxe avec Big, utilise son armure et marque un but, et la première mi-temps s'achève. La seconde mi-temps débute, avec Sor mixi-maxé avec son « père » et les Raimon en armure. Arion et Fei marquent tous deux un but, mais Excellence augmente son niveau et attaque plus vite, puis disparaît. À la suite de cela, Fei dit adieu à Big et les Raimon retournent à leur époque avec Sor. Et pendant que le QG d'El Dorado se fait attaquer par New Gen, Fei demande à Goldie comment savait-elle pour son Esprit Guerrier…                       |                                                   |                                      |                                                                |                       |
| 35 | Un saut dans la légende                           | 伝説 へ の ジャンプ!                 | Densetsu e no janpu!                                           | 26 décembre 2012      |
| Pendant que Siméon fait une offre à El Dorado, les Raimon s'entraînent, et David Evans leur annonce qu'il faudra prendre les auras du roi Arthur et de la reine des dragons. Goldie apporte la relique et David choisit treize joueurs, puis les Raimon s'embarquent. Seulement, le transporteur temporel subit des perturbations, et Arion se réveille dans la maison d'une jeune fille avec Wunderbar, et découvre qu'il est le héros de la légende. À la suite de cela, Arion et Wunderbar partent, et Fei les rejoint après avoir terrassé un voleur. Arrivés au château du roi Arthur, Arion et Fei sont reçus par le roi Arthur qui les défie de battre les chevaliers de la Table Ronde, qui ne sont autre que les Raimon, pour réussir le test d'initiation…                         |                                                   |                                      |                                                                |                       |
| 36 | Les Chevaliers de la Table Ronde                  | 集え! 円卓 の 騎士!                  | Tsudoe! Entaku no kishi!!                                      | 9 janvier 2013        |
| Arion et Fei doivent passer le test initiatique en jouant un match contre les Raimon. Après que Riccardo a expliqué ce qui leur ait arrivé à Arion, un match débute entre les Sherwinds et les Raimon. Après plusieurs offensives des deux équipes, Victor utilise son armure et marque un but pour Raimon, et la première mi-temps s'achève. Durant la seconde mi-temps, Arion et Fei attaquent, et Arion marque un but, puis le roi Arthur interrompt le match et Arion et Fei sont admis. Mais la reine des dragons apparaît avec le chevalier noir et kidnappe Goldie, et le roi Arthur se met en route avec les Raimon pour la sauver. En chemin, la fée Vivianne, qui n'est autre que Rosie, redonne sa vigueur à l'épée Excalibur et rejoint les autres…                              |                                                   |                                      |                                                                |                       |
| 37 | Le Roi Arthur et la Reine des Dragons             | アーサー 王 と マスター ドラゴン     | Āsā-ō to masutā doragon!                                       | 16 janvier 2013       |
| Tandis que Goldie essaie de raisonner la reine des dragons, les Raimon et le roi Arthur font une longue route vers sa caverne. En chemin, des serpents les attaquent et des flammes les entourent, mais les Raimon et le roi Arthur parviennent à s'en sortir grâce à Michael et au roi Arthur. Arrivés dans la caverne, le roi Arthur se bat avec la reine des dragons contrôlée par le chevalier noir et finit par la vaincre grâce à son épée Excalibur en l'envoyant au fond du lac. Le chevalier noir se révèle être Ar Ecks, et un match va commencer entre les chevaliers de la Table Ronde et Excellence. Juste avant, Riccardo tente de raisonner Arion sur son rôle de capitaine. Les joueurs d'Excellence activent leur mode hyper-drive et attaquent…                            |                                                   |                                      |                                                                |                       |
| 38 | L'Effroyable mode hyper-drive                     | 恐怖 の ハイパー ダイブ モード!      | Kyōfu no haipādaibumōdo!                                       | 23 janvier 2013       |
| Les androïdes d'Excellence attaquent rapidement et marquent un but. Puis Excellence inscrit un nouveau but et la première mi-temps s'achève. Le roi Arthur dit à Arion qu'il doit écouter la voix de ses coéquipiers, et la deuxième mi-temps débute. Les joueurs d'Excellence utilisent leurs armures et marquent un troisième but. Après une offensive ratée de Goldie, la reine des dragons renaît et s'entretient avec Goldie qui se mixi-maxe avec elle. À la suite de cela, Arion comprend son rôle et se mixi-maxe avec le roi Arthur. Victor marque un but, puis Ryoma inscrit le second but, Goldie marque le troisième, et Fei inscrit le but victorieux pour les Raimon. À la suite de cela, les Raimon quittent le roi Arthur mais se font capturer par le vaisseau d'El Dorado… |                                                   |                                      |                                                                |                       |
| 39 | Raimon et El Dorado, une association inattendue ! | 结束! 雷門 と エルドラド             | Kessoku! Kaminarimon to erudorado! !                           | 30 janvier 2013       |
| Les Raimon sont capturés par le vaisseau d'El Dorado et se retrouvent au QG de l'organisation. Là, les joueurs retrouvent les autres Raimon, et le Président de l'El Dorado William Toddsforth et Schemer Guile apparaissent et expliquent aux Raimon les raisons pour lesquelles ils ont voulu effacer le foot ainsi que la guerre qui les oppose à New Gen. Ils expliquent aussi l'offre que leur a fait New Gen, le tournoi Ragnarok qui décidera du destin mondial en trois matchs. Ainsi, trois équipes mixtes sont créées, mais durant les entraînements de trois jours, les joueurs de Raimon et d'El Dorado ne s'entendent pas. Le lendemain, l'un des membres d'El Dorado avertit le Président que la génération de la seconde phase se prépare à attaquer…                         |                                                   |                                      |                                                                |                       |
| 40 | Ragnarok, l'ultime tournoi !                      | 壮 绝 开幕! 最終 決戦 ラグナロク!    | Sōzetsu kaimaku! Saishū kessen ragunaroku! !                   | 6 février 2013        |
| Les jeunes de la génération de seconde phase détruisent le QG d'El Dorado. Sur les ruines du QG, les membres de New Gen apparaissent devant les Raimon, et Arion reconnaît Siméon AYP, le leader de New gen. Les membres de New Gen utilisent leurs pouvoirs psychiques pour construire le stade Ragnarok à partir des ruines du QG, et Fei s'évanouit à la suite d'un regard de Siméon. Il se réveille plus tard sur un lit, et Goldie s'entretient avec lui. Le lendemain, la cérémonie d'ouverture lance le tournoi Ragnarok. El Dorado 1 doit jouer contre Zan, dont Zanark est le capitaine. Le match débute, et après que Victor a essayé trois fois de marquer en vain, les joueurs de Zan l'attaquent violemment et le blessent…                                                     |                                                   |                                      |                                                                |                       |
| 41 | Le Retour du véritable Fei !                      | フェイ の 目 醒め                    | Fei no me same                                                 | 13 février 2013       |
| Après avoir blessé Victor, les joueurs de Zan attaquent violemment. Zan inscrit un but, puis Zanark marque le second but et Zan marque de nouveau. Siméon ravive les souvenirs de génération de seconde phase à Fei, qui marque contre son camp, et la première mi-temps s'achève. Fei quitte El Dorado 1 qui joue donc à dix la seconde mi-temps. Zan marque un nouveau but, mais grâce à la stratégie du coach Sharp, Victor fait la passe à Goldie qui marque un but avec son armure, et le match s'achève. Zanark quitte New Gen et Arion va demander des comptes à Fei mais Siméon lui explique tout et part avec Fei, puis le docteur Crossword dit à Arion qu'il s'en doutait pour Fei. Durant la réunion des entraîneurs, William Toddsforth révèle qu'un antidote a été créé…       |                                                   |                                      |                                                                |                       |
| 42 | Un onzième joueur inattendu !                     | 11 人目 の 時空 最強!                | 11 Ninme no Jikuu Saikyou!                                     | 20 février 2013       |
| Pendant que Fei s'entretient avec Siméon et le mécène X, l'équipe El Dorado 2 se prépare à jouer, et David Evans dit que le dernier joueur du onze ultime n'est autre que Zanark, et celui-ci apparaît et rejoint l'équipe, qui commence le match contre Gihl. Seulement, les joueurs d'El Dorado ne jouent pas ensemble, et Meia et Giris marquent un but pour Gihl. Les joueurs d'El Dorado continuent de se disputer, et au bout d'un moment, Zanark s'empare du ballon et essaie plusieurs fois de marquer seul. Mais Meia et Giris attaquent avec leurs Esprits Guerriers et Gihl marque un second but. Après un jeu violent de Zanark, Gihl inscrit un nouveau but, et Romeo, blessé, est remplacé par un mystérieux robot qui fait son entrée…                                        |                                                   |                                      |                                                                |                       |
| 43 | Mécamark arrive !                                 | メカ 円堂 登場!                      | Meka Endou Toujou!                                             | 27 février 2013       |
| Un robot appelé Mécamark ressemblant à Mark Evans entre sur le terrain. Durant la mi-temps, Riccardo tente de convaincre les joueurs de jouer ensemble, sans succès. La seconde mi-temps débute, et à un moment, le coach Guile donne à Riccardo les données d'Alpha, Beta et Gamma. Alors Riccardo fait évoluer sa tactique de passes et Alpha, Beta et Gamma marquent un but en trio, puis Riccardo mixi-maxé marque un but. Mécamark arrête un tir, puis Beta marque le but de l'égalisation, mais Mécamark explose après avoir arrêté deux fois les tirs de Meia et Giris. Heureusement, Zanark marque violemment le but victorieux. Et pendant que David Evans dit à Zanark de contrôler sa force, Arion, Riccardo, Alpha, Beta et Gamma savourent leur victoire.                       |                                                   |                                      |                                                                |                       |
| 44 | Fei est-il notre ennemi ?                         | フェイ が 敵?                        | Fei ga teki?!                                                  | 6 mars 2013           |
| Arion et Wunderbar regrettent l'absence de Fei, mais Goldie dit à Arion qu'il peut le sauver. Plus tard, alors que l'équipe El Dorado 3 se prépare, l'équipe Gahl entre, et Arion et les autres constatent avec stupeur que Fei en est le capitaine. Le match commence, et après que Fei a arrêté un tir de Sol en armure, il attaque rapidement et marque un but pour Gahl. Après un jeu violent, Fei marque un nouveau but. Après cela, Fei continue de jouer violemment, et Arion lui dit que ce n'est pas son football. Malgré le fait que Fei le violente, Arion essaie de le convaincre de revenir avec lui, qui est son ami. La première mi-temps s'achève sur l'avantage au score de Gahl, mais Zanark apparaît dans le stade…                                                       |                                                   |                                      |                                                                |                       |
| 45 | Je suis le Tout-Puissant                          | グレート マックス な オレ!           | Gurētomakkusuna ore!                                           | 13 mars 2013          |
| Zanark revient et dit aux joueurs d'El Dorado 3 qu'il s'est durement entraîné et a fini par se mixi-maxer avec l'Ouragan Zeta. La seconde mi-temps débute avec Zanark du côté d'El Dorado 3. Fei attaque violemment, mais Zanark intercepte sa passe et tout en se jouant de ses adversaires raconte l'histoire du destructeur Ouragan Zeta et comment il s'est mixi-maxé avec lui. À la suite de cela, Zanark exécute son mixi-max, attaque de façon fulgurante et marque un but très puissant. Gahl attaque, mais Gabi, Sor et J.P les arrêtent. Après un duel de dribbles entre Arion et Fei, Ultra Zanark attaque et marque un second but. Fei commence à être touché par les sentiments d'Arion, mais Siméon commence à le contrôler…                                                   |                                                   |                                      |                                                                |                       |
| 46 | Le mécène X                                       | 支援 者 X の 正体!                   | Shien-sha X no shōtai!                                         | 20 mars 2013          |
| L'équipe El Dorado 3 se bat de toutes ses forces contre Gahl. Mais à un moment, Fei, contrôlé par Siméon, utilise ses pouvoirs psychiques et envoie des ondes télékinétiques à El Dorado 3. Après qu'Arion ait essayé sans succès de faire raisonner Fei, Fei attaque mais Ar Ecks intercepte une des passes de Gahl, attaque et essaie de marquer, sans succès et les joueurs de Gahl l'éteignent. À un moment, le mécène X demande à Fei de ne pas écouter Siméon, et alors que le match s'achève, Fei s'évanouit et est conduit par le mécène X hors du stade. Le mécène X se révèle à Fei comme étant son père Aslei Rune qui avait rejoint New Gen pour le surveiller. Et alors que les Raimon les ont rejoints, Goldie révèle à Fei qu'elle est sa mère…                               |                                                   |                                      |                                                                |                       |
| 47 | L’Équipe ultime au complet                        | 集结! 時空 最強 イレブン!            | Shuuketsu! Jikō saikyō irebun!!                                | 3 avril 2013          |
| Goldie révèle à Fei qu'elle est sa mère, et Aslei Rune le confirme à tous car c'est lui qui s'est rendu à l'époque de Goldie pour amener cette dernière aux-côtés de Fei afin qu'elle le protège. Et à la suite des paroles d'Arion, Fei comprend enfin qui sont ses amis, quitte les Raimon et s'empare de la pierre Chrono Stone de Mark Evans à New Gen. Et pendant que l'antidote est préparé par El Dorado, Fei a droit à une petite réception pour son retour à Raimon. David Evans dit que l'équipe ultime s'appellera Chrono Storm, et Alpha, Beta et Gamma encouragent l'équipe. Cette nuit-là, Aslei Rune s'explique avec Siméon, et le lendemain, Fei donne la pierre Chrono Stone de Mark au docteur Crossword qui avec une machine lui redonne sa forme normale…                |                                                   |                                      |                                                                |                       |
| 48 | Le Pouvoir de Siméon                              | SARUのか !                           | Saru no chikara!                                               | 10 avril 2013         |
| Mark Evans est enfin de retour, et les Raimon lui demandent d'être le coach de Chrono Storm, ce qu'il accepte. Le match ultime entre Chrono Storm et Ragnah va commencer, mais les joueurs de New Gen élèvent le stade, et Siméon l'envoie dans un vortex. Les joueurs de Chrono Storm utilisent leur mixi-max, et le match débute. Après plusieurs offensives des deux camps, Siméon intercepte le ballon d'Arion et Ragnah attaque. Siméon marque un but très rapide. Ragnah attaque de nouveau, et Meia et Giris marquent un but. Fei et Zanark attaquent et Zanark marque un but, mais les joueurs de Ragnah libèrent leurs auras avec des capsules, attaquent plus vite et malgré la défense adverse, Ragnah inscrit un troisième but…                                                  |                                                   |                                      |                                                                |                       |
| 49 | Une attaque féroce !                              | 猛攻! セカンド ステージ · チルドレン | Mōkō! Sekandosutēji chirudoren!!                               | 17 avril 2013         |
| Après le but de Ragnah, Chrono Storm essaie d'attaquer avec Fei et Zanark, sans succès. Siméon se mixi-maxe avec le gène S, invoque son Esprit Guerrier, utilise son armure et marque un but, et la première mi-temps s'achève. La seconde mi-temps débute, et après qu'Arion, Victor, Riccardo et Zanark aient essayé sans succès de marquer avec leurs armures, Ragnah attaque, mais Chrono Storm arrête le tir de Siméon. À la suite de cela, Chrono Storm attaque et utilise la tactique baptisée « Le Plan Parfait », et Arion marque un but, puis peu après, Fei marque aussi un but. Les deux équipes sont au coude à coude, et après qu'Arion ait tenté de faire raisonner Siméon sur l'importance des liens de amitié, Siméon attaque…                                              |                                                   |                                      |                                                                |                       |
| 50 | Le Dernier saut                                   | 最後 の タイム ジャンプ!             | Saigo no taimu janpu!                                          | 24 avril 2013         |
| Après un duel de dribbles entre Arion et Siméon, Ragnah attaque, sans succès. Arion, Fei et Victor marquent un but avec l' « Attaque Équipe Ultime » et après une offensive violente de Siméon, Chrono Storm lance une ultime attaque et Fei, Riccardo et Victor marquent un but pour l'équipe. Siméon s'effondre, mais son équipe le soulève et il comprend ce qu'est l'amitié. Et le match s'achève dans la fatigue mais dans la bonne humeur. Siméon devient ami avec Arion, et David Evans retrouve sa forme normale avant de disparaître. Les Raimon retournent à leur époque, et Fei, Goldie, Sor et Zanark les quittent. Fei va rendre visite à sa mère Goldie adulte à l'hôpital, et les Raimon rendent visite dix ans plus tôt aux Raimon victorieux du tournoi Football Frontier ! |                                                   |                                      |                                                                |                       |
| 51 | Le football est de retour                         | サッカー が 帰っ て き た!           | Sakkā ga kaettekita!                                           | 1er mai 2013          |
| Arion, J.P et Skie constatent avec bonheur que le foot est revenu avec des enfants jouant au terrain du bord de la rivière. Puis Sylvia Woods arrive et Arion lui raconte tout ce qui s'est passé, son amitié avec Fei et la bataille contre El Dorado en voyageant dans le temps pour former l'équipe ultime avec à chaque époque des surprises. Arion raconte aussi comment les joueurs d'El Dorado sont devenus des amis, ainsi que Zanark. Puis il raconte comment Fei est devenu un ennemi durant le tournoi Ragnarok puis un ami de nouveau, ainsi que le match ultime entre Chrono Storm et Ragnah. Après cela, Sylvia dit que le tournoi Football Frontier International va bientôt commencer, et Arion et J.P ont hâte d'y participer !                                             |                                                   |                                      |                                                                |                       |

## Inazuma Eleven GO: Galaxy
| No | Titre français                                     | Titre japonais                           | Titre japonais                           | Date de 1re diffusion |
| No | Titre français                                     | Kanji                                    | Rōmaji                                   | Date de 1re diffusion |
| --- | -------------------------------------------------- | ---------------------------------------- | ---------------------------------------- | --------------------- |
| 1 | La Pire Équipe Inazuma de tous les temps !         | 最悪！新生イナズマジャパン！！           | Saiaku! Shinsei Inazuma Japan!!          | 8 mai 2013            |
| Toutes les équipes sont réunies au stade de la Route du Sacre pour déterminer les onze joueurs de l'Inazuma National. Le coach, Astéro Black, choisit Arion, Riccardo, Victor ainsi que Falco Flashman, Cerise Blossom, Buddy Fury, Zippy Lermer, Frank Foreman, Trina Verdure, Keenan Sharpe et Terry Archibald. À la suite de cela, Inazuma National doit jouer contre la Royal Academy, les Esprits Guerriers étant proscrits. Le match débute, mais les huit joueurs débutants n'ont aucune expérience du foot et font des erreurs élémentaires. La Royal Academy marque dix buts, et Arion et Victor finissent par marquer un but, mais le match s'achève. Inazuma National est huée par le stade, et Astéro Black quitte le terrain avec Glacia Vessal…                                                     |                                                    |                                          |                                          |                       |
| 2 | Un début de tournoi compliqué                      | 立ち込める暗雲！世界大会開幕！！         | Tachikomeru anun! Sekai taikai kaimaku ! | 15 mai 2013           |
| Arion se rend à l'entraînement d'Inazuma National et constate que tous les joueurs sont présents. Après que les huit joueurs amateurs ont fait leurs présentations, Arion coordonne l'équipe pour l'entraînement. Le soir venu, Riccardo demande au coach Black le changement de l'équipe, puis s'entraîne à des tirs avec Terry. Le lendemain, après l'entraînement, Riccardo dit à Arion et Victor qu'ils doivent jouer à trois. Le jour de la cérémonie d'ouverture des éliminatoires du Football Frontier International arrive, et alors que Zippy accuse Falco de vol et révèle que les amateurs sont payés pour jouer, le match opposant Inazuma National aux Dragons de Feu de Corée débute. Les Dragons de Feu attaquent, mais Riccardo les arrête…                                                       |                                                    |                                          |                                          |                       |
| 3 | Un premier pas vers un grand changement            | 小さな変化                               | Chiisana Henka                           | 22 mai 2013           |
| Après l'attaque des Dragons de Feu, Inazuma National contre-attaque, mais les Dragons de Feu lancent plusieurs contre-offensives qu'arrête Riccardo. Arion, Riccardo et Victor jouent à trois et sont rejoints par Falco, puis toute l'équipe suit, mais les Dragons de Feu marquent un but, Terry ayant manqué son arrêt, et la première mi-temps s'achève. Après que Falco a révélé son douloureux passé à Arion, la seconde mi-temps commence et les Dragons de Feu reprennent leurs attaques. Grâce aux paroles d'Arion, les autres joueurs font aussi la passe à Falco, et Arion égalise, puis Victor inscrit le but victorieux pour Inazuma National. Après cela, Zippy trouve son portefeuille dans sa poche dans les vestiaires et est incité à s'excuser auprès de Falco.                                |                                                    |                                          |                                          |                       |
| 4 | La Vérité cachée sur l'équipe                      | チーム結成の謎                           | Chimu kessei no Nazo                     | 29 mai 2013           |
| Après avoir incité les joueurs à s'entraîner le jour d'avant, Arion se rend à l'entraînement et constate que seuls Riccardo, Victor, Falco et Cerise sont présents. L'entraînement a donc lieu avec eux tandis que Skie va chercher en vain les autres joueurs qui sont allés vaquer à leurs occupations. Le lendemain, aucun changement n'a lieu, mis à part le fait que Victor s'entraîne seul. Tandis qu'Arion part chercher en vain les autres à travers la ville, Victor s'entraîne avec Terry, et Riccardo va voir Axel Blaze à propos de l'entraîneur et de l'équipe constituée, avant que l'entraîneur adjoint n'arrive. Le lendemain, toute l'équipe est cette fois au complet pour passer un test de non-admission d'Inazuma National proposé par le coach Black…                                       |                                                    |                                          |                                          |                       |
| 5 | Un test un peu spécial                             | イナズマジャパン脱退試験！               | Inazuma Japan dattai shiken!             | 5 juin 2013           |
| Le coach Black propose donc un test de non-admission basé sur des pénalties sans gardien, pour déterminer définitivement les joueurs d'Inazuma National. Mais mis à part Falco et Terry, aucun des autres joueurs amateurs ne veut continuer à faire partie de l'équipe malgré l'insistance d'Arion. Au stade, les joueurs sont surpris de voir des supporters et des journalistes dans les gradins. Le premier à passer est Frank, qui se souvenant de son entraîneur de boxe qui lui disait de toujours surmonter les épreuves de la vie, finit par marquer à son cinquième tir. Les autres joueurs décident aussi de rester en réussissant leur tir, à la joie du public. Et finalement, après cette séance de tir, tous les joueurs s'entraînent à tirer des pneus…                                           |                                                    |                                          |                                          |                       |
| 6 | Un ennemi dans l’équipe                            | チームの中の敵！                         | Chimu no naka no Teki!                   | 12 juin 2013          |
| Les joueurs d’Inazuma National s’entraînent et en apprennent plus sur leur nouvel adversaire, les Big Waves d'Australie. Le jour du match les opposant arrive, et le coup d’envoi est donné. Les deux équipes sont au coude à coude, jusqu’à ce que Victor marque le premier but. Cerise semble déterminée à prouver sa valeur, afin d'avoir l'approbation de ses parents, mais son jeu neutralise tous les efforts de l'équipe et elle devient soudainement la faiblesse du Nouvel Inazuma National, permettant aux adversaires d’égaliser. La seconde mi-temps commence, et Cerise continue de jouer en solitaire ; les Big Waves en profitent pour marquer un second but. Après une offensive ratée de Cerise, les Big Waves tentent de marquer, mais Terry arrête leur tir avec la « Parade Fatale »…         |                                                    |                                          |                                          |                       |
| 7 | Amusons-nous en jouant au football !               | 楽しいサッカーをしよう！                 | Tanoshi Sakka wo shiyou!                 | 19 juin 2013          |
| Après l'arrêt de Terry, Inazuma National attaque, mais Cerise continue de perturber le rythme de jeu de l'équipe, voulant se faire remarquer à tout prix. Elle finit par entrer en collision avec Trina. Inazuma National attaque, mais les Big Waves essaient en vain de marquer. Inazuma National attaque avec Cerise, et Falco marque un but grâce à la « Frappe Parkour ». Les Big Waves tentent plusieurs fois d'attaquer, mais Inazuma National contre toutes leurs offensives. Cerise finit par intercepter le « Tacticien Céleste Volcanique » de Riccardo et fait la passe à Zippy qui marque le but victorieux de 3 à 2 pour Inazuma National. Plus tard, en coulisses, une discussion a lieu entre le coach Black et Ptumri sur les prochains adversaires du Japon…                                    |                                                    |                                          |                                          |                       |
| 8 | Les Deux Visages de Buddy Fury                     | 九坂の二つの顔                           | Kusaka pas futatsu no kao                | 26 juin 2013          |
| Par une belle journée, Inazuma National s'entraîne. À la fin de l'entraînement, Riccardo fait remarquer à Arion que toute l'équipe n'est pas encore au point. La nuit tombée, Buddy s'entraîne et le lendemain, le coach Black donne du temps libre aux joueurs après leur avoir annoncé que leur prochain adversaire sera l'équipe des Sabres Arides d'Arabie Saoudite. Chacun vaque à ses occupations, mais Buddy est arrêté par la police, obligeant le coach Black à le libérer. Keenan et Zippy révèlent à Arion le caractère double de Buddy, et le jour du match contre les Sabres Arides arrive. Le match commence, mais les adversaires attaquent rapidement et inscrivent un but. En colère, Buddy s'en prend à trois joueurs adverses se moquant de lui…                                               |                                                    |                                          |                                          |                       |
| 9 | Les Larmes de l’empereur                           | 帝王の涙！                               | Teio No Namida !                         | 3 juillet 2013        |
| La première mi-temps du match s'achève sur un avantage de l'équipe des Sabres Arides. Alors que Buddy s'est retiré, Riccardo conseille à ses coéquipiers de jouer sans lui, et la seconde mi-temps commence. Inazuma National joue sans Buddy, mais les Sabres Arides utilisent leur tactique et inscrivent un second but, avant de s’en prendre à Buddy. Soudain, un gang de jeunes débarque sur le terrain, mais grâce aux paroles d'Arion et de Judie, une vieille connaissance de Buddy, ce dernier ne les attaque pas, et le match reprend. Buddy réveille son côté obscur et fait la passe à Falco qui marque un but, puis Victor marque le second but et Buddy inscrit le but victorieux pour Inazuma National, qui se qualifie pour la demi-finale du tournoi.                                            |                                                    |                                          |                                          |                       |
| 10 | La Chambre noire : un entraînement puissance trois | 特訓！ブラックルーム！                   | Tokkun! Burakku Rumu!!                   | 10 juillet 2013       |
| Inazuma National s'entraîne. À la fin de l'entraînement, Zippy va prendre son temps libre, lorsque ses parents arrivent et lui demandent d'arrêter le foot pour continuer ses études. Ayant tout entendu, Keenan lui demande des explications, et Zippy lui raconte sa vie avec ses parents, de même que Keenan à Zippy, mais ce dernier s'en va, frustré. Le lendemain, le coach Black conduit les joueurs dans une salle appelée la chambre noire, et c'est ainsi qu'Arion et les autres s'entraînent dans une ville virtuelle, Keenan et Zippy sur un pont suspendu virtuel et Terry dans un désert virtuel. L'entraînement continue les deux jours d'après, et Skie apprend aux joueurs que leur prochain adversaire sera l'équipe des Tigres de Thaïlande…                                                   |                                                    |                                          |                                          |                       |
| 11 | Dégoût de soi-même                                 | じぶん嫌い                               | Jibun Kirai                              | 17 juillet 2013       |
| Alors que l'équipe Inazuma National s'entraîne, Trina n'est pas venue à l'entraînement, et Skie va la chercher. Elle finit par la retrouver dans le parc où elle nourrissait des chatons, mais prend peur avec Skie et s'en va. Plus tard, les joueurs découvrent que Trina a laissé une lettre disant qu'elle veut quitter l'équipe, et Arion, Buddy, et Skie finissent par la retrouver au zoo, et Arion et Buddy essaient de savoir ce qui se passe, mais Trina s'enfuit. Tandis que Keenan et Zippy étudient les données des équipes adverses, Arion, Buddy et Skie trouvent Trina sauvant un chat d'un mouvement rapide, et parviennent à la convaincre de revenir. Et c'est ainsi que le soir venu, Trina revient s'entraîner avec les autres joueurs…                                                      |                                                    |                                          |                                          |                       |
| 12 | Une confession très publique                       | フィールドの告白                         | Fīrudo no Kokuhaku                       | 24 juillet 2013       |
| Les joueurs d'Inazuma National s'entraînent, et Buddy tente de s'excuser auprès de Trina pour le comportement qu'il a eu l'autre fois avec elle, mais celle-ci l'évite, et il n'arrive pas à la trouver au bon endroit au bon moment. Le jour du match opposant Inazuma National à l'équipe des Tigres thaïlandais arrive, et le coup d'envoi est donné. Les Tigres lancent des offensives fulgurantes et malgré deux offensives de Riccardo et de Falco, ils marquent un but. Buddy révèle à Trina qu'il l'aime, et Trina arrête peu après un adversaire avec une nouvelle supertechnique. À la suite de cela, Inazuma National attaque et Buddy égalise, et la première mi-temps s'achève. Trina dit à Buddy qu'elle ne peut pas être sa petite amie, mais Buddy le prend bien.                                 |                                                    |                                          |                                          |                       |
| 13 | Le Secret de la victoire                           | 勝利への解法                             | Shori e no kaiho                         | 31 juillet 2013       |
| La seconde mi-temps du match entre Inazuma National et les Tigres de Thaïlande débute. Inazuma National attaque, mais les Tigres interceptent le ballon et attaquent de façon intensive. Keenan et Zippy n'arrivent pas à prévoir les mouvements adverses, et les Tigres marquent un but. Malgré l'initiative d'Arion de faire de courtes passes, les Tigres continuent d'attaquer. Après que Victor s’est un peu blessé et que Keenan et Zippy se sont embrouillés à propos de leurs parents, ils finissent tous deux par unir leurs forces et arrêtent les Tigres. Victor marque un but, et grâce aux bonnes prédictions de Keenan et Zippy, Arion marque le troisième but, donnant ainsi la victoire à Inazuma National, qui se qualifie pour la finale des éliminatoires.                                     |                                                    |                                          |                                          |                       |
| 14 | La Rébellion Japon                                 | 強襲！レジスタンスジャパン！！           | Kyōshū! Rejisutansu Japan!               | 7 août 2013           |
| Alors que les joueurs s'entraînent, Skie leur annonce que leurs adversaires seront les Loups d'Ouzbékistan. Après l'étude des données de l'équipe adverse par Keenan et Zippy et une intervention surprenante de Falco, le coach Black annonce aux joueurs qu'ils joueront un match d'entraînement, et le lendemain, l'équipe adverse, la Rébellion Japon, dont le capitaine est Bailong, apparaît. Le match débute, mais la Rébellion Japon attaque, et Bailong et Nior marquent un but, puis Harrold marque le second but. Victor marque un but, mais Bailong inscrit le but victorieux pour la Rébellion Japon, disant que c'est le coach Black qui a demandé ce match. Après cela, tous les joueurs amateurs vont dans la chambre noire…                                                                      |                                                    |                                          |                                          |                       |
| 15 | Le Défi pour la coupe du monde                     | 激闘！世界への挑戦！！                   | Gekitō! Sekai e no choisen!!             | 14 août 2013          |
| Par un jour ensoleillé, les joueurs amateurs sont dans la chambre noire, tandis qu'Arion, Riccardo et Victor sont sur le terrain. Arion et Victor découvrent avec Skie que les autres joueurs se sont mis à s'entraîner très tôt, déterminés. Arion dit cependant qu'il manque quelque chose à l'équipe. Durant une réunion du coach Black, les joueurs amateurs expriment leur souhait de s'entraîner intensivement, et se rendent tous dans la chambre noire le soir. Très remonté, Terry continue son entraînement avec rage, et le jour du match final des éliminatoires entre Inazuma National et les Loups arrive. Le match débute, mais les Loups attaquent très rapidement et marquent un but, Terry n'ayant rien pu faire pour arrêter ce tir…                                                           |                                                    |                                          |                                          |                       |
| 16 | Faisons-nous confiance !                           | 信頼し結集する力！                       | Shinraishi shūketsu suru Chikara!        | 21 août 2013          |
| Sur ce but des Loups, le match reprend. Cerise attaque, mais les Loups lui prennent la balle et contre-attaquent. Les deux équipes sont au coude à coude, et après une offensive manquée de Falco, les Loups marquent leur second but. Tous les joueurs d'Inazuma National protègent Terry et jouent en solo, ce qui complique la tâche. Se souvenant de son passé, Terry arrête un tir des Loups en commun avec Riccardo, et tous les joueurs de l'équipe se rendent compte de leur erreur et jouent tous ensemble. Terry arrête un nouveau tir des Loups grâce à une nouvelle technique, et Inazuma National attaque. Victor marque un but, et la première mi-temps du match s'achève donc sur la reprise des joueurs japonais…                                                                                 |                                                    |                                          |                                          |                       |
| 17 | La Fin d'un combat, le début d'un autre            | 戦いの終わりと始まり                     | Tatakai pas Owari à Hajimari             | 28 août 2013          |
| La seconde mi-temps du match commence. Les Loups attaquent plus rapidement et ne laissent aucune chance aux japonais. Les Loups inscrivent un but, et grâce aux paroles encourageantes d'Arion, tous les joueurs reprennent confiance, déterminés à gagner. Inazuma National attaque, et Cerise passe la balle à Buddy qui marque un but. Les deux équipes sont au coude à coude, et les Loups marquent de nouveau. Toute l'équipe d'Inazuma National attaque, et Arion marque un but, puis Victor marque un but, grâce à Zippy. Malgré une offensive des Loups, Falco marque le but victorieux pour Inazuma National, mais les spectateurs du stade sont endormis, les joueurs ouzbeks prennent leur forme d’extraterrestres et un vaisseau spatial apparaît…                                                    |                                                    |                                          |                                          |                       |
| 18 | Le Visiteur venu d'ailleurs                        | 来訪者                                   | Raihousha                                | 4 septembre 2013      |
| Un vaisseau spatial apparaît au-dessus du stade, téléporte les aliens des Loups et un extraterrestre du nom de Ozrock Boldar apparaît, félicitant les joueurs japonais étonnés de leur victoire aux éliminatoires du Grand Tournoi Galaxy. Puis Axel Blaze arrive et révèle aux joueurs comment Ozrock lui a demandé il y a trois mois de participer au Grand Tournoi Galaxy ainsi que son principe. Inazuma National devient donc le onze terrestre, et le vaisseau disparaît. Dans la salle de réunion, le coach Black révèle aux joueurs qu'il est en fait Ray Dark, ressuscité grâce à un traitement interdit et ayant choisi les joueurs en fonction de leur « totem ». Après cela, Mark Evans apparaît, avec un nouveau joueur, Zack Avalon…                                                                |                                                    |                                          |                                          |                       |
| 19 | Voyage dans l'espace !                             | 行くぞ！宇宙へ！！                       | Ikuzo! Uchuu e!!                         | 11 septembre 2013     |
| Mark Evans présente donc au onze terrestre un nouveau joueur, Zack Avalon, un ancien danseur de kabuki. Pour une démonstration de ses capacités, toute l'équipe se rend avec lui sur le terrain de foot, et Zack dribble facilement Cerise et Frank. Après cela, Arion va rendre visite à sa tante Sylvia et à J.P, leur expliquant la situation, et chacun des joueurs va voir ceux qui leur sont chers. Le lendemain, après qu'Arion a tenté de convaincre sans succès le coach Black d'intégrer J.P dans l'équipe, l'équipe de Raimon arrive et joue contre le onze terrestre, puis le coach Black convoque tous ses joueurs, qui s'embarquent tous dans l’Orion Express prenant son envol vers l'espace, avec aussi J.P à son bord…                                                                           |                                                    |                                          |                                          |                       |
| 20 | La Planète de sable                                | 砂の星にやってきた！！                   | Suna no Hoshi ni Yattekita!!             | 18 septembre 2013     |
| Les joueurs du onze terrestre prennent un repas dans l’Orion Express, avant de se mettre à la recherche d'un passager clandestin, qui s'avère être J.P. Après cela, l’Orion Express opère la distorsion spatiale et atterrit dans la planète Silica, l'hologramme d'Ozrock leur explique les caractéristiques de cette planète, et les joueurs débarquent pour visiter la ville avec leur guide, Meteo Granet. Au bout d'un moment, des habitants de Silica provoquent Arion, J.P, Falco, Buddy et Frank dans une bataille de football plutôt violente pour Arion et les autres, jusqu'à ce que K-aran Uogu, le capitaine du onze de Silica, interrompe la bataille. Pendant ce temps, sur Falam Orbius, l'impératrice Roleia Orbes discute avec Globulus Ava…                                                    |                                                    |                                          |                                          |                       |
| 21 | Catastrophe dans la chambre noire                  | 暴走！ブラックルーム！！                 | Bōsō! Burakku Rumu!!                     | 9 octobre 2013        |
| Après une bataille de foot violente contre des habitants de Silica, Arion et ses amis retrouvent les autres ; pendant qu'un joueur de Falam Orbius, Ogar Circes, est présenté par l'équipe de Silica à K'aran, le onze terrestre s'entraîne dans la chambre noire sur un terrain de foot virtuel, mais J.P ne parvient à arrêter aucun tir. Le soir venu, J.P se rend dans la chambre noire avec Frank, mais tous deux se retrouvent bloqués dans la salle. Pendant qu'Arion et les autres se demandent ce qui se passe, la chambre noire lance une bataille de foot pour J.P et Frank, et après un bon conseil donné par J.P à l'hologramme de Terry, tout redevient normal. Le lendemain, les joueurs voient qu'ils vont jouer le match dans le stade interstellaire…                                           |                                                    |                                          |                                          |                       |
| 22 | Le Football de l'espace                            | 激突！宇宙サッカー！！                   | Gekitotsu! Uchū Sakka!!                  | 16 octobre 2013       |
| Après que les joueurs du onze terrestre se sont entraînés, Arion fait un rêve étrange la nuit tombée, dans lequel il voit une mystérieuse fille le guider vers une pierre précieuse. À son réveil, il se retrouve avec une petite créature ressemblant à une fée, un être auquel Keenan donne le nom de Pixie. Le moment du match opposant le onze terrestre au onze de Silica arrive, et le match débute. Le onze terrestre attaque, mais Ogar prend la balle à Arion, et Silica attaque avec des tempêtes de sable. K'aran demande à Ogar d'arrêter la violence, et les deux équipes sont alors au coude à coude, le onze terrestre maîtrisant la faible gravité, mais le onze de Silica reprend son jeu violent avec Ogar, et inscrit un but à la surprise de Terry…                                           |                                                    |                                          |                                          |                       |
| 23 | Apparition d'un totem                              | 獣（ソウル）出現！                       | Souru Shutsugen!                         | 23 octobre 2013       |
| Après ce but du onze de Silica, le onze terrestre continue de subir le jeu violent des joueurs de Silica. Puis le coach Black remplace Falco par Zack, et Trina appelle son totem de « Renard » et fait la passe à Buddy qui marque un but, puis la première mi-temps s'achève. La seconde mi-temps commence avec un jeu violent de Silica, mais grâce à l'intervention de K'aran sur Ogar, l'équipe joue correctement, et Zack appelle son totem de « Lion » et marque. Ogar déserte le terrain et K'aran marque un but, mais Victor marque le but victorieux pour le onze terrestre. Plus tard, Arion trouve une pierre d'espoir grâce à la princesse Catora Peiji tandis que Victor est remplacé par un faux Victor. Sur le chemin du train, Arion raconte aux autres son histoire…                            |                                                    |                                          |                                          |                       |
| 24 | Les Guerriers de l'eau                             | 水の星の戦士たち！                       | Mizu no Hoshi no Senshitachi!            | 30 octobre 2013       |
| Dans l'Orion Express, Glacia révèle aux autres que son esprit est celui d’un alien venant de Nomor. De son vrai nom Ptumri Emnator, il a pris possession du corps de Glacia, alors mourante, lorsqu’un trou noir a détruit sa planète, et l’a sauvée ; il le prouve en transmigrant son esprit dans un baigneur. Pendant ce temps, Victor est amené à l'impératrice Roleia Orbes sur Falam Orbius, qui veut en faire son époux, tandis que le onze terrestre débarque sur la planète aquatique, Naiadi. Après une discussion entre Arion et la princesse Catora, le onze terrestre joue une bataille de foot contre des joueurs de Naiadi et perd. À la fin, un des joueurs vient voir Falco et lui fait remarquer que personne ne tient particulièrement à lui…                                                  |                                                    |                                          |                                          |                       |
| 25 | Le Côté obscur de Falco                            | 瞬木隼人の闇！                           | Matatagi Hayato no Yami!                 | 6 novembre 2013       |
| Pendant que l'impératrice Roleia demande à Victor de devenir empereur de Falam Orbius, le onze terrestre en déduit de la bataille de foot que les habitants de Naiadi peuvent prédire le futur en voyant les esprits. Alors qu'au onze de Naiadi, Rondula Flehl veut rejoindre l'équipe après avoir agressé Plink Powai, Falco est pensif, se souvenant comment étant tout jeune et voulant se faire des amis, il avait acheté une voiture téléguidée qui attirait les autres, mais ceux-ci ne s’intéressaient qu’au jouet. Après cela, Falco va s'entraîner avec les autres joueurs, lorsque le faux Victor commence à faire douter Cerise et Trina. Arion a une conversation avec Falco à propos de ce qu'il a dit avant la finale des éliminatoires à ses frères, puis l'entraînement reprend…                 |                                                    |                                          |                                          |                       |
| 26 | Résurgence du côté obscur                          | 目覚めよ！俺のダークサイド！！           | Mezameyo! Ore no daku Saido!!            | 13 novembre 2013      |
| Tandis que Rondula veut coûte que coûte avec le onze de Naiadi détruire le onze terrestre, celle-ci se trouve dans le stade, prête à jouer. Le lendemain, le match débute, mais sans le faux Victor, remplacé par Zack. Le onze terrestre attaque, mais le onze de Naiadi contre-attaque sans regarder les Aethyrs, et marque. Le onze terrestre contre-attaque, mais les joueurs de Naiadi marquent leurs adversaires et laissent Falco attaquer intensivement, avant que Plink ne lui dise de révéler à ses coéquipiers quelle personne il est. Mais grâce aux paroles d'Arion, Falco se rend compte de ce qu'est l'amitié, appelle son totem de « Faucon » et marque un but, et la première mi-temps s'achève, Rondula intégrant le onze de Naiadi…                                                            |                                                    |                                          |                                          |                       |
| 27 | Un but contre son camp                             | 皆帆のオウンゴール！                     | Minaho no Oun goru!                      | 20 novembre 2013      |
| La seconde mi-temps commence, et le onze de Naiadi attaque avec Rondula, puis Falco reprend le ballon, sans succès. Le onze terrestre défend ses cages, lorsque Keenan marque un but contre son camp, montrant aux joueurs que le onze de Naiadi ne doit pas lire dans leurs pensées. Keenan perturbe son équipe et fait la passe à Falco qui marque un but avec son totem. Après cela, le onze terrestre échange des passes spontanées, et lors d'une attaque de Rondula, Keenan appelle son totem de « Hibou » et Zack marque le but victorieux avec son totem. Tandis que Falco communique avec ses frères, Arion prend la deuxième pierre d'espoir et le montre aux autres, puis Ptumri raconte son histoire tout entière, ne croyant pas à la survie de Catora…                                              |                                                    |                                          |                                          |                       |
| 28 | La Planète ardente                                 | 灼熱の惑星ガードン！                     | Shakunetsu no Wakusei Gadon!             | 27 novembre 2013      |
| Le onze terrestre débarque dans la planète du feu, Magmavia, et Meteo leur explique que cette planète se divise en deux clans que sont les pro-machines et les anti-machines. À la suite de cela, le onze terrestre commence l'entraînement, tandis que sur Falam Orbius, Victor montre à Roleia que tous les habitants ne sont pas heureux. Alors que Bala Gasgula défie Aoba Gyr, Arion découvre par Catora qu'il existe une troisième pierre d'espoir sur Magmavia, et le dit aux autres. Toute l'équipe se divise en trois équipes et cherche la pierre, mais Bala tend des pièges aux joueurs de l'équipe, et un oiseau mécanique attaque le groupe de Riccardo, faisant chuter Terry et Riccardo d’une falaise en contrebas de laquelle coule de la lave…                                                   |                                                    |                                          |                                          |                       |
| 29 | Les Guerriers sans ailes                           | 翼を捨てた戦士たち                       | Tsubasa wo Suteta Senshitachi            | 4 décembre 2013       |
| Terry et Riccardo chutent sur une paroi et se retrouvent près d'une rivière de lave, lorsque les anti-machines viennent les sauver et les emmènent dans les territoires de l'est, et Riccardo demande à Ragang Gyr s'il en sait plus sur la pierre d'espoir, mais il n'est pas plus informé qu'eux deux. Tandis que le onze terrestre part à la recherche de Terry et Riccardo, Ragang raconte aux deux joueurs l'histoire de son peuple séparé en deux clans, puis ils passent tous à table, et Riccardo parle de la planète Terre à Ragang, intéressé. Le lendemain, ce dernier emmène les deux joueurs voler dans le ciel, et les fait tomber au-dessus d’un volcan, les incitant à réveiller leur totem, alors que le match entre le onze terrestre et le onze de Magmavia va débuter…                        |                                                    |                                          |                                          |                       |
| 30 | Résister, envers et contre tout !                  | 強烈！シュートカウンター!                | Kyōretsu! Shūto Kauntā!                  | 11 décembre 2013      |
| Le match entre le onze terrestre et le onze de Magmavia commence, et Arion tente de marquer, sans succès. Le onze de Magmavia attaque, et ne laisse que peu d'espace au onze terrestre pour attaquer. Les deux équipes sont au coude à coude, tandis que Terry et Riccardo font route vers le stade. Le onze de Magmavia lance d'intenses offensives, et J.P finit par laisser passer un but, blessé. Le onze de Magmavia attaque sans relâche, mais grâce à une nouvelle technique de Frank, le onze terrestre marque un but. Les deux équipes attaquent, et Bala finit par marquer malgré l'intervention de Frank. Le onze terrestre joue défensivement, et Bala tire, mais Frank s'élance pour tenter de l'arrêter avec son totem…                                                                             |                                                    |                                          |                                          |                       |
| 31 | Totems jumeaux                                     | ダブルソウル！井吹と神童！               | Daburu Sōru! Ibuki to Shindō!            | 18 décembre 2013      |
| Frank appelle son totem de « Buffle » et arrête le tir de Bala, juste avant la mi-temps. Le onze de Magmavia attaque à la seconde mi-temps, jusqu'à ce que Terry et Riccardo arrivent, remplaçant J.P et Trina. Falco marque un but. Soudain, Riccardo demande à tout le monde de reculer, et une pluie de roches dirigés par Bala s'écrase sur le terrain. Après cela, le onze de Magmavia attaque, mais Terry arrête leur tir en appelant son totem de « Mammouth », et Aoba arrête une roche avec son totem. Riccardo appelle son totem de « Paon », combat le totem d’Aoba et marque le but victorieux pour le onze terrestre. Ragang demande à Aoba de donner la pierre à Arion, ce qu'il fait avant le départ du onze terrestre, et Arion, observé par Glacia, parle à Catora…                              |                                                    |                                          |                                          |                       |
| 32 | La Planète verte                                   | 緑の惑星ラトニーク！                     | Midori no Wakusei Ratonīku!              | 25 décembre 2013      |
| Ptumri croit en la survie de Catora grâce à Arion, et tandis que Ruger et Gandares Baran croient débarquer sur Fertilia, le onze terrestre entre en communication avec les Raimon. Pendant qu'un coup d'état a lieu sur Falam Orbius, le onze terrestre débarque sur Fertilia, où elle reçoit un chaleureux accueil de la part du onze planétaire. Banda Krogue, curieux, se charge de guider les joueurs du onze terrestre dans la forêt, et les arrête devant les dionisirènes, avant une partie de foot. Seulement, Zippy, Cerise et Trina entrent dans la vallée et sont attaqués par les plantes, mais Cerise et Zippy avec leurs totems de « Capricorne » et de « Ratel » les battent avec l'aide de Banda. Pendant ce temps, Victor et Roleia sont prisonniers sur Falam Orbius…                           |                                                    |                                          |                                          |                       |
| 33 | Amitié éternelle                                   | 限りある時間！永遠の友情！！             | Kagiri aru Jikan! Eien no Yūjō!!         | 8 janvier 2014        |
| Par une belle journée, Arion et Skie se réveillent, et toute l'équipe est conviée par Banda à venir prendre part à l'entraînement du onze de Fertilia. À un moment, Banda demande à Buddy de voir son épaule blessée par les dionisirènes, lorsqu'un joueur de Fertilia perd la vie, et Banda dit que les habitants de Fertilia ont une durée de vie courte. Après une discussion du onze terrestre sur la vie, Banda soigne Buddy et lui révèle qu'il ne vivra plus qu'une journée. Le onze de Fertilia accueille Ruger et Gandares dans leur équipe, et le match commence le lendemain. Le onze terrestre et le onze de Fertilia sont au coude à coude, jusqu'à ce que Ruger et Gandares attaquent et marquent un but en duo pour Fertilia…                                                                     |                                                    |                                          |                                          |                       |
| 34 | De rage et de larmes                               | 涙の怒髪天シュート!                      | Namida no Dohatsuten Shūto!              | 15 janvier 2014       |
| Après le but de Fertilia, le onze terrestre tente d'attaquer, mais le onze de Fertilia les contre. Ruger et Gandares attaquent de façon violente à plusieurs reprises, jusqu'à ce que Keenan utilise une nouvelle supertechnique sur eux, et Falco marque un but avec son totem. Ruger et Gandares partent, la première mi-temps s'achève et la seconde commence. Les deux équipes sont au coude à coude, et après que Buddy a réveillé son totem de « Grizzli » grâce à Trina, Banda attaque sans relâche, mais meurt. Le match continue, et Buddy, ému par la mort de Banda, marque le but de la victoire pour le onze terrestre. Après que les joueurs ont assisté à l'enterrement de Banda, Arion s'empare de la dernière pierre d'espoir…                                                                    |                                                    |                                          |                                          |                       |
| 35 | Les Pierres d'espoir                               | 希望の欠片                               | Kibō no kakera                           | 22 janvier 2014       |
| Alors que l'Orion Express quitte la planète Fertilia, une analyse des pierres d’espoir a lieu dans le train, qui s'avère positive. Glacia laisse place à Ptumri physiquement et explique aux autres comment il peut créer le mythril grâce aux quatre pierres pour alimenter son canon de plasma cosmique. Soudain, le faux Victor attaque les autres et kidnappe Ptumri, l'amenant à Ozrock. Aussi Arion, J.P et Skie sont inquiets pour le vrai Victor, alors que Meteo annonce que Victor se trouverait sur Falam Orbius. Après avoir discuté avec Arion à propos du coach Black, Riccardo va voir le coach qui lui révèle qu'il veut devenir un dieu du football. Puis l'Orion Express débarque sur la planète finale, Falam Orbius…                                                                          |                                                    |                                          |                                          |                       |
| 36 | La Revanche de la planète Ixar                     | 最凶! イクサルフリート誕生! !            | Saikyō! Ikusarufurīto tanjō!!            | 29 janvier 2014       |
| Sur Falam Orbius, le coach Black annonce à l'équipe qu'il quitte ses fonctions, ce qui déconcentre les joueurs. Pendant ce temps, Ptumri construit le canon de plasma cosmique et Ozrock lui amène la princesse Catora en vie. Pendant ce temps, Victor et Roleia sont libérés par Globulus, et la Pixie Noire alias Arcous Orbes demande à Victor de sauver Falam Orbius, tandis que la Pixie alias Circulus demande à Arion de faire de son mieux. Le onze terrestre s'entraîne, et le jour du match arrive au grand stade céleste. Soudain, Ozrock apparaît sur l'écran avec son équipe, l'Armada Ixar, et veut se venger de Falam Orbius. Catora encourage le onze terrestre à gagner, mais Arion est surpris de retrouver Victor comme capitaine de Falam Medius…                                            |                                                    |                                          |                                          |                       |
| 37 | Falam Medius                                       | 決戦! ファラム・ディーテ! !              | Kessen! Faramu Dīte!!                    | 5 février 2014        |
| Arion et tout le onze terrestre sont étonnés de voir Victor en tant que capitaine de Falam Medius entrer sur le terrain. Avant cela, Victor avait dit à Roleia d'agir en tant qu'impératrice pour sa planète, et elle dit dans une allocution à ses joueurs de tout donner pour leur planète. Puis le coach Black entre sur le terrain du côté de Falam Medius, et Victor dit à Arion que la défaite de la Terre est la meilleure option pour tous. À la suite de cela, le match commence. Falam Medius attaque et Bala et Rondula essaient de piéger Terry. Après un duel de dribbles face à Victor, Arion demande aux autres de s'amuser, et les deux équipes entrent dans un coude à coude. Victor marque un but, mais Falco répond par un but…                                                                |                                                    |                                          |                                          |                       |
| 38 | Arion contre Victor                                | 天馬VS剣城!                              | Tenma tai Tsurugi!                       | 12 février 2014       |
| Après le but de Falco, les deux équipes attaquent sans relâche, et Arion et Victor s'affrontent de toutes leurs forces, se souvenant du passé qui les a fait amis. Puis Falam Medius attaque intensivement Terry en aggravant sa blessure à la jambe, et Terry sort le ballon en corner. Heureusement, le but de Bala n'est pas validé, et la première mi-temps s'achève. J.P remplace Terry aux cages, et la seconde mi-temps débute. Falam Medius attaque intensivement, et Ruger et Gandares marquent. Après plusieurs duels, J.P arrête un tir de Victor, et le onze terrestre attaque. Zack, en pleine puissance, marque un but, puis les deux équipes s'affrontent, lorsque le coach Black entre sur le terrain en tant que joueur de Falam Medius…                                                         |                                                    |                                          |                                          |                       |
| 39 | Libère ton Totem !                                 | 翔ろ！俺のソウル！！                     | Kakero! Ore no Sōru!!                    | 19 février 2014       |
| Le coach Black entre en tant que joueur de Falam Medius et attaque violemment le onze terrestre, avant de s'en prendre à ses coéquipiers et de se faire détruire par un laser, qui montre qu'il s'agissait d'un androïde. Puis le vrai coach Black apparaît sur l'écran en disant aux joueurs de dépasser leurs limites, et le match gagne en intensité. Zack marque un but avec son totem, et Arion et Victor réveillent leurs totems de « Cheval » et de « Loup », et Victor inscrit un but avec son totem. Arion réveille son totem et attaque avec Falco qui marque le but victorieux avec son totem. Catora déclare que le canon de plasma cosmique est prêt, et une harpe surgit du stade, mais l'Armada Ixar apparaît, et Ozrock dit que le canon cosmique lui servira à dominer l'Univers…                |                                                    |                                          |                                          |                       |
| 40 | Notre dernière bataille                            | 俺たちの最後の戰い！                     | Oretachi no Saigo no Tatakai!            | 26 février 2014       |
| Le onze terrestre d'Arion doit affronter l'Armada Ixar d'Ozrock, qui désire prendre sa revanche sur Falam Orbius en conquérant l'Univers avec le canon cosmique. Ozrock fait disparaître les joueurs de Falam Medius, et le coach Black dit au onze terrestre de surpasser la haine adverse, puis le match ultime commence. Les joueurs de l'Armada Ixar attaquent en relâchant leurs forces vitales maléfiques, et Ozrock marque un but très rapide. Le onze terrestre attaque et malgré les prévisions adverses, Arion et Victor marquent un but, mais Ozrock déchaîne sa haine et inscrit un second but. Arion dit à Ozrock vouloir défendre son football, et le onze terrestre attaque, mais l'Armada Ixar riposte et Ozrock appelle son totem…                                                               |                                                    |                                          |                                          |                       |
| 41 | Des totems incontrôlables                          | 暴走する獣（ソウル）!                    | Bōsō suru Souru!                         | 5 mars 2014           |
| Ozrock appelle son totem et marque un but. Le onze terrestre contre-attaque, et Victor et Falco marquent un but en duo. Mais à la suite de cela, l'Armada Ixar utilise une supertactique déchaînant les totems adverses, et Falco et Frank marquent contre leur camp, puis Ozrock marque. Heureusement, les deux Pixie annulent son effet maléfique, et la première mi-temps s'achève. Mais alors que les joueurs du onze terrestre sont éreintés, les cinq Rois Célestes de Falam Orbius sont amenés par le Vénérable, avec quatre joueurs d'autres planètes, et rejoints par J.P et Zack, ils commencnt la seconde mi-temps en tant que onze galactique. Après avoir arrêté un tir, Aoba est remplacé par J.P aux cages, qui arrête un tir, et Zack, puis Banda Jr. inscrivent deux buts…                       |                                                    |                                          |                                          |                       |
| 42 | Ouragan cyclonique                                 | 嵐・竜巻・ハリケーン!                    | Arashi Tatsumaki Harikēn!                | 12 mars 2014          |
| L'Armada Ixar utilise à présent la balle comme une arme, et manque de marquer. Le onze terrestre remplace le onze galactique essoufflé, et après plusieurs offensives de l'Armada Ixar, le onze terrestre maintenant galactique riposte, et Falco, puis Victor marquent deux buts avec leurs totems. Mais après un duel de dribbles avec Ozrock, Arion tombe inconscient et se souvient de ce qui fit de lui un capitaine. À son réveil, le match reprend, mais le onze galactique s'essouffle, et Ozrock marque. Falco demande alors à Arion de lui montrer ce qu'il sait faire, et Arion dribble alors tous les joueurs adverses, réveille son totem de « Pégase » et marque un but avec l'« Ouragan Cyclonique ». À la suite de cela, Arion encourage ses amis…                                                |                                                    |                                          |                                          |                       |
| 43 | Le Dernier tir                                     | 最後のキック！未来(あす)に向かって飛べ！ | Saigo no kikku! Mirai Ni Mukatte Tobe!   | 19 mars 2014          |
| Après le but d'Arion, toute l'équipe lance une ultime attaque, et Arion, Riccardo et Victor marquent avec « La Terre : l'Infini » le but victorieux pour le onze galactique. Après cela, des soldats entourent l'Armada Ixar pour arrêter Ozrock, mais Arion lui dit de regarder vers l'avenir, puis Roleia s'excuse auprès d'Ozrock et lui demande de l'aider à gouverner Falam Orbius. À la suite de cela, Ptumri fait surgir le canon de plasma cosmique et l'active avec la force vitale, et Arion, puis tout le onze terrestre tire sur la sphère d'énergie qui détruit le trou noir. Après cela, l'âme de Ptumri quitte le corps de Glacia et disparaît, et Roleia décore les joueurs pour avoir sauvé la galaxie. À la suite de cela, le onze terrestre retourne heureux sur Terre, retrouvant les Raimon… |                                                    |                                          |                                          |                       |

## Inazuma Eleven Ares
| No | Titre français                              | Titre japonais                 | Titre japonais                             | Date de 1re diffusion |
| No | Titre français                              | Kanji                          | Rōmaji                                     | Date de 1re diffusion |
| --- | ------------------------------------------- | ------------------------------ | ------------------------------------------ | --------------------- |
| 1 | En route pour demain                        | 明日への船出                   | Asu e no Funade                            | 6 avril 2018          |
| Sur l'île de Lointe, Sonny Wright joue au foot avec ses coéquipiers. À la pause, Sonny et le capitaine d'équipe, Maxime Dassier, suggèrent au directeur du collège de jouer un match amical contre une équipe du continent, mais ce dernier leur annonce que l'équipe de leur collège sera dissoute pour manque de sponsor. Des ouvriers démolissent déjà le terrain, et Sonny va en vain tenter d'en empêcher la destruction, s'attaquant aux ouvriers ; il est arrêté et soigné par ses amis. Soudain, Valentin Eisner vient dire à Sonny que sa mère, malade, l'attend à l'hôpital. Là, elle dit à son fils avant de mourir que le football sera toujours là pour lui. Le lendemain, le directeur annonce aux joueurs qu'un sponsor a été trouvé, à condition que l'équipe participe au tournoi Football Frontier et gagne un match. Les joueurs acceptent, et le directeur leur dit qu'ils seront transférés au collège Raimon pour s'améliorer. Peu après, Basile Hardy vient intégrer l'équipe. Après en avoir parlé à leurs proches, tous les joueurs décident de tenter leur chance sur le continent. Et ainsi, le jour d'après, l'équipe part rejoindre le collège Raimon, dont l'équipe a par ailleurs été dissoute. Une semaine plus tard, le premier match du groupe A des éliminatoires du Football Frontier opposant les nouveaux Raimon à l'école Polaris, équipe numéro un du Japon, débute, et à la surprise générale, Hardy marque pour Raimon avec la "Tornade de Feu" ; mais Elliot Ember de Polaris, exalté, attaque rapidement, s'apprêtant à utiliser avec son équipe le "Triangle de la Mort"... |                                             |                                |                                            |                       |
| 2 | Le Diable du terrain                        | フィールドの悪魔               | Fīrudo no Akuma                            | 6 avril 2018          |
| L'école Polaris marque un but avec le "Triangle de la Mort". Une semaine plus tôt, Sonny et ses amis étaient venus s'installer dans les locaux du club de foot de Raimon, sous la pression d'une certaine Regina Mulgrave. Une nouvelle assistante, Aurelia Dingle, vint se joindre à l'équipe, puis Sonny et les autres allèrent s'entretenir avec le directeur qui les encouragea. À l'entraînement, le nouveau coach, Monsieur Yi, se présenta aux joueurs, qui enfilèrent leurs maillots et leurs bracelets de joueurs, avant d'aller s'entraîner. Là, leur coach posa le programme d'entraînement intensif, avant de leur donner comme consigne de ne surtout pas perdre leur match. Plus tard, les joueurs s'installèrent à la résidence Windsor, où madame Lecœur les installa. Une semaine plus tard, Polaris attaque avec Ember, qui se souvient que Jude Sharp lui a dit de devoir jouer contre les Raimon ; Polaris marque neuf buts grâce à Ember, et il en marque un autre avec la "Volée de Manchots", malgré la solidarité des Raimon, et le match s'achève. Démoralisés, les joueurs allèrent néanmoins visiter Tokyo, et monter au sommet de la tour, où ils pleurèrent. Soudain, le PDG de la compagnie Island Tour vient trouver les joueurs, leur annonçant qu'il va les sponsoriser. Et Sonny comprit alors que Monsieur Yi leur avait en réalité dit de ne pas perdre leur esprit d'équipe. |                                             |                                |                                            |                       |
| 3 | Monsieur Yi, le coach mystérieux.           | 謎の監督 趙金雲                | Nazo no Kantoku Chō Kin'un                 | 20 avril 2018         |
| Après avoir mangé le matin, les joueurs de Raimon vont s'entraîner, lorsque le coach Yu leur dit que même si les Raimon ont perdu leur dernier match, ils pourront quand même participer aux phases finales du Football Frontier. Sur ce, le coach Yi leur annonce qu'ils joueront contre le collège du Bastion, connu pour sa forteresse défensive, et qu'ils devront améliorer leur défense, au grand désarroi de Hardy. Après un entraînement rapide, le coach Yi fait jouer une tombola à ses joueurs ; ceux qui ont tiré des tickets gagnants feront l'impasse sur l'entraînement mais auront des corvées ; ainsi, le jour suivant, Cliff Parker nettoie les murs et Eisner arrose toutes les façades. Lorsque Regina vient dire au coach Yi de dissoudre le club, ce dernier lui dit d'observer ce qui se passe, avant de dire aux joueurs de s'entraîner aux passes longues, provoquant la colère de Hardy qui ne vient pas à l'entraînement le jour suivant. Le soir venu, Sonny va voir Hardy, qui lui raconte comment sa rencontre avec Axel Blaze l'a changé, le faisant passer de défenseur à attaquant. Le match entre les Raimon et le collège du Bastion débute le jour suivant, avec Regina comme nouvelle assistante et de nouvelles licences de joueurs ; comme prévu, les joueurs du Bastion, dont l'un de leurs coéquipiers n'est autre que Jack Wallside, mettent en place leur défense… |                                             |                                |                                            |                       |
| 4 | Une forteresse impénétrable !               | 落とせるか！難攻不落の要塞     | Otoseru ka! Nankōfuraku no Yōsai           | 27 avril 2018         |
| Les joueurs de Raimon se retrouvent devant la forteresse de Bastion, mais le coach Yi leur donne comme instruction de défendre seulement. À chaque avancée des Raimon, les joueurs se font repousser par la défense adverse. Les Raimon font des passes à dix en milieu de terrain, et la première période s'achève. Les joueurs vont se plaindre à Monsieur Yi de sa stratégie, mais il reste inflexible. Les Raimon continuent de faire circuler le ballon, faisant s'impatienter Adriano Donati, mais Hardy lui dit d'observer la situation sous un autre angle : ainsi, ils n'encaisseraient aucun but. Les deux équipes refusent de se lancer à l'attaque, lorsque le coach du Bastion ordonne à ses joueurs d'attaquer dix minutes avant la fin. Et le collège du Bastion fait avancer toute sa forteresse, mais Cliff les arrête avec "Le Mur". Après quoi, le coach Yi dit aux Raimon d'attaquer ; Hardy marque un but avec la "Tornade de Feu". Cliff comprend que ses nettoyages du mur l'ont aidé pour sa technique, et le coach Yi explique qu'en défendant seulement, ils feraient s'impatienter le Bastion. Et justement, le Bastion attaque, mais Eisner lance en avant le ballon avec le "Trait de Glace", et Sonny marque le but de la victoire pour Raimon. Jack Wallside encourage Cliff ; entretemps, Monsieur Yi suscite des intrigues chez certains observateurs du match… |                                             |                                |                                            |                       |
| 5 | Les ténèbres de l’école Polaris.            | 星章学園の闇                   | Seishō Gakuen no Yami                      | 4 mai 2018            |
| À l'école Polaris, Ember décide de ne pas jouer le prochain match de son équipe, le faisant savoir à ses coéquipiers. Plus tard, Sonny va au centre commercial dans la ville voisine, où il y trouve Ember dans une arcade de jeux et s'embrouille avec lui sur le fait qu'il ne jouera pas son prochain match. Après quoi, Ember, ayant gagné une peluche, se rend à l'hôpital municipal y retrouver une jeune fille muette à laquelle il offre sa peluche ; il se souvient alors comment lui et Candice jouaient ensemble étant petits, jusqu'à ce qu'elle ne parte vers une mystérieuse école mettant en avant le "projet Arès", un projet censé améliorer les capacités physiques et mentales des étudiants, et n'en revienne handicapée. Elliot jura à Candice de la venger en détruisant l'arbitrage d'Arès ; ayant tout entendu, Hardy le rapporte à ses coéquipiers au dîner. Le lendemain, Sonny et ses amis se rendent au stade de Polaris ; Ember décide de jouer pour Polaris, ayant été frustré par des remarques d'Axel Blaze à son égard durant une interview, lorsque Jude décide qu'il sera gardien face à Kirkwood, mettant en colère l'intéressé. Le match entre Polaris et Kirkwood débute, et Axel Blaze essaie de marquer pour Kirkwood avec la "Tornade de Feu", mais son tir est arrêté par deux défenseurs de Polaris… |                                             |                                |                                            |                       |
| 6 | Tout Feu Tout Flamme                        | 炎のエースストライカー         | Honō no Ēsu Sutoraikā                      | 11 mai 2018           |
| Après la tentative de but de Blaze, Jude attaque, se retrouvant au coude à coude avec son ancien coéquipier, lorsque Kirkwood subtilise le ballon ; Axel se souvient alors comment il est revenu au collège Kirkwood comme consultant du football, lorsqu'il fut mis au défi par les triplés Murdock de l'équipe. Axel les défia à un trois contre trois avec des débutants, et gagna, leur prouvant que tant que leur objectif sera uniquement de battre les deux amateurs, ils ne joueront pas en équipe. Dans le présent, les triplés Murdock utilisent le "Triangle Z", le combinant avec la "Tornade de Feu" de Blaze, qui avec cette "Tempête de Feu" marque le premier but du match. Kirkwood attaque à nouveau avec les triplés Murdock qui inscrivent un nouveau but, et la première mi-temps s'achève. Très remonté, Ember va voir Jude pour qu'il le fasse remonter en attaque, mais Jude refuse, lui disant qu'il doit comprendre pourquoi il l'a mis gardien. La seconde mi-temps débute, et Ember attaque tout seul, mais la défense adverse lui reprend la balle, et Kirkwood évite le but grâce à tous ses défenseurs. Dans ses cages, Ember se rend compte que les joueurs adverses ne sont que des leurres pour permettre à Blaze d'avancer, et il guide ses coéquipiers pour arrêter l'offensive de Kirkwood. Jude fait alors changer Ember, le ramenant en attaque puisqu'il a compris ce qu'est la vue d'ensemble d'un jeu. Ember attaque en équipe… |                                             |                                |                                            |                       |
| 7 | Une nouvelle lumière                        | 見え始める光                   | Mie Hajimeru Hikari                        | 18 mai 2018           |
| Avec Ember revenu en attaque et jouant en équipe, Polaris attaque et Eddy O'Ryan met un but. Grâce aux instructions d'Ember, les joueurs de Polaris défendent bien sur les joueurs adverses, mais cela n'empêche pas Blaze de mettre un but avec la "Tornade de Feu". Polaris attaque alors, et inscrit un but. La défense de Polaris subtilise le ballon à Kirkwood, et Ember marque un nouveau but pour son équipe avec la "Volée de Manchots", alors qu'il ne reste plus qu'une minute de temps additionnel. Les triplés Murdock tentent à nouveau une attaque, sans succès, et Polaris repart en contre ; après une réception in extremis du ballon par Ember, celui-ci exécute avec ses coéquipiers le "Triangle de la Mort" et marque ainsi le but de la victoire pour son équipe. Après quoi, Sonny va voir Ember, lui demandant si c'est vrai qu'il joue seulement pour se venger, ce à quoi Ember répond qu'il ne devrait pas s'en mêler. Son capitaine, Acker Reese, aussi remarqua qu'il semble avoir comme un poids sur ses épaules. À la suite de cela, Ember va voir Candice à l'hôpital municipal, lui disant qu'il la vengera grâce au football. Après sa visite, un mystérieux garçon, Heath Moore, vient voir Candice. Le jour du match des Raimon arrive, mais leur entraîneur, Monsieur Yi, a été arrêté! |                                             |                                |                                            |                       |
| 8 | Un match sans entraîneur                    | 監督のいない日                 | Kantoku no Inai Hi                         | 25 mai 2018           |
| Le coach Yi a été arrêté, alors que les Raimon vont jouer face à l'équipe Anima Sana, l'une des plus préparées tactiquement des éliminatoires. Avant le début du match, les joueurs reçoivent un message de l'entraîneur dans leurs bracelets disant qu'il va les entraîner, et il leur dit de mettre en place la tactique d'urgence, dont les joueurs clés seront Sandra Fischer et Kiko Calavento. Le match débute, et les joueurs utilisent la stratégie du « Couloir de Chute » ; Basile tente une frappe, sans succès. Après quoi, Anima Sana attaque, mais Kiko, qui s'est entraîné à nettoyer les sols du collège, utilise le "Vortex de Reprise" et reprend le ballon ; Sonny marque un but. Anima Sana contre-attaque, mais Sandra, qui s'est entraînée durement à l'arrêt de pneu jour et nuit, arrête une frappe adverse avec la « Trombe d'Arrêt ». À la suite de cela, les Raimon attaquent, et Hardy inscrit un second but avec la « Tornade de Feu » ; le match s'achève bientôt sur la victoire des Raimon. À la sortie, Jude prévient Sonny de se méfier de leur prochain adversaire, la Royal Academy. En rentrant, les joueurs retrouvent le coach Yi, qui avait injustement été arrêté à cause d'un fichier infecté envoyé par son apprenti. À la Royal, Ray Dark, leur coach venant de sortir de prison, présente à ses joueurs un nouveau joueur, Grotley Bogwash, tandis que les Raimon sont soumis à un entraînement intensif… |                                             |                                |                                            |                       |
| 9 | L’ingénieux plan de Ray Dark                | 総帥 影山零治の奇策            | Sōsui Kageyama Reiji no Kisaku             | 1er juin 2018         |
| Au stade de la Royal, sous les yeux de Jude et Ember, et sous ceux de Heath et de son ami, Duske Grayling, le match opposant les Raimon à la Royal commence, mais avant, les joueurs de la Royal enfilent de nouvelles chaussures. À cause de ces chaussures, les joueurs de la Royal sont très lents, et les Raimon montent tous en attaque, et Hardy marque un but avec la "Tornade de Feu". La Royal ralentit son rythme, et tous les Raimon montent, excepté Nino Nango, qui sent que quelque chose ne va pas. La Royal défend férocement, mais Sonny finit par marquer, et la première mi-temps s'achève. Au début de la seconde, les joueurs de la Royal sentent leurs pieds libérés, tandis que les Raimon commencent à manquer d'énergie à cause de leurs attaques intensives de la première mi-temps. La Royal marque un but grâce au "Manchot Empereur Numéro 2" ; les joueurs de la Royal continuent d'attaquer face à des Raimon désorganisés, et égalisent. Nathan Swift se souvient comment il est arrivé comme ambassadeur du foot à la Royal, et comment Ray Dark est revenu occuper son poste de coach, le soumettant à ses ordres et relevant le niveau de la Royal. La Royal continue d'attaquer sans relâche, et David Samford inscrit un troisième but pour la Royal… |                                             |                                |                                            |                       |
| 10 | Le Manchot Empereur contre L’Ours Polaire ! | 激突！皇帝ペンギンVS北極グマ!! | Gekitotsu! Kōtei Pengin VS Hokkyoku Guma!! | 8 juin 2018           |
| La Royal mène face aux Raimon, lorsque le coach Yi demande à ses joueurs d'utiliser le style 'babyfoot', consistant à ne pas franchir les lignes qui sont propres aux postes des joueurs, et qu'ils ont de plus pratiqué à l'entraînement. Les Raimon reprennent ainsi le ballon à la Royal, devenant plus efficaces, et Hardy inscrit un but avec la "Tornade de Feu". Ray Dark demande alors à son assistant d'alléger les chaussures spéciales de ses joueurs, et la Royal devient encore plus rapide. Hardy traite alors David et Caleb Stonewall de lâches prêts à tricher, ce qui les déstabilise dans leur jeu. Caleb et David remettent alors des chaussures conventionnelles, et le gardien Grotley est remplacé par Joseph King et chassé du terrain par Ray. Joseph arrête une frappe de Hardy, et la Royal se lance en contre. Ray explique que le fait d'avoir ligué ses propres joueurs contre lui les a rendus unis et plus forts. Les Raimon mettent alors en place une nouvelle tactique, basée sur leur entraînement intensif au centre d'entraînement Inabikari, et arrêtent la Royal avec la "Cage Gravitationnelle", avant que Sonny, Hardy et Sandra ne mettent le but de la victoire avec l'"Ours Polaire N°2". Peu après, Nathan explique à se coéquipiers que le changement de chaussures en cours de match était prévue dès le départ par Ray Dark… |                                             |                                |                                            |                       |
| 11 | La résolution de Sonny !                    | 決戦前夜 明日人の決意          | Kessen Zenya Asuto no Ketsui               | 15 juin 2018          |
| À la fin du cinquième match qualificatif que les Raimon ont gagné, Sonny remarque qu'Ember observait. Plus tard, le coach Yi dit à ses joueurs qu'ils doivent gagner le prochain match pour se qualifier. Après quoi, Sonny va assister au sixième match de Polaris et trouve Ember dans les tribunes ; soudain, Heath et son ami Duske passent près d'eux, et Ember les interpelle. Ember, haineux, dit à Heath qu'il veut venger Candice en brisant l'arbitrage d'Arès. Sonny demande à Ember s'il veut jouer au foot pour le plaisir, mais Ember lui dit qu'il joue uniquement pour détruire ceux qu'il déteste, avant de partir. Le match entre Polaris et Midorigaoka étant annulé, et le match des Raimon contre Ultramégatétra aussi, Raimon affrontera Polaris. Le soir venu, après une discussion entre Sonny, Eisner et Trevor Cook sur les motivations de Ember, Sonny reçoit une lettre de sa mère de la part de madame Lecœur, qui lui apprend que son père est toujours vivant, mais que sa mère le lui a caché de peur qu'il ne déteste le foot. Le lendemain, le coach Yi dit à ses joueurs d'appliquer la tactique de la "carte maîtresse", tandis que Trevor subit un entraînement spécial. À l'école Polaris, les joueurs sont surpris de trouver Ember s'entraînant, et Jude fait remarquer à Ember que Sonny l'embête car il dégage une lumière. Le jour du match entre Raimon et Polaris arrive. Le match est lancé, et Ember marque un but d'entrée de jeu… |                                             |                                |                                            |                       |
| 12 | Ember en feu                                | 燃える灰崎                     | Moeru Haizaki                              | 22 juin 2018          |
| Après le but de Ember pour Polaris, Raimon tente un contre, mais Ember reprend la balle et riposte en solo, marquant un second but avec le "Manchot Suprême". Ember se souvient comment il s'est mis à jouer au foot dans le but de vaincre l'arbitrage d'Arès pour venger Candice. Ember continue à attaquer intensivement, inscrivant un troisième but avec la "Volée de Manchots". Ember tente à nouveau un tir, mais Sonny s'y oppose, ainsi que plusieurs autres fois. La première mi-temps s'achève, et Sonny motive ses coéquipiers en leur disant de profiter de l'instant et de tout donner. Le coach Yi demande alors aux joueurs d'utiliser leur arme secrète, et la deuxième mi-temps commence. Ember se confronte à Sonny, sans succès. Peu après, Ember tente d'attaquer, mais ses feintes sont toujours interceptées par les défenseurs adverses. Hardy inscrit le premier but pour les Raimon avec la "Tornade de Feu". Ember continue de se faire intercepter le ballon, et Trevor monte sur le terrain, révélant son poste de libéro ; il utilise la "Vrille Voltaïque" pour dépasser ses adversaires et marque un but. Après quoi, les Raimon mettent en place une tactique, la "Mystification", ouvrant le centre du terrain, et Sonny égalise pour Raimon. Polaris contre-attaque alors avec la tactique de la "Défense Hermétique"… |                                             |                                |                                            |                       |
| 13 | Les derniers sursauts de la tempête !       | 壮絶！嵐の最終局面!!           | Sōzetsu! Arashi no Saishū Kyokumen!!       | 29 juin 2018          |
| Ember fonce vers le but adverse, et utilise le "Manchot Suprême", marquant un nouveau but malgré les efforts de la défense adverse. Entretemps, le coach assistant de Polaris informe le coach Travis du parcours de hétéroclite de Monsieur Yi, qui aurait notamment insulté le football il y a dix ans, lui valant une exclusion du milieu. Ember continue d'attaquer, mais Sonny s'oppose à lui, malgré une blessure à la cheville. Ember utilise la "Volée de Manchots", mais la tête de Sonny amortit suffisamment la frappe pour que Sandra l'arrête. À ce moment, le coach ordonne à ses joueurs de contre-attaquer pendant les trois dernières minutes, puis il soigne Sonny. Les Raimon contrent donc, et Eisner, Sonny et Hardy égalisent avec la "Frappe Météore". Jude comprend alors que les joueurs de Raimon ont économisé leur énergie, ne laissant souvent que Sonny pour s'occuper des attaques de Ember, les autres jouant à tour de rôle. Sonny tire avec la "Frappe Albatros", marquant un but. Ember demande à ses coéquipiers de l'aider à gagner, mais ils lui disent qu'ils sont aussi avec lui. Et après quelques minutes, le match s'achève sur la victoire des Raimon. Ember vient alors féliciter Sonny, qui lui dit qu'il a joué de manière passionnée. Regina va aider dans les tribunes Heath, pris de vertiges, avant d'aller à l'hôpital lui remettre indirectement un objet qu'il a perdu au stade. |                                             |                                |                                            |                       |
| 14 | L’Empereur du Clair de Lune                 | 月光のエンペラー               | Gekkō no Enperā                            | 6 juillet 2018        |
| La cérémonie de présentation des équipes finalistes du Football Frontier commence au stade, avec l'entrée des écoles Alia, de Zeus, Alpin, de Raimon, Polaris, Sélène et Lambda. Trois jours auparavant, Heath se souvient comment lui et Duske ont intercepté et arrêté un joueur de leur collège pour ne pas s'être plié au projet Arès, qui les prive de leurs libertés selon ses dires. Après une argumentation entre Heath et cet élève, Heath le laisse partir voir celle qu'il aime. Deux jours avant la cérémonie, Heath vient observer les Raimon, lorsque Regina, puis le reste de l'équipe vient à lui. Heath leur explique alors que le Football Frontier n'est pour Sélène qu'une étape vers leur but ultime, l'arbitrage d'Arès. Un jour auparavant, Ember s'entraîne férocement pour pouvoir vaincre Sélène, de même que les Zeus pour se préparer face aux Raimon. Maintenant, le match opposant Sélène à Polaris est lancé. Ember se lance, mais Heath lui reprend vite le ballon, inscrivant un but. Ember tente un tir, sans succès. Les joueurs de Sélène visent alors les jambes des joueurs de Polaris pour casser leur rythme, et Sélène inscrit un second, puis un troisième but. Pendant ce temps, le match opposant les Raimon aux Zeus commence ; entretemps, Heath se souvient pendant son match comment les médecins lui ont dit qu'il ne lui reste plus que trois mois à vivre… |                                             |                                |                                            |                       |
| 15 | La Détresse de l’Empereur                   | 皇帝の苦悩                     | Kōtei no Kunō                              | 13 juillet 2018       |
| À l'issue de la première mi-temps, Sélène mène par trois buts face à Polaris, mais le coach de Sélène n'est pas satisfait. Pendant ce temps, la seconde mi-temps entre Raimon et Zeus a lieu. Les Zeus, maîtrisant les techniques aériennes, inscrivent deux buts, notamment grâce au "Savoir Ultime" de Byron Love. Les Raimon attaquent alors, et Donati inscrit un but, déviant la "Tornade de Feu" de Hardy, puis égalisent. Entretemps, Sélène domine Polaris, mais continue de mettre la pression. Finalement, Raimon gagne face aux Zeus grâce à la "Tempête de Feu" de Sonny et Hardy. Les Raimon vont alors assister au match opposant Polaris à Sélène. Heath décide de faire un "Maelstrom Omega", et Duske se souvient comment Heath a changé sa vision du monde en sauvant de façon désintéressée une petite fille d'un immeuble en feu. Sélène lance sa supertactique interdite, terrassant les joueurs de Polaris, incapables de se relever, et l'école Polaris déclare forfait. Après quoi, Regina vient reprocher son style de football à Heath, qui s'explique juste après avec Ember sur les vices de la société, avant de dire que s'il veut des preuves contre le projet Arès, il doit les trouver, ce qui intrigua Jude. Entretemps, Regina, suivi par Sonny, va trouver Heath à Sélène, et ce dernier lui révèle qu'il a autrefois été rejeté par ses parents, avant de lui dire qu'il a une tumeur au cerveau… |                                             |                                |                                            |                       |
| 16 | Le Double Prince du champ de neige          | 雪原のダブルプリンス           | Setsugen no Daburu Purinsu                 | 20 juillet 2018       |
| Un mois plus tôt, au collège Alpin, une jeune fille, Bunny Cottontail, fille du sponsor d'Alpin, vient rejoindre l'équipe, à la colère de Aiden Froste. Dans le présent, le coach Yi présente aux Raimon leurs futurs adversaires d'Alpin, et notamment Kevin Dragonfly, Shawn Froste et Aiden Froste. Après quoi, Sonny et les autres constatent que Sandra s'en veut de ne pouvoir arrêter les tirs adverses, mais Sonny l'encourage. À l'entraînement, Regina est perturbée par ce que lui avait dit Heath sur son état de santé. Sonny va trouver Ember pour lui demander s'il va arrêter le foot, mais n'obtient aucune réponse. Le soir venu, Sandra commence son entraînement, tout comme Sonny. Le jour du match opposant Raimon à Alpin arrive, et les Raimon commencent d'emblée avec l'"Ours Polaire N°2", mais sont arrêtés par l'"Ours Entravé" de Aiden, qui attaque avec Shawn et les autres. Aiden marque un but avec l'"Ours Enragé". Les Raimon commencent à se disputer entre eux, et Aiden provoque les défenseurs adverses, perturbant leurs placements sur le terrain. La première mi-temps s'achève, et le moral des Raimon est au plus bas. La deuxième mi-temps est lancée, et Sonny se démène face aux offensives d'Alpin, encourageant ses amis à s'amuser. Hardy marque un but avec la "Tornade de Feu", mais Aiden et Shawn inscrivent un but avec le "Front Froid". Sonny égalise juste après… |                                             |                                |                                            |                       |
| 17 | Opération Princesse des Neiges !            | 爆裂！雪姫大作戦！             | Bakuretsu! Yuki Hime Daisakusen            | 27 juillet 2018       |
| Bunny Cottontail entre sur le terrain pour les deux équipes, et Kevin se souvient comment elle apprit vite le foot. Après quelques ratés, elle se reprend en main et court très vite. En faisant ses recherches, Aurélia découvre que Bunny est une ancienne athlète recordman. Et Bunny inscrit un but avec la "Course du Lièvre". Alpin coordonne alors ses mouvements derrière Bunny, qui avec Shawn et Aiden marque un but avec le "Triple Blizzard". Les mouvements d'Alpin sont parfaitement coordonnés, et Nino se rend compte au bout d'un moment que des spectateurs spéciaux dans le stade, aidés par les signes du coach d'Alpin, guident les mouvements d'équipe d'Alpin. À partir de là, les Raimon interceptent le ballon, et Sonny inscrit un but avec la "Frappe Albatros". Les Raimon reprennent encore le ballon, et Nino inscrit un but avec le "Crapaud Ninja". Bunny est furieuse envers son père, qui lui a caché la tactique d'équipe, mais les autres joueurs la poussent à se dépasser. Alpin attaque alors avec le "Triple Blizzard", mais Sandra l'arrête avec le "Voile des Sirènes". Les Raimon défendent intensivement, et Sonny et Hardy inscrivent le but de la victoire avec le "Contre en Tandem". Kevin vient féliciter Sonny, avant d'encourager Aiden, qui va s'excuser auprès de son coach de l'avoir traité d'amateur. |                                             |                                |                                            |                       |
| 18 | Les rêves de l’école du Soleil !            | お日さま園の夢                 | Ohisama-en no Yume                         | 3 août 2018           |
| Cliff et Nino parlent de leur futur adversaire, l'école Alia, dont les joueurs sont en froid avec leur buteur, Xavier Schiller. Le coach Yi présente aux Raimon l'école Alia et ses meilleurs joueurs, Hunter Foster et Xavier Schiller, qui est un joueur impitoyable et individualiste. À l'école Alia, Hunter exhorte Xavier à venir rejoindre ses coéquipiers, le voulant à ses côtés, mais en vain. À l'entraînement des Raimon, Donati et Maxime se portent volontaires pour créer une supertechnique, et le coach Yi leur dit de la créer à deux. À l'école Alia, Hunter laisse de côté ses coéquipiers, songeant à Xavier. Ce dernier se souvient comment étant petit, son père ne se souciait que peu de lui quand il jouait. À l'hôpital, Ember dit à Candice qu'il veut toujours jouer au foot ; chez les Raimon, Donati et Maxime s'entraînent ensemble ; et à l'école Alia, Hunter vient révéler à Xavier que celui auquel leur père, Astram Schiller, tient le plus, c'est à Xavier et à lui seul. Le jour du match opposant Raimon à Alia arrive, sans Xavier pour Alia ; le match est lancé ; Hardy tente de marquer, mais est arrêté par le gardien adverse, Dave Quagmire. Peu après, Sonny inscrit un but, le trompant. Hunter égalise, mais Eisner marque pour Raimon. Alia revient au score, mais Maxime et Kiko égalisent avec le "Pas de Deux", et Hunter se blesse en tentant de dévier la frappe… |                                             |                                |                                            |                       |
| 19 | Le comble de l’individualisme !             | 究極の個人技                   | Kyūkyoku no Kojin-Gi                       | 10 août 2018          |
| Hunter, blessé, est déterminé à se relever, en l'absence de Xavier Schiller, qui en regardant le match, se décide à venir réaliser le rêve de Hunter de gagner le tournoi. Hunter continue à se démener malgré sa blessure, sous le regard de Xavier dans les tribunes. La coach d'Alia fait finalement sortir Hunter, laissant ses joueurs à dix. Raimon attaque, et sur une passe de Sonny, Donati marque un but, feintant Quagmire. Soudain, Xavier arrive, disant à Hunter qu'il va réaliser son rêve, et entre sur le terrain à la place de Beacons, blessé. Aussitôt, Xavier attaque individuellement, et inscrit un but avec "La Déflagration". Après quoi, Xavier continue ses offensives, et malgré la solide défense adverse, marque à nouveau un but, tandis qu'il y a un nouveau remplacement de joueurs dans l'équipe d'Alia. Hunter explique à Trick, qui vient de sortir, comment pendant qu'eux jouaient ensemble à l'école du Soleil étant enfants, il découvrit Xavier jouant seul avec son ballon dans la maison Schiller. Les deux enfants jouèrent alors ensemble plusieurs fois à distance avant de se rencontrer. Xavier continue à attaquer intensivement, mais commence à fatiguer. Hunter demande à la coach Schiller de revenir sur le terrain pour tenir la promesse que lui et Xavier se sont autrefois faits, ce qu'elle accepte… |                                             |                                |                                            |                       |
| 20 | L’ultime super technique !                  | 必殺奥義、その名は...          | Hissatsu Ōgi, Sono Na Wa...                | 17 août 2018          |
| Revenant sur le terrain, Hunter dit à Xavier qu'il va lui apprendre son ultime supertechnique, qui n'est autre que le jeu de passes. Xavier s'y refuse, et tente de marquer un nouveau but avec "La Déflagration", mais est arrêté par "Le Mur" de Cliff et le "Voile des Sirènes" de Sandra. Xavier s'obstine à tenter de passer seul les Raimon, sans succès, et Hardy tente une "Tornade de Feu", mais Donati la dévie de la tête vers le fond des filets adverses. Sonny tente de marquer avec la "Frappe Albatros", mais Quagmire l'arrête avec la "Perceuse". Xavier se décide enfin à faire des passes en en faisant une à Hunter, ressemblant à un tir ; il commence désormais à jouer en équipe. La première mi-temps s'achève alors, et la seconde commence. L'école Alia lance plusieurs offensives, et Xavier marque un nouveau but avec le "Météore Géant". Les deux équipes tentent chacune de marquer, jusqu'à ce qu'au temps additionnel, Xavier et Hunter tentent tous deux de marquer un but avec l'"Attaque Cosmique", mais la frappe est arrêtée par "Le Mur", et "Le Voile des Sirènes" de Sandra, aidée par Hardy et Sonny. Les trois joueurs tirent alors avec l'"Ours Polaire N°2", et finissent par marquer le but victorieux pour Raimon. Xavier dit alors à Hunter qu'il veut continuer de jouer à ses côtés ; à un moment, Sonny remarque que Ember observait dans les tribunes… |                                             |                                |                                            |                       |
| 21 | Les onze dispersés                          | バラバラのイレブン             | Barabara no Irebun                         | 24 août 2018          |
| Les Raimon se voient déjà remporter le Football Frontier, étant de plus bien encouragés par les habitants, leur sponsor et plus étonnant, par les amies de Regina. Seulement, le coach Yi leur apprend que leur prochain adversaire pour les demi-finales sera le collège Lambda, où joue Mark Evans, le gardien légendaire. Leur équipe de foot est toute récente, c'est Mark qui l'a mise sur pied. Après quoi, les joueurs s'apprêtent à s'entraîner, mais le coach Yi leur annonce qu'il doit s'absenter pour une urgence familiale… s'apparentant plutôt à des vacances! Avant de partir, il confie la responsabilité de l'équipe au capitaine, Maxime, qui décide avec Sonny et Basile de concevoir une nouvelle supertechnique. Les joueurs s'entraînent tous, mais de manière très individualiste, ce qui inquiète Maxime qui vient leur demander de jouer en équipe, sans succès. La nuit tombée, Maxime commence à se poser des questions sur son rôle de capitaine, pensant ne pas être à la hauteur ; Sonny vient l'encourager, mais en vain. Le lendemain, en ville, Regina vient trouver Duske, l'ami de Heath, pour lui demander s'il y a un espoir pour la maladie de Heath, mais il part, n'étant de plus pas au courant de cela. Les Raimon ont un esprit d'équipe anéanti ; peu de temps après, le match les opposant au collège Lambda de Mark Evans s'apprête à débuter… |                                             |                                |                                            |                       |
| 22 | Le Capitaine Légendaire !                   | 伝説のキャプテン               | Densetsu no Kyaputen                       | 31 août 2018          |
| Le match opposant le collège Raimon au collège Lambda commence, avec une bonne entrée en matière des Raimon, mais Mark Evans arrête leurs attaques. Après quoi, les joueurs de Lambda attaquent en équipe. Billy Miller du collège Lambda se souvient alors comment Mark Evans avait rejoint son équipe tout juste montée en tant qu'ambassadeur du football du fait que Billy avait réussi à monter une équipe à partir de rien ; leurs entraînements intensifs les ont fait progresser de jour en jour, jusqu'à maintenant. Billy tente un tir, sans succès. Mais les joueurs de Raimon commencent à se disputer. Eisner tente une frappe, mais Mark l'arrête avec la "Main Magique". Le collège Lambda lance une offensive, et marque un but avant la fin de la première mi-temps. Maxime vient voir Mark, lui disant qu'il ne fait pas le poids face à lui. La seconde mi-temps débute. Sonny encourage Maxime, qui se souvient que Mark lui a dit de devoir aussi comme capitaine s'effacer et rester derrière ses joueurs pour les encourager. Alors, Maxime encourage ses amis à s'amuser en jouant. Les Raimon rejouent alors en équipe, et Hardy et Donati tentent de marquer sur l'angle, mais Mark arrête leur frappe. Pendant ce temps, Jude vient voir Ember, qui lui avoue vouloir continuer de jouer au foot, et à l'hôpital, Heath demande aux médecins de le laisser continuer à jouer… |                                             |                                |                                            |                       |
| 23 | Vaincre une Légende                         | 伝説を乗り越えろ！             | Densetsu o Norikoero!                      | 7 septembre 2018      |
| Le match opposant les Raimon à Lambda continue. Maxime conseille à Hardy et Donati de viser sur les angles face à Mark Evans. Hardy utilise alors la "Tornade de Feu", que Sonny dévie vers Donati qui marque le premier but pour Raimon avec la "Tête Inversée". Un défenseur de Lambda blessé en tentant d'arrêter la frappe est sorti, et Lambda joue à dix. Hardy, Sonny et Donati retentent leur stratégie qui les a mené au premier but, mais Mark les arrête avec la "Méga Main Magique". Lambda continue difficilement le jeu, jusqu'à ce qu'une remplaçante, Kia Tanner, ne vienne rejoindre le terrain pour Lambda. Cette joueuse très rapide donne du fil à retordre aux Raimon, qui ont du mal à la suivre. Billy Miller attaque, et Lambda tente d'inscrire un but, mais Sandra arrête leur frappe avec le "Voile des Sirènes". Raimon contre-attaque ; Sonny, Hardy et Maxime utilisent alors une puissante supertechnique, le "Tir Tricolore", et marquent le but de la victoire pour Raimon. Mark vient encourager ses coéquipiers, avant de venir remercier Sonny et ses coéquipiers pour ce match. Après quoi, Monsieur Yi vient rejoindre ses joueurs. À l'hôpital, Ember confie à Candice qu'il jouait en réalité au foot pour lui-même, tandis que Heath, malade, se promet d'y jouer une dernière fois… |                                             |                                |                                            |                       |
| 24 | Quand Moore déclare la guerre               | 野坂の宣戦布告                 | Nosaka no Sensen Fukoku                    | 14 septembre 2018     |
| Au collège Sélène, Duske vient confronter Heath sur le fait qu'il ne lui a jamais parlé de sa maladie, lui disant qu'il n'est pas en état, mais Heath lui répond qu'il veut mener ce combat jusqu'à la fin. Ember dit à Jude qu'il veut continuer à jouer au foot, tandis que Heath vient confronter le directeur de Gekkou Electronics, Othman Laspic sur le fait que les joueurs de Sélène ne veulent plus participer au projet Arès. Le directeur dit alors à Heath que les joueurs ne pourront se retirer que s'ils prouvent la crédibilité du projet en gagnant la finale, ce que Heath accepte. Entretemps, les Raimon apprennent que Maxime, blessé, est à l'hôpital, lorsque Ember et Jude surviennent avec le coach Yi, annonçant à Sonny et aux autres que Ember se joindra à l'équipe pour la finale. Un peu plus tard, Sonny et les autres vont rendre visite à Maxime à l'hôpital ; ce dernier remet le rôle de capitaine à Sonny. Le lendemain, Heath vient rendre une visite surprise aux Raimon, leur remettant les données des joueurs de Sélène. Peu après, Heath confirme à Regina qu'il jouera la finale, tandis que Sonny suggère à ses coéquipiers de retourner sur leur île. Le jour de la finale opposant Raimon à Sélène arrive, et Heath encourage ses coéquipiers en leur révélant ce qu'il a dit à Laspic ; les Raimon sont revigorés ; et enfin, le match est lancé! |                                             |                                |                                            |                       |
| 25 | L’Ultime Football !                         | 激突するサッカー！！           | Gekitotsu Suru Sakkā!!                     | 21 septembre 2018     |
| La finale opposant Raimon à Sélène commence, et Heath utilise avec son équipe la tactique du "Maelstrom Omega", terrassant les Raimon, et Heath inscrit un but. Mais à la grande surprise des joueurs de Sélène, les Raimon se relèvent, et Ember révèle comment il a créé une onde aspirante pour contrer les effets dévastateurs du "Maelstrom Omega", et comment tous les Raimon se sont entraînés à tomber correctement. Les Raimon tentent une attaque, mais Sélène se reprend avec la tactique "Le Glaive". Raimon contre, et Ember s'oppose violemment à Heath, jusqu'à ce que Heath s'effondre. Inquiète, Regina va vers lui, mais Heath se relève, déterminé à jouer, et il revient dans le jeu. Sonny combine sa "Frappe Albatros" avec la "Tornade de Feu" de Hardy, et Trevor se charge de mettre le but au fond des filets, trompant Duske. Ember se déchaîne sur Heath, et Donati tire, mais est arrêté par Duske. Les Raimon insistent, et Hardy inscrit le second but avec le "Daruma de Feu". Sélène riposte, et Heath marque avec le "Lancier Royal". La première mi-temps s'achève ; Sonny va trouver Ember et Heath pour leur dire de jouer au foot pour créer un lien et pour le plaisir, ensemble. Après cela, Ember voit Candice en forme dans les tribunes, qui lui dit qu'elle lui expliquera tout après ; entretemps, Laspic dit à Heath qu'il sait pour les données de Sélène transmises aux Raimon… |                                             |                                |                                            |                       |
| 26 | La course vers le sommet                    | てっぺんへダッシュ！           | Teppen e Dasshu!                           | 28 septembre 2018     |
| Après que Sonny et Heath aient motivé leurs équipes respectives, la deuxième mi-temps commence. Raimon attaque, mais Duske arrête la frappe de Hardy et relance Heath qui tente sans succès de marquer… Chacune des deux équipes fait de son mieux, jouant son meilleur football. Donati tire sans succès, déterminé à créer sa supertechnique de tir. Il reprend peu après la balle à Heath, se rappelant les encouragements de son père, et après un moment de jeu, Donati utilise enfin la "Limonade de Feu", marquant le troisième but pour Raimon. Et le match s'achève enfin sur la victoire de l'équipe de Raimon, victorieuse du tournoi Football Frontier! Heath dit à Ember et à Sonny qu'il va mettre fin à l'arbitrage d'Arès. Ce qu'il fit juste après, en allant confronter Laspic sur le fait qu'il a réduit au silence toutes les victimes d'Arès. Toutefois, Heath avait demandé à Candice, qui était déjà remise de sa dépression, à continuer de jouer la comédie ; aussi, Heath a conservé jusqu'à maintenant comme preuve des effets désastrueux de l'arbitrage d'Arès sa tumeur cérébrale. Après quoi, Ember shoote avec un ballon sur Laspic. Sur ce, Heath dit peu après à Regina qu'il va se faire opérer au plus vite, tandis que Candice remercie Ember de ses visites. Plus tard, Sonny, Ember et Heath se promettent de rejouer ensemble au foot ; entretemps, la liste des joueurs de la sélection japonaise est prête… |                                             |                                |                                            |                       |
| 27 | La réforme du football                      | サッカーの変革                 | Sakkā no Henkaku                           | 21 janvier 2018       |
| Un match amical est organisé entre Raimon et une équipe de la ligue Espagnole nommée Barcelona Orb au Stade du Football Frontier. |                                             |                                |                                            |                       |

## Inazuma Eleven: Orion no Kokuin
| No | Titre français                               | Titre japonais               | Titre japonais                   | Date de 1re diffusion |
| No | Titre français                               | Kanji                        | Rōmaji                           | Date de 1re diffusion |
| --- | -------------------------------------------- | ---------------------------- | -------------------------------- | --------------------- |
| 1 | La porte du monde                            | 世界への門                   | Sekai e no Mon                   | 5 octobre 2018        |
| Le jour est enfin arrivé et les joueurs qui vont représenter Inazuma Japan ont été sélectionnés. Tous les joueurs sélectionnés ont joué dans le Football Frontier, à l'exception d'un joueur, Ichihoshi Mitsuru, qui est venu de Russie. Tous les joueurs ont ensuite été présentés à leurs entraîneurs et managers mais ils ont également rencontré Clario Orvan et Mutekigahara Fujimaru qui ont montré que leur jeu n'est pas encore suffisant pour affronter le monde. Seront-ils capables de gagner leur premier match ? |                                              |                              |                                  |                       |
| 2 | L'arme finale perdue                         | 失われた最終兵器             | Ushinawareta Saishū Heiki        | 12 octobre 2018       |
| L'équipe Inazuma Japan entame son premier match Football Frontier International contre l'équipe de Corée du Sud, Red Bison. Les deux équipes utilisent des Super Techniques pour être les premiers à marquer leur premier but. Cependant, Red Bison obtient le premier but après avoir obstrué la vue d'Endou Mamoru. Le jeu d'Inazuma Japan est-il suffisant pour revenir dans le match et égaliser ou prendre l'avantage avant la fin de la première mi-temps ? |                                              |                              |                                  |                       |
| 3 | Ceux avec le Sceau                           | 刻印を持つ者                 | Kokuin o Motsu Mono              | 19 octobre 2018       |
| Gouenji Shuuya étant blessé pour Inazuma Japon, Kira Hiroto le remplace et la rivalité entre Hiroto et Haizaki Ryouhei commence. Malgré leur rivalité, Hiroto et Haizaki parviennent à faire remonter le ballon dans leur direction et Inamori Asuto marque le deuxième but pour Inazuma Japan après avoir récupéré le ballon perdu. Cependant, peu après le but d'Inazuma Japan, Red Bison contre-attaque et parvient à marquer son deuxième but, portant le score à 2-2. Après avoir compris son petit jeu, Seok Min-Woo s'approche de Baek Shi-Woo et voit quelque chose sur son épaule lorsqu'il baisse sa chemise. Que voit-il et quelle équipe va gagner le match ? |                                              |                              |                                  |                       |
| 4 | Le Rire d'Ichihoshi                          | 笑う一星                     | Warau Ichihoshi                  | 26 octobre 2018       |
| Inazuma Japon s'entraîne pour le match à venir contre l'Australie mais ils n'ont aucune information sur l'équipe, donc ils n'ont aucune idée du type de jeu de l'Australie. Certains s'entraînent en groupe, d'autres par deux et d'autres seuls. Pendant que les autres s'entraînent, Kidou Yuuto va voir Zhao Jin Yun pour lui demander si quelque chose se passe avec le tournoi ainsi que des informations sur Ichihoshi Mitsuru, mais sans succès. Endou Mamoru et Ichihoshi s'entraînent l'un contre l'autre, mais au dernier coup de pied d'Ichihoshi, une pointe apparaît dans le ballon et Endou parvient à l'éviter grâce à l'avertissement de Kidou. Que prépare Ichihoshi ? |                                              |                              |                                  |                       |
| 5 | Le cheval de Troie en bois                   | トロイの木馬                 | Toroi no Mokuba                  | 2 novembre 2018       |
| Inazuma Japan commence son match contre l'Australie, mais ils ont du mal à suivre le jeu de l'Australie. L'Australie marque rapidement deux buts car Endou Mamoru n'est pas capable avec Fuujin Raijin de bloquer la technique de Satan Gaul, Time Trance. Cependant, une personne absente depuis un certain temps apparaît, peut-elle aider l'équipe d'Inazuma Japan ? |                                              |                              |                                  |                       |
| 6 | La contre-attaque de Kido                    | 鬼道の反撃                   | Kidō no Hangeki                  | 9 novembre 2018       |
| Le match entre Inazuma Japan et l'Australie se poursuit avec la deuxième mi-temps. Voyant qu'Ichihoshi Mitsuru essaie de faire perdre Inazuma Japan, Kidou Yuuto décide de l'éliminer avec l'aide de Haizaki Ryouhei et Kira Hiroto. Le duo porte quelques coups à Ichihoshi mais malgré tout, Inazuma Japan est toujours derrière et Endou Mamoru est toujours incapable d'arrêter le Time Trance de Satan Gaul alors qu'il arrive à déceler le timing de la technique. Inazuma Japan peut-il renverser le match et Endou pourra-t-il arrêter la Time Trance de Satan Gaul ? |                                              |                              |                                  |                       |
| 7 | Le piège planifié                            | 仕組まれた罠                 | Shikumareta Wana                 | 16 novembre 2018      |
| Le match entre Inazuma Japan et Shining Satans se termine finalement avec Haizaki Ryouhei et Kira Hiroto qui marquent le but de la victoire avec la technique Penguin The God & Devil, concluant le match sur un score de 5-4. Cependant, alors que l'équipe célèbre sa victoire, un de ses coéquipiers est accusé de dopage. Comment l'équipe va-t-elle réagir ? |                                              |                              |                                  |                       |
| 8 | La plus grande crise d'Inazuma Japan !       | イナズマジャパンの最大の危機 | Inazuma Japan Saidai no Kiki     | 30 novembre 2018      |
| Inazuma Japan commence à s'entraîner pour son prochain match contre l'équipe d'Ouzbékistan, Eternal Dancers. Cependant, avant le début du match, Endou Mamoru est arrêté alors qu'il est en conversation avec certaines personnes. Inazuma Japan doit maintenant commencer et gagner la rencontre sans son capitaine et gardien de but principal. Comment Inazuma Japan y parviendra-t-il ? |                                              |                              |                                  |                       |
| 9 | Le retour de l'empereur                      | 皇帝の帰還                   | Kōtei no Kikan                   | 14 décembre 2018      |
| Nosaka Yuuma est enfin de retour dans l'équipe après son opération du cerveau et est le capitaine d'Inazuma Japan pendant la deuxième mi-temps du match entre Inazuma Japan et Eternal Dancers. Avec Nosaka de retour, le jeu d'Inazuma Japan est bien meilleur que pendant la première mi-temps car Nosaka ordonne à chacun ce qu'il doit faire ou où il doit se tenir. Bien que Nosaka vienne d'être opéré du cerveau, il parvient toujours à jouer. Qui a-t-il rencontré à l'hôpital et Inazuma Japan va-t-il marquer des buts maintenant que Nosaka est de retour ? |                                              |                              |                                  |                       |
| 10 | La contre-attaque de l'empereur !            | 皇帝の逆襲                   | Kōtei no Gyakushū                | 21 décembre 2018      |
| Inazuma Japan parvient à gagner le match contre Eternal Dancers sur le score de 4-2, mais après le match, Ichihoshi Mitsuru tente d'accuser Nosaka de dopage comme il l'a fait pour Kidou Yuuto. Cependant, Nosaka est plus malin qu'Ichihoshi en échangeant les drogues qu'il a plantées avec autre chose. Endou Mamoru est également libéré du poste de police et Kimura Yousuke l'approche, voulant lui parler d'Ichihoshi. Endou raconte ensuite à son équipe ce qu'il a appris de Kimura au sujet d'Ichihoshi et Iwato Takashi révèle également quelque chose. Que vont dire Endou et Iwato à l'équipe au sujet d'Ichihoshi ? |                                              |                              |                                  |                       |
| 11 | Le scénario de l'empereur                    | 皇帝のシナリオ               | Kōtei no Shinario                | 28 décembre 2018      |
| Inazuma Japon se prépare pour son prochain match contre l'Arabie Saoudite avec Nosaka Yuuma qui montre l'entraînement à l'équipe. Pendant que l'équipe s'entraîne, Ichihoshi Mitsuru reçoit une pression de Girikanan pour les éliminer. Cependant, Ichihoshi n'a pas vraiment envie de le faire car cela lui rappelle l'accident qu'il a eu il y a plusieurs années. Il finit par ne pas le faire et décide d'éliminer les joueurs pendant le match avec l'aide des joueurs d'Arabie Saoudite. Comment Inazuma Japan va-t-il empêcher cela et gagner le match en même temps ? |                                              |                              |                                  |                       |
| 12 | Ichihoshi, la dernière décision              | 一星、最後の選択             | Ichihoshi, Saigo no Sentaku      | 11 janvier 2019       |
| Ichihoshi est déchiré entre sauver son frère et jouer au football comme il le souhaite. Ce débat devient encore plus fort après qu'il a reçu une passe d'Asuto, qui lui fait confiance pour bien faire. Cependant, il reçoit alors un nouvel ordre de destruction de Nosaka. Même s'il veut sauver son frère, son envie de jouer au football normal devient plus forte. Ichihoshi décidera-t-il de suivre les ordres de la Fondation Orion ou jouera-t-il au football pour le plaisir ? |                                              |                              |                                  |                       |
| 13 | Le Japon, une nouvelle lueur                 | ジャパン、新たな輝き         | Japan, Aratana Kagayaki          | 18 janvier 2019       |
| La première mi-temps entre le Japon d'Inazuma et l'Arabie Saoudite s'est terminée sur le score de 1-0. Ichihoshi Mitsuru est toujours déchiré entre sauver son frère et jouer au football comme il le souhaite. Inazuma Japon tente d'aider Ichihoshi mais cela ne fonctionne pas vraiment. Zhao Jinyun révèle alors qu'Ichihoshi n'avait pas de frère à l'hôpital puisque Kidou Yuuto a attendu toute la journée mais personne n'est venu dans la chambre où le frère d'Ichihoshi était censé se trouver. Zhao révèle également que son frère est mort avec son père dans l'accident, ce qui rend Ichihoshi encore plus confus. La deuxième mi-temps est sur le point de commencer et Inazuma Japan décide de laisser Ichihoshi jouer malgré son état. Ichihoshi pourra-t-il s'en sortir et trouver sa vraie nature ? |                                              |                              |                                  |                       |
| 14 | Graines de stars                             | キラキラサッカーボーイ       | Kirakira Sakkā Bōi               | 25 janvier 2019       |
| Kimura Yousuke interviewe Asuto, Haizaki et Nosaka pour le magazine Monthly World Soccer, dans le cadre d'un article intitulé "Kira Kira , footballeur étincelant". Il leur pose des questions de formalité tels que " Qui sont les trois meilleurs ? " ou " Qui sont ceux qui ont laissé la meilleure impression ?" |                                              |                              |                                  |                       |
| 15 | Le disciple de Zhao Jin Yun                  | 趙金雲の弟子                 | Chō Kin Un no Deshi              | 1er février 2019      |
| Les Asian Finals arrivent et Inazuma Japon va affronter l'équipe de Chine. Zhao Jinyun a dit aux membres que Li Kobun avait dû les quitter à cause d'un incident dans sa famille, mais Hiura Kirina a révélé sa véritable identité, qu'il connaissait car il l'avait déjà vu sans son masque. Li Hao a ensuite raconté comment il a rencontré Zhao Jinyun il y a six ans, quand il avait huit ans. Après que Zhao l'ait surpris en train d'essayer de voler son portefeuille, il l'a amené dans un endroit où il pouvait manger et Hao a révélé qu'il était un orphelin qui avait quitté l'orphelinat parce qu'il n'aimait pas les gens qui s'y trouvaient et avait décidé de partir dans la rue. Zhao a rassemblé d'autres rats des rues et a commencé à les entraîner pour devenir une équipe de football, mais surtout pour leur montrer comment vivre une vie honnête. Après avoir décidé qu'ils n'avaient plus besoin de lui, il les a quittés, en disant que vivre une vie honnête leur apporterait quelque chose de mieux à la fin. Les rats des rues ont réussi à se débrouiller tout seuls, car ils ont réussi à aller en finale du tournoi chinois avec leur équipe, Rojiura Shounentai. Ils ont vu que l'équipe adverse, Shanghai Hoshinekodan, était entraînée par nul autre que Zhao Jinyun. Le match s'est terminé par un match nul, avec un score de 2-2. |                                              |                              |                                  |                       |
| 16 | Je fais partie de l'Equipe !                 | 俺はチームの中に             | Ore wa Chīmu no Naka ni          | 8 février 2019        |
| Ichihoshi Hikaru se sent coupable de ce qu'il a fait à l'équipe alors qu'il pensait être Ichihoshi Mitsuru et aide l'équipe par tous les moyens, afin qu'elle puisse lui pardonner. Inamori Asuto voit ce qu'Ichihoshi fait et décide de l'inviter à aller dans la forêt du Mont Fuji au milieu de la nuit. Cependant, ils se perdent et n'ont pas dit à leurs coéquipiers où ils sont allés. Seront-ils capables de retrouver leur chemin et leurs coéquipiers les rechercheront-ils ? |                                              |                              |                                  |                       |
| 17 | Surprenant ! Trois gardiens de but alignés ! | 驚愕のトリプルキーパー       | Kyōgaku no Toripuru Kīpā         | 15 février 2019       |
| Inazuma Japan commence son match contre l'équipe nationale chinoise, Soccer Acrobatic Troupe, mais sans son entraîneur, qui est absent, ce qui fait de Kudou Michiya l'entraîneur principal de l'équipe pour la rencontre. Les joueurs d'Inazuma Japon luttent contre le jeu des Soccer Acrobatic Troupe et le Fuujin Raijin Ghost d'Endou Mamoru est brisé par le Tenkuu Hayabusadan de Li Hao. Kudou prend alors la décision de faire entrer les deux gardiens de réserve, Nishikage Seiya et Saginuma Osamu, ce dernier faisant ses débuts, à la place de défenseurs. Maintenant que les trois gardiens sont sur le terrain, comment vont-ils arrêter le Tenkuu Hayabusadan de Li Hao ? |                                              |                              |                                  |                       |
| 18 | Gojin se tient sur le terrain                | 剛陣、フィールドに立つ       | Gōjin, Fīrudo ni Tatsu           | 22 février 2019       |
| Inazuma Japan continue son match contre Soccer Acrobatic Troupe. Avec l'aide de Nishikage Seiya et Saginuma Osamu, Endou Mamoru est maintenant capable d'arrêter le Tenkuu Hayabusadan de Li Hao avec leur technique combinée, The Asura. Cependant, Inazuma Japan a maintenant du mal à marquer des buts car la Soccer Acrobatic Troupe arrête toutes ses techniques. Kudou Michiya décide alors de laisser jouer Goujin Tetsunosuke, qui fait ses débuts dans l'équipe. Pourra-t-il aider l'équipe ? |                                              |                              |                                  |                       |
| 19 | La grande scène en vue !                     | 目指せ、大舞台！             | Mezase, Daibutai!                | 1er mars 2019         |
| La fin du match approche lentement et Inazuma Japan a du mal à marquer contre Soccer Acrobatic Troupe qui elle également peine à marquer. Soccer Acrobatic Troupe utilise de nouvelles tactiques pour déjouer les joueurs d'Inazuma Japan mais grâce à Nosaka Yuuma et Ichihoshi Hikaru, ils parviennent à contrer ces tactiques avec leur propre nouvelle tactique, le Général. Inazuma Japan parvient à marquer le but égalisateur grâce à Maximum Circus de Fudou Akio, mais les dernières minutes de ce match de finale asiatique sont presque terminées. Qui va gagner ce match ? |                                              |                              |                                  |                       |
| 20 | Banquet pour un nouveau départ               | 新たなる旅立ちの宴           | Aratanaru Tabidachi no Utage     | 8 mars 2019           |
| Après avoir remporté les préliminaires du FFI, Inazuma Japan est invité à bord d'un navire pour un dîner de luxe. À leur grande surprise, Clario Orvan et quelques autres membres de Barcelona Orb sont également présents à la fête. À ce moment-là, les tirages au sort des matchs par équipes pour le FFI sont en direct à la télévision, et le premier rival du Japon est l'Espagne. La Fondation Orion pourrait-elle être responsable de cette situation ? |                                              |                              |                                  |                       |
| 21 | Réflexions sentimentales au gré des vagues   | 大海への想いを馳せて         | Taikai e no Omoi o Hasete        | 15 mars 2019          |
| Avant de partir en Russie pour le Football Frontier International, les membres d'Inazuma Japan se rendent dans leurs écoles respectives pour rencontrer leurs amis et leur famille afin de les voir. Fubuki Shirou rencontre son frère, Fubuki Atsuya, et celui-ci lui révèle que Shirou est blessé à la jambe, ce qui l'empêche de participer au tournoi. Endou Mamoru, Gouenji Shuuya et Kidou Yuuto se rencontrent au Steel Tower Plaza où Kidou déclare qu'il ne les accompagnera pas en Russie, prévoyant de rester au Japon pour sélectionner de nouveaux membres pour Inazuma Japan. Plus tard dans la journée, Inamori Asuto lit sa lettre et voit Shinjou Takuma qui veut lui parler. De quoi Shinjou veut-il parler avec Asuto ? |                                              |                              |                                  |                       |
| 22 | « Viva » ! Les cieux qui mènent au Mondial ! | ビバ！世界上空               | Biba! Sekai Jōkū                 | 22 mars 2019          |
| Inazuma Japan se rend en Russie en avion et chaque membre fait quelque chose pour que le temps passe vite. Lorsqu'ils arrivent en Russie, ils rencontrent l'équipe d'Espagne, Géant Invincible, l'équipe d'Amérique, Licorne Étoile, et l'équipe de Russie, Étincelle Parfaite. Les équipes soupçonnent que chaque membre de la Russie est un disciple d'Orion, mais Froy Girikanan leur apporte une réponse qui les surprend. |                                              |                              |                                  |                       |
| 23 | Le rempart du Mondial !                      | 世界の壁                     | Sekai no Kabe                    | 29 mars 2019          |
| La majeure partie de l'épisode est un flashback d'évènements survenus dans l'épisode unique Inazuma Eleven Reloaded remake de l'épisode 27 de la série originale Inazuma Eleven et prélude à Inazuma Eleven : Ares no Tenbin. |                                              |                              |                                  |                       |
| 24 | Parcourons la Russie !                       | ロシアを歩こう               | Roshia o Arukō                   | 5 avril 2019          |
| Les joueurs d'Inazuma Japan ont un peu de temps libre avant leur premier match, ils décident donc d'explorer la Russie. Certains des joueurs participent à un concours de cuisine auquel se joint Clario Orvan, tandis qu'Ichihoshi Hikaru rencontre Froy Girikanan pour parler de la Fondation Orion. Après avoir passé leur temps libre, l'équipe retourne s'entraîner. Inamori Asuto, Haizaki Ryouhei et Nosaka Yuuma sont sélectionnés pour hériter du Last Resort de Gouenji Shuuya. Puis soudain, quelqu'un utilise une technique pour attirer l'attention de l'équipe. Qui est-ce ? |                                              |                              |                                  |                       |
| 25 | Un dieu géant se dresse sur le chemin !      | 立ちはだかる巨神             | Tachihadakaru Kyoshin            | 12 avril 2019         |
| Pour le début du Football Frontier International en Russie, Inazuma Japon affronte Géant Invincible. Fubuki Atsuya étant le premier membre supplémentaire pour Inazuma Japon, il est également titulaire contre l'Espagne, remplaçant Kira Hiroto au poste d'attaquant. Cependant, Inazuma Japon est en difficulté face à Géant Invincible, Clario Orvan marquant rapidement le premier but pour son équipe, même si Endou Mamoru a une nouvelle technique appelée Super God Hand. Comment Inazuma Japan va-t-il contrer ? |                                              |                              |                                  |                       |
| 26 | La lueur du Général !                        | ジェネラルの煌めき           | Jeneraru no Kirameki             | 19 avril 2019         |
| Le Japon d'Inazuma est dépassé par la forte capacité physique de l'Espagne. Pendant ce temps, Nosaka et Ichihoshi continuent d'analyser l'équipe espagnole. Les deux hommes commencent à penser qu'il y a un secret derrière le gardien espagnol Alonso Fibiano qui défendait parfaitement leurs attaques. |                                              |                              |                                  |                       |
| 27 | Asuto ! Cours vers la victoire !             | 明日人！勝利に向かって走れ！ | Asuto! Shōri ni Mukatte Hashire! | 26 avril 2019         |
| Inazuma Japan continue son match contre Géant Invincible mais ils ont du mal à suivre cette équipe d'Espagne, qui a marqué son troisième but avec la technique Twin Lancer. Inazuma Japon essaie de marquer un autre but avec la technique Last Resort mais Nosaka Yuuma voit que c'est encore peu efficace, elle est donc facilement arrêtée par la défense de l'Espagne. Ils décident alors de tout miser sur Inamori Asuto pour passer les joueurs espagnols. Asuto pourra-t-il faire basculer le match ? |                                              |                              |                                  |                       |
| 28 | Erik sombre dans un coup d'état              | 一之瀬、クーデターに沈む     | Ichinose, Kūdetā ni Shizumu      | 3 mai 2019            |
| Entre les séances d'entraînement, Haizaki, Gouenji, Nosaka et Endou partent en reconnaissance de l'équipe américaine à la suggestion d'Asuto. Cependant, au lieu de découvrir l'équipe, Asuto et les autres se retrouvent à jouer contre Ichinose et les autres dans un mini-jeu. |                                              |                              |                                  |                       |
| 29 | La descente de Byron                         | アフロディ降臨               | Afurodi Kōrin                    | 10 mai 2019           |
| À leur retour au centre sportif, un nouveau membre d'Inazuma Japan attend Endou et ses coéquipiers ! Pendant ce temps, Asuto doit faire face à une choquante révélation. |                                              |                              |                                  |                       |
| 30 | L’œil de Dieu                                | 神の目                       | Kami no Me                       | 17 mai 2019           |
| Inazuma Japan est sur le point de commencer son match contre les États-Unis, dont l’intégralité des membres a été remplacée par les mystérieux Disciples d’Orion mais Inamori Asuto est en retard car il est toujours en train de parler avec Inamori Masato, son père. Asuto arrive à l'heure au stade et Inazuma Japon commence son match avec Aphrodi qui fait ses débuts. Inazuma Japan tente rapidement de marquer avec Fudou Akio utilisant Maximum Circus mais Bigman le bloque avec Gunji Eisei Phobos. Navy Invader contre-attaque et marque à la place avec Carronade Hou qui brise la Diamond Hand d'Endou Mamoru. Comme ils l'ont fait avec Star Unicorn, Navy Invader commence à blesser les joueurs d'Inazuma Japan. Comment Inazuma Japan va-t-il poursuivre le match et que peut faire Aphrodi pour l'équipe ? |                                              |                              |                                  |                       |
| 31 | L'air sur la corde GGG                       | GGG線上のアリア              | GGG Senjō no Aria                | 24 mai 2019           |
| Les coups bas s’enchaînent chez les Disciples d’Orion. Cependant, Aphrodi, Hiroto Kira et Takashi Iwato ont élaboré ensemble un plan secret, en vue duquel ils se sont entraînés dans un lieu des plus inattendus… ?! |                                              |                              |                                  |                       |
| 32 | La renaissance du Phénix                     | 甦れ！フェニックス           | Yomigaere! Fenikkusu             | 31 mai 2019           |
| Asuto et ses camarades sont abasourdis par les changements affectant l’équipe adverse, qui se sont produits suite à l’arrivée de ce nouveau personnage sur le terrain. Puis, le match se termine sur une note inattendue. |                                              |                              |                                  |                       |
| 33 | Sonny, disparu                               | 消えた明日人                 | Kieta Asuto                      | 7 juin 2019           |
| Asuto a disparu du camp d’Inazuma Japan en laissant une lettre derrière lui. Mettant à l’écart les membres de son équipe plongés dans l’incompréhension, Asuto était parti avec son père au centre d’entraînement d’Orion. Qu’a-t-il bien pu voir là-bas… ?! |                                              |                              |                                  |                       |
| 34 | Des nouveaux joueurs de choc                 | 衝撃の追加メンバー           | Shōgeki no Tsuika Menbā          | 14 juin 2019          |
| Asuto Inamori de Inazuma Japan n’est toujours pas revenu, et deux nouveaux joueurs se présentent au reste de l’équipe. Ces deux personnages sont bien connus des membres de Raimon. Mais ils ont subi d’étonnants changements ! |                                              |                              |                                  |                       |
| 35 | La magnificence de Froy                      | 華麗なフロイ                 | Karei na Furoi                   | 21 juin 2019          |
| Les membres d’Inazuma Japan sont sur leurs gardes pendant le match les opposant à l’équipe de la Russie, pays qui n’est autre que la terre d’origine de La Fondation Orion. Le milieu de terrain d’Inazuma Japan Hikaru Ichihoshi tient particulièrement à l’œil le milieu de terrain adverse, Froy Girikanan. Mais le jeu de Froy n’a absolument rien de suspect. |                                              |                              |                                  |                       |

ATTENTION: les titres d'épisodes en français pour Inazuma Eleven: Orion no Kokuin ne sont pas officiels. Il s'agit de la traduction littérale la plus cohérente des titres japonais. ( VF toujours en attente pour cette saison )